# Deutschland. Erinnerungen einer Nation

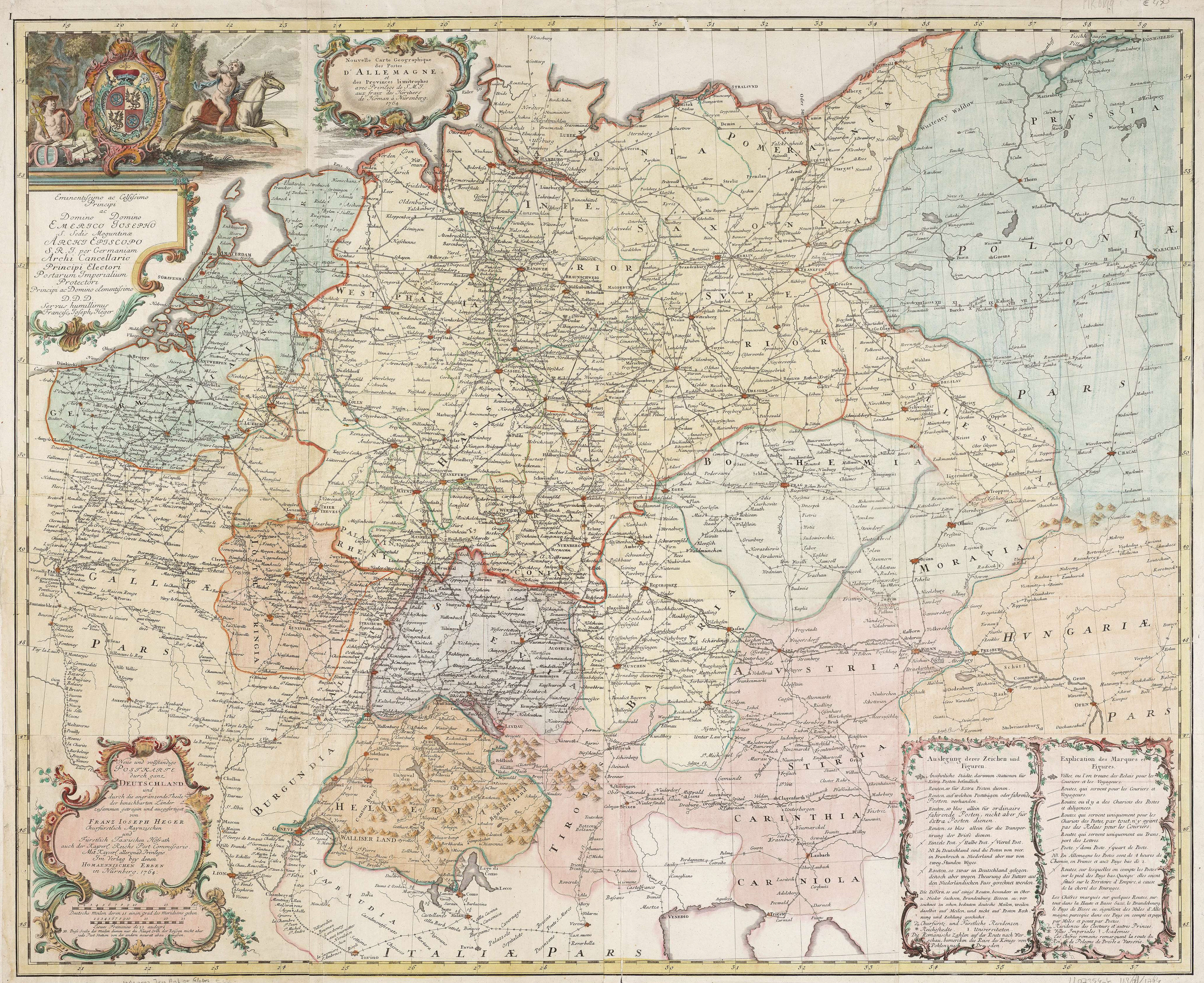
Deutschland um 1764
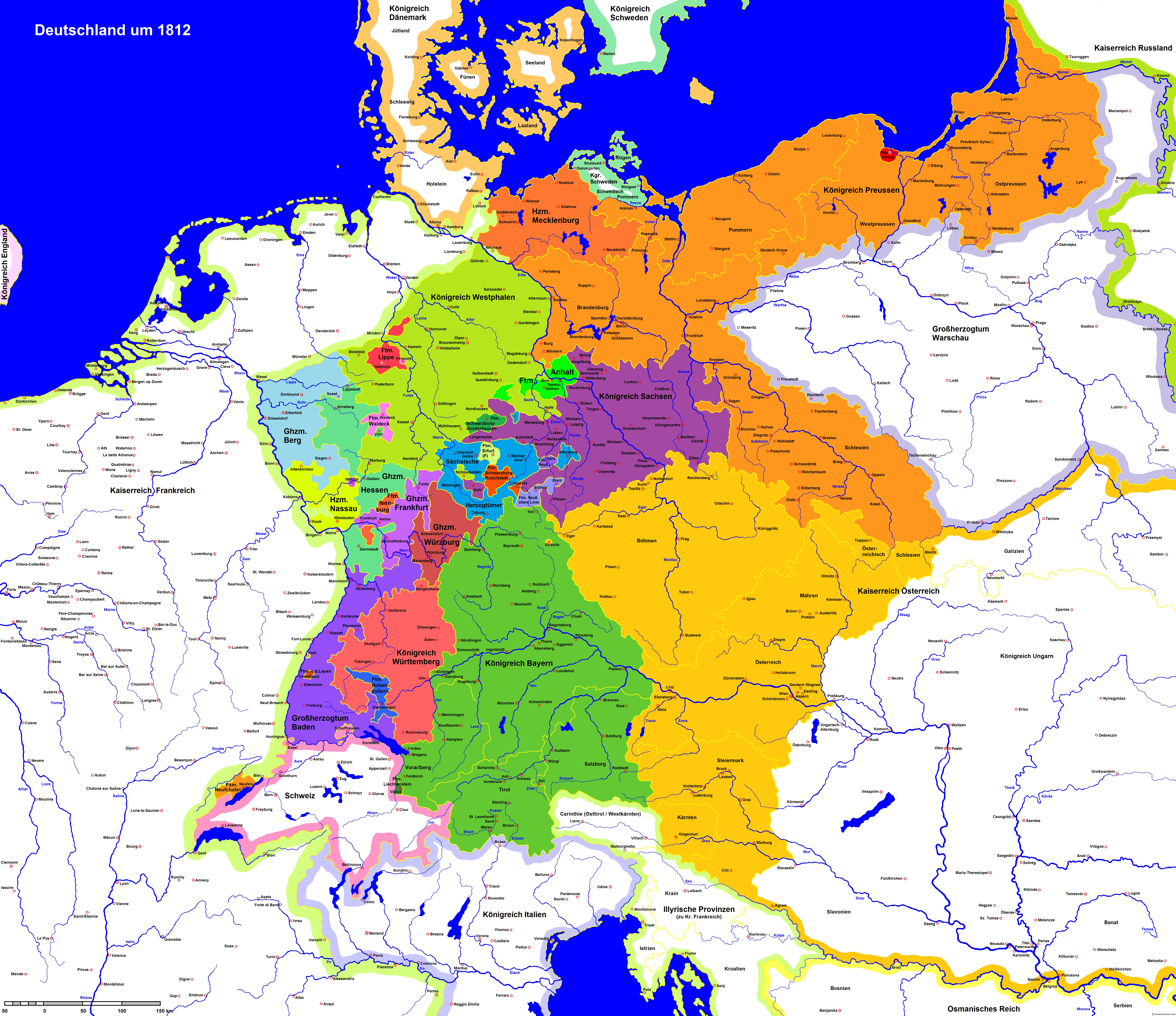
Deutschland 1812 unter Napoleon
Deutsches Reich 1871–1918
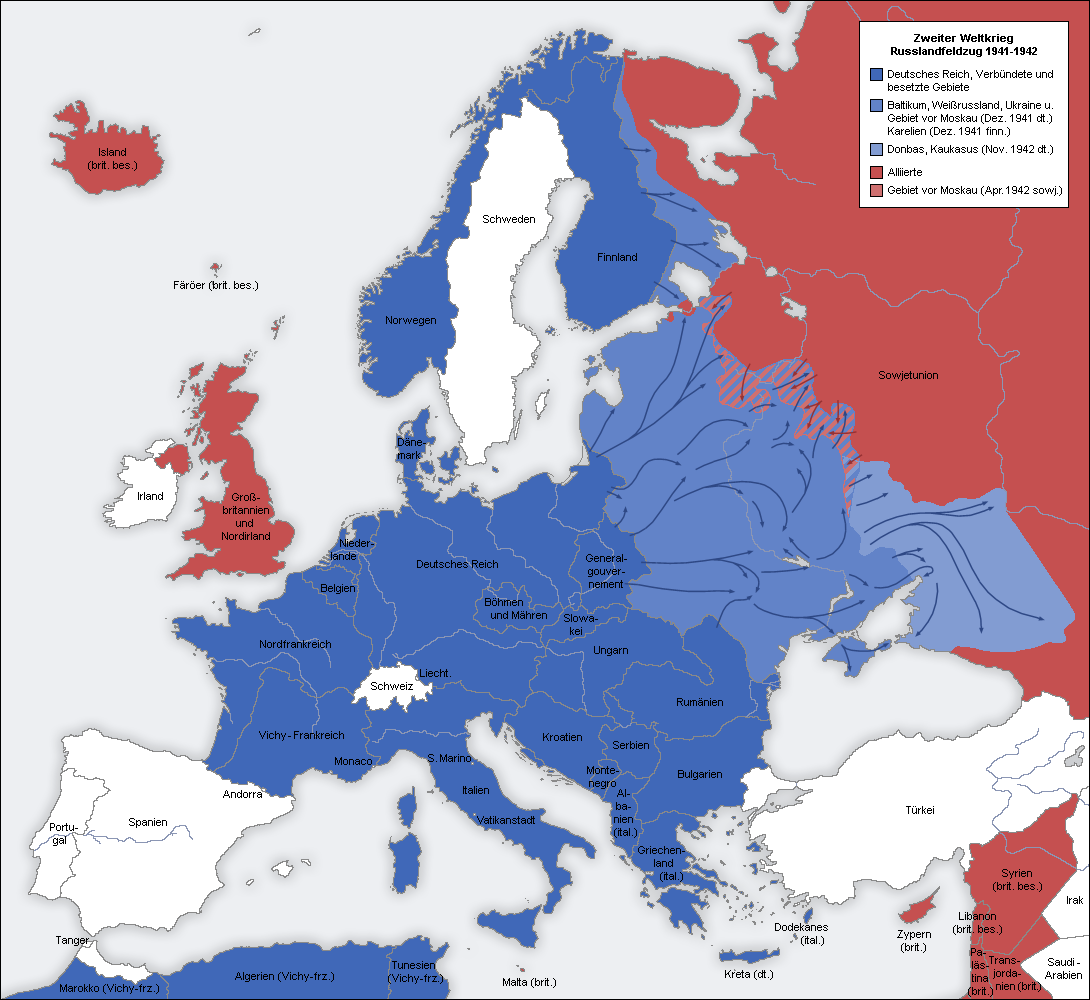
Deutsches Reich 1941/1942
Deutschland seit 1989

Deutschland. Erinnerungen einer Nation (Originaltitel englisch Germany. Memories of a Nation) ist ein Geschichtsbuch von Neil MacGregor aus dem Jahr 2014. Eine deutsche Übersetzung von Klaus Binder erschien 2015 im Verlag C. H. Beck. Das Buch schildert aus MacGregors britischer Sicht Epochen der deutschen Geschichte vom Heiligen Römischen Reich bis zur Wiedervereinigung im Jahr 1990 und berücksichtigt dabei neben der Politik auch ausgiebig Kunst und Kultur. Das Buch ist der dritte Teil des Projekts Germany: Memories of a Nation, das 2014 mit einer Ausstellung im British Museum begann und mit einer Sendereihe im BBC Radio 4 fortgeführt wurde.

## Struktur und Inhalt
Das Buch mit etwa 640 Seiten ist in sechs Teile gegliedert. Vorangestellt ist eine Widmung für MacGregors Kollegen Barrie Cook vom British Museum. Es folgen Landkarten, die die Entwicklung Deutschlands durch die Jahrhunderte zeigen, und eine Einleitung mit dem Titel Denkmale und Erinnerungen. Am Schluss folgen ein Envoi (eine Art Botschaft), ein Abbildungsverzeichnis, Literaturhinweise, ein Dank an Sponsoren, an die Organisatoren der Ausstellung im British Museum 2014/15 und an den Sender BBC Radio 4. Das Buch endet mit einem Register für Namen, Orte und Ereignisse.

## Einleitung: Denkmale und Erinnerungen

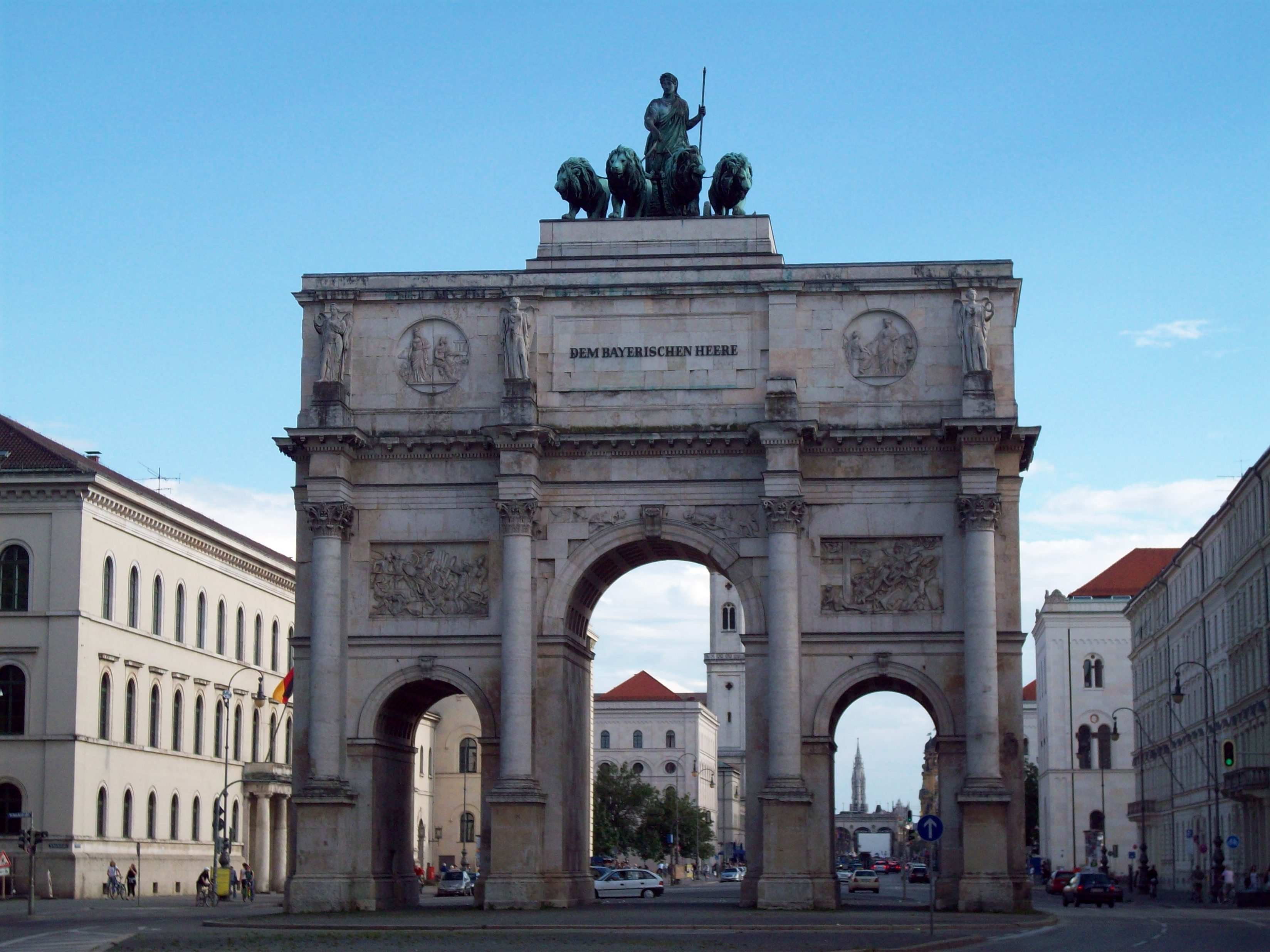
Siegestor Nordseite
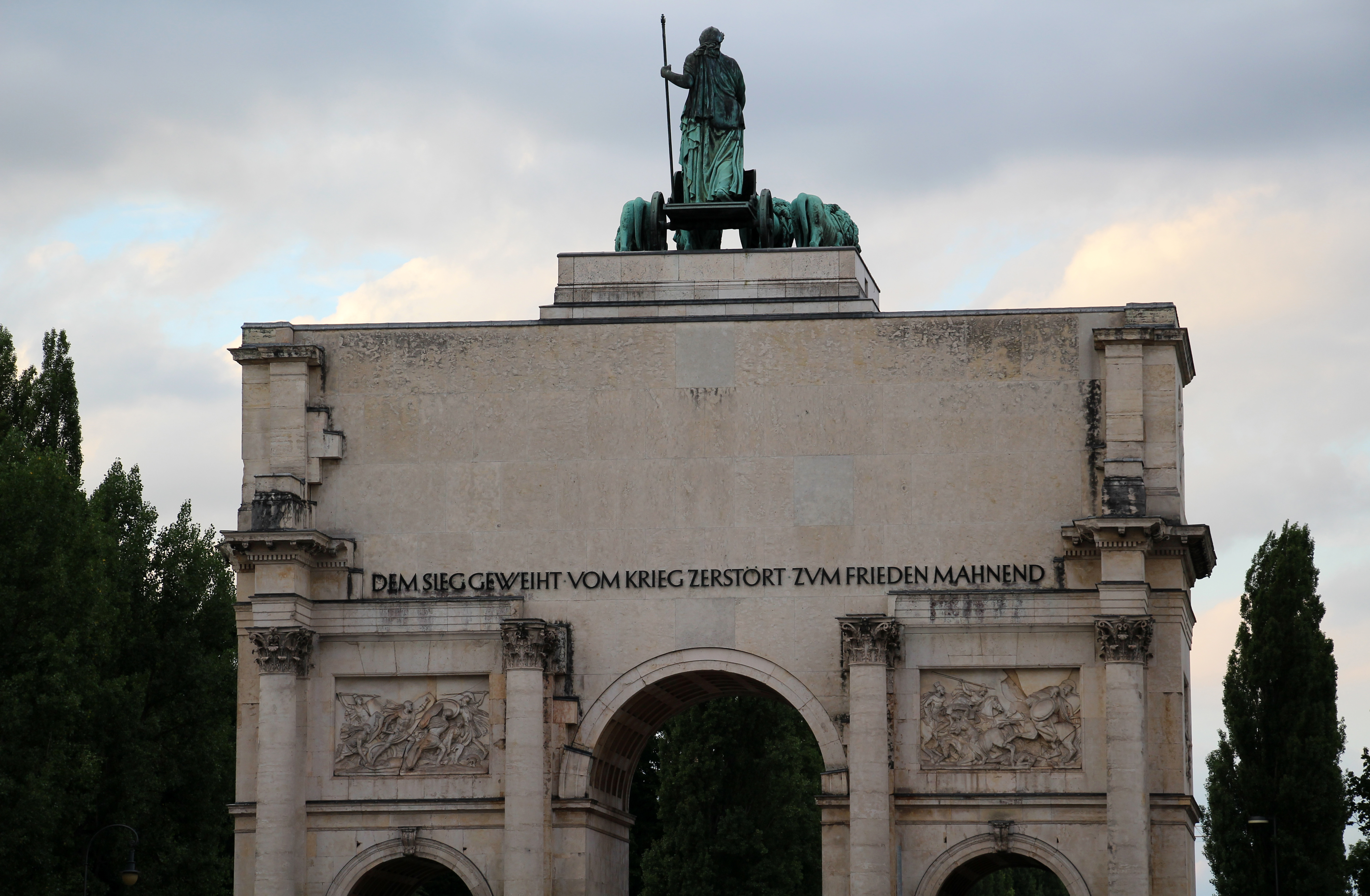
Inschrift unter der Freifläche der Südseite

MacGregor vergleicht und bewertet bezüglich ihrer historischen Bedeutung in der Einleitung seines Buches verschiedene Denkmale, so das Münchner Siegestor mit dem Arc de Triomphe in Paris und dem Wellington Arch am Londoner Hyde Park Corner. Alle diese Bögen überall in Europa erinnern an Siege, nur das Münchner Siegestor nicht. Dessen ursprüngliche Bedeutung wurde nach 1945 grundlegend verändert. Zwar erinnert es noch immer an der Nordseite an die Heldentaten des bayrischen Heeres in den Revolutions- und Befreiungskriegen (wobei die Bayern die meiste Zeit auf Napoleons Seite kämpften, was das Tor verschweigt), doch die Südseite ziert nun der Spruch:

„Dem Sieg geweiht, vom Krieg zerstört, zum Frieden mahnend.“

Das findet MacGregor bemerkenswert; dieses Tor zeige, dass die deutsche Geschichte in die Zukunft geführt wird. Das ist für ihn einmalig, denn andere europäische Staaten mit ihrer traditionell zentralisierten Macht errichten ganz andere Denkmale und überliefern in erster Linie das Vergangene. Deutschlands Zersplitterung in zahlreiche Staaten, die auch gegeneinander Krieg führten, und die damit verbundenen fragmentierten Machtverhältnisse führten auch zu einer zersplitterten Geschichte, die Nichtdeutsche nur schwer verstehen können. Die Aufgabe dieses Buches sieht der Autor daher darin, nicht eine deutsche Geschichte zu schreiben, sondern den Erinnerungen nachzugehen, die zu der heutigen nationalen Identität führten. Dazu wählt er bestimmte Objekte, Bauwerke, Menschen und Orte aus. Neben den Orten befasst er sich auch mit dem vergeblichen Versuch deutscher Historiker, die großen intellektuellen Leistungen des 18. und 19. Jahrhunderts mit dem moralischen Absturz Deutschlands in der Zeit des Nationalsozialismus überzeugend zusammenzuführen. Er ist der Ansicht, dass die deutsche Geschichte so stark beschädigt sei, dass sie sich „nicht mehr reparieren lässt“ und daher immer wieder neu betrachtet werden muss. Das Bild Adler von Georg Baselitz zeigt einen kopfstehenden abstrahierten Adler in den Farben Schwarz-Rot-Gold. Für MacGregor ist dies ein passendes Bild für diesen Zustand der deutschen Geschichte.

## Erster Teil: Wo liegt Deutschland?
Wo liegt Deutschland? MacGregor zitiert mit dieser Frage Johann Wolfgang von Goethe und Friedrich Schiller aus dem Jahr 1796. In diesem Teil seines Buches geht es um die veränderliche Geografie, Geschichte und die wandernden Grenzen Deutschlands.

### Der Blick vom Tor

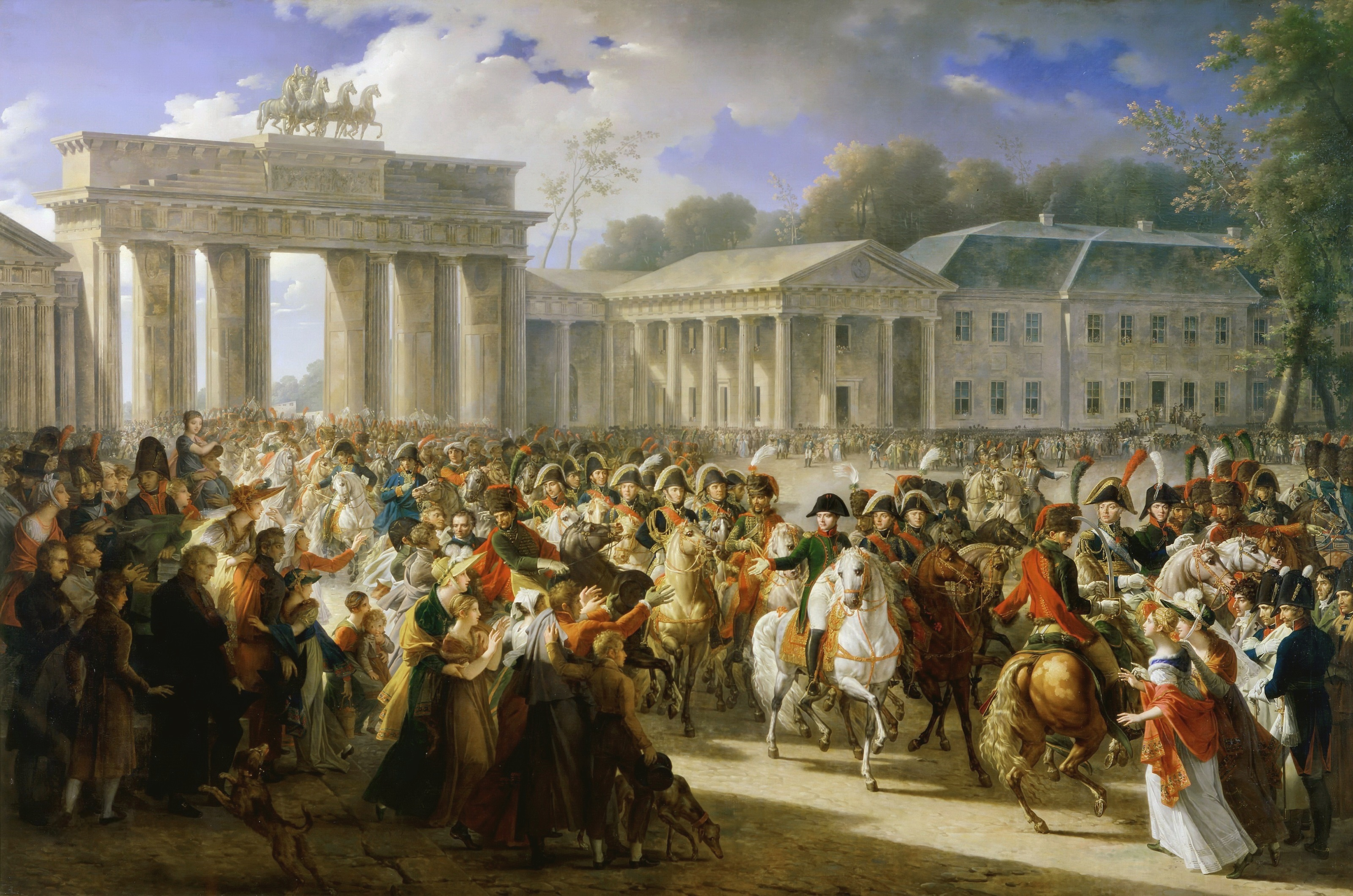
Einzug Napoleons 1806 (Charles Meynier)

Beginnend mit Napoleons Einzug nach Berlin durch das Brandenburger Tor 1806, nach der Niederlage Preußens in der Schlacht bei Jena und Auerstedt, widmet sich der Autor dem Brandenburger Tor mit seiner wechselvollen Geschichte und historischen Bedeutung. Auf dem Tor steht die die Quadriga, ein antiker Streitwagen mit der Siegesgöttin Viktoria, der hier von vier Pferden gezogen wird (die Quadriga auf dem Münchner Siegestor ziehen vier Löwen). Napoleon nahm den Berliner Torschmuck als Trophäe mit nach Paris, wo sie acht Jahre blieb. Der Blick nach Westen richtet sich auf die Siegessäule und MacGregor vergleicht beide Monumente mit der Halle des Volkes, mit der die Nationalsozialisten alle historischen Dimensionen Berlins zerstören wollten. Ein Abschnitt über die Geschichte Preußens, seiner Politik und repräsentativen Bauten nach dem Dreißigjährigen Krieg schließt sich an, führt bis zum Palast der Republik und dem Fernsehturm am Alexanderplatz. Der Autor meint, dass sich vom Brandenburger Tor aus die „Schlüsselereignisse der deutschen Geschichte betrachten“ lassen.

### Geteilter Himmel

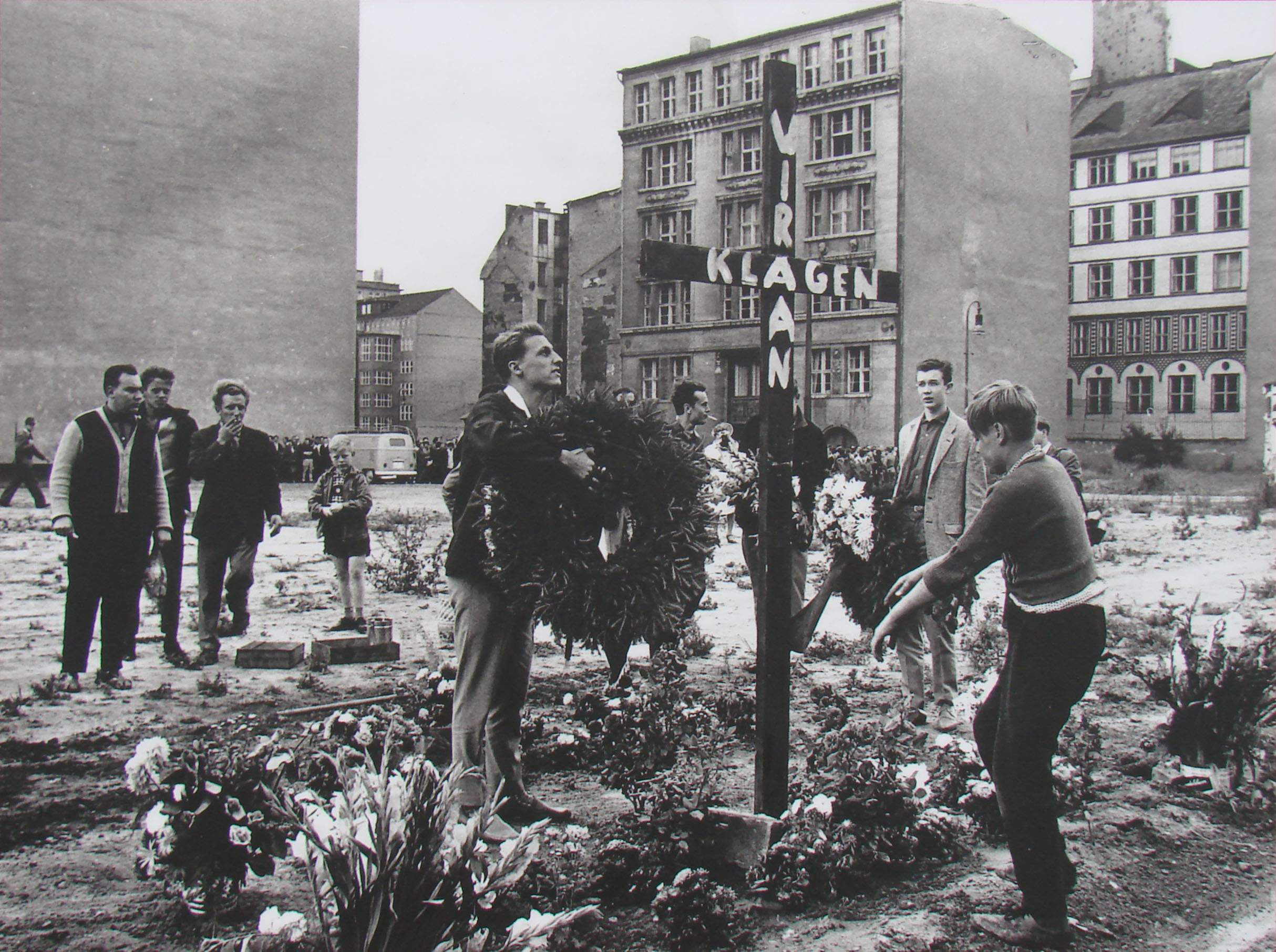
Peter Fechter wurde am 17. August 1962 erschossen

In diesem Kapitel befasst sich der Autor zunächst mit dem Reichstagsgebäude und den in unmittelbarer Nähe am Spreeufer vorhandenen weißen Kreuzen, die an die Maueropfer erinnern. Sein Thema ist jetzt die Deutsche Teilung, die in der Berliner Mauer ihre massive Präsenz zeigte. Christa Wolfs Roman Der geteilte Himmel erwähnt MacGregor, um die Schicksale der getrennten Familien und Liebesbeziehungen in der Zeit der Teilung zu beschreiben. Er schildert Fluchtversuche und lässt dafür Regine Falkenberg, Kuratorin am Deutschen Historischen Museum, zu Wort kommen, die einen geplanten, aber dann verratenen Fluchtversuch über die Ostsee beschreibt. Ein weiterer Punkt ist der Bahnhof Friedrichstraße mit dem sogenannten Tränenpalast, dessen labyrinthischer Grundriss die totale Kontrolle über den Grenzverkehr seitens der Staatssicherheit ermöglichte. Auch Christa Wolf hatte sich mit dem Überwachungssystem der DDR beschäftigt, ihre 1979 (veröffentlicht allerdings erst nach 1990) entstandene Erzählung Was bleibt berichtet von ihrer Überwachung durch die Stasi. MacGregor mutmaßt, dass durch dieses Überwachungssystem die Deutschen, gleichgültig ob aus Ost oder West, im Gegensatz zu anderen Europäern, bis heute sehr kritisch auf das Sammeln von Daten durch den Staat reagieren. Er untermauert dies mit dem Fall Edward Snowden. Als dieser 2013 mit seinen Enthüllungen der NSA-Überwachungsmethoden an die Öffentlichkeit ging, wurde er in Großbritannien feindselig betrachtet und abgelehnt, in Deutschland hingegen erfuhr er Zustimmung und gilt als Held. Im Rosenmontagszug des Mainzer Karnevals 2014 gab es einen Motivwagen, der Edward Snowden als große Pappfigur zeigte, wie er mehrere Fässer öffnet, aus denen krakenartig Augen und Ohren hervorquellen. MacGregor geht zurück zu Christa Wolf, die völlig verdrängt hatte, dass sie selbst von 1959 bis 1961 Informantin der Stasi war. In ihrem Buch Stadt der Engel versucht sie eine Selbsterkundung und kommt zu dem Schluss, dass ihr Verdrängen und Vergessen unentschuldbar sei. Ihre Kindheit und Jugend im NS-Staat, mit entsprechender Erziehung, habe demnach dazu geführt, dass bei ihr immer der Wunsch existierte, dem Staat zu dienen. MacGregor sieht hierin stellvertretend ein Hauptproblem der neueren deutschen Geschichte: „Manche Erinnerungen sind so […] beschämend, dass wir sie verdrängen.“ Das erklärt auch, warum bis in die 1990er Jahre viele Fragen, beispielsweise zum Holocaust und seinen Tätern, nie gestellt wurden.

### Verlorene Kapitale
Ein weiteres Kapitel trägt die Überschrift Verlorene Kapitale. MacGregor beschäftigt sich hier mit der deutschen Geistesgeschichte anhand der ehemals durch deutsche Kultur und Geisteswissenschaft geprägten Städte Prag und Königsberg, heute Kaliningrad. Sein Gang durch die Geschichte führt ihn von der ersten deutschsprachigen Universität in Prag (der Karls-Universität) zu Franz Kafka, dann nach Königsberg und zu Immanuel Kant, den er mit den Worten zitiert: „Der bestirnte Himmel über mir, und das moralische Gesetz in mir.“ Dieser Satz auf Deutsch und Russisch an Kants Grab stammt aus seinem zweiten Hauptwerk Kritik der praktischen Vernunft. MacGregor hat offenbar Humor, denn ihm sind in der Stadt immerhin die gusseisernen Kanaldeckel von 1937 mit deutscher Beschriftung im Straßenpflaster aufgefallen, doch gibt es seiner Ansicht nach sonst nichts Deutsches mehr im heutigen Kaliningrad. Er geht auch auf die allgemeine Geschichte der Stadt ein, ihren Reichtum seit der Zeit der Hanse, die Bedeutung dieser Stadt für die Gründung Preußens, die Selbstkrönung Friedrichs I., Preußens Niederlage 1806, dem Exil des Königshauses in den Napoleonischen Kriegen und schließlich die vernunftorientierte Reorganisation des Staates im 19. Jahrhundert. Dabei befand sich Königsberg als östlicher Vorposten immer außerhalb des Heiligen Römischen Reiches. Der Autor kehrt zurück nach Prag und damit zu Franz Kafka. Jenes Prag war aber nicht wie Königsberg durch und durch deutsch, sondern für lange Zeit eine friedliche Koexistenz zweier Kulturen. Ostpreußen und Königsberg wurden mit Waffengewalt von den Deutschen erobert, nach Prag kamen sie jedoch auf Einladung durch Böhmens Könige Ende des 13. Jahrhunderts. Erst im späten 19. Jahrhundert, mit dem Erwachen eines neuen tschechischen Nationalbewusstseins, ging der deutsche Einfluss zurück, bis er schließlich mit dem Ende des Ersten Weltkriegs ganz verschwand. Kafka lebte bereits in einer Stadt, die mehrheitlich tschechisch sprach. Der Schriftsteller sprach auch tschechisch, schrieb aber auf Deutsch. Als er 1901 die Karls-Universität besuchte, war diese bereits geteilt mit unterschiedlichen Eingängen für deutsche und tschechische Studenten. Kafka war nach Ansicht MacGregors ein Außenseiter in vielerlei Hinsicht. Als Jude in einem Land, das seit 300 Jahren tief katholisch war und dann als deutschsprachiger Mensch, der in einer Stadt lebte, die eben diese deutschen Einflüsse loswerden wollte. Seine Werke zeugen von Unterdrückung und Entfremdung durch die politischen Umwälzungen nach 1919, als das Kosmopolitische des alten Habsburgerreiches keine Zukunft mehr hatte. Nach 1945 wurden nach 700 Jahren dann alle verbliebenen Spuren deutscher Kultur aus Königsberg und Prag getilgt. Der Process war damit zu Ende, doch bleiben sowohl die Stadt der preußischen Monarchie, als auch das Prag des Franz Kafka in deutscher kulturgeschichtlicher Erinnerung.

### Stadt an der fließenden Grenze

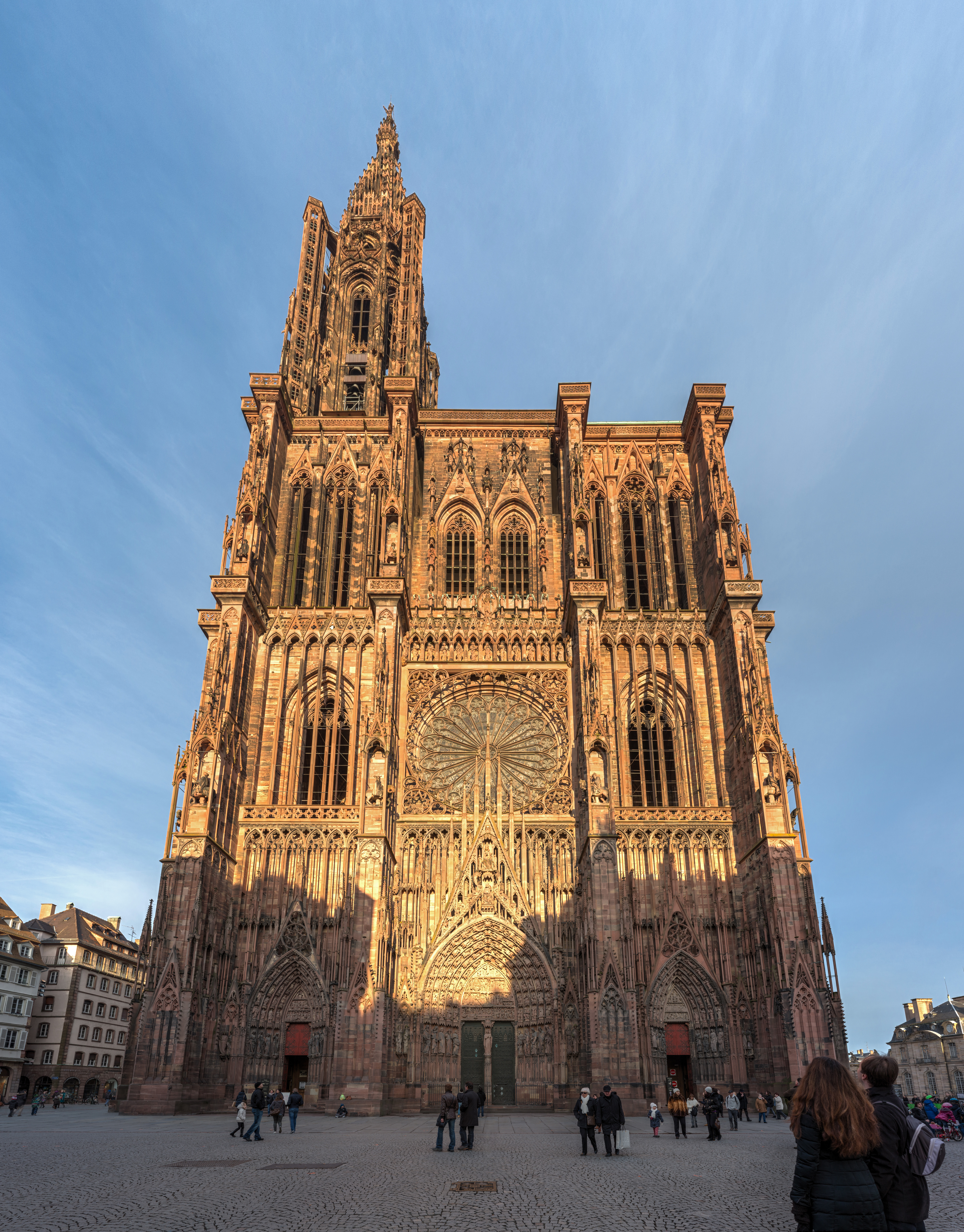
Straßburger Münster, Westfassade

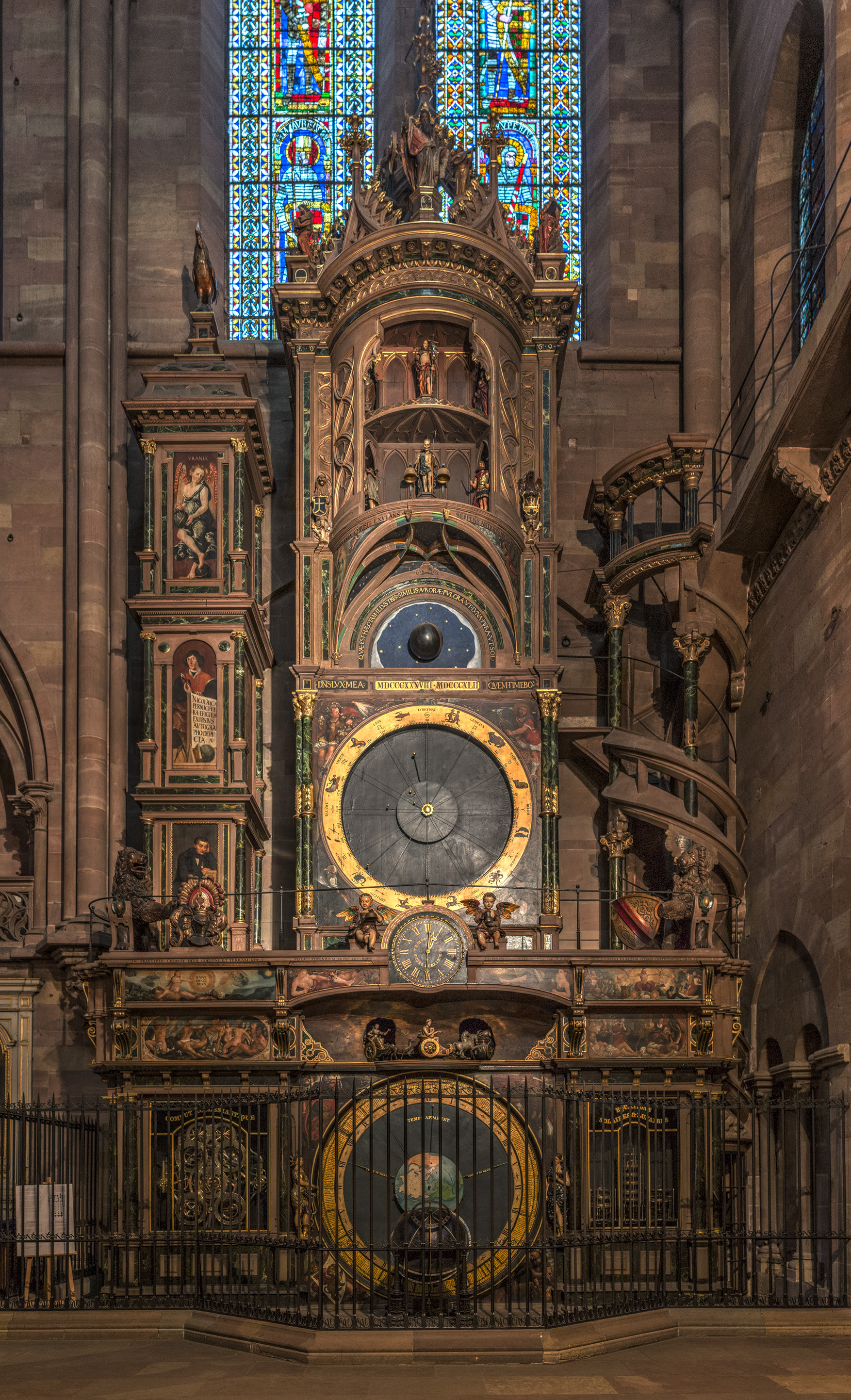
Astronomische Uhr

In diesem Kapitel geht es um den Mythos Rhein, die damit verbundene Romantik, die Frage, ob der Rhein Deutschlands Grenze oder Deutschlands Fluss sei und die Stadt Straßburg mit ihrer Vergangenheit als deutsche Freie Reichsstadt. Anhand der ursprünglich aus der Renaissancezeit stammenden astronomischen Uhr von Isaac Habrecht im Straßburger Münster zeigt MacGregor den Zusammenhang von Astronomie und Theologie, Mathematik und Geschichte. Er sieht auch Zusammenhänge in Martin Luthers Bibelübersetzung mit seiner Fähigkeit, Schrift und Musik zu verbinden, und dem hochqualitativen Edelmetallhandwerk des Uhrwerks, das im 19. Jahrhundert erneuert wurde. Ludwig XIV. annektierte zwar 1681 das Elsass und die Stadt, die nun Strasbourg hieß. Deutsche Kultur und Sprache blieben jedoch weitgehend unangetastet bestehen, die Politik war hingegen französisch. Goethe kam 1770 nach Straßburg und war begeistert von dem Münster. Nicht nur er schwärmte von der Gotik, sah sie als deutsche Baukunst – und irrte, denn die Wurzeln der Gotik liegen in Frankreich, wie wir heute wissen. Doch die Grundlage zu einem Nationalismus war gelegt: Goethe: „[…] das ist deutsche Baukunst, unsre Baukunst, da der Italiener sich keiner eigenen rühmen darf, viel weniger der Franzos.“ 100 Jahre später änderte sich die Lage, Straßburg und das Elsass wurden von den Preußen erobert, und die Fronten verhärteten sich. Regierte Ludwig XIV. noch mit leichter Hand (MacGregor), wurde später immer nationalistischer und zentralistischer agiert. Die Stadt konnte im Zeitalter des erwachenden Nationalbewusstseins nicht beides sein. 1919 wurde sie wieder französisch, 1940 wieder deutsch, um schließlich 1944 wieder zurück nach Frankreich zu gelangen. MacGregor zitiert den Grafiker und Schriftsteller Tomi Ungerer, der das Verschwinden der deutschen Sprache im Elsass bedauert, mit den Worten: „[…], ich habe gut 30 Jahre damit zugebracht, mich für Elsässer Identität und unsere Sprache einzusetzen, […], doch denke ich inzwischen, dass wir, so wie die Dinge nun liegen, unseren Kampf verloren haben.“

### Fragmentierte Macht
Am Beispiel von George I., König von Großbritannien, Frankreich (der Titel wurde bis 1802 beansprucht) und Irland, aber auch gleichzeitig als Georg Ludwig, Kurfürst und Erzschatzmeister des Heiligen Römischen Reiches (HRR), Herzog von Braunschweig und Lüneburg, zeigt MacGregor, dass die manchmal auch mit Gewalt erzwungene Einheit für Großbritannien jahrhundertelang Ziel und Zweck des Staates war, für das HRR hingegen nicht. Dieses war ein vielteiliges politisches Gebilde, schwer fassbar, das nicht durch militärische Gewalt, sondern durch gemeinsame Auffassungen und Traditionen zusammengehalten wurde, eine für Nichtdeutsche schwer verständliche Ordnung. MacGregor zitiert den Historiker Joachim Whaley: „[Das HRR] war kein Flickwerk völlig souveräner Staaten. Die Fürsten und Reichsstädte […] funktionierten in einem gemeinsamen rechtlichen Rahmen, auf den sich Kaiser und Landesherren im Reichstag nach bestimmten Regeln einigten. [Das HRR] wurde zusammengehalten von einem Gefühl der Zusammengehörigkeit, dem Gefühl, zum ersten christlichen Reich zu gehören, das eine ganz eigene, universale Mission hatte.“ MacGregor geht auf das Münzrecht ein, das nahezu alle Landesherren, Reichsstädte, Abteien und kleinste Territorien hatten. Überraschend ist für ihn, dass besonders Äbtissinnen dieser kleinen kirchlichen Gebiete ihr altes Münzrecht nutzten, um prächtige Silbermünzen prägen zu lassen. Als Beispiel nennt er Anna Dorothea von Sachsen-Weimar, die bis 1704 Äbtissin von Quedlinburg war. Auf den Münzen erscheinen auch ganze Verwandtschaftslinien über Landesgrenzen hinweg, so wurden mache Landesherren und -herrinnen auch auf dem Geld anderer politischer Gebiete abgebildet. Dieses Geld wurde reichsweit nach einem ziemlich genau standardisierten Gewichtssystem geprägt, so dass die Münzen nach Wert und Gewicht vergleichbar, ähnlich dem heutigen Euro, überall im Reich gültig waren. Doch die politische Macht war fragmentiert. Herrscher konnten durch Verwandtschaft in Europa überall die Krone übernehmen, auch in Staaten außerhalb des Reiches. Dadurch waren auch Länder außerhalb des HRR politisch so integriert, dass eine gewisse Sicherheit gewährleistet war. Andererseits konnten Staaten außerhalb des Reiches so, wenn nötig, das Reich stabilisieren. Das System der übertragenen Macht, also die Entfaltung der Provinzen und Kleinstaaten, ohne Eingreifen einer Zentralmacht, hat dazu geführt, dass es heute in der Europäischen Union, wenn auch mit unendlicher Geduld und manchmal nicht enden wollenden Verhandlungen möglich ist, Kompromisse zu schließen. J. Whaley erkennt dies als ein Erbe der Reichstage des HRR, das für ihn ein politisches System war, das vor allem mit Kompromissen funktionierte. In wirtschaftlicher Hinsicht sieht MacGregor anhand des Geldes im Reich ein Beispiel für das Paradox (sogenannte kreative Zerstörung), mit dem das Funktionieren des Kapitalismus erklärt wird: Das Heilige Römische Reich war in wirtschaftlicher Hinsicht ein „Sieg der schöpferischen Fragmentierung“. Das hätten „Engländer und Franzosen nie wirklich gelernt“.

## Zweiter Teil: Ein Deutschland der Imaginationen
In diesem Teil des Buches behandelt MacGregor die deutsche Sprache, die die Grundlage zum kulturellen Zusammenhalt der Nation ist. Er geht auf die Geschichten ein, die sich das Volk erzählt, und die zum Fundus der Nation, ebenso wie ihre Kulturschaffenden, seien es Literaten, Bildende Künstler und Reformer wie beispielsweise Martin Luther, gehören. Er sieht in all diesem, zusammen mit den Mythen, heiligen wie säkularen, wichtige Zutaten für eine nationale Identität Deutschlands. Allerdings gehört für ihn dazu auch deutsches Bier und deutsche Würste, denen er, auch anhand Bayerns, ein eigenes, durchaus humorvolles Kapitel widmet.

### Eine Sprache für alle Deutschen

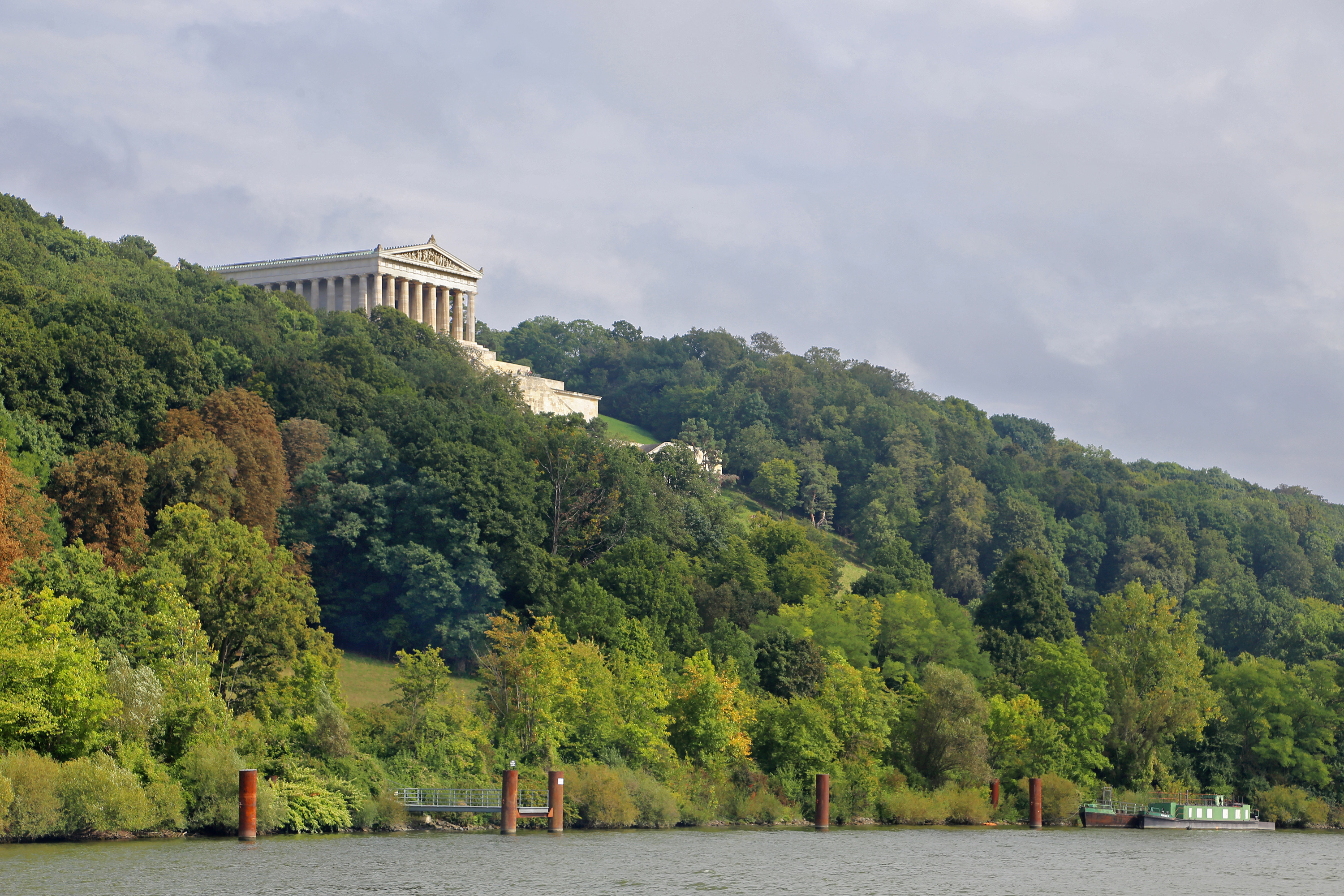
Ansicht der Walhalla

Gleich zu Beginn dieses Kapitels zitiert der Autor Thomas Mann, der 1949, nach Jahren des Exils, nach Deutschland kam:

„Ich bin auch als amerikanischer Staatsangehöriger ein deutscher Schriftsteller geblieben, treu der deutschen Sprache, die ich als meine wahre Heimat betrachte.“

So war in der tiefsten Zerstörung Deutschlands seine geistige Heimat intakt geblieben. Der Gedanke an die deutsche Sprache hat auch den späteren bayrischen König Ludwig I. dazu bewegt, 1807, ein Jahr nach der Auflösung des HRR, für „große historische Gestalten“, die Deutsch gesprochen haben, als Denkmal die Walhalla an der Donau bei Regensburg errichten zu lassen. Sowohl Thomas Mann, als auch Ludwig sahen im Moment der größten nationalen Katastrophen Deutschlands die Sprache als geistige Heimat, als etwas was blieb. Zwar gibt es zahlreiche Dialekte und Mundarten in Deutschland, so dass sich Bayern mit Nordfriesen oftmals kaum gegenseitig verstehen können, gäbe es nicht die gemeinsame Schriftsprache, die Martin Luther durch seine Übersetzung der Bibel einführte. Als Mann des Volkes stand er auf dessen Seite, als er gegen die korrupte Praxis der Kirche protestierte, die Finanzierung des Petersdoms in Rom durch den lukrativen Verkauf von Ablasszetteln zu ermöglichen. Luther hielt dies für Betrug an der armen Bevölkerung. Seine 95 Thesen setzten eine bisher nie dagewesene Bewegung in Europa in Gang, die das Christentum schließlich spaltete: die Reformation. Nun mussten sich die Herrscher des Reiches entscheiden, ob sie katholisch blieben oder zu Protestanten wurden. Luther war nicht zu Kompromissen bereit und sein Antisemitismus zeigte sich in seinen „bösartigen Schriften“ (MacGregor). Doch durch seine Sprache des Volkes, also nicht das Latein des Klerus, wirkte er auch integrativ. Die 95 Thesen, in Latein verfasst, hätten ihre Wirkung nicht entfalten können, wenn sie nicht von Luthers Freunden ins Deutsche übersetzt worden, und nicht an die vielen der vermutlich schon 1517 über 3000 vorhandenen Druckereien in Deutschland gegangen wären. So verbreiteten sich seine Ideen schnell und bereits 1521 wurde er vor dem Reichstag zu Worms zum Widerruf aufgefordert. Er lehnte ab und soll gesagt haben: „Hier stehe ich und kann nicht anders. Gott helfe mir, Amen.“ Obwohl der originale Wortlaut nicht überliefert ist, gehören doch diese Sätze zu einem bekannten deutschen Mythos. Der gegen ihn verhängte Kirchenbann war wirkungslos, denn Friedrich III., Kurfürst von Sachsen, ließ ihn auf der Wartburg verschwinden. Abgeschnitten von der öffentlichen Debatte begann er mit der Bibelübersetzung, die zwar nicht die erste war, aber die erste Übersetzung, die überregional bekannt wurde, denn der Drucker Melchior Lotter sorgte für eine große Auflage mit gutem „Marketing“ (MacGregor). Auch Raubdrucke wurden bereits hergestellt. Zu Luthers Sprache zitiert der Autor Alexander Weber vom Birkbeck College in London:

„Er war ein unglaublich gebildeter Mann, aber auch jemand, der Kontakt zu einfachen Leuten herstellen und ihre Sprechweisen aufgreifen konnte […]. Luther war der Sohn eines Bergmanns, er kannte die Umgangssprache sehr genau – und man kann sich vorstellen, wie leicht es ungewollt komisch klingen könnte, wenn er die Personen der Bibel sprechen lässt wie deutsche Bauern. Im Gegenteil, er brachte die Bibel zum Leben, [denn] seine Sprachformen unterschieden sich von früheren Übersetzungen, die gelehrt, gekünstelt und elitär waren und sowieso nur von denen verstanden wurden, die auch das Latein der Vulgata lesen konnten.“

Luthers Ziel war es, mit seiner „Ausgleichssprache“ (MacGregor) jeden anzusprechen, unabhängig von Dialekten, Mundarten und Varianten der deutschen Sprache. Alexander Weber:

„Die Geschichte der gesamten deutschen Literatur basiert auf Luthers Sprache.“

Ermöglicht wurde dies durch den Buchdruck, eine wirkungsvolle Vermarktung und den politischen Schutz durch einen protestantischen Herrscher. Durch die Fragmentierung der Macht im Reich war es unmöglich, den Siegeszug dieses Buches zu unterdrücken.

### Schneewittchen gegen Napoleon

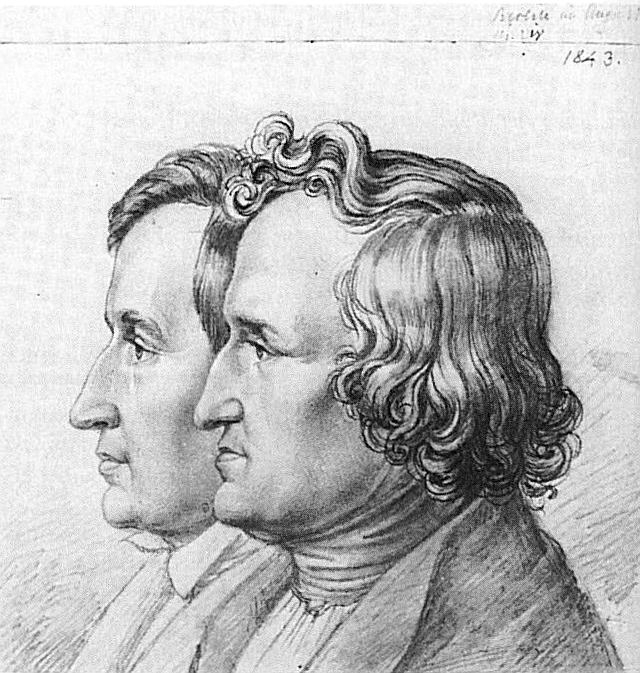
Jacob und Wilhelm Grimm

Rapunzel, Hänsel und Gretel und Schneewittchen sind bekannte Figuren aus den Kinder- und Hausmärchen der Brüder Grimm. Gemeinsam an ihnen ist der Hauptschauplatz, denn alle diese Geschichten spielen im Wald. Nach MacGregor handeln diese Märchen auch vom Schicksal Deutschlands. Im dunklen deutschen Wald spiegeln sich die nationale Politik, aber auch die Ängste und Hoffnungen der Deutschen. Als Beispiel für einen solchen mythischen Ort, an dem das Schicksal Deutschlands stattfand, führt er den Teutoburger Wald an. Dieser archetypische Wald hat eine hohe nationale Bedeutung: Hier siegten im Jahr 9 n. Chr. die germanischen Stämme unter Hermann über die Römer. So wurde der Rhein zur Grenze des römischen Reiches im Osten. Nach der patriotischen Legende wurde im Teutoburger Wald die Nation geboren. 1900 Jahre später, während der napoleonischen Kriege, bekommt der Wald wieder eine nationale Bedeutung.
Die Märchen der Brüder Grimm trugen dazu bei, die deutsche Sprache zu erforschen, sie begründeten die moderne Sprachwissenschaft und Literaturgeschichte. Der Literaturwissenschaftler Steffen Martus schreibt, dass die Grimms eine Verbindung zwischen der Art, wie die deutsche Sprache aufgebaut ist, und dem besten Funktionieren der deutschen Gesellschaft gesehen haben:

„Die Gesetze der Sprache werden nicht von außen beeinflusst, […] sondern durch ihren eigenen Organismus. Diese Vorstellung hat politische Implikationen. Die Grimms sagen: So wie die Sprache eine eigene Form und Logik hat, so auch Gesellschaften und Gemeinschaften. Im diesem Sinn werden Politik, Sozial- und Sprachgeschichte austauschbar.“

Somit waren die Grimms Teil einer politischen und sozialen Renaissance des Deutschen, einer Sprache, die in ihren Volksmärchen eine Identität besitzt, die nicht von außen erobert werden kann. Im Gegensatz zu den Franzosen haben die Deutschen ihre uralte Sprache, die teilweise bis in die Vorgeschichte zurückreicht, behalten. Für den Kunstgeschichtler Will Vaughan ist dies der Hintergrund für ihren Charakter und ihre Psyche. Im Märchen von Schneewittchen ist also in der Sprache die „Geschichte des deutschen Selbst“ (MacGregor) enthalten. In jener Zeit der ersten Hälfte des 19. Jahrhunderts hat sich nicht nur die Literatur dem Wald gewidmet, sondern auch die Malerei. Will Vaughan beschreibt anhand des Bildes Der einsame Baum von Caspar David Friedrich, 1822 entstanden, wie eine alte Eiche Schutz und Geborgenheit bieten kann. Somit hat sie eine große nationale Bedeutung. War der Teutoburger Wald durch seine Möglichkeit für einen erfolgreichen Hinterhalt auf der Seite von Hermann und seinen Germanen, so ist es ebenso die alte Eiche auf Friedrichs Bild. Georg Friedrich Kersting, ein Malerfreund Friedrichs, schuf 1815 das Bild Auf Vorposten, das drei bewaffnete Freiheitskämpfer zeigt, an Eichen gelehnt, die auf die Franzosen warten. Die deutsche Eiche war ein Motiv, das deutsche Herrscher und Regierende sehr oft als Emblem für das Überleben und die Wiedergeburt der Nation nutzten. So ist Eichenlaub beispielsweise auf der Rückseite des Eisernen Kreuzes, ebenso wie auf deutschen Pfennigmünzen ab 1949 abgebildet.
MacGregor zitiert noch einmal Steffen Martus mit den Worten, „Die Grimms und Caspar David Friedrich hätten die deutsche Landschaft überhaupt erst erfunden“. Der deutsche Wald, wie wir ihn heute kennen, ist nach Martus erst durch die Aufforstungen im 19. Jahrhundert entstanden, ebenso wie die Kinder- und Hausmärchen eine Erfindung der Romantik sind. Sie dienen durch ihre grausamen Szenen einerseits dazu, die Kinder zu erschrecken, aber andererseits auch eine wohlige Geborgenheit durch die vorlesende mütterliche Stimme zu bieten. Das sind nach MacGregor „verlässliche deutsche Werte“. Zusammen mit ihrem moralischen Anspruch, der in späteren Ausgaben immer auffälliger wurde, spiegelt sich die wachsende bürgerliche Mittelschicht wider. Im Teutoburger Wald steht heute das Hermannsdenkmal, es erinnert an Hermann, der zur Gründungsfigur der Nation gemacht wurde. Heinrich von Kleist hat 1808 ein ziemlich schlechtes antinapoleonisches Propaganda-Theaterstück mit dem Titel Die Hermannsschlacht verfasst, das zwar kaum gespielt, aber von Caspar David Friedrich gut gefunden wurde. Das Hermannsdenkmal finden die meisten Touristen, mehr als 100.000 jährlich, schrecklich und abstoßend. Eine 27 Meter hohe Kolossalfigur hebt ihr Schwert wohin – natürlich Richtung Frankreich. 1875 fertig gestellt, weist das Denkmal auch auf den Sieg im Deutsch-Französischen Krieg von 1870/71 hin. Das Denkmal dokumentiert aber vor allem den seit den 1860er Jahren aufkommenden Nationalismus, der die Schlacht der Germanen gegen die Römer okkupierte und vulgarisierte. MacGregor merkt ironisch an, dass es zum 2000-Jahr-Jubiläum der Schlacht 2009 kein Fest am Denkmal in Deutschland gab, wohl aber in dem Ort Hermann im US-Staat Missouri, wo eine Statue des Hermann (genannt Hermann the German) auf der Market Street errichtet wurde.
Nachdem die Grimms von den Nationalsozialisten hoch geschätzt wurden, befürchtete man nach 1945, dass die Gewalt und Grausamkeit der Märchen ein „bleibender Zug in deutschen Nationalcharakter sein könnte“, der dazu führte, dass die Deutschen „kaltblütig alle Verbrechen des 20. Jahrhunderts begehen konnten“. Doch nachdem Walt Disney Schneewittchen weltweit durch seinen Trickfilm von 1937 bekannt machte, ist dies offenbar vorüber, die Märchen sind nach der Lutherbibel heute wieder das meistverbreitete Buch in Deutschland (Steffen Martus). Caspar David Friedrich hatte ebenfalls unter der Naziherrschaft als „deutscher Nationalkünstler zu leiden“. Doch heute sieht man in ihm keinen „schrillen Patrioten“ mehr, sondern fast schon einen „Proto-Ökologen“, oder „Bewahrer der Landschaft“ (Will Vaughan). Die Deutschen bleiben an ihren Wald gebunden, sie schützen ihn durch immer mehr Naturschutzgebiete. Die Grünen als Partei sind so stark wie nirgends sonst in Europa und die Zukunft Deutschlands wird sich, wie seine Vergangenheit, auch wieder im Wald abspielen, vermutet MacGregor.

### Eine Nation unter Goethe

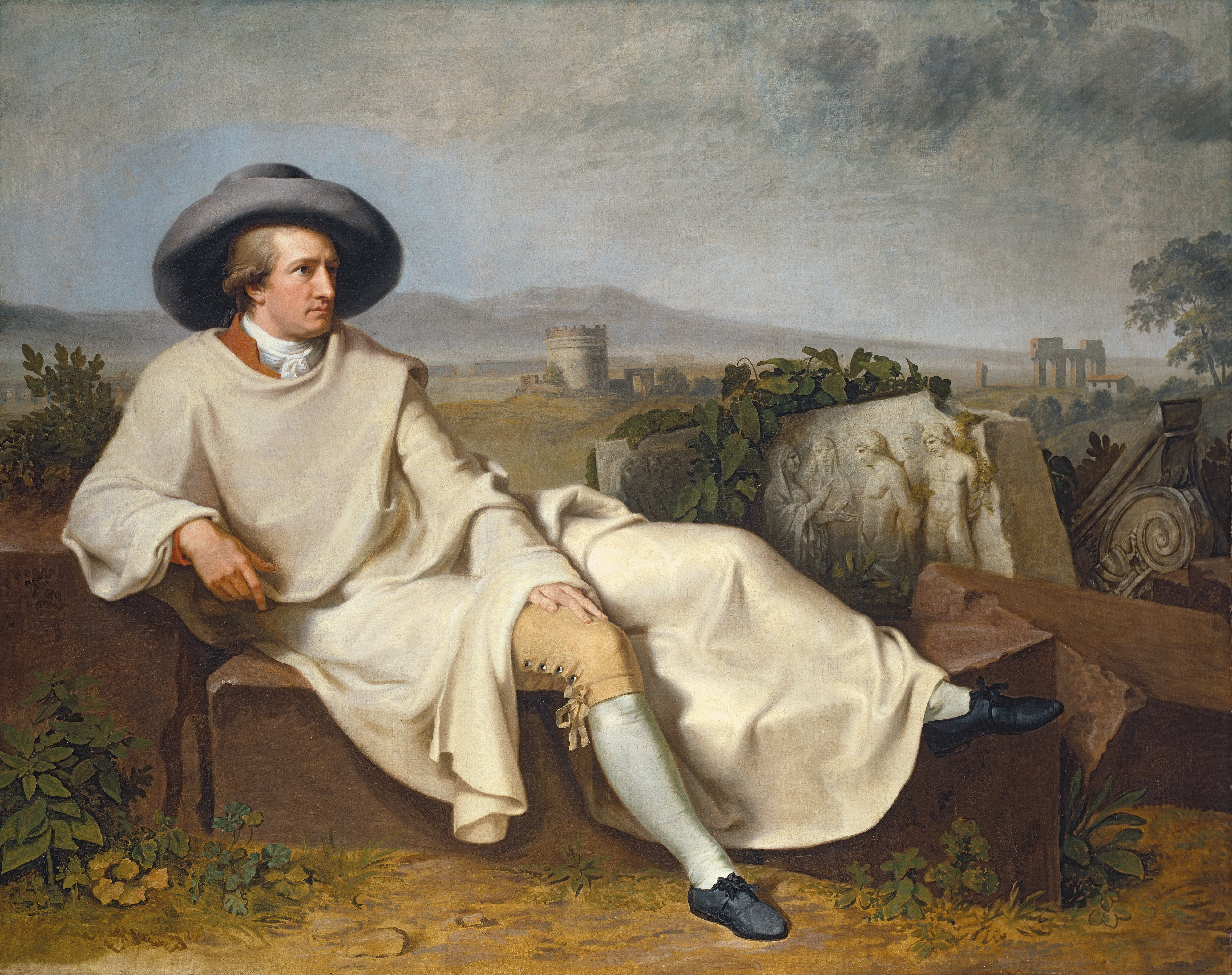
Goethe in der römischen Campagna

Goethe in der römischen Campagna, dargestellt in dem bekannten Gemälde von Johann Tischbein, sei das in ganz Deutschland bekannteste Bildnis überhaupt, behauptet MacGregor. Und Goethes Drama Faust sei „ein bestimmendes Element im nationalen Mythos der Deutschen“. Er zieht einen Vergleich: „Wenn die Amerikaner eine Nation unter Gott sind, dann sind die Deutschen eine Nation unter Goethe.“ Er hat mit seinem Werk bewirkt, dass die deutsche Sprache im gebildeten Europa gelesen und gesprochen wird. Deutschland unterhält überall in der Welt Goethe-Institute, um das Deutsche international zu verbreiten. Noch heute ist in seinem Geburtshaus in Frankfurt am Main das Puppentheater zu sehen, das er als Vierjähriger zum Geburtstag geschenkt bekommen hat. Dieses Puppentheater, schrieb Goethe später, habe sein Leben verändert, ihn in eine Welt versetzt, in der das Reale neben dem Imaginierten existiert. Statt nach dem Wunsch seines Vaters Jura zu studieren, schrieb er Verse für seine erste Jugendliebe Käthchen Schönkopf. Doch die dichterische Sprache Mitte des 18. Jahrhunderts befriedigte ihn nicht, sie war ihm zu sehr ans Französische angelehnt. Er fand in Shakespeare, dessen Sprache ungekünstelt Gefühle ausdrücken konnte, ein Vorbild. Sein Manuskript für eine Rede zum selbst erfundenen „Schäkespears Tag“ am 14. Oktober 1771 in seinem Elternhaus, ist erhalten geblieben: Es ist die überschwängliche Begeisterung eines jungen Mannes, für den Shakespeare das „Symbol für eine neue freie Weise des Schreibens“ war, so die Literaturwissenschaftlerin Anne Bohnenkamp-Renken. 
Von Shakespeare beeinflusst war Goethes erstes großes Werk, das ihn auch international bekannt machte: Die Leiden des jungen Werthers von 1774. Der Roman bewirkte eine völlige Veränderung der deutschen Literatur. Seine Schilderung von jugendlicher Leidenschaft und Empfindung war etwas völlig Neues. Goethes autobiografische Beschreibung seiner Affäre mit der Braut eines Freundes, der Schmerz der unerwiderten Liebe und schließlich das tragische Ende mit Werthers Suizid, erinnern MacGregor an A Clockwork Orange. Werther wurde zum Bestseller und Kult in Europa. Es gab für junge Männer eine Art „Werther-Mode“ mit blauer Jacke und gelber Weste. Sogar Selbstmorde à la Werther waren angesagt. Darüber hinaus wurde Deutsch durch diesen Roman zu einer anerkannten Literatursprache. MacGregor: „Goethe schloss damit zu Shakespeare auf.“ Sein Held Werther wendet sich gegen die erstickenden Konventionen seiner Zeit, doch der Vorwurf, das Buch stelle Selbstmitleid und Amoralität über Pflicht und Verantwortung, verfing nicht, das Buch blieb bei der Jugend Kult. Selbst Napoleon hatte ein Exemplar auf seinem Ägyptenfeldzug dabei. Doch auch Herzog Karl August von Sachsen-Weimar-Eisenach hatte es gelesen, wurde Goethes Gönner und holte ihn nach Weimar in den Dienst seines kleinen Staates. Nun verfügte Goethe über ein festes Einkommen, konnte in diplomatischer Mission Reisen ins Ausland unternehmen und andere Schriftsteller treffen. Doch dann kam seine „Mid-Life-Crisis“ (MacGregor). Es war so weit, er musste einfach nach Italien reisen, Rom, nach der Literatur des Nordens die Bildende Kunst des Südens und die Antike sehen. Er traf Johann Tischbein, der dann das bekannte Gemälde schuf. MacGregor erwähnt ein interessantes Detail in dem Bild: Links hinter Goethes Schulter ist nicht nur Efeu zu sehen, sondern dort schlägt auch eine „ziemlich deutsche“ Eiche Wurzeln. Rechts im Bild sind auf dem Marmorrelief Iphigenie, ihr Bruder Orestes und der Gefährte Pylades zu erkennen. Genau den hätte Goethe in seiner Verehrung für Shakespeare in seiner Jugend gern einmal im Theater gespielt. Er selbst schrieb in der Zeit, als Tischbein das Bild malte, seine Iphigenie, allerdings nicht nach Shakespeare, sondern nach Euripides. So könnte das Bild zeigen, dass es Goethe gelungen ist, aus den Errungenschaften der südlichen Antike und dem Erbe des Nordens etwas Neues geschaffen zu haben. Für Goethe war die Italienreise die schönste Zeit seines Lebens. Was für die Engländer William Wordsworths Narzissen sind, sind für die Deutschen Goethes Worte: „Kennst du das Land, wo die Zitronen blüh’n“, sie wurden zum nationalen Seufzer, den alle Deutschen lernen. Tischbeins Bild ist nicht nur ein Porträt des Dichters, sondern „das unvergleichliche Bild von Deutschlands langer Liebesaffäre mit Italien“ (MacGregor).

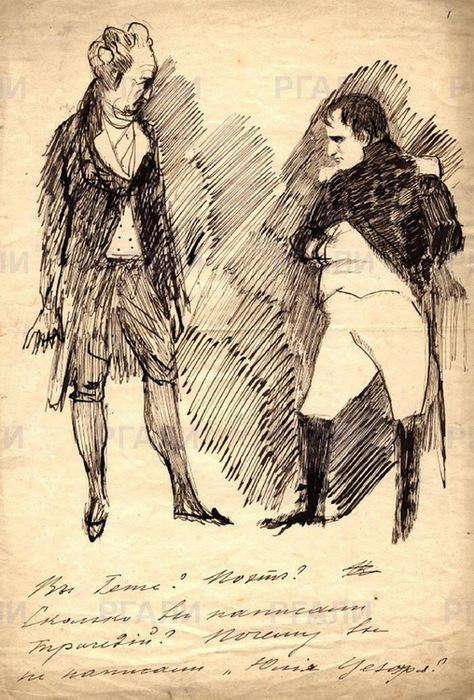
Goethe und Napoleon

Goethes Haus in Weimar ist dank seiner Sammeltätigkeit und Forschungen ein „Denkmal der Aufklärung“. Weimar als Treffpunkt von Dichtern und Philosophen wurde zum „Emblem eines neuen Deutschlands“, und nach dem verlorenen Ersten Weltkrieg war nicht zufällig Weimar der Geburtsort einer neuen Verfassung für Deutschlands erste Republik. 1808 besuchte Napoleon Goethe zu einem Gespräch in Erfurt. Das französische Militärgenie und die Personifikation des deutschen Geistes trafen einander, um zu sprechen. Ging es um Werther? Leider ist darüber nichts Genaues überliefert worden. Fast sein ganzes Leben lang schrieb der Dichter am Faust. Veröffentlicht wurde das Drama 1808 und es stellte sich die Frage, „was es heißt, deutsch zu sein“. Die Literaturwissenschaftlerin Anne Bohnenkamp-Renken schreibt: „Das späte 19. Jahrhundert verstand den Faust als eine Art Symbol für die Kraft einer aufstrebenden Nation.“ Das NS-Regime sah in ihm den „Deutschen, der stetig strebt und zuletzt auch gewinnt“. Die Kommunisten nutzten ihn als Symbol für ihre „Vision einer neuen Gesellschaft“. Heute hingegen tendieren die Interpretationen dazu, „sein Scheitern zu betonen“, denn eine Generation, die mit einem „gebrochenen Verhältnis zu ihrer Nation“ aufwuchs, sieht Faust als „gebrochene Figur“, als „Diagnose für die intellektuellen Gefahren, die in der deutschen Tradition stecken“.
Der Literaturkritiker Gustav Seibt hingegen sieht Goethe anders: Nicht allein als Dichter des Faust, sondern als „Sinnbild für ein multikulturelles Deutschland, denn er interessierte sich für alle Sprachen, unter anderem für China, Serbien oder den Islam.“ In seinem West-östlichen Divan gibt es ein Gedicht, in dem er bekennt, dass „Allah Gott ist und Mohammed sein Prophet“. Für den muslimischen Wissenschaftler und Schriftsteller Navid Kermani ist daher „Goethe ein Muslim und einer von uns“. MacGregor kommt auf das Bild von Tischbein zurück und schließt das Kapitel mit dem Hinweis, dass der Maler Goethe, in lässiger Pose, mit breitkrempigem Hut, auf einem Sockel dargestellt habe, Goethe also als Monument. Wer heute auf dem Flughafen Frankfurt ankommt, wird von einer überlebensgroßen Skulptur begrüßt. Es ist eine Statue, die nach dem Tischbein-Bild hergestellt wurde. Goethe als Symbol für deutsche Vergangenheit und Gegenwart.

### Die Halle der Helden
In diesem Kapitel befasst sich der Autor mit der Walhalla. Nach den fortlaufenden Siegen bestellte Napoleon 1808 alle deutschen Herrscher nach Erfurt, wo sie ihm huldigen sollten. In jener Zeit der völligen Demütigung kam Kronprinz Ludwig von Bayern der „Traum von der Wiedergeburt eines unsterblichen Deutschland“, das durch Porträtbüsten der „hervorragendsten Gestalten seiner Geschichte“ verkörpert werden sollte. Zwischen 1807 und 1812 ließ Ludwig bei den besten Bildhauern Bildnisse herstellen, so beispielsweise von Friedrich dem Großen, Maria Theresia, Christoph Willibald Gluck, Joseph Haydn, Leibniz und Kant und natürlich Friedrich Schiller und Goethe.

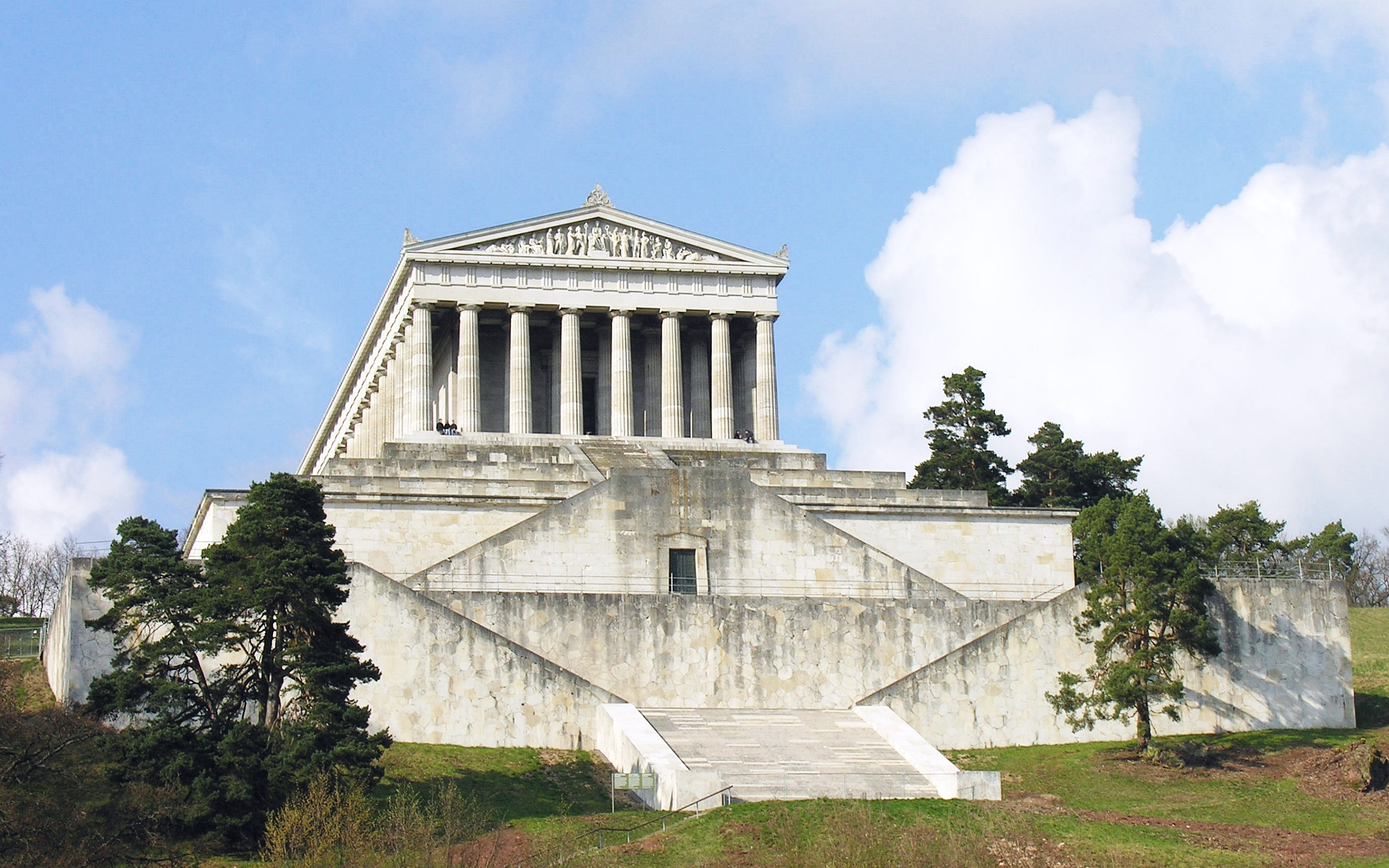
Die Walhalla

Die größten Geister der deutschen Vergangenheit, nur Goethe war noch am Leben, sollten als eine Form des passiven Widerstands die Befreiung einleiten. Als Ludwig 1825 König wurde, konnte die Walhalla gebaut werden. Eine Walhalla ist in der nordischen Mythologie ein Ort für die gefallenen Helden. Dorthin gebracht wurden sie von den Walküren. Nordische Mythologie war im 19. Jahrhundert in Mode, die Epen des Mittelalters als nationales Erbe wurden neu herausgebracht und Richard Wagner komponierte Opern über die Sagen der Wikinger und Deutschen aus dem Mittelalter. Durch diese „gebieterischen“ Opern (MacGregor) des Rings, lernten die Deutschen Walküren und die Walhalla kennen. Ludwig entschied, dass seine Walhalla nicht wie ursprünglich geplant im Münchner Englischen Garten errichtet werden sollte, sondern an der Donau bei Regensburg, wo im Heiligen Römischen Reich hochkarätige Versammlungen stattfanden. Der Bauplatz lag an einer spektakulären Stelle, etwa 90 Meter oberhalb am Steilufer der Donau bei Donaustauf. Der englische Maler William Turner war zur Eröffnung 1842 anwesend und war so begeistert, dass er nicht nur eine seiner komplexesten Landschaften aus dem Spätwerk malte, sondern auch einige seiner schlechtesten Verse schrieb (MacGregor):

“But peace returns – the morning ray/ Beams on the Walhalla, reared to science and the arts,/ For men renowned, of German fatherland.”

„Aber der Frieden kehrt zurück – der Morgenstrahl / Strahlen auf der Walhalla, aufgewachsen in Wissenschaft und Kunst, / Für bekannte Männer des deutschen Vaterlandes“

Die Walhalla war nicht im neugotischen Stil errichtet worden, sondern als Nachbildung des Athener Parthenon. Ludwigs Verbindung zu Griechenland beruhte auch darauf, dass sein Sohn Otto in dem von den Osmanen befreiten Land König wurde und beispielsweise die Restauration der Akropolis beginnen ließ. Wer vom Donauufer kommt, muss, wie an den Athener Propyläen, als demütiger Pilger über eine monumentale Treppenanlage die Höhe erreichen. Oben befinden sich dann die großen Deutschen sozusagen in mentaler Gemeinschaft mit den alten Griechen. In den Giebeln der Walhalla werden die deutschen Gründungsmythen erzählt, auch ein kolossaler Hermann befindet sich auf der Nordseite. Im Süden ist die Germania zu sehen, die Deutschland von den Franzosen befreit, ebenso wie Hermann, der 1800 Jahre vorher die Römer besiegte.

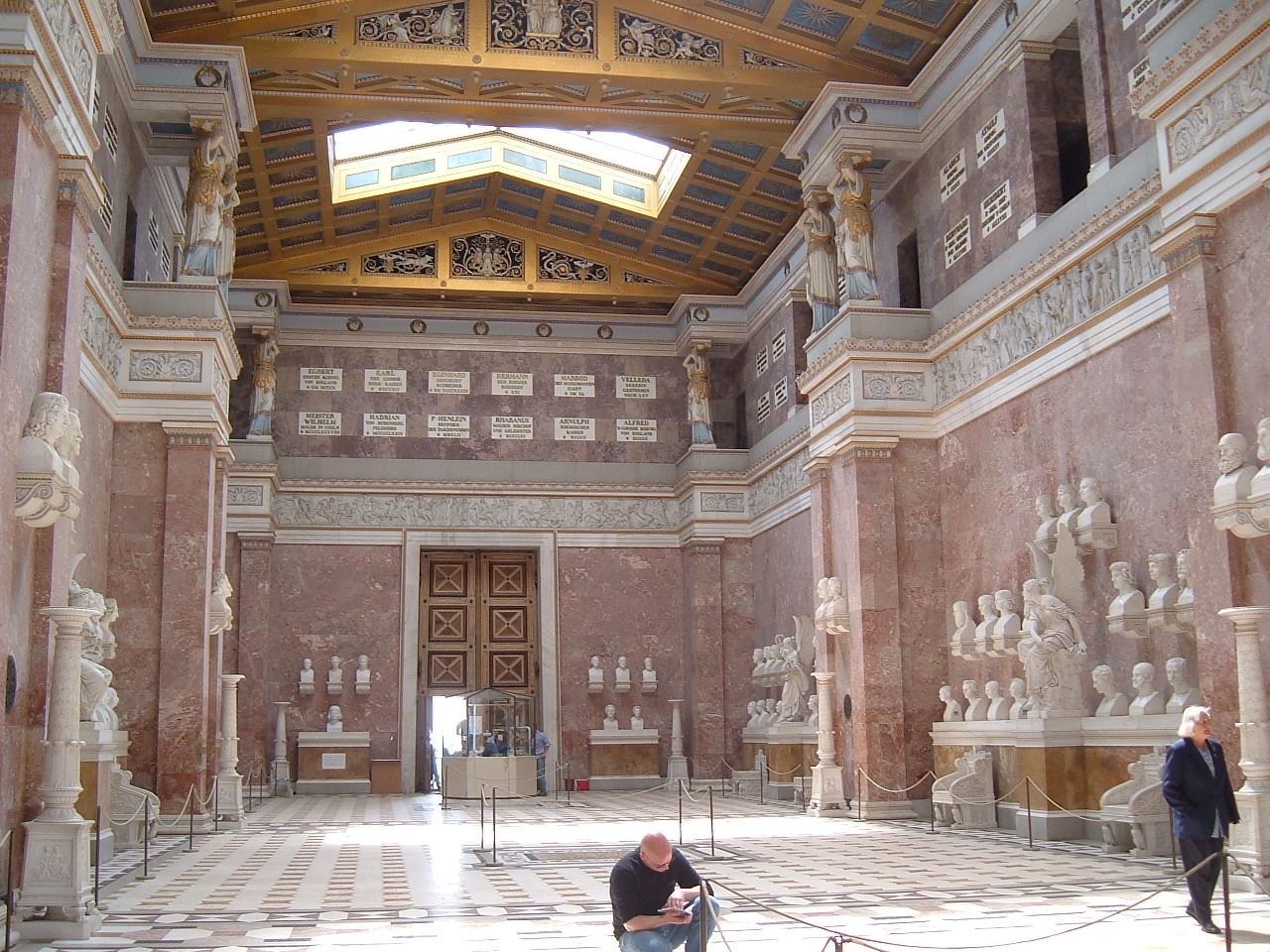
Innenansicht der Walhalla

Die Decke der Walhalla tragen Frauenfiguren, es sind blauweiß gewandete bayrische Walküren, in Athen sind es die Karyatiden. Ludwigs Auswahl für die etwa 130 Porträtbüsten war einfach: Bedeutende Leute, die Deutsch sprachen, unabhängig von ihren Heimatländern. Das entsprach der allgemeinen Auffassung von dem, was als deutsch empfunden wurde. Der erste nationalistische Barde Deutschlands, Ernst Moritz Arndt, komponierte 1813 ein populäres Lied: „Was ist des Deutschen Vaterland?“. In England war es Wordsworth, der 1803 gegen die Franzosen gerichtet schrieb: “We must be free or die who speak the tongue that Shakespeare spake.”
Noch 1937, als wieder ein Krieg drohte, begann Winston Churchill seine „History of the English-Speaking Peoples“. Die gemeinsame Sprache fördert also den Zusammenhalt. Ludwig wollte in seiner Walhalla nicht nur große Männer, sondern auch Frauen aufnehmen, unabhängig von ihrem Stand. Doch seine Auswahl war nach Ansicht des Autors „etwas schrullig“. So befindet sich neben Karl dem Großen auch eine Gedenktafel für den Nürnberger Uhrmacher Peter Henlein und auch Otto von Guericke ist vertreten.
MacGregor beschreibt den Gang durch die Walhalla als vergnüglich und findet es interessant, wer „zu dieser ultimativ exklusiven Party von Ludwig eingeladen wurde – und wer eben nicht“. Natürlich war er den Wittelsbachern und den europäischen Monarchen gegenüber großzügig. Dass Katharina die Große als große Deutsche aufgenommen wurde, ärgerte die Russen, und Maria Theresias Präsenz findet MacGregor leicht snobistisch. Auch die Franzosen waren verärgert, weil Karl der Große in der Walhalla präsentiert wurde. Die Frauen in der Walhalla sind aber immerhin nicht nur als Kaiserinnen und mythologische Dekoration wie die Walküren und Siegesgöttinnen à la Germania präsent.

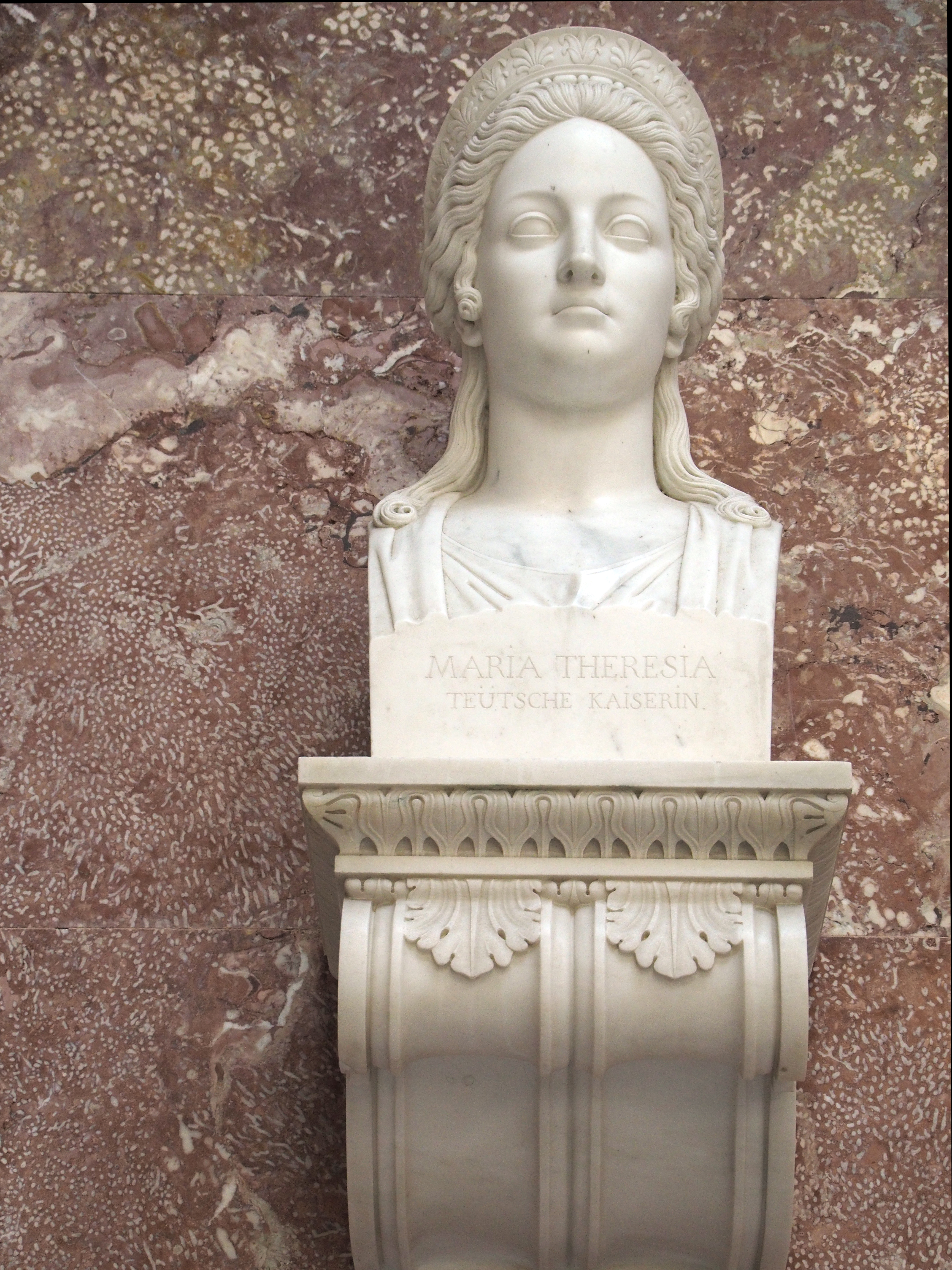
Maria Theresia (Eberhard)
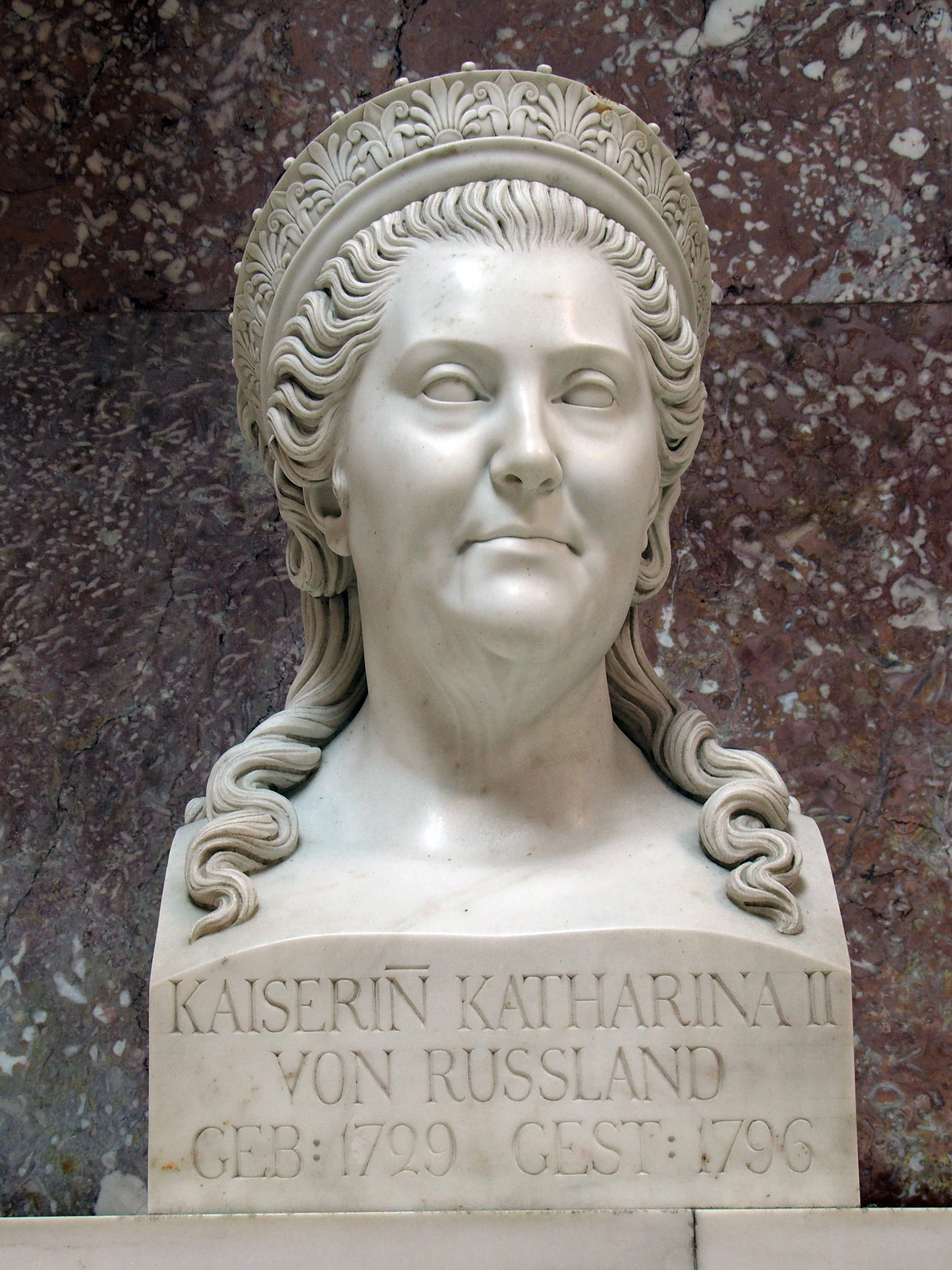
Katharina die Große (Wredow)
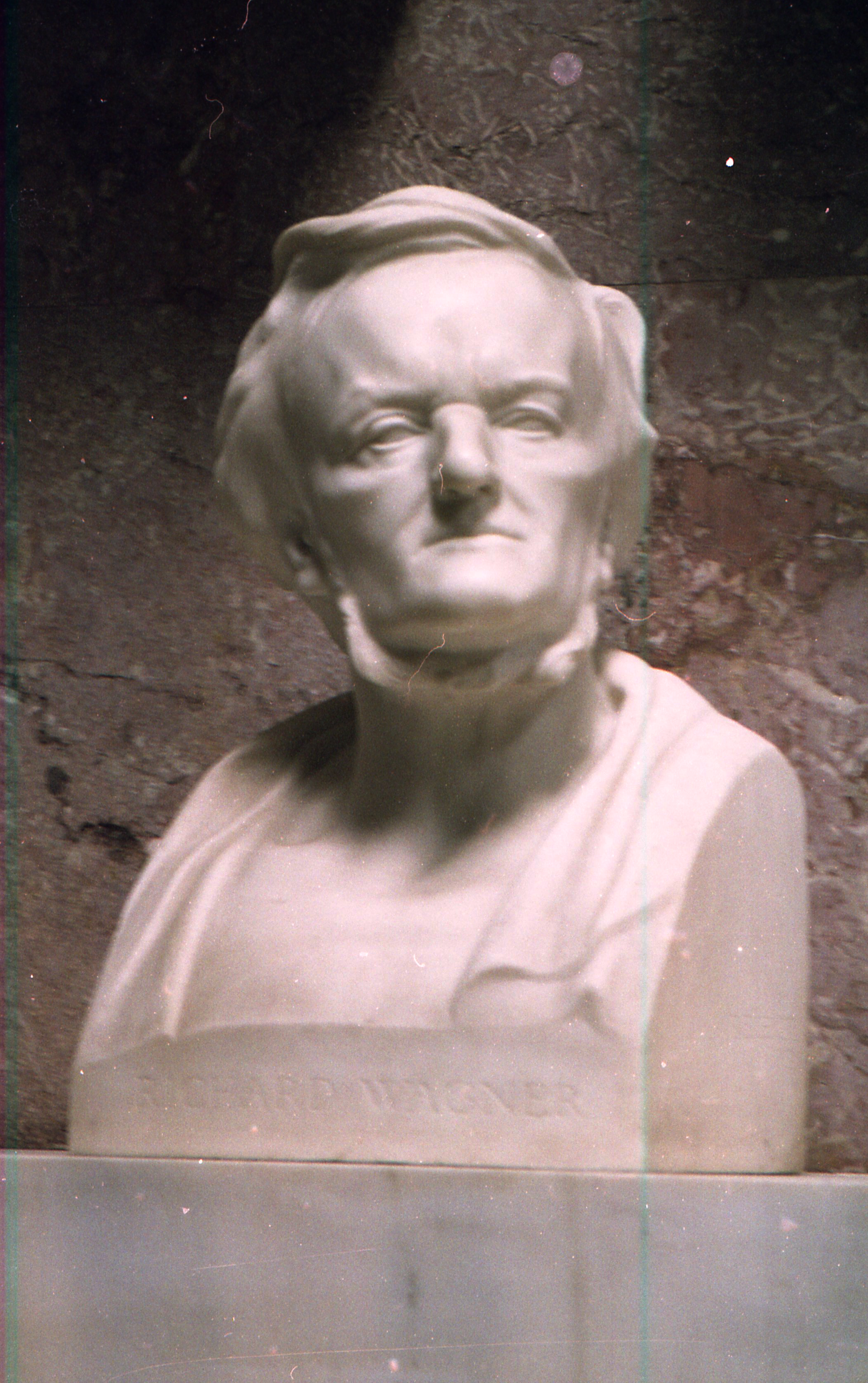
Richard Wagner (Bleeker)
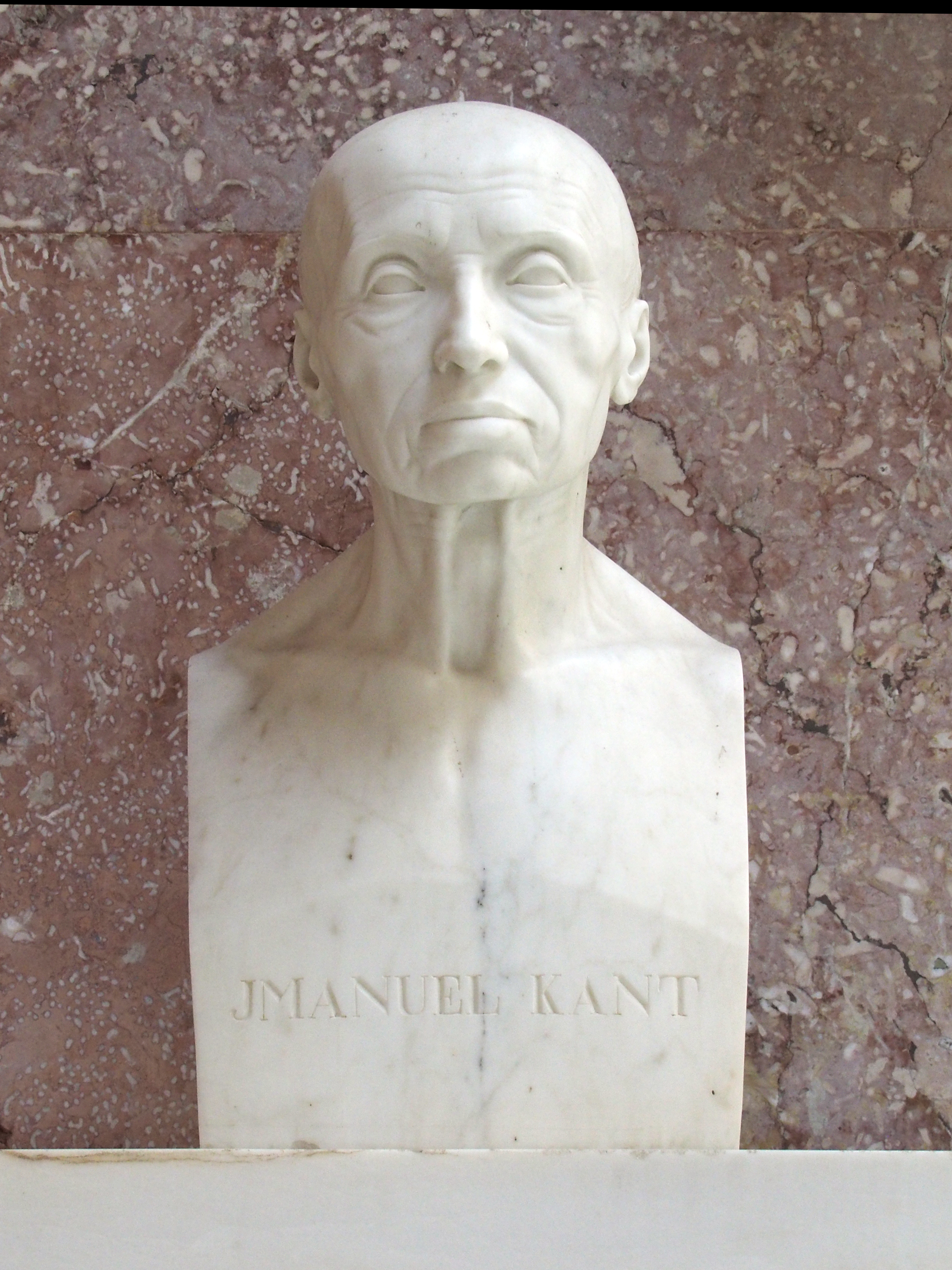
Immanuel Kant (Schadow)
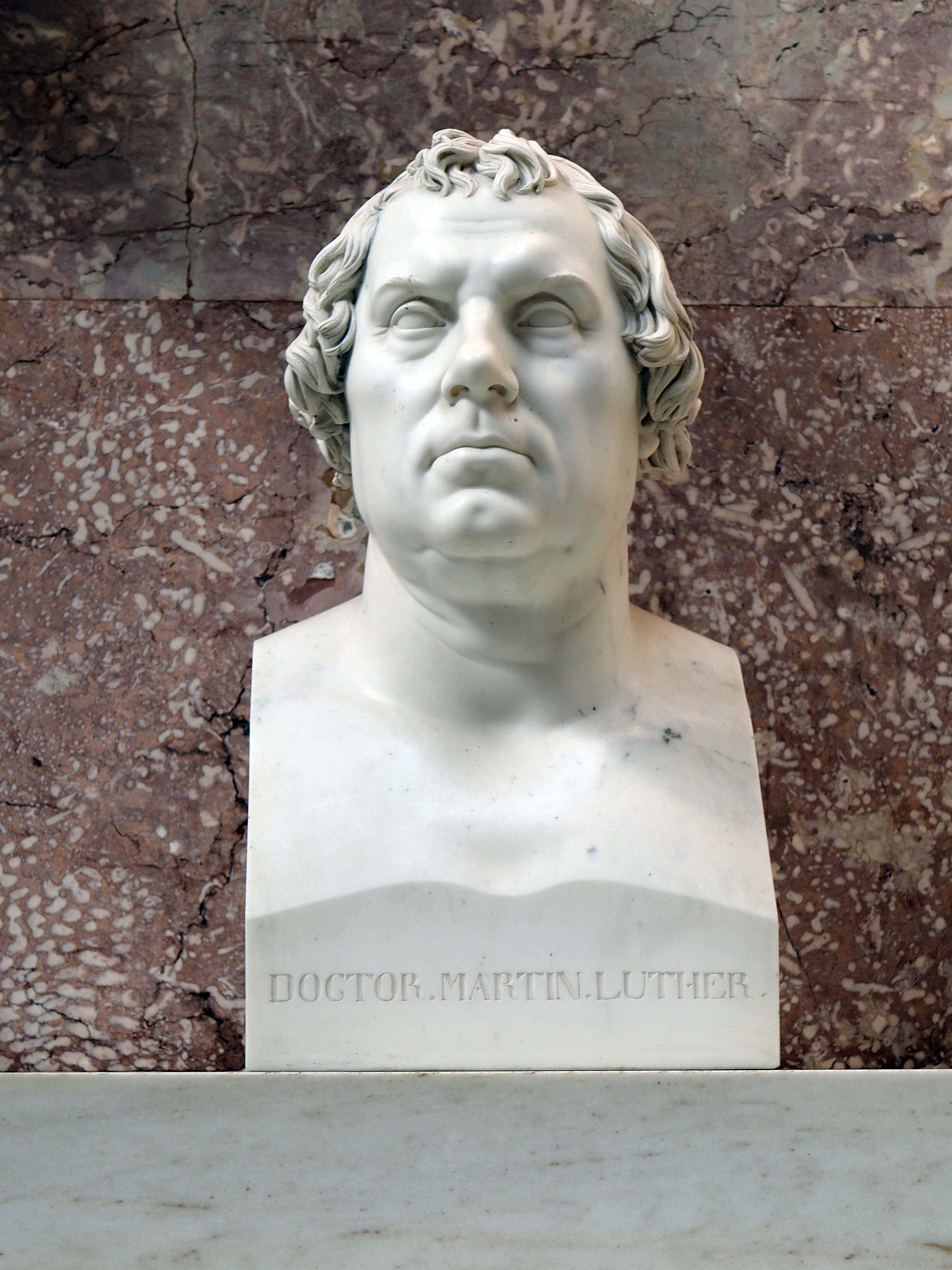
Martin Luther (Rietschel)

Auch Dichter, Künstler, holländische Maler (für Ludwig war das Niederländische eine Art Deutsch), Philosophen und viele Heilige sind vertreten, doch einer fehlte zunächst: Martin Luther. Zwar war seine Büste längst in Auftrag gegeben worden, aber erst 1848 kurz vor der Abdankung Ludwigs wegen seiner Liebesaffäre mit Lola Montez, kam sie in die Walhalla. Der Katholik Ludwig sah Luther als Spalter Deutschlands und der Religion. Doch auch Moses Mendelssohn fehlt, ebenso wie Lessing, Karl Marx und Sigmund Freud. Die späteren Neuaufnahmen im 19. Jahrhundert waren eher unspektakulär. In der Nazizeit kam als einziger Anton Bruckner hinzu, weil er, wie Adolf Hitler, in Linz geboren wurde, doch die Nationalsozialisten ließen die Walhalla danach erstaunlicherweise in Ruhe. Der erste Jude in der Walhalla war 1990 Albert Einstein. Danach kam Konrad Adenauer, 2010 gefolgt von Heinrich Heine, der die Walhalla als „absurde marmorne Schädelstätte“ verspottet hatte.

„Bei Regensburg läßt er erbaun
Eine marmorne Schädelstätte,
Und er hat höchstselbst für jeden Kopf
Verfertigt die Etikette.
»Walhallagenossen«, ein Meisterwerk,
Worin er jedweden Mannes
Verdienste, Charakter und Taten gerühmt,
Von Teut bis Schinderhannes.
Nur Luther, der Dickkopf, fehlt in Walhall,
Und es feiert ihn nicht der Walhall-Wisch/
In Naturaliensammlungen fehlt
Oft unter den Fischen der Walfisch.“

Durch seine Büste verläuft dann auch folgerichtig ein gewollter Riss. Über die Aufnahme in die Walhalla entscheidet heute der Bayerische Landtag. Die Oxforder Historikerin Abigail Green moniert die Berücksichtigung von Edith Stein, einer vom Judentum zum katholischen Glauben konvertierten Philosophin, die in Auschwitz ermordet und von der Kirche heiliggesprochen wurde. Green hält Hannah Arendt für bedeutender und vermisst ebenso Karl Marx. Bayern sieht sie demnach als sehr konservativ. Seinen Rundgang in der Walhalla beendet MacGregor an der Büste von Sophie Scholl, die 2003 aufgestellt wurde, und schreibt: „In diesem Bauwerk kann etwas vom Ringen einer Nation wahrgenommen werden, die versucht, zu einer Geschichte zu gelangen, die kohärent ist und Integrität besitzt.“

### Ein Volk, viele Würste
Die Walhalla war nach Ansicht MacGregors in ihrem Anspruch zu hochgestochen und ihre Wirksamkeit für das deutsche Nationalgefühl nur begrenzt, das Hermannsdenkmal hatte jedenfalls eine viel stärkere Wirkung für das nicht ganz so erlesene nationalbewusste Publikum. Aber immerhin gelang es Ludwig, wahrscheinlich ungewollt, etwas „urdeutsches“ zu schaffen: Anlässlich seiner Hochzeit am 12. Oktober 1810 fand das erste Oktoberfest statt. Es ist heute das weltweit größte Volksfest und zieht Touristen aus aller Welt an, die vor allem deutsches Bier trinken wollen. Der Autor beschreibt dazu die umfangreiche Abteilung der deutschen Bierkrugsammlung im British Museum, die er als einmalig betrachtet, und die in ihrer Vielfalt vor allen zeigt, dass die Deutschen seit 2000 Jahren große Mengen Bier trinken, was neben dem römischen Geschichtsschreiber Tacitus auch archäologische Forschungen erkannt hätten.
Peter Peter, der Spezialist für Essen und Trinken der Frankfurter Allgemeinen Zeitung bemerkt dazu, dass

„viele Maler des 19. Jahrhunderts diese Germanen auf eine Weise malten, die Bären und Bier verband: Man lag auf Bärenhäuten und soff enorme Mengen Bier aus vergoldeten Stierhörnern. Im 19. Jahrhundert wurde Bier zu einer nationalen Angelegenheit.“

Noch heute zeugen davon, besonders in München, riesige Bierhallen, deren Architektur offenbar von Richard Wagners nordischen Opernhelden inspiriert wurde. In jener Zeit wurde von nationalistischen Kreisen bei der Suche nach den authentischen Traditionen und dem symbolischen Status des deutschen Bieres auch das bayrische Reinheitsgebot von 1487 wieder ausgegraben. Das ermöglichte einen bis heute wirkenden Mythos, nach dem es allein auf die Reinheit des Bieres ankam, die seit Jahrhunderten verteidigt wurde. In Wirklichkeit war es anders. Dass nur wenige Zutaten zum Bierbrauen verwendet werden durften, hing nicht mit einer Art Verbraucherschutz zusammen, sondern mit der Angst der Deutschen vor Hungersnöten in Krisenzeiten, Weizen und Roggen sollten zum Brotbacken verwandt werden, nicht für Bier. Peter Peter:

„Über 300 Jahre wurden die Dokumente über die Bierreinheit nicht beachtet, erst im 19.Jahrhundert, als das Bier trinken zum Symbol für deutsche Identität und Nationalismus wurde, tauchten sie plötzlich wieder auf. Die mythische Verbindung von Bier und nationaler deutscher Identität war so erfolgreich, dass Bayern 1871 seinen Beitritt zum Deutschen Reich, von der reichsweiten Übernahme des Reinheitsgebotes abhängig machte.“

MacGregor sieht darin eine für Ausländer schwer verständliche Kontinuität bis heute, denn er erwähnt den sogenannten Brandenburger Bierkrieg (1993–2005), bei dem es um den Zusatz von Zucker in einem Schwarzbier ging, das schon in DDR-Zeiten gebraut wurde, und die Gerichte beschäftigte. Die handwerklich kunstvoll hergestellten Krüge von großem Fassungsvermögen zeugten von Bürgerstolz und ritueller Bedeutung, denn Eide, Verträge und Abkommen wurden feierlich und öffentlich mit gemeinsamen Biertrinken besiegelt, sozusagen als Bekräftigung des Handschlages. Man trank reihum aus einem gemeinsamen zeremoniellen Krug.

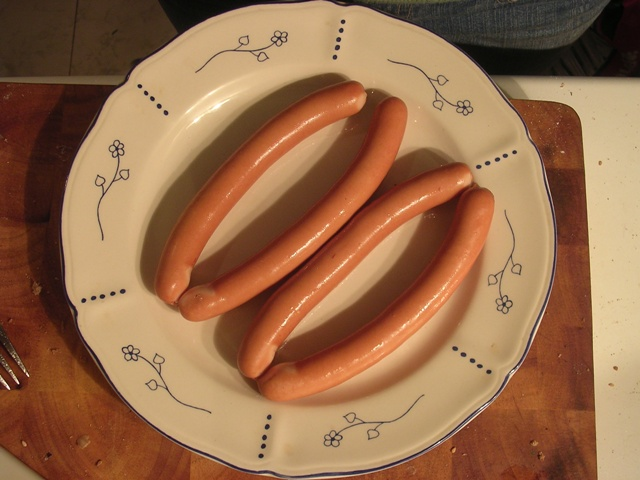
Frankfurter Würstchen

Als ebenso wichtiges Markenzeichen deutscher Kost betrachtet MacGregor deutsche Würste. Ähnlich wie beim Bier gibt es zahlreiche regionale Unterschiede mit ganz eigenen Traditionen. Er beschreibt zunächst die Münchner Weißwurst, kommt dann zu anderen Regionen. Eine deutsche „Wurstkarte“ wäre für ihn ein komplexes Mosaik. In deutschem Bier und deutscher Wurst zeigen sich „Jahrhunderte nationaler, regionaler und lokaler Geschichte“. Sie haben somit Platz in der nationalen Psyche, wie Peter Peter ausführt: „Deutsche Wurst ist Geschichte auf dem Teller.“ MacGregor beschreibt den Niedergang der Frankfurter Würstchen, die heute meist mit einem Brötchen und mit Senf oder Ketchup serviert werden. Ehemals waren die Frankfurter Würstchen aber eine edle Speise. Bei den Kaiserkrönungen des Heiligen Römischen Reiches im Frankfurter Dom gehörte die Schlachtung eines Ochsen zu den Feierlichkeiten. Der ausgenommen Ochse wurde mit feinen Schweinswürsten gefüllt, die aufgrund ihrer aufwendigen Herstellung ein teurer Luxus waren, und das Ganze am Spieß gedreht. MacGregor lässt dann Peter Peter auf die schwerer herzustellende Frankfurter Rindswurst aus dem 19. Jahrhundert eingehen. Diese Wurst wurde anfangs von der jüdischen Bevölkerung konsumiert, später aber auch von den Nichtjuden übernommen, sie stellt somit bis heute ein jüdisches Erbe in der deutschen Küche dar. Als Massenprodukt für das proletarische Prekariat in Berlin diente hingegen minderwertige billige Wurst.
Otto von Bismarck soll diesbezüglich angemerkt haben, dass die Leute „weder von Gesetzen noch von Würsten genau wissen wollen, wie sie gemacht werden“. Da Wurst schlecht als Objekt für museale Sammlungen taugt, ist die Wurstgeschichte schwer zu dokumentieren zu und präsentieren. Doch MacGregor entdeckte in Berlin das ehemalige Deutsche Currywurst Museum und erläutert die Geschichte der Currywurst, die Ende der 1940er Jahre, als ein englischer Soldat Curry aus Indien als Zutat mitbrachte, erfunden wurde. Für Peter Peter ist es für Gourmets eine Tragödie, dass „ausgerechnet die Currywurst zu einem Symbol für deutsches Essen wurde“.
MacGregor kehrt zum Bier zurück und beschreibt die großen Münchner Bierhallen aus dem 19. Jahrhundert. Der berühmteste und größte dieser „Tempel“ war der Bürgerbräukeller, der seit den 1920er Jahren zum Treffpunkt der wachsenden NSDAP wurde. Von dort aus begann 1923 auch der „Marsch auf die Feldherrnhalle“, der im gescheiterten Hitlerputsch endete. Adolf Hitler hielt hier nach 1933 seine jährliche „Rede auf die Alten Kämpfer“. Noch heute sind populistische Bierzeltreden, wie der politische Aschermittwoch, eine wichtige Veranstaltung deutscher Politiker. MacGregor sieht nach 1945 für Bier und Wurst ein Imageproblem, es ist das nationalistische Deutschlandbild, das die Nachkriegsgenerationen überwinden wollten. Doch die heutige Generation, die weder den Zweiten Weltkrieg noch den Kalten Krieg miterlebt hat, findet es nach Peter Peters Beobachtung „cool, diese altmodischen Sachen zu erproben“. Das Gleiche gelte auch für Sauerkraut. Und zum Oktoberfest bemerkt er, „dass vor 20 Jahren niemand auf die Idee gekommen wäre, traditionelle bayrische Tracht zu tragen“. Am Schluss des Kapitels erwähnt MacGregor, dass Charles de Gaulle sich über die Schwierigkeiten beklagt haben soll, ein Land zu regieren, das 246 verschiedene Käsesorten kennt. Und merkt humorvoll an, dass De Gaulle glücklich sein konnte, dass er es nicht mit einem Land zu tun hatte, das noch viel mehr Wurstsorten hat. Die Pluralität der Wurstsorten sei sozusagen die gastronomische Analogie zum Heiligen Römischen Reich, das immerhin 1000 Jahre existierte.

## Dritter Teil: Die fortlebende Vergangenheit

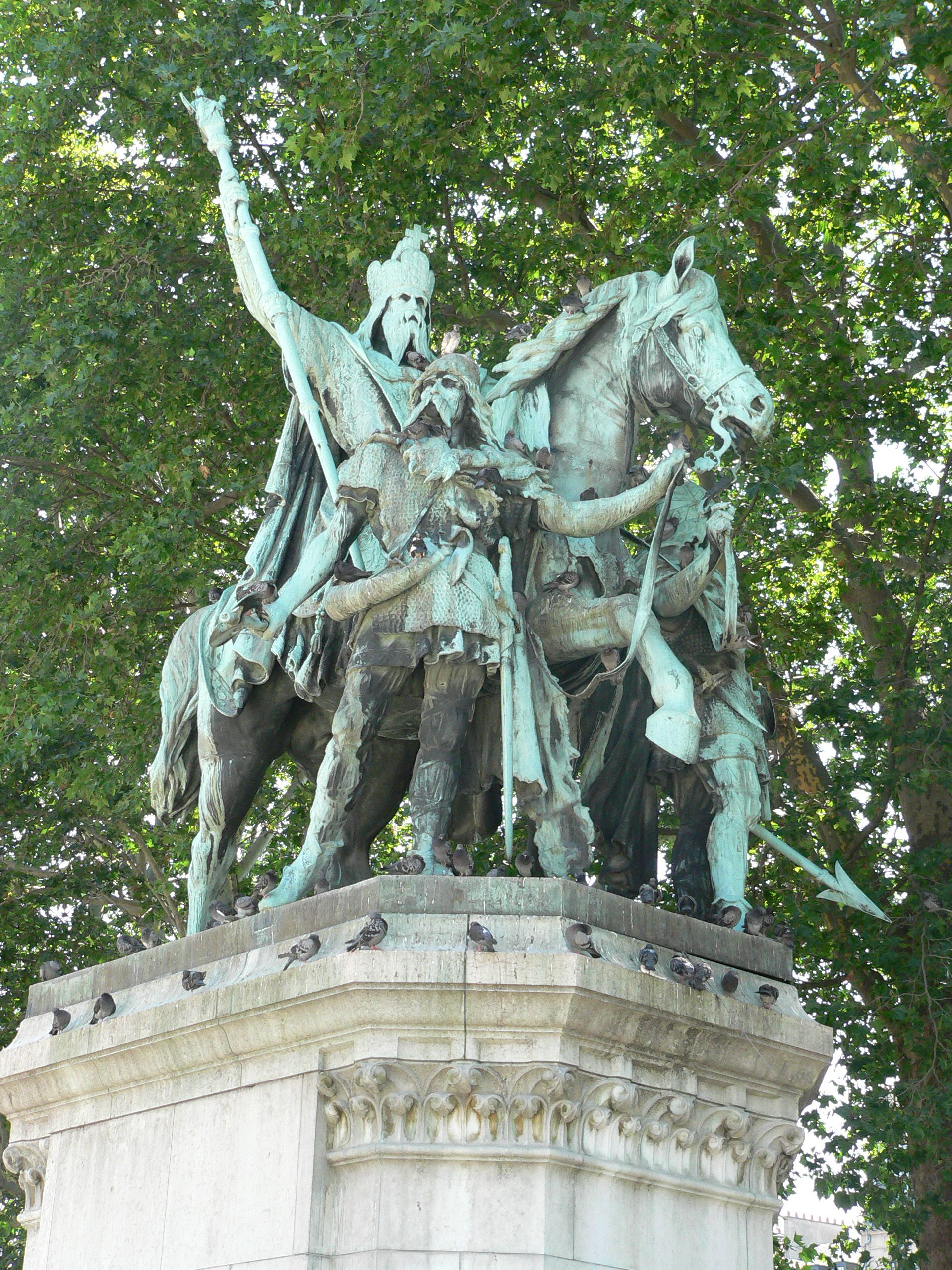
Charlemagne

### Die Schlacht um Karl den Großen

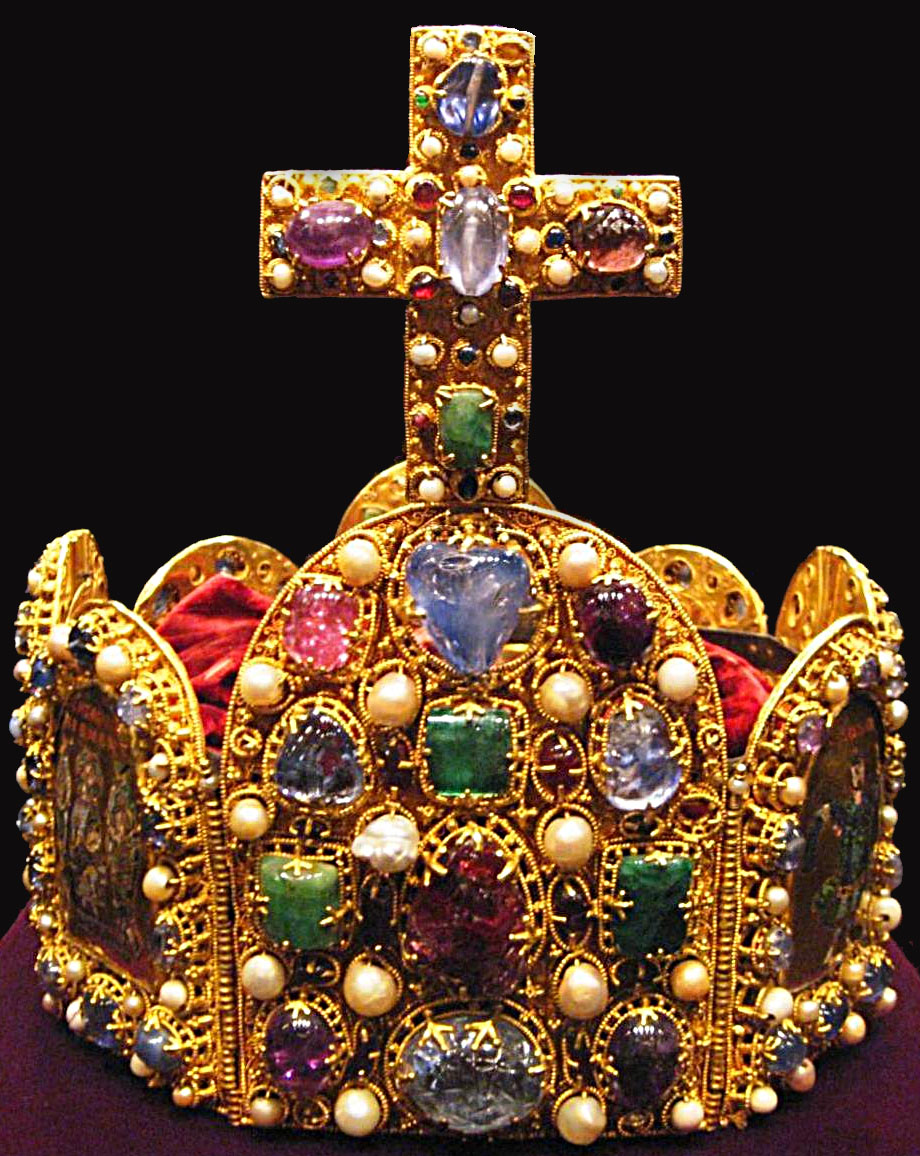
Karlskrone Schatzkammer Wien

Die Krone der Kaiser des Heiligen Römischen Reiches, genannt die Karlskrone, ist heute in der Schatzkammer der Habsburger in der Wiener Hofburg zu besichtigen. Eine Replik, die 1914 im Auftrag des zu den Habsburgern in Rivalität stehenden Hohenzollern-Kaisers Wilhelm II. entstand, befindet sich im Krönungssaal des Aachener Rathauses. Hatte sich MacGregor bis jetzt mit den variablen Grenzen Deutschlands, seinen zahllosen kleinen Herrschaftsbereichen, seinen herausragenden Gestalten und seiner trotz der Zersplitterung vorhandenen kollektiven Assoziationen und Erinnerungen beschäftigt, geht es ihm in diesem Kapitel um den Versuch der Neubelebung des alten römischen Reiches durch Karl den Großen.
In Aachen entstand nach Vorbildern aus Konstantinopel und Ravenna seine achteckige Pfalz als Kirche des Kaisers. Reliquien aus Jerusalem und Porphyrsäulen aus dem antiken Rom sollten dabei helfen, das heidnische römische Reich auf christlichem deutschen Boden wieder entstehen zu lassen. In seiner 40-jährigen Regentschaft gelang es Karl, große Territorien zu erobern. Aber seine zerstrittenen Enkel teilten 843 das geerbte Reich auf, was zu Konflikten um die Vorherrschaft führte. Besonders der Streit zwischen dem westlichen Teil, heute etwa das Gebiet von Frankreich, und dem östlichen, heute etwa Deutschland, um die Vorherrschaft in Mitteleuropa, auch das Erbe Karls des Großen, dauerte über 1000 Jahre und die Aachener Pfalz, seit 814 auch Karls Grab, war stets die symbolische Trophäe. Einer seiner Nachfolger war Kaiser Otto I. Auch er wurde, wie Karl, zunächst in Aachen zum römischen König, 962 dann in Rom vom Papst zum römischen Kaiser gekrönt. Aber nicht Karl, sondern Otto war wahrscheinlich der Erste, der die heute in Wien ausgestellte achteckige, reich mit Juwelen und einem Kreuz verzierte Reichskrone trug, die bis 1806 die Häupter der Kaiser krönte.
MacGregor beschreibt sie genauer und sieht sie als „im wörtlichen Sinne blendende Verschmelzung der geistlichen Autorität des biblischen Königtums mit der schieren Macht und dem Reichtum des frühen Mittelalters“. Darüber hinaus ist sie durch ihre Form der Nachklang der Aachener Pfalz. Zwar hat Karl selbst diese Krone nie getragen, aber seine Nachfolger konnten sich auf sein Vermächtnis berufen. Karl der Große oder französisch Charlemagne wurde von beiden Mächten in Mitteleuropa in Beschlag genommen. Der Kunsthistoriker Horst Bredekamp schreibt, dass „im deutschen Reich Karl der Große und seine Pfalz in Aachen als der Ursprung Deutschlands betrachtet wurde. Von französischer Seite wurde nicht Karl der Große, sondern Charlemagne als Gründungsvater des französischen Königtums reklamiert.“ Der Konflikt zog sich über Jahrhunderte hin. So war Voltaire im 18. Jahrhundert der Ansicht, dass Charlemagne ein „durchaus französischer Herrscher“ gewesen sei. Hundert Jahre später war Karl der Große in Deutschland „ein großer Deutscher“, was 1914 zur Nachbildung der Krone, die sich heute im Aachener Rathaus befindet, führte. War Karl nun „der Gründer des deutschen Reiches oder des französischen?“, fragt Horst Bredekamp. Um die jeweiligen Ansprüche zu untermauern, wurden auf beiden Seiten die Krönungsrituale mit Reliquien Karls garniert. Die Franzosen nutzten das angeblich von Karl stammende Schwert, und die Deutschen die Karlskrone als Emblem der gottgewollten Macht. Die Bestätigung der Wahl durch den Papst verlieh der Sache noch besonderes Gewicht. Mit ihren späteren Applikationen, wie beispielsweise dem Kreuz „kündigte sie ruhig, archaisch und historisch ungenau von einem gemeinsamen Vermächtnis“ (MacGregor).

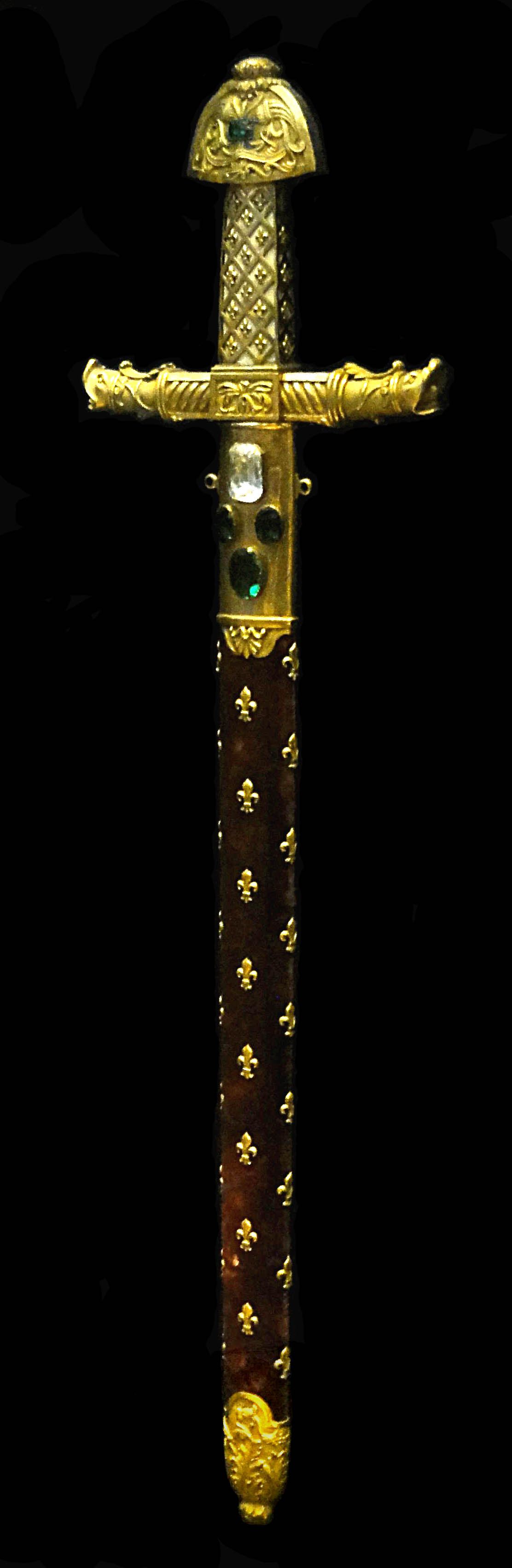
Karls Schwert

Wurden die Kaiser des Reiches zunächst aus verschiedenen Adelsfamilien gewählt, gelang es den Habsburgern etwa ab 1500 ihren Anspruch auf die Krone zu festigen. Die Krone kam nun nach Nürnberg, eine freie Reichsstadt, für MacGregor „das Zentrum der Traumwelt deutscher Harmonie und Einigkeit“. Er spannt somit den Bogen als Nachhall dieser Besonderheit von Richard Wagner zu Adolf Hitler. Es wurden zwar weitere Kronen geschaffen, so in Preußen, Großbritannien und Polen, doch das waren nur Königskronen. Erst Napoleon krönte sich selbst nach seinen erfolgreichen Feldzügen 1804 in Paris zum Kaiser, und das, wie bei Karl dem Großen, im Beisein des herbeigeholten Papstes. Vor der Krönungskathedrale Notre Dame wurde zur Untermalung des Spektakels extra eine Statue von Charlemagne aufgestellt, und natürlich trug Napoleon zu dem Anlass Karls Schwert.
Und weil die Originalkrone für ihn nicht erreichbar war, die Habsburger brachten sie rechtzeitig von Nürnberg nach Wien und weiter bis nach Ungarn in Sicherheit, ließ er eine neue Krone herstellen, die heute im Louvre zu besichtigen ist und den für MacGregor verblüffenden Hinweis trägt: « La couronne dite de Charlemagne » (deutsch: „die sogenannte Krone von Charlemagne“). So erkannte auch Napoleon die mythische Macht der deutschen Krone. 1805, nach der Schlacht bei Austerlitz, war klar, dass das Heilige Römische Reich am Ende war. Napoleon gründete den Rheinbund und Kaiser Franz I. (eigentlich Franz II.) entließ die verbliebenen reichsdeutschen Vasallen aus ihrer Treuepflicht, denn er erkannte, so schreibt Robert John Weston Evans, „dass Napoleon das Reich entweder auf irgendeine Weise usurpieren oder aber […] ein neues Reich gründen wird. In beiden Fällen wäre es unmöglich das Heilige Römische Reich zu erhalten.“ Der Kampf um Karl setzte sich fort. So wurden die Porphyrsäulen der Aachener Kaiserpfalz bereits 1794 von den französischen Besatzern nach Paris gebracht und nur ein kleiner Teil kam später wieder zurück. Die meisten befinden sich noch heute im Louvre, in Aachen wurden im 19. Jahrhundert die fehlenden durch Kopien ersetzt.
1801 kam die Stadt an Frankreich, 1815 nach der Schlacht bei Waterloo, wurde sie preußisch. Die Pfalzkapelle war lange im Besitz der Habsburger, nun war sie in der Hand der Hohenzollern. Aus Charlemagne machten die Preußen wieder Karl den Großen und deklarierten ihn sogar als Preußen. MacGregor hält dies für einen „Schelmenstreich“. Mit dem Erstarken Preußens, zogen sich die Habsburger in ihre Erbländer im Süden und Südosten Europas zurück. Mit Preußens Sieg über die Franzosen (1871) und die Kaiserkrönung in Versailles hätte eigentlich der Streit um Karls Erbe beendet sein können, aber die Rivalität zwischen Berlin und Wien schwelte weiter und auch die Franzosen träumten weiterhin von der Vorherrschaft in Europa, denn Herrschaftsmythen sind eine dauerhaft mächtige Angelegenheit.
So wurde 1882 eine kolossale Bronzefigur Charlemagnes direkt vor den Toren von Notre Dame errichtet. Auch Frankreichs Dritte Republik wollte, so „antiklerikal und antikaiserlich sie sich gerierte“, dass Charlemagne, der alte Kaiser aus Aachen, einen Platz im Herzen von Paris erhielt. Er schaut nach Osten, nach Deutschland, herausfordernd auf einem Schlachtross sitzend. Und er trägt die achteckige Krone. MacGregor, damals Direktor des British Museums, fragte 2013 in der Wiener Schatzkammer nach, ob die Krone, die Otto I. trug, und die in den Jahrhunderten viel in Europa herumgekommen ist, in der Ausstellung „Germany. Memories of a Nation“ gezeigt werden dürfe. Wien antwortete höflich, aber bestimmt, dass die Reichskrone nicht mehr reise. Interessanterweise war das British Museum damit in „erlauchter Gesellschaft“, denn eine ähnliche Absage bekam auch Wilhelm II., als er am Vorabend des Ersten Weltkriegs eine Ausstellung zu den Kaiserkrönungen in Aachen veranstalten wollte. Der alte Habsburger Kaiser Franz Joseph I. konnte sich offenbar nicht von dem guten Stück trennen, das „von der religiösen und politischen Aura des ersten deutschen Kaisers umgeben ist“. Also ließ Wilhelm eine Kopie anfertigen, auch um in der Rivalität mit den Habsburgern zu zeigen, dass die Hohenzollern die wahren Erben des Heiligen Römischen Reiches waren, doch schon 1918 waren Habsburger und Hohenzollern von der politischen Weltbühne verschwunden.
Die Geschichte mit Karl geht aber weiter. Die Rivalität zwischen Frankreich und Deutschland ist vorbei, der Karlspreis, in Aachen an verdiente Europäer verliehen, erinnert immer noch an Karl den Großen als großer Europäer. 1962 versöhnten sich Deutschland und Frankreich, doch 20 Jahre vorher war auch Adolf Hitler an Karls Krone interessiert und ließ sie nach Nürnberg bringen. Am Beginn des Zweiten Weltkriegs suchte er Unterstützung bei der französischen Rechten für seinen Russlandfeldzug als Kreuzzug gegen den Bolschewismus, berief er sich auf Karl und fand tatsächlich französische Freiwillige, die auf deutscher Seite an der Ostfront kämpften: Es war die SS-Division „Charlemagne“.

### Den Geist schnitzen
Am Anfang dieses Kapitels lässt MacGregor Voltaire mit einem Bonmot zu Wort kommen: Das Heilige Römische Reich sei „weder heilig noch römisch noch ein Reich“. Doch in bestimmten Abschnitten der langen Geschichte war es durchaus all das, was Voltaire abstreitet. Es war sowohl das Erbe des antiken römischen Reiches, als auch das Rom der Päpste. Reichsgründer Karl der Große wollte, dass er und seine Nachfolger Imperator oder Caesar in einem universellen Reich werden sollten. Das Reichskirchensystem sah vor, dass es keine Trennung zwischen weltlicher und geistlicher Macht geben sollte. In der Reformationszeit gelang es dem Reich zunächst überraschend gut, sich anzupassen. Doch wurde um 1520 die Spaltung Deutschlands und der Kirche immer schmerzhafter.
Anhand des Bildschnitzers Tilman Riemenschneider, den er mit Donatello vergleicht, versucht MacGregor diesen Übergang zu beschreiben. Am Beispiel seiner aus Lindenholzblöcken herausgearbeiteten Vier Evangelisten für den 1492 vollendeten Altar der Magdalenenkirche in Münnerstadt bei Würzburg geht er auf die Genialität des Künstlers ein und sieht in den etwa 70 cm hohen Figuren in der Predella des Altars, die sich während der Messe immer auf Augenhöhe mit dem Priester und den knienden Gläubigen befinden, ein Emblem für den Aufbau des Heiligen Römischen Reiches insgesamt. Besonders Riemenschneiders Evangelist Lukas hat es MacGregor angetan. Er beschreibt die Figur, geht auf Material und Schnitztechnik ein und erklärt Einzelheiten, wie das Symboltier, ein Stier, den der Evangelist den Hals streichelt. Der Stier wendet seinen Kopf erwartungsvoll nach rechts zum nachdenklich melancholisch blickenden Lukas. Auf seiner linken Schulter liegt schwer der Stoff seines Umhangs, Lukas leidet unter lastender Unruhe. Seine rechte Hand ruht, getrennt durch ein Tuch, auf einem Buch, das auf seinem Knie liegt. Es ist das Evangelium, Lukas’ Testament, das Heilige, das nach den damaligen Regeln nie direkt berührt werden durfte. Die ganze Gestik zeigt, dass auch der Heilige ein Mensch wie jeder andere ist.

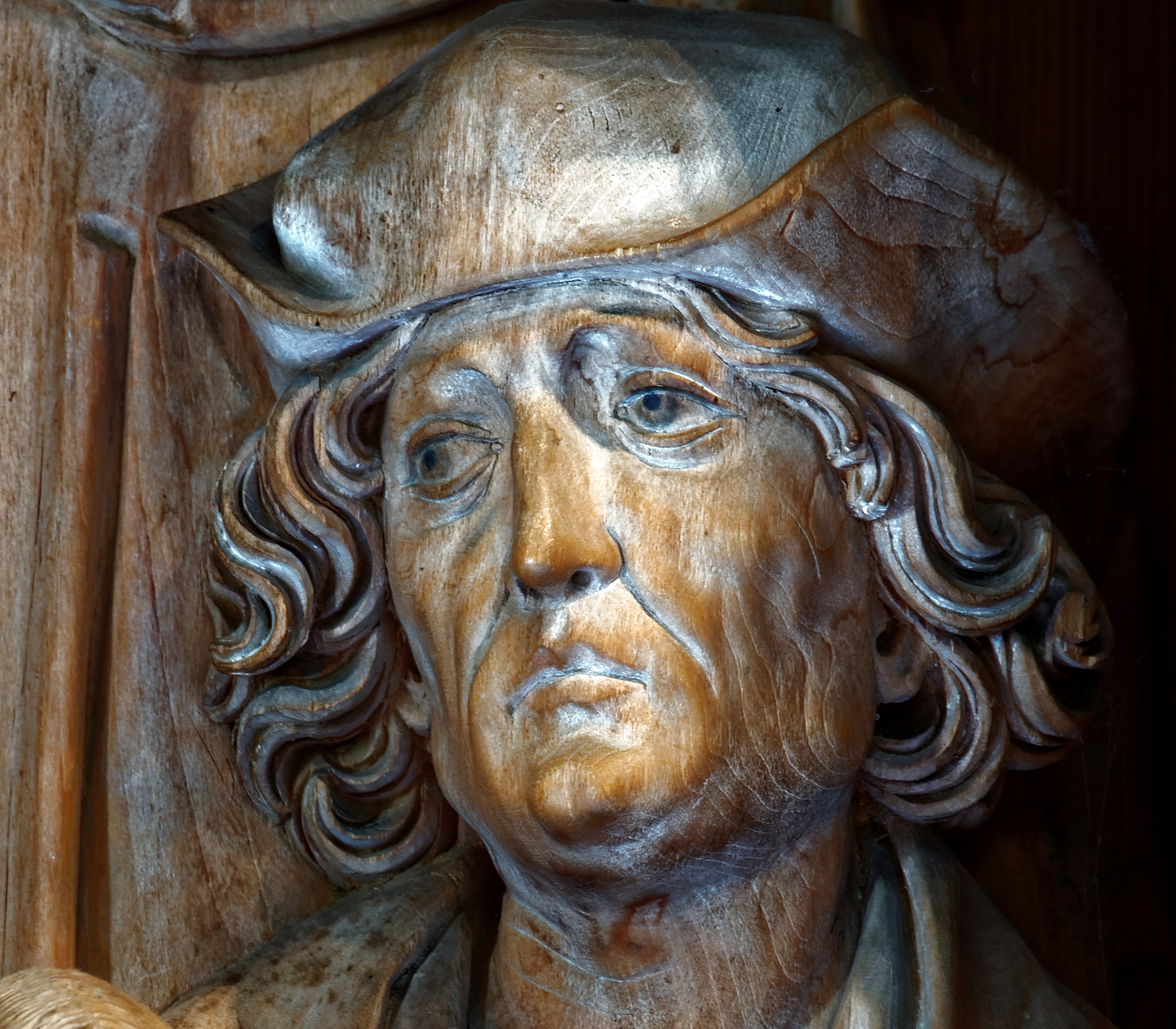
Tilman Riemenschneider

Auch für den Leiter des Berliner Bode-Museums, Julien Chapuis, in dem die Originalfiguren heute ausgestellt sind, ist die Figur des Lukas ein unübertroffenes Werk Riemenschneiders. Waren Ende des 15. Jahrhunderts die meisten Skulpturen in Deutschlands Kirchen farbig gefasst und vergoldet, kam Riemenschneider weitgehend ohne Bemalung aus. Seine Werke aus hellem Lindenholz berücksichtigen Maserung, Textur, schaffen ein starkes Relief und lassen die Spuren der verwendeten Werkzeuge erkennen. Überzogen sind die Arbeiten mit einer honigfarbenen Lasur, nur Augen und Lippen zeigen ganz geringe Farbspuren. Für Chapuis ist die Figur des Lukas „unübertroffen in ihrer Introversion und meditativen Stimmung“. Tilman Riemenschneider war anerkannt, wohlhabend und bildete in seiner Würzburger Werkstatt zeitweise bis zu 40 Lehrlinge aus. Und das in einer Zeit religiöser und politischer Instabilität, verursacht durch die Reformation. Doch welche Haltung hatte der Künstler in dieser Situation? Nach Julien Chapuis liegt Riemenschneiders Talent darin, dass er Gott auf einer persönlichen Ebene für alle Menschen erreichbar macht, ohne dass ein Vermittler benötigt wird. Daher ist er „ein Künstler der Reformation, auch wenn er sein ganzes Leben lang für die katholische Kirche gearbeitet hat“.
Um 1500 sieht MacGregor in Deutschland eine starke religiöse Strömung, die sich an einer „intimen Frömmigkeit“ manifestiert, was sich in Riemenschneiders Lukas-Figur ablesen lässt. Diese individuelle Religiosität wurde ein Merkmal der protestantischen Theologie. Die alltägliche Machtausübung im Heiligen Römischen Reich wurde immer mit einem theologischen Bezug legitimiert. Und der römisch-katholische Glaube hielt das Reich zusammen, auch wenn die Kirche für ihr Finanzgebaren bereits stark kritisiert wurde. MacGregor zieht zu dieser historischen Situation einen Vergleich mit der heutigen Volksrepublik China in Hinblick auf ihre traditionelle orthodoxe marxistisch-leninistische Lehre. Mit der Reformation stand die „Idee“ des Reiches auf dem Spiel.

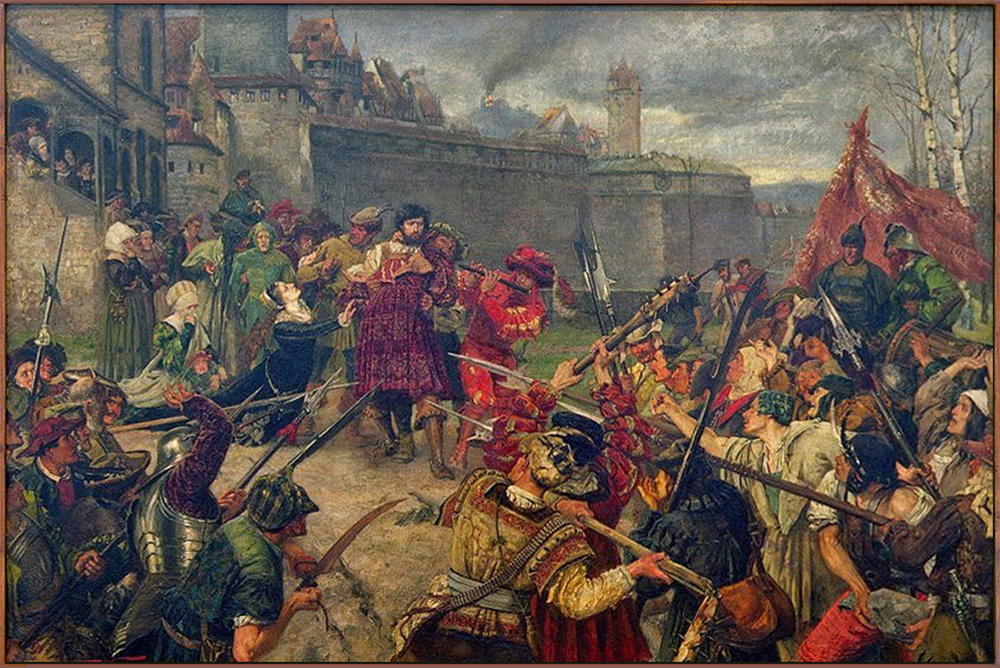
Bauernkrieg

Riemenschneider war von 1521 bis 1524 Bürgermeister in Würzburg, eine Zeit in der es ständig Konflikte zwischen dem Fürstbischof und den Bürgern gab. 1525 begann der bis dahin größte Volksaufstand in Europa, der Bauernkrieg, der von zahlreichen protestantischen Geistlichen unterstützt wurde. Dieser Krieg war blutig, von utopischen Idealen eines radikalen Egalismus geprägt und wurde ebenso blutig von den Herrschenden niedergeschlagen. Die Ratsherren, darunter Riemenschneider, öffneten den anstürmenden Bauertruppen die Tore Würzburgs, auf der Feste Marienberg, wohin sich der Fürstbischof zurückzog, fanden dann die entscheidende Kämpfe statt. Riemenschneider wurde nach der Niederschlagung des Aufstands verhaftet, einigen Überlieferungen nach gefoltert und ihm wurden die Hände gebrochen. Danach entstand kein neues Werk mehr. Doch belegt ist dies alles nicht. Nach 1525 verliert sich jedenfalls seine Spur.
Während in den Nachbarländern die Reformation verheerende Folgen für die Kunst hatte, war es durch die dezentrale Machtverteilung in Deutschland zu keinen größeren Zerstörungen und Bilderstürmen gekommen, zumal Luther der Kunst im Gottesdienst wohlwollend gegenüber stand. Riemenschneiders Werk blieb glücklicherweise durch die schwache kaiserliche Zentralmacht mit ihren Zwang zu Kompromissen im Reich erhalten. Bauernkrieg und Dreißigjähriger Krieg führten nach Ansicht einiger Historiker zu der „höchsten Leistung des Heiligen Römischen Reiches“: Eine politische Einheit, die religiöse Unterschiede „offiziell aufnehmen und auch aushalten“ konnte.
Nach MacGregor erreichten dies weder Frankreich noch England. Riemenschneiders Münnersdorfer Altar hat die Reformation überlebt, litt aber unter dem Zeitgeschmack, man fand ihn langweilig. Später war er ganz aus der Mode, er wurde abgebaut und eingelagert, während der Napoleonischen Kriege zerlegte man ihn und verkaufte Teile davon. Die meisten befinden sich heute in verschiedenen Museen. Im 20. Jahrhundert ist sein Ansehen als überragender Bildhauer aber wieder stark gestiegen, seine Werke ziehen Touristen an und es gab Einzelausstellungen. Nach 1945 wurde der Mensch Tilman Riemenschneider zu einer wichtigen Figur des deutschen Nationalbewusstseins. Thomas Mann würdigte ihn in seiner Rede in der Library of Congress in den USA als untadeligen Menschen und hervorragenden Künstler, der sich im Bauernkrieg auf die Seite der Unterdrückten schlug. MacGregor nimmt an, dass Thomas Mann in Riemenschneider einen „Seelenverwandten“ sah, der durch „moralische Überzeugung seinen Beitrag zum großen Kampf um Freiheit leisten konnte“. Doch nicht nur Thomas Mann sah in dem Bildschnitzer einen moralischen Helden, die DDR brachte zum Andenken an den 450. Todestag eine Fünf-Mark-Münze heraus, denn sie sah in Riemenschneider, ebenso historisch ungenau wie Thomas Mann, einen Freiheitskämpfer für die Armen und gegen die Unterdrückung der Mächtigen, eben all das, „wofür ein Künstler stehen sollte“ also fast schon „ein säkularer Heiliger des sozialistischen Staates“ (MacGregor). Die westdeutsche Bundesrepublik bildete ein Werk des Künstlers auf einer 60-Pfennig-Briefmarke ab.

### Brüder der Ostsee

Stiliard in der Bildmitte links des Wappens

Am Anfang dieses Kapitels beschreibt der Autor ein Gemälde von Hans Holbein dem Jüngeren, der in den 1530er Jahren öfter in London war und für zahlungskräftiges Publikum Porträtaufträge annahm. Er war ein gefragter Künstler, der auch in der Gunst von Thomas Cromwell und Anne Boleyn stand. Es ist das Bildnis Georg Gisze aus Danzig aus dem Jahr 1532. Anhand der Biografie des jungen Kaufmanns aus reicher Familie, der in der Londoner Niederlassung der Hanse, dem Stalhof (Steelyard) tätig war, befasst sich MacGregor mit den internationalen Beziehungen der Hanse in ihrer Blütezeit. Er geht auf ihre wirtschaftliche Macht, ihren politischen Einfluss ein und auf das, was heute noch an sie erinnert, wie zum Beispiel die deutschen freien Hansestädte Hamburg und Bremen.
Er erwähnt die Gedenktafel für die Hanse an einer Londoner Eisenbahnbrücke am Bahnhof Cannon Street. An dieser Stelle stand vom Ende des 13. Jahrhunderts bis ins 19. Jahrhundert der Stalhof, der zur Zeit der Hanse ein kleines ummauertes Stück Deutschland mitten in London an der Themse war. Die Niederlassung war eine große Speicherstadt mit Versammlungsräumen, Wohnungen und einer Halle für die 400 Kaufleute der Hanse. Doch es gab auch gewaltsame Konflikte, denn die Hanse kontrollierte im Mittelalter den gesamten englischen Wollhandel. Aber es gab gute Gründe, die Deutschen im Land zu behalten.

Kaufmann Georg Gisze
(Hans Holbein)

MacGregor lässt die Schriftstellerin Hilary Mantel zu Wort kommen, die über die Hanse in England recherchiert hat:

„Damals gab es keine Trennung von Handel und Diplomatie, und so könnte man den Stalhof das Gesicht Deutschlands in England nennen. Die Waren, die über den Stalhof ins Land kamen, waren auch wegen ihrer Qualität geschätzt. England musste wegen seiner Insellage stets eine Blockade [durch Kriegsfeinde in der Zeit von Heinrich VIII.] fürchten. Blieb der Nachschub an Getreide aus, konnte England in Zeiten schlechter Ernten ausgehungert werden.“

Die Kaufleute der Hanse hatten zahlreiche bewaffnete Schiffe und konnten dann liefern. Hilary Mantel sieht in dem Holbein-Gemälde von Georg Gisze auch einen Liebesbrief, denn sein Blick ist nach rechts gerichtet, wo in Gemälden jener Zeit traditionell die Frau platziert ist. In einer Vase aus feinstem venezianischen Glas stehen Nelken, das Zeichen der Verlobung. Er schaut also nach seiner abwesenden Verlobten (Christine Krüger), die in Danzig weilt. Mantel findet wie MacGregor dieses Porträt am besten. Die anderen Porträts aus dem Stalhof sind einfacher gehalten und sie schreibt dazu:

„Häufig schaut uns der Porträtierte direkt an – wie auf einem Fahndungsfoto, das ein Genie gemacht hat.“

Die Hanse war ein loser Bund aus etwa 90 freien Städten unter der Führung von Hamburg und Lübeck. Sie lag außerhalb der Kontrolle des Kaisers und den Institutionen des Reiches. Ein Teil der Städte, so Danzig, Riga, Stockholm und Bergen gehörten sowieso nicht zum Heiligen Römischen Reich. MacGregor zitiert die Hanse-Spezialistin Cornelia Linde, die das Handelsbündnis als „merkwürdiges Konstrukt“ auffasst, ohne Verwaltung, Statuten, eigener Flotte und Armee. Das alles gehörte den einzelnen Kaufleuten. Die Hanse beruhte auf einer Ökonomie des Vertrauens. Wichtig waren familiäre Bindungen, die bei Handelsbeziehungen über große Entfernungen wirkten. Wer beispielsweise aus Danzig eine Schiffsladung nach London schickte, konnte sicher sein, dass sie auch dort ankam und ordnungsgemäß in Empfang genommen wurde, man kannte sich und war teilweise sogar verwandt. Die Beziehungen erstreckten sich von der Nordsee über die Ostsee, über die großen Flüsse Nord- und Osteuropas bis zur Wolga. Die Hanse führte auch Krieg gegen alle, die ihre Geschäfte störten.

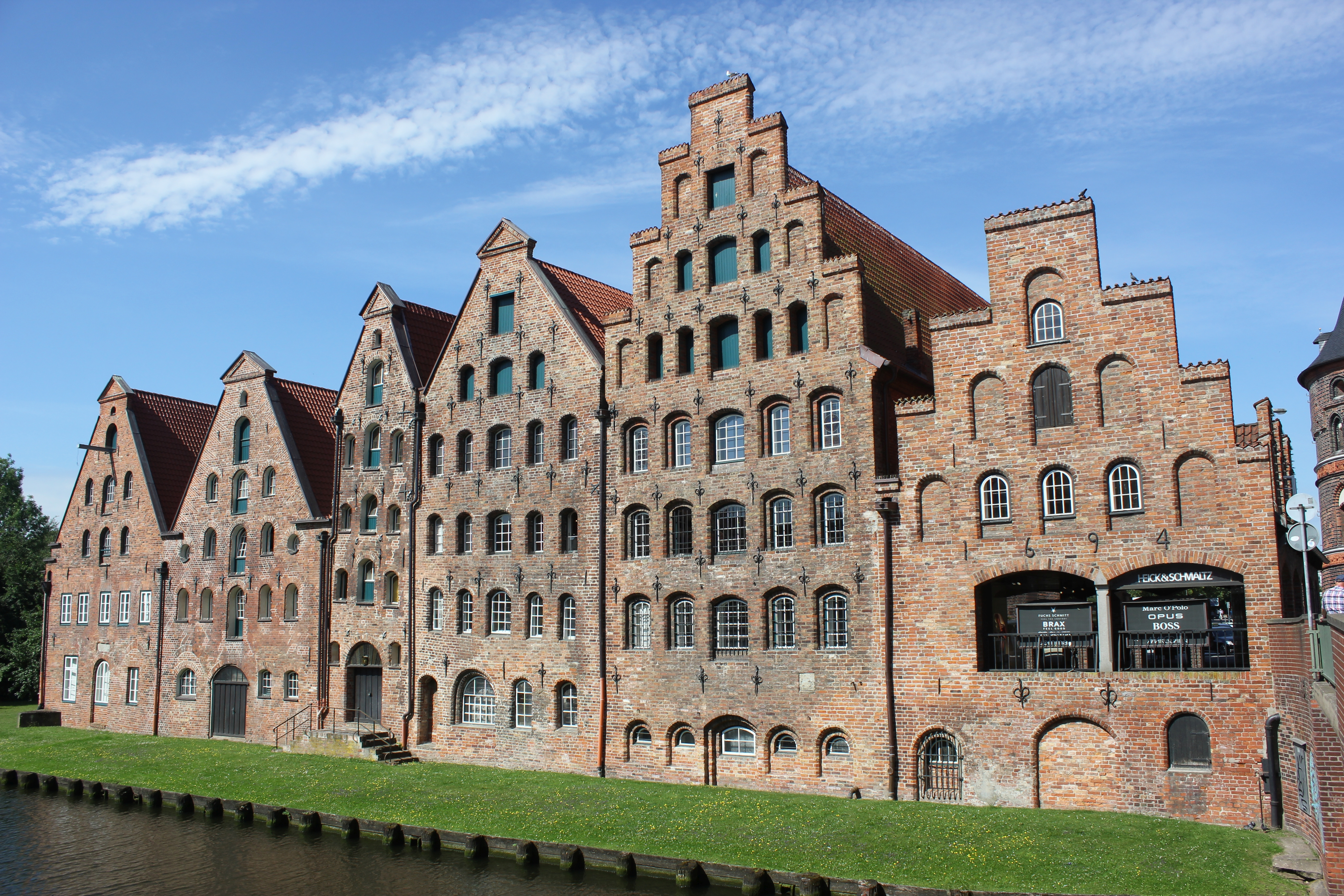
Salzspeicher in Lübeck

Etwa einmal im Jahr fand der Hansetag mit Delegierten aus den Städten statt, um Beschlüsse zu fassen. Ihre Sicherheit schöpfte die Hanse aus ihrer zahlenmäßigen Stärke, die sich aus den gemeinsamen Wirtschaftsinteressen ergab. Gut ausgebildete Schiffsmannschaften und verlässliche Geschäftspartner kamen dazu und erlaubten vielen Kaufleuten, nicht mehr selbst auf Seereise gehen zu müssen, sie konnten somit politisch als Ratsmitglieder aktiv werden. So war Albrecht (Albert) Giese (1451–1499), der Vater des jungen verlobten Georg Gisze aus London, Ratsherr und Bürgermeister in Danzig. Die Familie war sehr reich, denn Hans Holbein stellte nicht nur die feine teure Kleidung und die Glasvase mit den Nelken aus Venedig meisterhaft dar, sondern auch eine kleine Uhr aus Messing, die neben der Vase auf einem türkischen Teppich als Tischdecke liegt.
Wichtig für das Funktionieren der Hanse war nicht nur die gemeinsame niederdeutsche Sprache, sondern auch der Glaube. Man war reformiert und exportierte diesen Glauben entlang der Handelsrouten. So handelte die Hanse auch mit teilweise geschmuggelten Lutherbibeln. Dieser Handel mit verbotenen Büchern führte sogar zu Durchsuchungen im Stalhof, doch Thomas Cromwell, der den neuen Glauben angenommen hatte, war in England „der kommenden Mann“ (so Hilary Mantel). Der Maler Hans Holbein half dabei, den Bruch mit Rom zu organisieren. Zur Krönung von Anne Boleyn, sollte er im Auftrag der deutschen Kaufleute einen Triumphbogen entwerfen. Dadurch waren die Tudors auf einmal gut auf die Deutschen zu sprechen und rissen sich darum, von Holbein gemalt zu werden.
Doch mit dem aufkommenden Amerikahandel durch England und den Handel, den die Niederlande in Ostasien mit eigenen Schiffen betrieben, begann der Niedergang der Hanse. 1604 gab es nur noch 14 Hansestädte, doch auch innere Probleme trugen dazu bei. So zeigte sich, dass eine fehlende innere Struktur nicht dauerhaft erfolgreich sein konnte. Die Hanse löste sich ganz langsam auf. 1669 fand der letzte Hansetag statt, doch ein offizielles Ende wurde dort nicht verkündet, es wurden einfach nur keine Beschlüsse mehr gefasst, erläutert Cornelia Linde.
MacGregor geht wieder zu den Bierkrugsammlungen in Londoner Museen über und stellt fest, dass ein Exemplar aus Danzig, ein vergoldeter Silberkrug im Victoria und Albert Museum, etwas ganz besonderes ist. Hergestellt wurde er von dem Danziger Goldschmied Daniel Friedrich von Mylius. Er zeigt als Relief das ausschweifende Trinkgelage des babylonischen Königs Belsazar mit individuell gestalteten Gästen an der langen Tafel, über der, nur für Belsazar sichtbar, der hebräische Schriftzug מנא ,מנא, תקל, ופרסין mene mene tekel upharsin, deutsch ‚gewogen, gewogen, für zu leicht befunden‘, englisch Thou art weighed in the balance and found wanting erscheint. Gott verdammt das Gelage des aus geraubten Jerusalemer Krügen trinkenden Königs. Für die Protestanten war dies wichtig: Macht und Reichtum sind legitim, aber die Ehrfurcht Gott gegenüber darf nicht vergessen werden.
Die anderen Humpen und Becher sind einfacher gestaltet, ein Deckelkrug aus Lübeck zeigt innen im Deckel das Stadtwappen von Riga, der einfache Hamburger Becher, der nach MacGregor fast wie ein Stück aus der Art Nouveau wirkt, trägt eine kyrillische Inschrift. Die Diaspora der deutschen Bevölkerung und Kaufleute im Ostseeraum, die von Riga, Tallinn, Königsberg bis Danzig reichte, existierte bis 1945. Mit der Vertreibung war der Geist der Hanse endgültig ausgelöscht. In London erinnert auch eine Gedenktafel am Hanseatic Walk am Themseufer noch an die Hanse. In Deutschland sind es Autokennzeichen mit einem HH, HB oder HL. Aus den 1880er Jahren stammt der angebliche Kinderreim:

„Hamburg, Lübeck und Bremen/ die brauchen sich nicht zu schämen/ denn sie sind eine freie Stadt/ wo Bismarck nichts zu sagen hat.“

Auch das neue Deutsche Reich wurde hier nicht allzu ernst genommen. Um 1900, als der transatlantische Handel immer wichtiger wurde, hatte Lübeck an Bedeutung verloren. Thomas Mann beschreibt dies auf literarische Weise in seinem Roman Die Buddenbrooks. Verfall einer Familie. Lübeck gehört zu Schleswig-Holstein, Hamburg und Bremen jedoch haben als Stadtstaaten ihre Autonomie weitgehend erhalten können. Sie sind damit in der Tradition des alten Rom, von Konsuln und Senatoren regiert zu werden. MacGregor schließt das Kapitel mit ein paar Beispielen, die die Erinnerung an die Hanse zeigen und beginnt mit Rom. Im Rom war das Kürzel S.P.Q.R. allgegenwärtig. Im großen Festsaal des Hamburger Rathauses prangt über der Tür ein SPQH. Die Bremer haben ein SPQB. Die Lufthansa, also die Hanse der Lüfte, bietet den VIP-Status „Senator“ für Vielflieger an. Und im Osteuropa nach der Wende ist der Handel über Ost- und Nordsee wieder etwas alltägliches.

### Die Eiserne Nation
An allen europäischen Königshöfen waren Juwelen, Gold und Silber der wichtigste Schmuck der Frauen. Auf Bällen und Empfängen waren sie behängt mit Diamanten, Schmuck aus Edelmetall und trugen kostbare Kleider. Der im 19. Jahrhundert in London akkreditierte amerikanische Botschafter Richard Rush beschreibt die Frauen am englischen Königshof: „Keine von ihnen ohne Hutfedern. Jede der Damen schien aufzusteigen aus einer vergoldeten Barrikade, so als habe sich der Vorhang zu einem Schauspiel aus einer fremden Sphäre gehoben.“ MacGregor schreibt: „Wäre der Botschafter in Preußen akkreditiert gewesen, hätte er bei einem Hofball viel bescheideneren Schmuck gesehen.“ In Preußen trug man Eisen. Hier war das profane Metall, das eher zur Herstellung von Schwertern, Ackergeräten und Maschinen diente, zur ersten Wahl für Schmuck geworden. Im französisch besetzten Preußen sollte nicht Reichtum zur Schau gestellt werden, sondern Patriotismus, auch eben in Form von eisernem Schmuck als Symbol des Widerstands gegen Napoleon. Allerdings gab es schon vorher eine Tradition, die dem Eisen eine besondere Bedeutung zumaß. So ist die Statue Der Große Kurfürst als Heiliger Georg von 1680 nicht wie es anderswo üblich war, aus Bronze gegossen worden, sondern wurde von Gottfried Christian Leygebe (1630–1683) aus einem Stück Eisen herausgearbeitet.

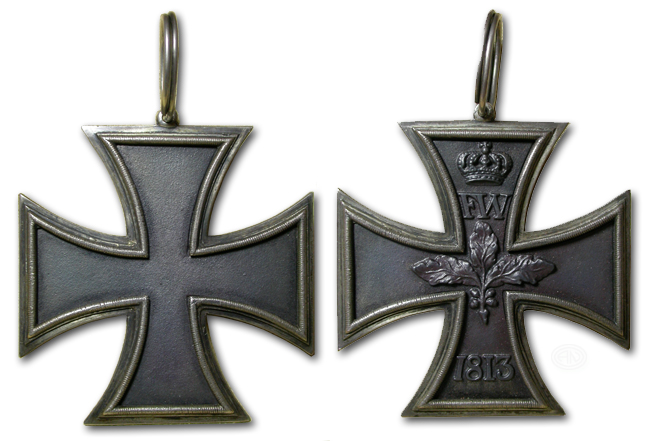
Eisernes Kreuz 1813

Der Berliner Hof unter Friedrich Wilhelm, der sein Land, der Vorläuferstaat Preußens, in den 1670er Jahren erfolgreich gegen die einmarschierenden Schweden (Holländischer Krieg) verteidigte, war bekannt für seinen Verzicht auf Luxus. Als exemplarisch für diesen patriotischen Verzicht auf Juwelen, Gold, Silber und den ganzen „Firlefanz“ befasst sich MacGregor genauer mit dem Eisernen Kreuz. Das Kreuz ist ein schmuckloser Orden, 1813 vom König Friedrich Wilhelm III. gestiftet, der heute noch in der ganzen Welt als Symbol für die militärischen Fähigkeiten der Deutschen steht. Verliehen wurde er an alle, unabhängig von ihrem Dienstgrad und Stand, die besonders tapfer gegen die französische Besatzung gekämpft hatten. Preußen sah die Besetzung fast aller deutschsprachigen Gebiete als Provokation, gab seine anfängliche Neutralität auf und ließ in einer etwas törichten militärischen Aktion seine Truppen marschieren. König Friedrich Wilhelm III. rief zum Verzicht auf jegliche Extravaganz auf und forderte absolute Sparsamkeit, um den Kampf finanzieren zu können. Prinzessin Marianne von Preußen unterstützte ihn dabei und wandte sich an die preußischen Untertaninnen, sie sollten ihren Gold- und Silberschmuck spenden. Im Tausch gab es dafür einen Ring oder eine Halskette aus Eisen, oft mit dem eingravierten Spruch Gold gab ich für Eisen.
Das war ein Bekenntnis für die „selbstlose Treue zum Vaterland“. MacGregor: „Preußen sollten Männer und Frauen aus Eisen sein.“ Doch Preußen wurde 1806 bei Jena und Auerstedt vernichtend und demütigend geschlagen und Napoleon zog in Berlin ein. Der Königshof flüchtete nach Ostpreußen, noch weiter bis nach Memel an der russischen Grenze und der König musste einsehen, dass sich sein Reich kurz vor dem Untergang befand. Preußen war zwar 1806 geschlagen, aber doch ungebrochen und heldenhaft. MacGregor zieht einen Vergleich: Preußens Heldenmut ist noch heute lebendig in der Erinnerung und lässt ihn an das Jahr 1940 denken, als die Briten sich ähnlich allein, aber auch heldenmütig in der Schlacht von Dünkirchen befanden. Friedrich Wilhelm und die heldenhafte Königin Luise begannen mit dem Widerstand in Königsberg. Der fast bankrotte Staat mit seiner Verwaltung, Armee und Volk wurde neu organisiert. Der König: Nur „Eisen und Standhaftigkeit“ könnten die Nation retten. 1813, als es mit Preußen langsam wieder aufwärts ging, wurden alle militärischen Orden ausgesetzt. Für alle, die tapfer am Feldzug gegen Napoleon kämpften, stiftete der König nun das Eiserne Kreuz für alle militärischen Dienstgrade und Stände, nicht nur für Offiziere, was für Preußen absolut neu war.
MacGregor bezeichnet dies als „brillianten PR-Schachzug“. Allerdings hatte Napoleon bereits 1804 mit seiner Légion d’honneur eine ähnliche Idee. In Großbritannien gab es so etwas erst 1856 mit dem Victoria Cross. Christopher Clark schreibt in seinem Werk Preußen. Aufstieg und Niedergang, dass das Eiserne Kreuz zum heute noch bestehenden Preußen-Mythos gehört: „…der Orden wurde aus Eisen gegossen, entsprechend jenen Zeiten der Enthaltung und Entbehrung.“ Interessant findet er den Aspekt, dass hier „die Verbindung einer bestimmten Form von Austerität mit der Identität Preußens“ zu Tage tritt und zeigt, dass sich „der Staat zu helfen wusste“. Die mythisierende Erinnerung umfasst sogar die Vorstellung, dass „sich die Gattinnen der Junker und anderen Aristokraten ihre Kleider selbst nähen konnten“. Dazu passte das Eiserne Kreuz als Symbol für eisernen Willen zur Befreiung.

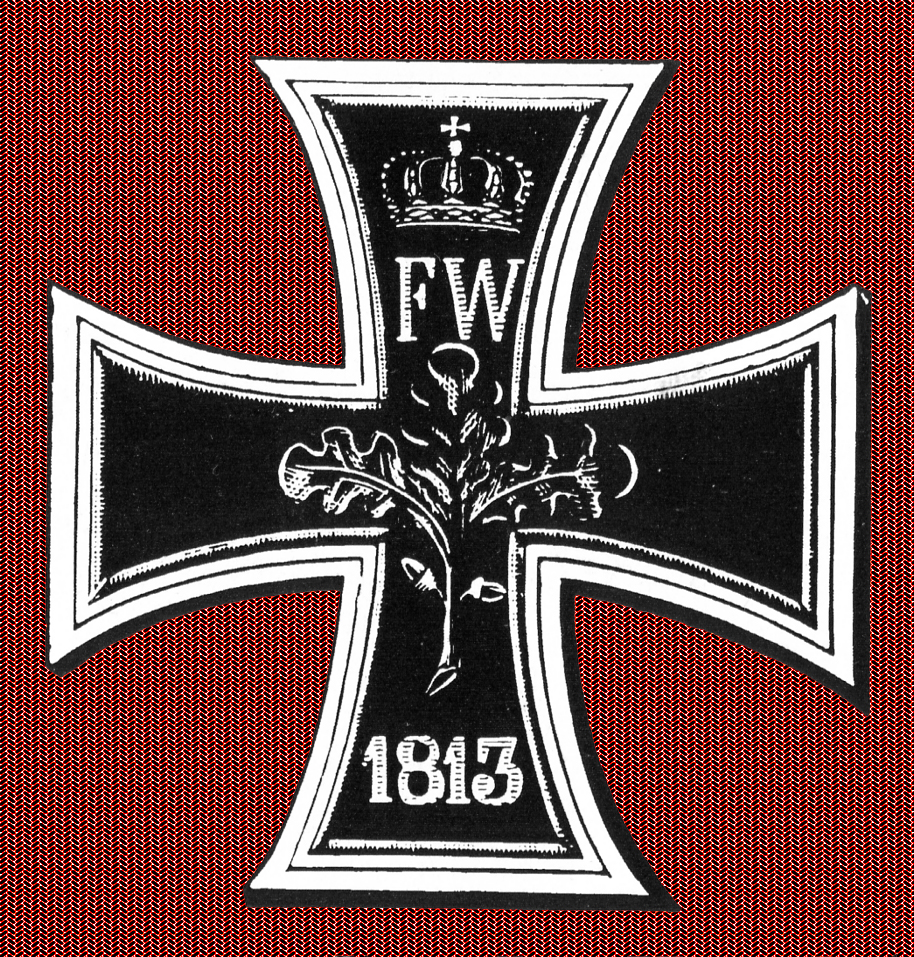
Stilisierte Darstellung

Ganz oben befindet sich die Krone, darunter die Initialen FW des Königs, in der Mitte Eichenlaub und unten schließlich das Stiftungsjahr 1813. MacGregor: „Eisen, kein Edelmetall. Deutsche Eiche, kein römischer Lorbeer.“ Er findet das Kreuz „elegant“ und seine „symbolische Kraft“ immer noch wirksam. Der Kunsthistoriker Horst Bredekamp hält die Symbolik dieses Militärordens für komplexer und nennt das Eisen ein Symbol für deutsche Standhaftigkeit, als zentrale Tugend und verbindet es mit der „deutsche Eiche“ für den deutschen Charakter. Doch das Eiserne Kreuz hat auch einen Rand aus Silber, hier werden zwei Metalle miteinander verbunden. Dieser silberne Rand steht für die Königin Luise. Er soll Empfindsamkeit und Schwäche, aber „Schwäche in einem starken Sinn, die nicht Kraftlosigkeit bedeutet, sondern empfindsam zu sein, mitfühlend, intuitiv fähig, das zu entwickeln, was damals die deutsche Seele sein sollte.“
1807 trafen sich Napoleon Bonaparte und der russische Zar Alexander auf einem Floß mitten auf der Memel bei Tilsit zur Unterzeichnung des Abkommens zwischen den beiden Ländern. Preußen wurde gezwungen die diktierten Bedingungen für einen Frieden zu akzeptieren. Königin Luise suchte Napoleon auf, um in einem letzten Versuch, die Bedingungen für ihr Land zu mildern. Sie wurde auch empfangen, aber Napoleon blieb unnachgiebig. Preußen wurde um die Hälfte verkleinert, der Rest aufgeteilt zwischen seiner Familie, Sachsen und Russland. Dazu kamen enorme Reparationszahlungen. Diese „rachsüchtigen Bedingungen schockierten ganz Europa“ (MacGregor). 1871, nach dem Deutsch-Französischen Krieg rächten sich die Preußen an Frankreich auf ähnliche Weise.

Louisenorden

Napoleon jedenfalls hatte mit Luise nun eine unerbittliche neue Feindin, die den Rest ihres kurzen Lebens damit verbrachte, das Volk zu ermutigen, nicht aufzugeben. Dafür wurde sie geliebt und verehrt. Sie war die „Seele der nationalen Tugend“. Anlässlich ihres Todes 1810 bemerkte Napoleon anerkennend, dass der König seinen „besten Minister“ verloren habe. 1814 stiftete der trauernde Friedrich Wilhelm zu ihrem Andenken dem Louisenorden für preußische Frauen, die sich für ihr Land verdient gemacht hatten. Der Orden war für 100 Frauen limitiert und wurde, wie das Eiserne Kreuz, an alle sozialen Klassen verliehen. Das kleine Kreuz war aus schwarz emailliertem Eisen mit einer blauen Kreisfläche in der Mitte, die ein geschwungenes weißes L ziert. Umgeben ist das Initial von einem Kranz aus sieben Sternen. Im Gegensatz zum Eisernen Kreuz, das ursprünglich bis 1815 vergeben wurde, verlieh man den Luisenorden bis 1918. Doch 1870 wurde das Eiserne Kreuz durch Luises Sohn, den späteren Kaiser Wilhelm I. wiederbelebt. Ein riesenhaftes „Eisernes Kreuz“ aus Holz, das völlig mit Nägeln überzogen ist, befindet sich heute im Deutschen Historischen Museum, Berlin.

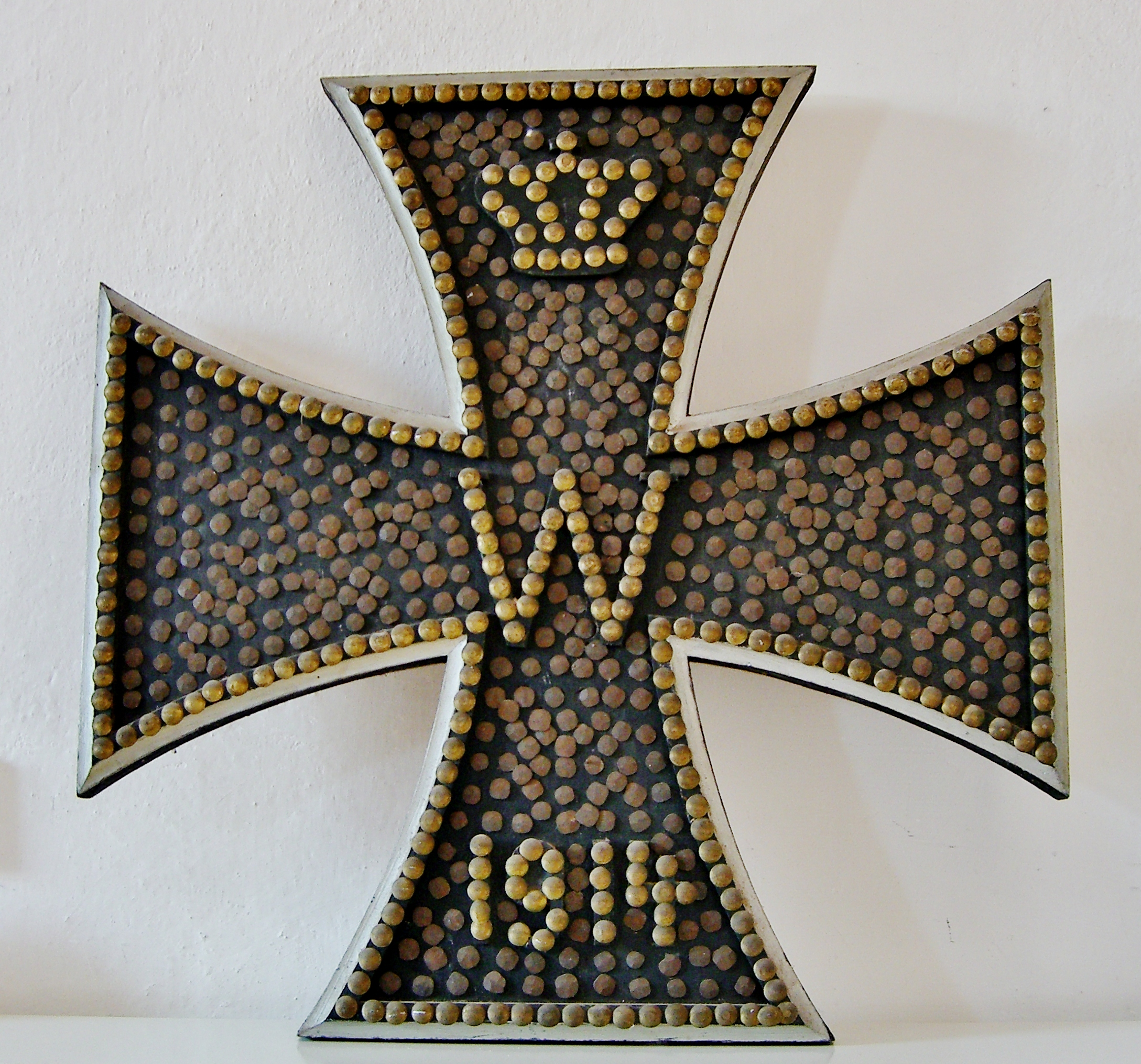
Beispiel für ein Nagelkreuz

Zur Finanzierung des Ersten Weltkriegs konnten ab 1915 Nägel in verschiedenen Preisklassen und Ausführungen gekauft werden. So erwarben Arbeiter, Adlige und Bürger je nach ihren finanziellen Möglichkeiten Nägel, die in das Kreuz geschlagen wurden. Auch diese Aktion diente wie fast 100 Jahre zuvor dem Zweck, den Patriotismus des Volkes zu stärken und offen zu zeigen. 1813 war das Eiserne Kreuz mit seiner klassenübergreifenden gesellschaftlichen Allianz mit der Hoffnung liberaler und demokratischer Kreise für Reformen verbunden. Doch nach der Befreiung von den Franzosen waren die Herrschenden der Ansicht, dass sie auch ganz gut ohne Liberalismus, Demokratie und Verfassung auskommen würden. Nach 1815 war die Freiheitsbewegung mit ihren Hoffnungen auf eine Verfassung, die die Menschenrechte garantiert und eine Volksvertretung ermöglicht, zerschlagen. Erst mit der Revolution von 1848 gab es in Deutschland einen neuen Versuch.
Die vereinenden Ideale des Eisernen Kreuzes gingen also in der Zeit der Restauration unter. Doch MacGregor sieht im heutigen Berlin eine für ihn überraschende Lebendigkeit des Eisernen Kreuzes. Er besucht Berlin-Kreuzberg, besteigt die Erhebung auf der das von Karl Friedrich Schinkel entworfene gusseiserne Nationaldenkmal steht, und erfreut sich an der dortigen multikulturellen und -ethnischen Bevölkerung, die sich an warmen Tagen dort lagert, Döner oder Eis isst, Musik hört, sich auf Deutsch, Türkisch, Arabisch oder Russisch unterhält, und friedlich zusammenlebt. Die Liberalen von 1821, die dabei waren, als das Denkmal eingeweiht wurde, hätten nicht schlecht gestaunt über den guten Ausgang der Geschichte. Das Denkmal erinnert an eine gotische Kirchturmspitze und an seiner höchsten Stelle befindet sich das Eiserne Kreuz.

### Nach 1848: Zwei Wege

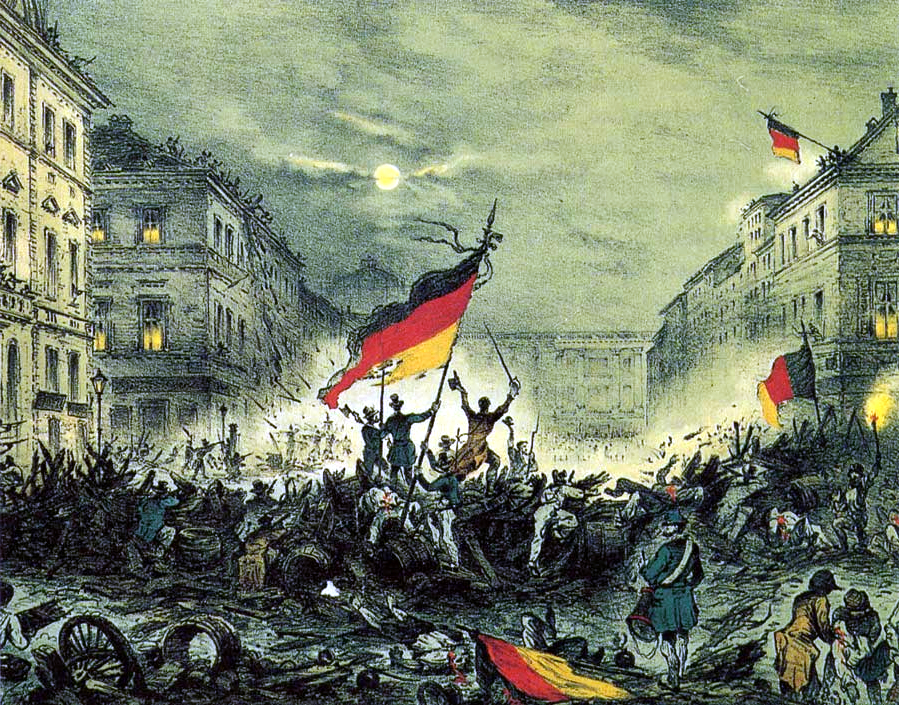
März 1848 in Berlin

MacGregor besucht das Deutsche Historische Museum in Berlin und betritt den Saal, der der Revolution von 1848 gewidmet ist. Dort ist eine Flagge ausgestellt, die ganz anders ist als die anderen Flaggen und Fahnen, die das Museum auch präsentiert. Es ist nicht die Flagge eines Herrschers oder einer Stadt, und sie ist auch nicht die Flagge eines Staates, sondern sie steht für die Idee eines Staates und zeigt die Farben Schwarz, Rot und Gold. Nach 1815 musste sich Deutschland politisch neu erfinden und 1848 hätte es „fast geklappt“ schreibt MacGregor. Deutschland war nach den Befreiungskriegen gespalten, ohne Machtzentrum, es gab keine Einheit und auf dem Wiener Kongress wurde beschlossen, dass so viel wie möglich von der alten konservativen feudalen Ordnung erhalten bleibt. Es entstand der „Deutsche Bund“, ein loser Zusammenschluss souveräner Staaten, der „eher ein schwacher Nachhall“ und keine Ersatz für das vergangene Heilige Römische Reich war. Der Historiker und Spezialist für die 1848er Revolution Jonathan Sperber schreibt, dass „von ursprünglich etwa 300 Staaten nach 1815 nur 37 übrig blieben und nicht wenige der angestammten Dynastien verschwanden. Die neuen Herrscher, oft mit anderer Konfession, waren gefühlsmäßig nicht akzeptiert.“ So konnten Gebiete, die bislang protestantisch waren, nun von einem Katholiken regiert werden. Für das erstarkende zunehmend gebildete und junge Bürgertum war diese Restauration alter autoritärer Verhältnisse inakzeptabel. Man wollte eine parlamentarische Ordnung mit demokratischen Elementen. Die Ideen der französischen Revolution, Gleichheit und Freiheit, fanden trotz der französischen Besetzung große Zustimmung bei den Gebildeten.

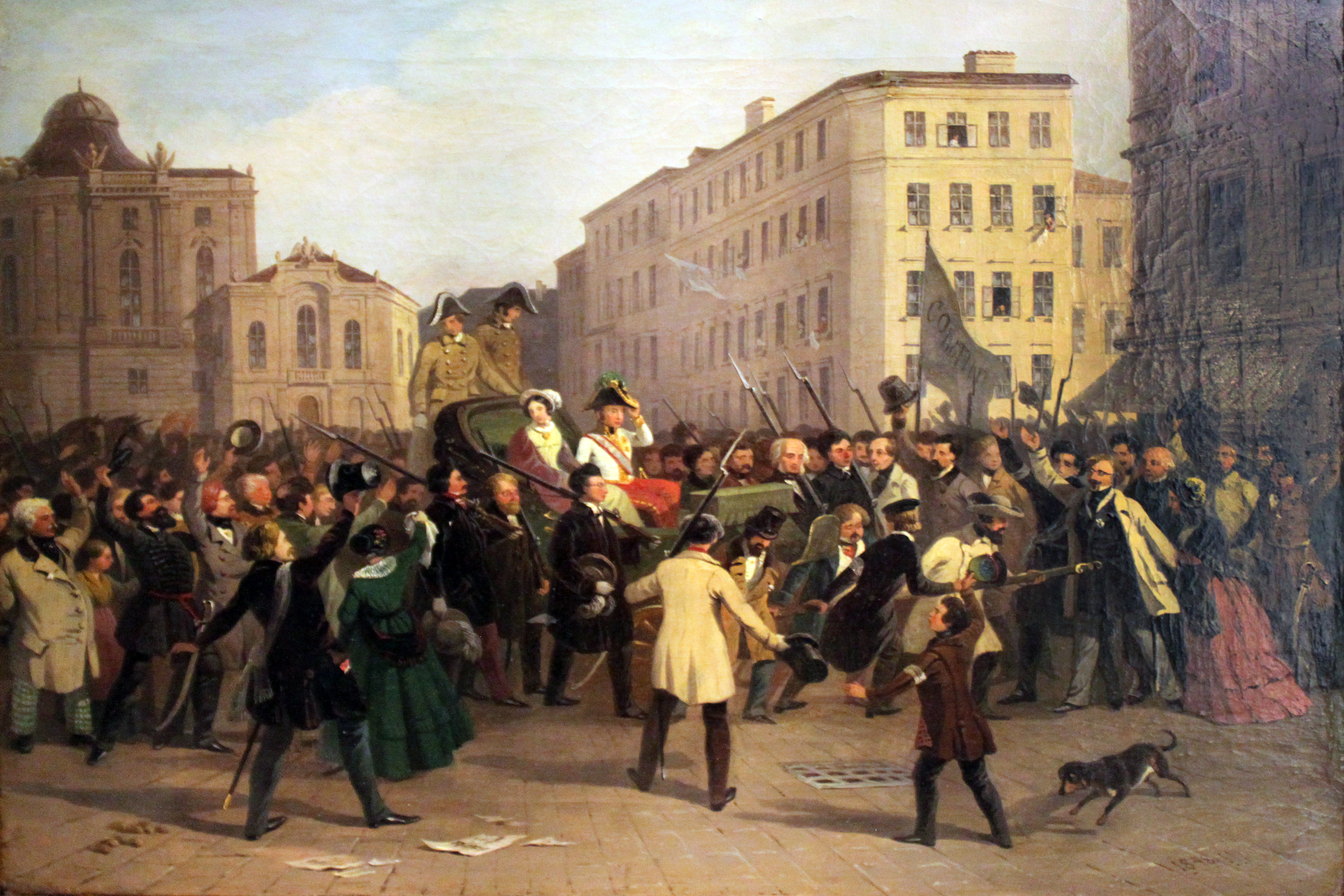
März 1848, Ausfahrt Ferdinands

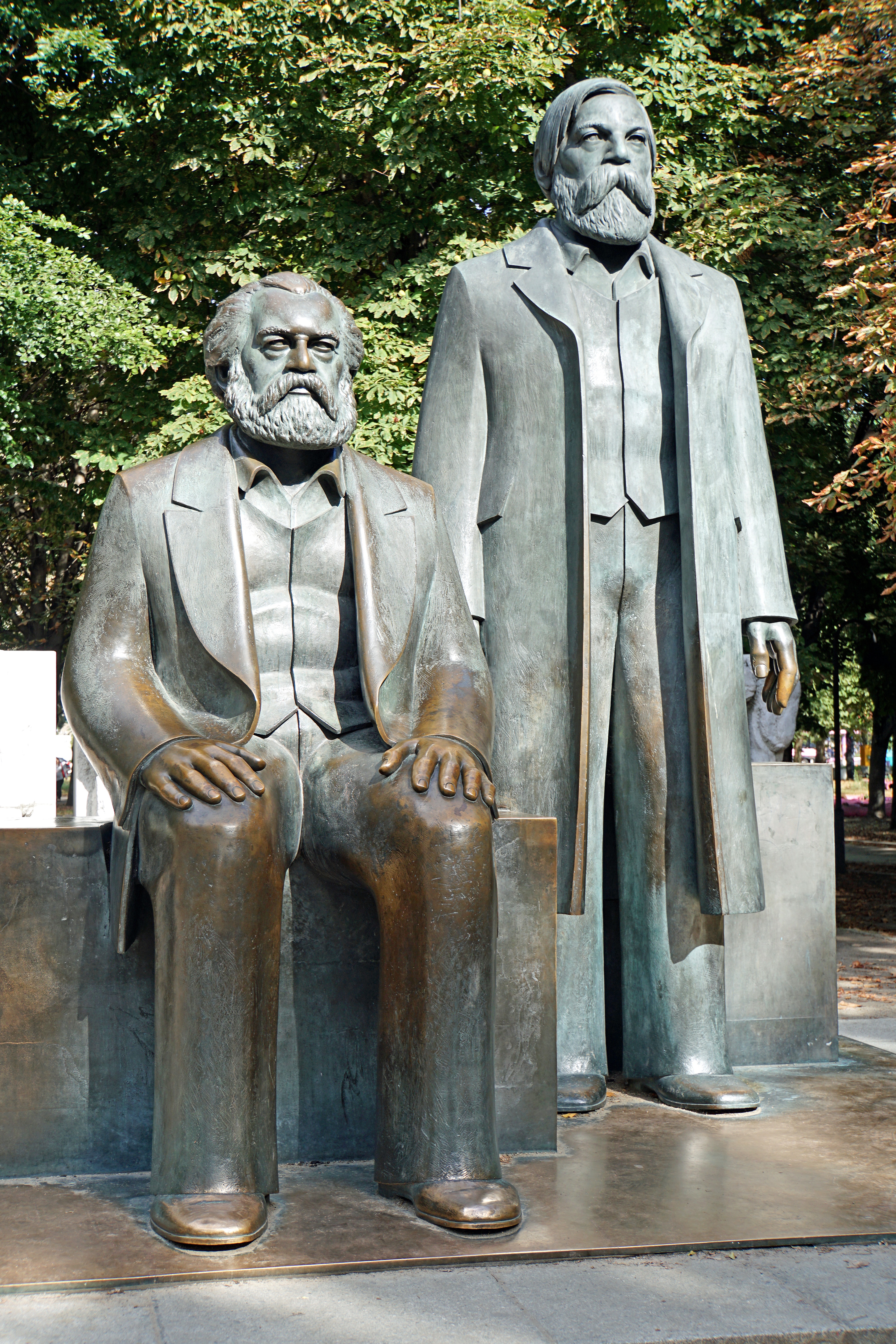
Marx-Engels-Denkmal von Ludwig Engelhardt

1848 war nicht nur auf Deutschland beschränkt, in ganz Europa gab es revolutionäre Unruhen. Die wirtschaftliche Lage war nach mehreren Missernten schlecht. Es gab Hungerrevolten, einen Aufstand der Leibeigenen in Österreich, religiöse Spannungen in der Schweiz und weitere lokale Konflikte. In Frankreich entstand die Zweite Republik, der österreichische Kaiser Ferdinand I. dankte ab und in Preußen versprach Friedrich Wilhelm IV. eine Verfassung. In der ersten Bundesversammlung im März 1848 wurden „Schwarz-Rot-Gold“ als Bundesfarben deklariert. Jonathan Sperber schreibt:

„Schwarz, Rot und Gold waren schon 1813 die Farben der Uniformen des Lützowschen Freikorps und 1830 wurden sie auch immer häufiger als Fahne gezeigt; so auf dem Hambacher Fest von 1832. Sie durfte aber nicht öffentlich gehisst werden, denn diese Farben waren ein Affront gegen die fürstlichen Herrscher. Sie stellten die Nation und die Volkssouveränität über die jeweiligen Monarchen.“

Ging es 1848 in anderen Ländern vor allem darum, das „Joch der Fürstenmacht abzuschütteln“, gab es in Deutschland die Forderung, ein neues nationales Staatsgebilde für alle Deutschen zu schaffen. MacGregor schreibt: „Es war, als habe die Fahne ihr Land gefunden.“ Deutschland sollte über den bisherigen 37 Staaten stehen, „mehr sein, als die Summe seiner Teile“. Genau dies soll auch das Lied der Deutschen in seiner ersten Strophe ausdrücken. Jonathan Sperber: „Deutschland sollte wichtiger“ sein, als die kleinen Regenten oder die eigene Stadt. „Es war kein regionales oder partikulares Lied, sondern eine Nationalhymne, zum ersten Mal. Das war der ursprüngliche Sinn.“ Heute wird dieser Sinn verzerrt, weil das „Deutschlandlied [zu stark] mit dem Nationalsozialismus assoziiert wird“. Auch MacGregor meint, dass der Vers „Deutschland, Deutschland über alles“ vergiftet sei. „Einigkeit und Recht und Freiheit“ sind daher heute die Worte der Nationalhymne. Nicht einmal zwei Jahre konnte die deutsche „Trikolore“ in Freiheit wehen. Geschwächt durch endlose Debatten und Parteienstreit wurde die Frankfurter Nationalversammlung im Juni 1849 mit Waffengewalt ausgelöst. Das alte reaktionäre Machtsystem der Feudalherren konnte sich behaupten. Die Verfassungen wurden verwässert, die Farben Schwarz-Rot-Gold verboten. Österreich setzte sich als Großmacht im Süden durch, Preußen im Norden.
20 Jahre später gab es allerdings ein geeintes Deutschland, aber unter der Führung Preußens und Bismarcks. Die Flagge war nun „Schwarz-Weiß-Rot“ und die Verfassung seit 1850 völlig anders. Doch mit dem Untergang des Hohenzollern-Reiches 1918 erinnerte sich das besiegte Deutschland wieder an „Schwarz-Rot-Gold“. In der Verfassung der Weimarer Republik erlebten viele demokratische Ideale von 1848 eine Renaissance. Bis 1933, als die Nazis die Schwarz-Rot-Goldene Fahne vom Reichstag einholten.
Die Revolution von 1848 scheiterte, doch langfristig hatte sie weltweit politische Nachwirkungen. Im Februar 1848 erschien in London, wo es im Gegensatz zu Preußen keine Zensur gab, ein dünnes Heft mit 23 Seiten: Das Kommunistische Manifest, verfasst von einem „reichen jungen Geschäftsmann“ und einem „zum Philosophen gewordenen Jurastudenten“ zur Belebung der kurz zuvor entstandenen „Splittergruppe“ Bund der Kommunisten. Bis heute sind Sätze daraus das „Mantra für linke Gruppen in aller Welt“ (MacGregor). Auch völlig unpolitischen Menschen ist der letzte Satz des Manifests geläufig: „Proletarier aller Länder vereinigt euch!“ Eins der wenigen erhaltenen originalen Exemplare des Manifests befindet sich im British Museum. Es ist „schlicht gestaltet, billig aufgemacht, in enger Frakturschrift gesetzt und mit einem verblassenden grünen Pappumschlag. Die Broschüre wirkt glanzlos und epehmer. Nichts deutet auf die Wirkung hin, die sie entfalten sollte“ (MacGregor). Es wird vermutet, dass es mindestens 2000 Exemplare gab, wovon 1000 nach Frankreich gingen. Doch auch Karl Marx und Friedrich Engels hatten ebenso wenig Erfolg wie die deutsche Trikolore. Susan Reed, Kuratorin im British Museum schreibt:

„…die Ideen des Manifests haben 1848 in Deutschland offenbar keine sehr weite Verbreitung gefunden, obwohl es doch aus dem weitgehend gleichen Boden wuchs wie die Revolution und auch einige der Ereignisse voraussagte. Erst in den 1870er Jahren wurde es neu aufgelegt und um die Wende zum 20. Jahrhundert wurde es allmählich zu einem kanonischen Text, fast ein Gebetsbuch. Wenn Das Kapital die Bibel des marxistischen Denkens ist, dann ist das Kommunistische Manifest das Book of Common Prayer.“

1848 war ein Schicksalsjahr für Deutschland. Jonathan Sperber meint dazu:

„1848 war nicht nur ein Beispiel für politisches Scheitern, sondern auch als eine neue Möglichkeit für alle Teile der Bevölkerung, sich politisch zu beteiligen, etwa für die Frauen. Deutschlands erste Frauenrechtlerinnen haben ihren Weg in der 1848er Revolution begonnen.“

1918 ergriffen Kommunisten und Sozialdemokraten die Gelegenheit und riefen am gleichen Tag, am 9. November, die Republik aus. Philipp Scheidemann von einem Balkon des Reichstagsgebäudes die Deutsche Republik und zwei Stunden später Karl Liebknecht von einem Balkon am Berliner Stadtschloss die Freie Sozialistische Republik.

Hammer und Zirkel (DDR)

Doch sein Versuch einer Rätedemokratie scheiterte, Liebknecht und Rosa Luxemburg wurden am 19. Januar 1919 ermordet. 14 Jahre später wurden dann Sozialdemokraten „beiseite geräumt“. Erneut scheiterten die beiden konkurrierenden politischen Wege, die nach 1848 möglich schienen, die liberal-demokratische und die marxistische Tradition. Erst nach 1949 gab es zwei deutsche Staaten, die sich auf diese Traditionen beriefen. Die westdeutsche Bundesrepublik auf die Frankfurter Nationalversammlung und die ostdeutsche DDR auf das Kommunistische Manifest von Karl Marx, zu dessen Ehren die Stadt Chemnitz umbenannt wurde.
Beide Staaten führten Schwarz-Rot-Gold als Nationalfarben. In der DDR bis 1959, da wurden der Flagge Hammer und Zirkel im Ährenkranz hinzugefügt. Erst 30 Jahre später trugen Demonstranten in Ostberlin die Flagge ohne das DDR-Emblem und forderten „Einheit!“. Wie 1848. Haben die bürgerlichen Liberalen neben dem Sieg über die Feudalherrscher und Monarchen auch die proletarischen Revolutionäre aus dem Feld geschlagen? Nicht ganz, MacGregor schreibt:

„Berlin hat die Gabe, in sich aufzunehmen, was sich nicht versöhnen lässt, die Stadt weiß, wie es sich mit unterschiedlichen und schwierigen Geschichten leben lässt. In Ostteil gibt es die prächtige ‚aufgemöbelte‘ Karl-Marx-Allee, im Westen seit 1947 die von Geschäften und Läden geprägte Karl-Marx-Straße und mitten im politischen Zentrum der ‚führenden kapitalistischen Volkswirtschaft Europas‘ das imposante Bronze-Denkmal für Friedrich Engels und Karls Marx.“

## Vierter Teil: Made in Germany
In diesem Teil befasst sich MacGregor mit deutscher Handwerkskunst. Buchdruck, Feinmechanik, die Ideen des Bauhauses und der VW Käfer werden genauer betrachtet. Handwerkliches Geschick ist in Deutschland verbreiteter als in anderen Ländern. Und das Gütesiegel Made in Germany weltweit anerkannt. In einem Kommentar zur Ausstellung im British Museum wurde das Themenfeld von MacGregor wie folgt beschrieben:

„Jetzt sind wir in der Sektion, die heißt ‚Made in Germany‘, Untertitel ist: ‚Vorsprung durch Technik‘. […] Also hier sprechen wir über großartige Errungenschaften, die Deutschland mehr oder weniger in die Welt gebracht hat, sie waren wirklich weltverändernd, vor allen Dingen der Buchdruck, wir leben in einer Welt von Gutenberg.“

### Am Anfang war der Drucker

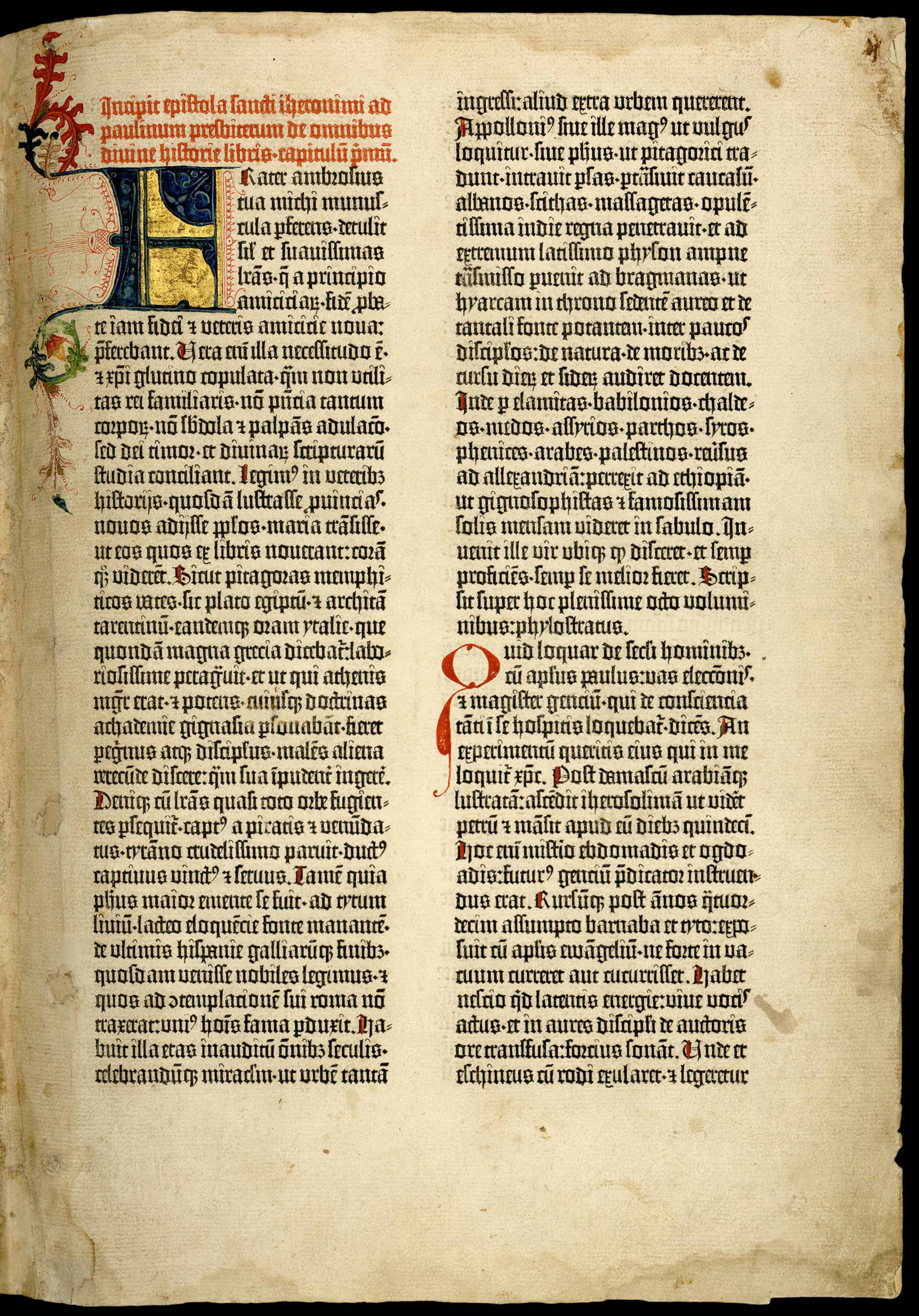
Seite aus der Bibel

Viele Historiker sehen in der Erfindung des Buchdrucks den Beginn der Neuzeit. Johannes Gutenberg ermöglichte durch seine Innovation, dass der Zugang zum Wissen nicht mehr privilegierten Menschen vorbehalten war. Der Buchdruck trug zum Erfolg der Reformation bei und das Buch prägt bis heute, trotz der digitalen Revolution, „die Art, in der wir unsere Gedanken organisieren“. MacGregor: „Noch in der Welt fortgeschrittener Informationstechnologie bleiben wir ungeniert und unbeirrt Gutenbergs Kinder.“ Wie konnte Gutenberg so erfolgreich sein? War seine Erfindung nur in Deutschland möglich? Anhand einer Bibel von Gutenberg aus Mainz, die Anfang der 1450er Jahre erschienen ist, beantwortet der Autor diese Fragen. Das prächtige Stück befand sich „irgendwann“ in der British Royal Collection, trägt das Wappen von König Georg III. und befindet sich heute in der British Library.
Die Bibel hat einen in zwei Spalten gesetzten Text, der wie eine perfekte Handschrift wirkt. Die Seiten sind mit einem gemalten, auch mit Blattgold ergänzten, farbenfrohen Blumendekor und mit Abbildungen kleiner bunter Vögel verziert. Das Ganze wirkt wie eine illuminierte Handschrift. MacGregor hält das Stück im Format einer großen Kirchenbibel für ein „[…] wunderschönes Objekt zum Betrachten, aber auch zum Lesen meisterhaft gestaltet“. Es ist nicht einfach zu erkennen, dass ein solches Buch gedruckt ist. Gutenbergs Bibel sah genau so aus, wie es in der Zeit erwartet wurde, er wollte seine Bücher schließlich auch verkaufen. Für handgeschriebene Bücher verwenden die Schreiber Tinte, die je nach dem Druck der Schreibfeder auf das Pergament oder Papier herausläuft. Dünnflüssige Tinte konnte Gutenberg aber nicht verwenden, sie hätte die Blätter verdorben. So fand er die Druckerschwärze, eine Art Firnis, der an den Lettern haftet und nicht verläuft. Das Rezept dafür stammte von den Kunstmalern seiner Zeit. Aber auch andere Fertigkeiten übernahm er von den Handwerkern, um seine Druckwerkstatt einrichten zu können. Jetzt musste nur noch das „Geschäftsmodell und das Vertriebssystem“ entwickelt werden. Gutenberg war ein erfolgreicher Unternehmer und das war nur im Mainz des 15. Jahrhunderts möglich, meint MacGregor.

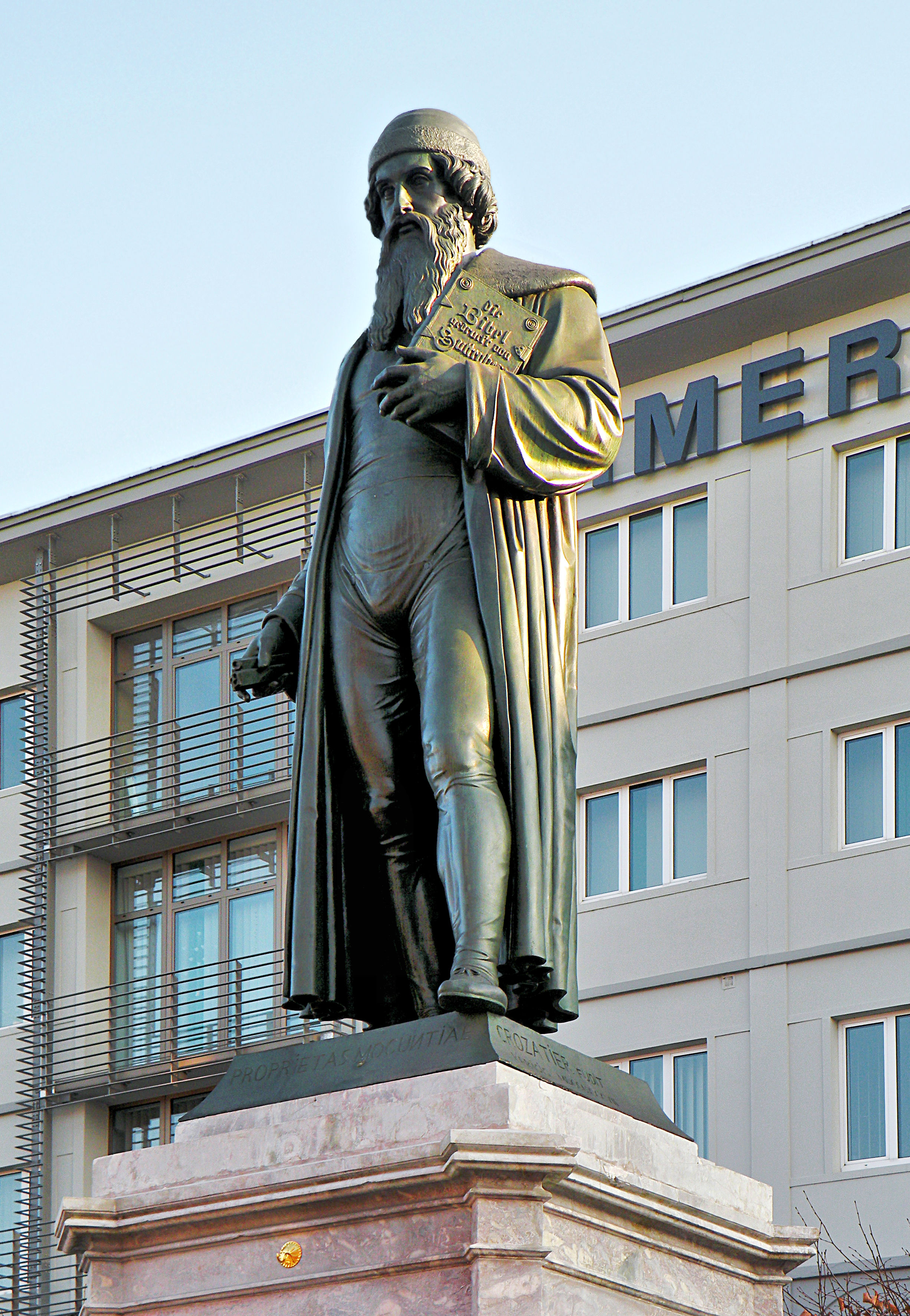
Gutenberg Statue (Mainz)

Die Stadt ehrte Gutenberg mit einem eindrucksvollen Denkmal aus Bronze, dass einen großen bärtigen Mann zeigt. Wie Gutenberg wirklich aussah, ist unbekannt. Nach seinem Tod wurde ein imaginäres Bildnis hergestellt, gedruckt und weit verbreitet. Nach dieser Vorlage entstand auch das Denkmal. Im Zweiten Weltkrieg wurde Mainz von Bomben zerstört. Was heute an Häusern im Stadtkern zu sehen ist, stammt aus den 1960er Jahren, außer dem Dom, der wurde fachgerecht restauriert. Vor Gutenberg gab es bereits den Einblattdruck mit handgeschnitzten Druckstöcken aus Holz, die meist ein Heiligenbild und ein kurzes Gebet zeigten, doch Gutenbergs System der beweglichen Lettern setzte sich durch. Eine Korrektur von Fehlern war nun möglich.
Cornelia Schneider, Spezialistin für die Buchkunst des 15. bis 18. Jahrhunderts im Mainzer Gutenberg-Museum berichtet, dass von Gutenbergs und anderen Werkstätten nichts geblieben ist, aber das Museum will durch die Rekonstruktion der Druckwerkstatt vermitteln, wie damals Bücher hergestellt wurden und erwähnt den späteren Papst Pius II., der nach der Ansicht einer Druckseite schrieb: „Du konntest sie ohne Brille lesen.“ Die Schärfe der gedruckten Buchstaben war durch die Verwendung einer Presse, die gleichmäßigen Druck erzeugen konnte, möglich.

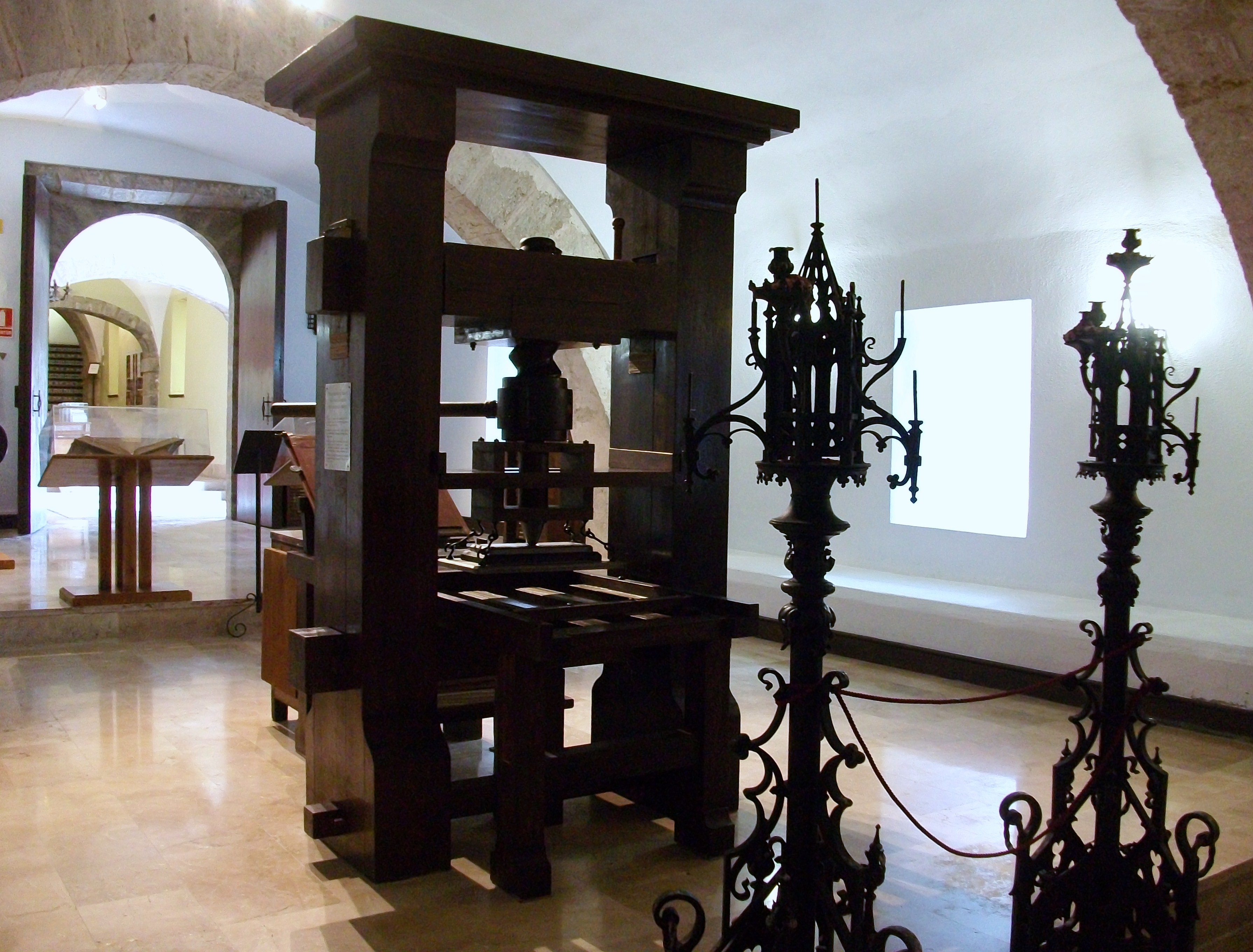
Druckpresse

Mainz liegt in einer Weinbaugegend und Gutenberg nutzte als Vorbild die Kelter der Weinbauern. Schwierig blieb allerdings die Herstellung der Lettern aus Metall, doch Gutenberg wusste sich zu helfen, denn das Gebiet an Mosel und Saar war bekannt für seine handwerkliche Metallverarbeitung. So profitierte er von den technischen Fertigkeiten der Handwerker eines günstigen geografischen Umfelds. 180 Exemplare der prächtigen Bibel in zwei Bänden mit etwa 2000 Seiten stellte Gutenberg her. Cornelia Schneider: „Wer das Wort Gottes druckt, muss auch das wertvollste Material verwenden, das zu bekommen ist. Das war damals Pergament. Für jeweils acht Seiten brauchte man eine Ziege oder ein Schaf.“ Es gab aber nicht genügend Tiere, die für die Pergamentherstellung geschlachtet werden konnten, so musste Gutenberg Papier verwenden. Qualitativ ausreichendes Papier für Drucke gab es in jener Zeit nur in Italien. Das bestellte Gutenberg auf einer der jährlich stattfindenden zwei Frankfurter Messen, und ein halbes Jahr später traf die Lieferung zuverlässig bei der nächsten Messe ein.
Gutenbergs Fähigkeiten zur Optimierung der Arbeitsabläufe zeigte sich in Lernprozessen. So verzichtete er auf die anfänglichen farbigen Kapitelüberschriften, die zu aufwendig in der Herstellung waren, setzte nach zuerst 40 Zeilen 42 Zeilen auf eine Seite, um Papier zu sparen und wenn seine Arbeiter alle Lettern für die Bibel in ausreichender Zahl nach zwei Jahren hergestellt hatten, konnte die ganz Auflage „in der gleichen Zeit gedruckt werden, die ein Schreiber brauchte, um ein einziges Exemplar abzuschreiben“. Gutenbergs Erfolg bestand auch darin, durch gezieltes Einstellen von Spezialisten, wie Graveuren, Metallgießern, Miniaturenmalern und natürlich Setzern mit Lateinkenntnissen. Doch das war nicht immer einfach, denn „sich beim Zusammensetzen der Metallstücke [aus Blei] die Finger dreckig zu machen, war sicher nicht das, was ein Mann des 15. Jahrhunderts im Sinn hatte, wenn er zum Lateinstudium an eine Universität gegangen war“. So der Historiker Kristian Jensen, Leiter der Sammlungen früher Buchdrucke in der British Library.
Gutenberg verstand es als erster, die verschiedensten Gewerke so zu kombinieren, dass ein erfolgreicher Betrieb möglich war. Verkauft wurde jedoch nicht ein fertiges Buch, sondern ein dicker Stapel bedruckter Seiten. Den Vertrieb erleichterte der Rhein und die anderen Flüsse, die Gutenbergs Produkt nach ganz Europa bringen konnten. Das Binden besorgte der Käufer, der so ein individuell nach seinen Wünschen gestaltetes Buch erhielt. Gutenberg war recht wohlhabend, doch er brauchte Betriebskapital. Das konnte er sich zwar in Mainz leihen, doch steckte er oft in Geldnöten, nicht alle finanziellen Partnerschaften liefen rund. So druckte er beispielsweise Ablassbriefe gegen bares Geld, das er für den Herstellungsprozess seiner Bibel brauchte. Das waren Vordrucke, in die der Käufer seinen Namen und die Unterschrift zur Vergebung seiner Sünden einsetzen konnte. Die Kirche kaufte Tausende davon.
MacGregor berichtet von einem weiteren Bestseller Gutenbergs: Die Ars minor von Aelius Donatus, eine Einführung in die lateinische Grammatik für Schulen. Doch ab 1460 gab es Unruhen in Mainz, die Mainzer Stiftsfehde führte dazu, dass einige Handwerker aus Gutenbergs Werkstatt abwanderten und so die Buchdruckerkunst europaweit verbreiteten. Gutenbergs Erfindung war für die Verbreitung es Wissens ein Segen und keine zentrale politische Macht konnte diese Entwicklung beeinflussen. Kristian Jensen nennt ein Beispiel: In einem Messbuch gab es seit Jahrhunderten einen handgeschriebenen Kommentar, der unbeachtet blieb. Doch als er 1485 gedruckt wurde, belegte ihn der Mainzer Erzbischof sofort mit einem Bann. Doch verbot der Herrscher auch alle Übersetzungen aus dem Latein und Griechischen ins Deutsche mit der Begründung, dass ungebildete Laien die heiligen Worte nicht verstehen würden und sie sich nach ihrem Bedarf zurechtlegen würden. Gegen Schriften die auswärts erschienen, konnte er hingegen nichts unternehmen. Auch war es nicht zu verhindern, dass komplette Letternsätze verkauft wurden und so ab 1470 Hunderte neuer Druckwerkstätten entstanden. Die politische Zersplitterung des Heiligen Römischen Reiches ermöglichte einen nie dagewesenen Spielraum für die Freiheit. 60 Jahre später konnte Martin Luther, der die Ablasszettel verdammte, an denen nicht nur die Kirche, sondern auch Gutenberg kräftig verdient hatte, mit Hilfe der Buchdrucker seine Ziele unkontrolliert erreichen.

### Ein Künstler für alle Deutschen
Die Logos deutscher Firmen sind weltbekannt. Adidas, Puma, VW und Mercedes stehen für berühmte Unternehmen, die durch ihre Logos einen hohen Wiedererkennungseffekt haben. Markenzeichen sind eine deutsche Erfindung, ursprünglich wurden sie von Druckern verwendet, die damit ihre Erzeugnisse schmückten.

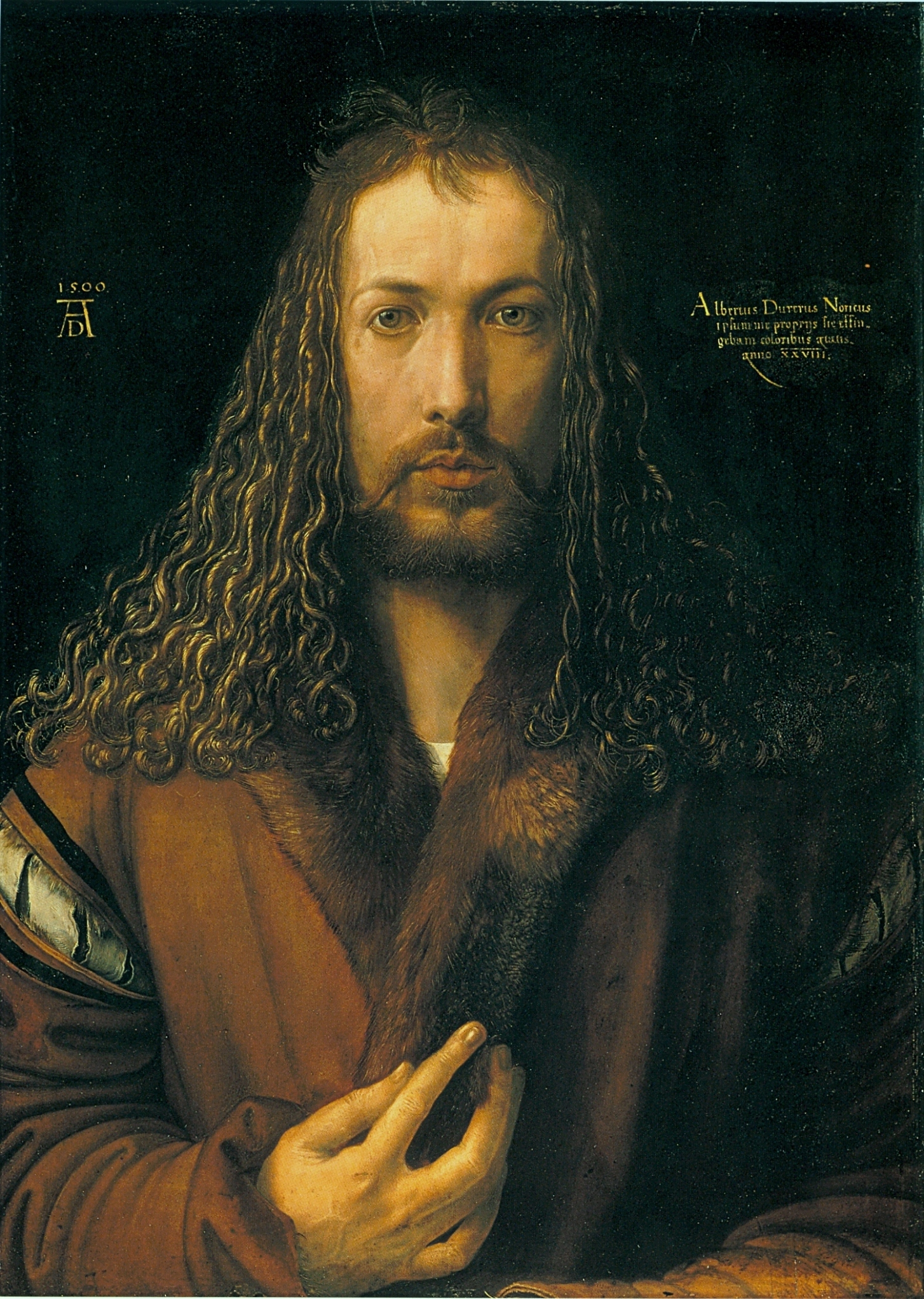
Selbstbildnis im Pelzrock

Das vermutlich erste richtige Logo stammt von 1500, es sind die elegant verschränkten Buchstaben „“, die Initialen und das Markenzeichen von Albrecht Dürer – und ebenso weltbekannt. Dürers mit seinem Signet versehenen Drucke und Stiche sind in den Sammlungen der bekanntesten Museen enthalten und zeigen, dass er der „prägende Künstler“ Deutschlands ist.
Sein bekanntes Selbstporträt im Pelzrock von 1500 dürften alle Deutschen kennen. Er stellte einen bisher nie dagewesenen Typus von Künstler dar. Zahlreiche weitere Selbstporträts zeigen einen selbstbewussten Mann, der in der Zeit der Renaissance den Künstler als „Held und Star“ inszenierte, und mit neuer Technik und Leidenschaft für eine „neue Welt“ stand (MacGregor). Dürer war aber auch der erste Künstler, der seine Werke europaweit verkaufen konnte, in dem er die Vertriebskanäle nutze, die sich für Bücher und Druckerzeugnisse bereits bewährt hatten. MacGregor vergleicht Albrecht Dürer mit Shakespeare, denn beide sieht er auch als „globale Künstler“, als „Filter“, durch den die Menschen die sich wandelnde Welt der Renaissancezeit mit ihren fernen Regionen kennenlernen konnten.
Dürer befasste sich mit allen Aspekten der Welt: Politik, Religion und Philosophie, Natur, Landschaft und Sexualität. Dabei entstand seine Kunst nicht nur für einen Fürsten oder Kaiser, sondern auch für den Markt. Er hatte Beziehungen zum Hof, war aber auch frei. Wie Shakespeare war er ein erfolgreicher „gewiefter Geschäftsmann“ (MacGregor). Und wie Shakespeare von den Briten, wird Dürer von den Deutschen oft unbewusst zitiert. So wurde Dürers Logo auch von anderen Künstlern verwendet, es gibt reichlich Fälschungen. Die Kuratorin Giulia Bartrum vom British Museum merkt an, dass Dürers Logo leicht zu kopieren ist, besonders nach seinem Tod geschah dies häufig, um neue Drucke verkaufen zu können. Den Käufern war das Logo natürlich bekannt und sie zahlten. Es ging eher darum etwas zu besitzen, das irgendwie in Verbindung mit Dürer stand. Doch schon zu seinen Lebzeiten war dies ein Problem. 1506 reiste Dürer nach Venedig, um herauszufinden, wer dort mit seinem Logo Geschäfte machte. Aber auch in Nürnberg gab es Ärger mit dem Schutz seines Markenzeichens. So setzte er auf die Rückseite seines berühmten Apokalypse-Zyklus in der Auflage von 1511 die Warnung: „Wehe dir, du hinterhältiger Räuber fremder Arbeit und fremden Geistes“ und droht mit Strafen. Es ging ihm weniger um das Kopieren seiner Bilder, sondern um die fremde Nutzung seines Monogramms.

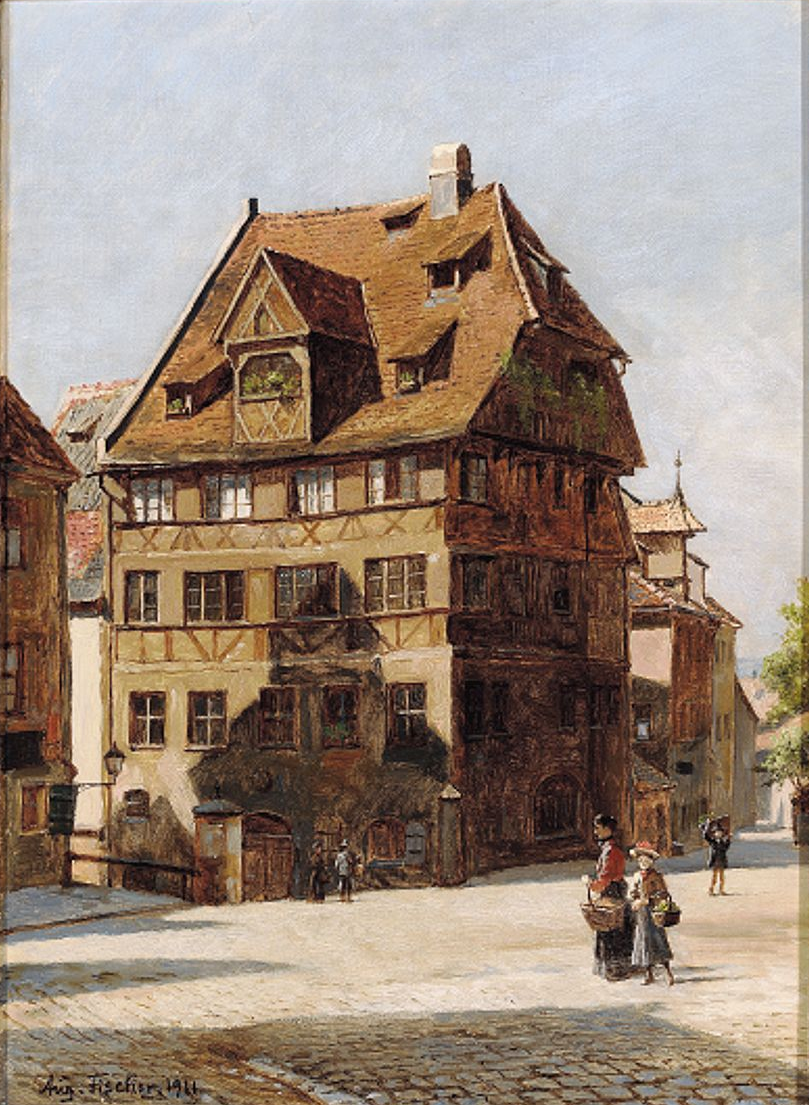
Dürerhaus Nürnberg um 1911 (August Fischer)

Ein großes Werk bestellte Kaiser Maximilian I. um 1515. Es war die Ehrenpforte Maximilians I., hergestellt aus 195 einzelnen Druckstöcken und damit eine der größten gedruckten Papierarbeiten der Welt. Maximilian hatte erkannt, dass sich Druckerzeugnisse gut zur Propaganda einsetzen ließen, so zeigt das zusammengesetzte Bild einen gigantischen Triumphbogen, der zwar nie gebaut aber als Papierbild verschickt wurde. 700 Exemplare wurden in der ersten Auflage hergestellt und bei den Empfängern in Rathäusern und Palästen aufgehängt. Die Botschaft war, dass der Kaiser dort jederzeit triumphal einziehen konnte.
Dürers Kunst und seine geschickte Geschäftstätigkeit waren nur möglich in einer wirtschaftlich und geistig florierenden Stadt wie Nürnberg. Dort betrieb sein Patenonkel Anton Koberger eine erfolgreiche Druckwerkstatt und der junge Albrecht lernte dort sein Handwerk. In der nach dem Zweiten Weltkrieg wieder aufgebauten Altstadt steht neben der Burg das Dürerhaus mit der Werkstatt, wo die meisten seiner Meisterwerke entstanden. Die freie Reichsstadt Nürnberg trieb internationalen Handel und das war für Dürer als reproduzierender Künstler ideal. Seine Werke wurden in großen Auflagen hergestellt und massenhaft vertrieben. Künstlerisch „hob er Holzschnitt und Kupferstich auf ein hohes Niveau“. Was die Menschen auf seinen durch neue Drucktechnik massenhaft hergestellten und weit verbreiteten Bildern zu sehen bekamen, hatten sie zuvor nie gesehen. MacGregor spricht in diesem Zusammenhang von einer Art „Informationstechnologie“. Dürer reiste zusammen mit seiner Frau Agnes Frey durch Deutschland und seine Nachbarländer, um die Drucke zu verkaufen.
Seine Apokalypse entstand 1498 und war das erste von einem führenden Künstler bebilderte Buch mit 15 Holzschnitten, darunter die Vier apokalyptischen Reiter. Es war ein großer Erfolg, denn es erschien zur rechten Zeit, die Menschen glaubten an der Wende 1499/1500 an den bevorstehenden Weltuntergang und „wollten natürlich wissen, was ihnen bevorstand“. Damals wie heute war und ist die „Apokalypse immer ein Kassenschlager“ (MacGregor). Das Weltende blieb zwar aus, doch Dürers Kunst hatte Bestand. Der finanzielle Erfolg konnte ihn bis zum Lebensende unterhalten. Zwei seiner Kupferstiche hält der Autor aber für herausragend: Ritter, Tod und Teufel von 1513 und Melencolia I von 1514.

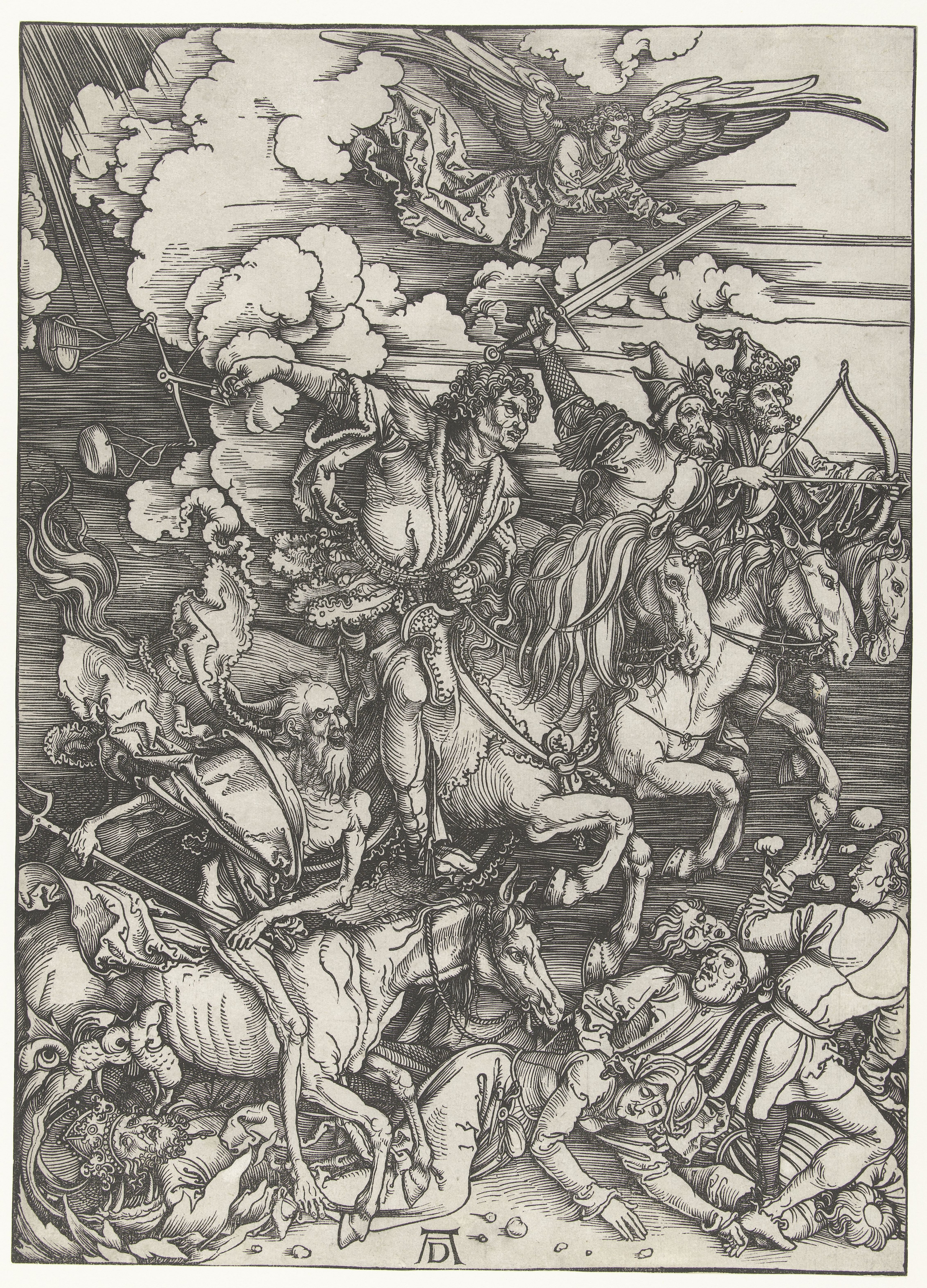
Vier apokalyptische Reiter
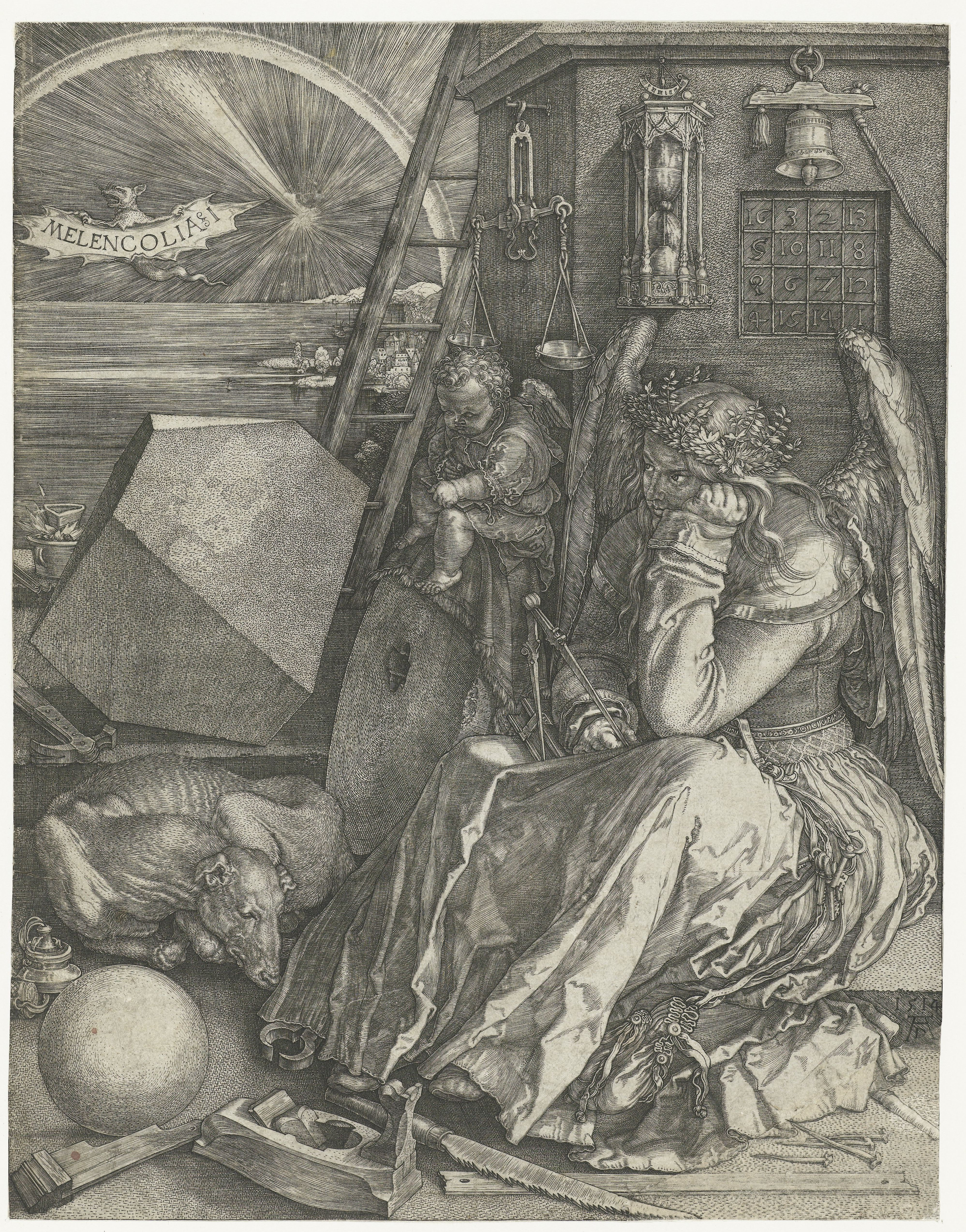
Melencolia I
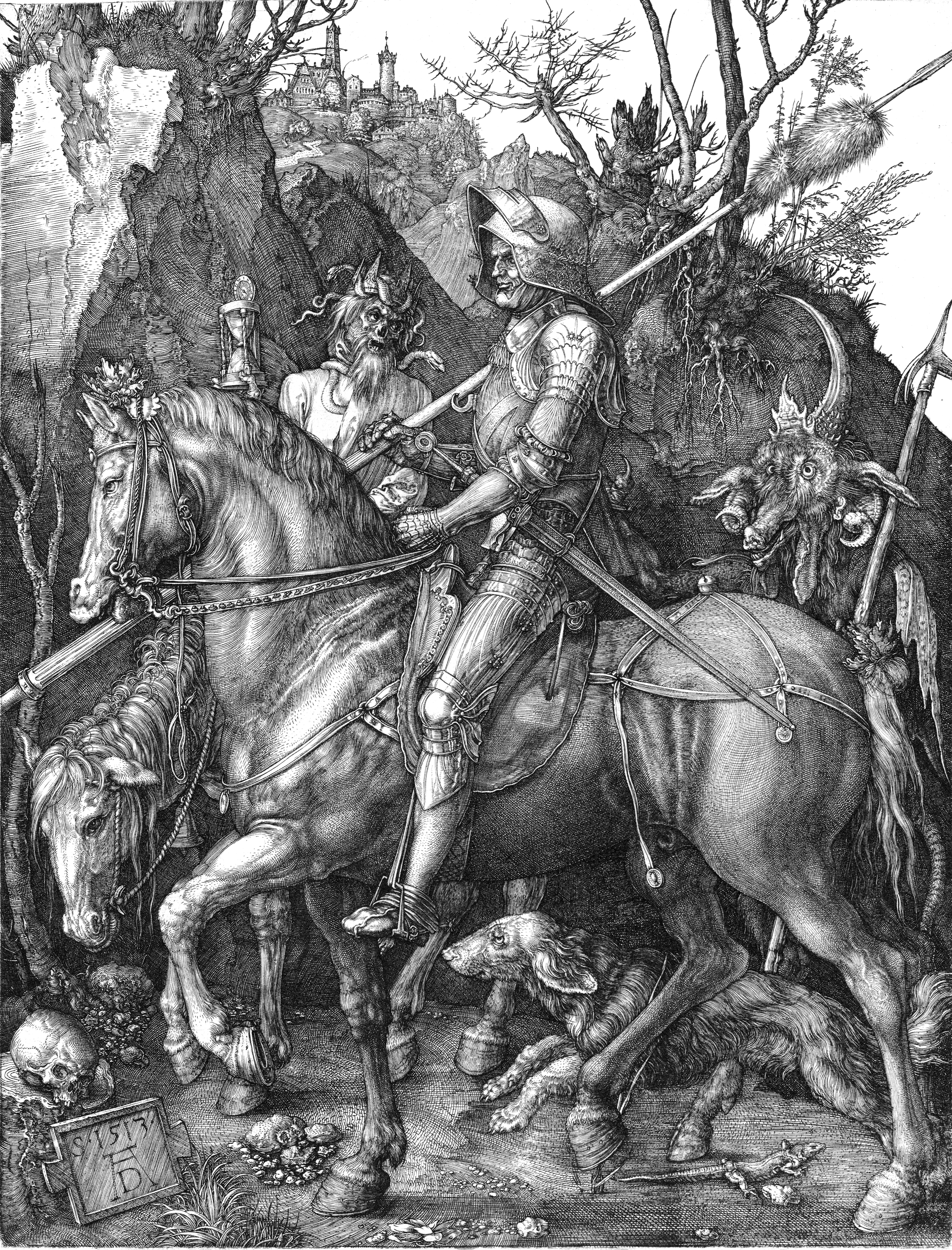
Ritter, Tod und Teufel

Giulia Bartrum beschreibt die technische Vollkommenheit, der Ritter reitet, begleitet von seinem Hund, unbeirrt und tatkräftig durch eine Felsenschlucht, und kümmert sich weder um Tod noch Teufel. Die Figur der Melancholie hingegen ist das völlige Gegenteil des tatkräftigen Ritters. Sie sitzt kauernd in ihrem schweren Gewand und blickt nachdenklich und zweifelnd in eine leere apokalyptische Landschaft, umgeben von Werkzeugen und kalten geometrischen Körpern. Der Hund zu ihrer Rechten schläft. Dürer gelingt es in seiner perfekten Technik die Textur des Gewandes der Melancholie darzustellen und sogar Schatteneffekte zu erzeugen. Keinem Künstler nach ihm ist es gelungen, diese Präzision im Kupferstich zu erreichen. Rembrandt arbeitete mit einer Ätztechnik und Goya mit Aquatinta, doch nur Dürer konnte direkt auf der Kupferplatte mit unterschiedlichen Nadeln und Graviersticheln arbeiten.
MacGregor sieht im Ritter und der Melencolia I zwei komplementäre Selbstporträts Deutschlands, einerseits Tatkraft, andererseits eine nach innen gerichtete Kontemplation. Beide Bilder finden bis heute in der Geschichte deutscher Identität einen Nachhall. Horst Bredekamp schreibt, dass der Ritter, unbeirrt in feindlicher Umgebung ohne Ausweg, bedroht von Tod und Teufel weiterreitet. Er geht, einmal diesen Weg gewählt, ihn auch zu Ende. Besonders im 19. Jahrhundert war dieser Ritter in Deutschland das Symbol für Standhaftigkeit und unbeirrbaren Grundsätzen in feindlicher Umgebung. Die Melancholia hingegen war das Symbol der deutschen Seele, ein Gegenstück zur Aufklärung à la Descartes. Sie ist die romantische Alternative zum französischen Rationalismus. Ihre Seele verstanden die Deutschen als „tiefer, komplexer als in jeder anderen Nation. Und das enthält Elemente der Selbstzerstörung, der Untauglichkeit zum Handeln, der Selbstreflexion, die in den Wahnsinn führen kann“ (Horst Bredekamp). Nach der französischen Besetzung Deutschlands erwachte daher das Interesse an Dürer wieder. 1828 wurde das Nürnberger Dürerhaus zum Museum, denn der Künstler war nun ein Symbol der nationalen Wiedergeburt Deutschlands geworden. Der Kunsthistoriker und Dürerspezialist Thomas Schauerte erläutert: „1871 gab es eine bemerkenswerte Koinzidenz: der Sieg Preußen-Deutschlands über Frankreich die Gründung des zweiten deutschen Reiches und Albrecht Dürers 400. Geburtstag. Man glaubte nicht, dass dies ein Zufall war. Das war der Augenblick, in dem Dürer zum nationalen Heros wurde.“ Doch solch ein Ruhm kann sich, wie MacGregor anmerkt, „als Giftkelch erweisen“. Der Autor führt ironisch aus, dass Dürer wahrscheinlich seine geringelten Locken ungläubig geschüttelt hätte, wenn er Ende des 19. Jahrhunderts gelebt und man ihm gesagt hätte, dass Richard Wagner Ritter, Tod und Teufel hoch schätze und Friedrich Nietzsche ein Bild von „seltener Potenz“ darin sehe. Dürer hätte wahrscheinlich seine „ganz eigene persönliche Apokalypse“ erlebt, wenn ihm jemand 50 Jahre später erzählt hätte, dass Joseph Goebbels für seine Nazipropaganda ausgerechnet sein Bild ausgewählt habe. Der Kunsthistoriker Wilhelm Waetzoldt schrieb 1936, dass heroische Seelen diesen Kupferstich lieben würden, wie Nietzsche und heute Adolf Hitler. Wie vieles Gute, bekam auch das Werk Albrecht Dürers einen unangenehmen, finsteren Beiklang, nachdem es die Nazis für ihre Zwecke okkupierten und kontaminierten. Nach 1945 sah man in dem Ritter nur noch einen Raubritter, der Tod und Verderben mit sich bringt. Daher ist es kein Wunder, wenn sich die Kunstgeschichte heute mehr mit der Melancholia beschäftigen will. Doch mit der Melancholia ist die Geschichte noch nicht zu Ende, denn Dürer steht auch für Anderes. So besuchte er in Antwerpen die aztekischen Beutestücke des Hernán Cortés aus dem eroberten Mexiko, die er nach Europa geschickt hatte.
Und Dürers wohl bekanntester Druck ist das Rhinocerus von 1515, den er nach einem Tier herstellte, das die Portugiesen aus Indien nach Lissabon gebracht hatten. Dürers Holzschnitt als Einblattdruck war ein Bestseller. Das Nashorn erinnert Giulia Bartrum etwas an Jurassic Park, denn Dürer war nicht in Lissabon und hat das Tier nie gesehen. Ein Kaufmann hat das Tier gesehen und einem Nürnberger Freund von Dürer davon ausgiebig erzählt. Dürer muss etwas von einer „Art Panzerung oder Rüstung“ verstanden haben, nur so ist die seltsame Oberfläche der Haut zu erklären. Dürer sperrt das kraftvoll und bedrohlich wirkende Tier in ein enges Rechteck, so muss es wohl auch in einem Käfig gezeigt worden sein.
Auch wegen der feinen Barthaare, eine Spezialität des Künstlers, am Unterkiefer, die Dürer von anderen Tieren kannte, bekommt das Nashorn für das damalige Publikum eine große Glaubwürdigkeit. Etwa 4000 bis 5000 Abzüge wurden allein zu Dürers Lebzeiten hergestellt. Doch wäre der Künstler, der so stolz auf seine Fähigkeiten als Kupferstecher war, heute vielleicht enttäuscht, dass ausgerechnet dieser Holzschnitt, und nicht seine Melencolia I zu seinem bekanntesten Werk geworden ist. 200 Jahre später kam die Meissener Porzellanmanufaktur auf die Idee, Dürers Nashorn als Schaustück aus Porzellan herzustellen. Wie Nashörner wirklich aussahen, war zwar längst bekannt, aber man nahm Dürers Vorbild. So sahen die Meißener, wie viele Deutsche vor und nach ihnen, „die Welt durch seine Augen“.

### Das Weiße Gold aus Sachsen

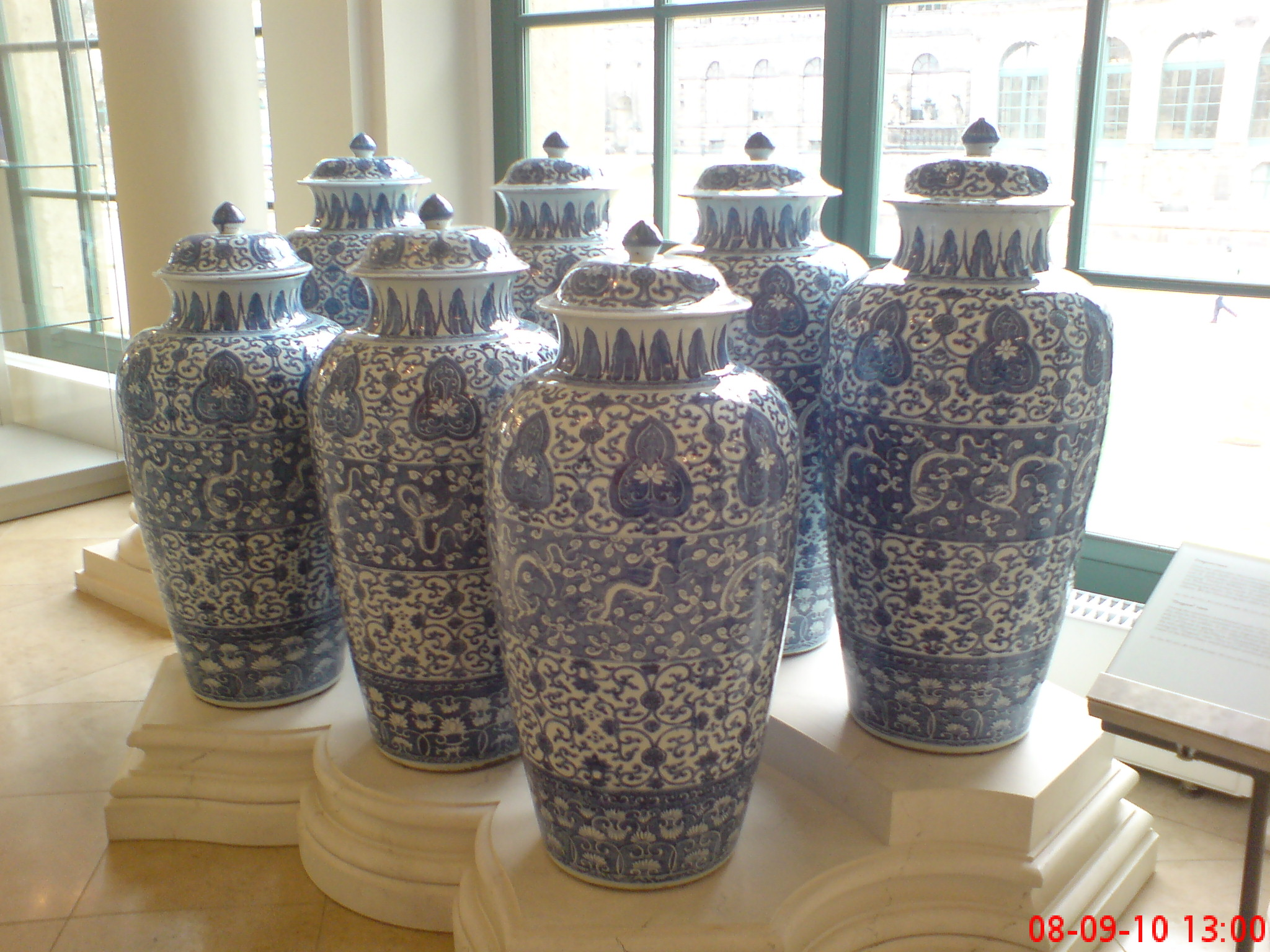
Blau-weiße Dragonervasen

Das Kapitel beginnt mit der Schilderung der „außergewöhnlichsten diplomatischen Abmachung“, die je in Europa zwischen zwei Regenten getroffen wurde. Sachsens König August der Starke und Preußens König Friedrich Wilhelm I., genannt „der Soldatenkönig“ machten 1717 ein Tauschgeschäft. Für 600 seiner besten Soldaten bekam der Sachse 151 Stücke aus chinesischem Porzellan aus Preußen. Darunter waren 18 blau-weiße Vasen. Der preußische König bildete aus den 600 sächsischen Soldaten ein Dragonerregiment, weswegen die Vasen in Dresden „Dragonervasen“ genannt wurden. Noch heute sind sie in den Dresdner Staatlichen Kunstsammlungen sieben davon zu besichtigen.
August der Starke war ein besessener Kunstsammler, wie ein barocker Fürst es nur sein konnte, und litt an der Maladie de Porcelaine. MacGregor merkt an, dass man nicht wisse, was die 600 Soldaten von ihrer Ablöse hielten und konstatiert, dass Porzellan als „weißes Gold“ in jener Zeit unermesslich wertvoll war. 1728 trafen sich die beiden Herrscher erneut. Friedrich Wilhelm wurde am Dresdner Hof mit Maskenspielen und Banketten unterhalten. Als August Berlin besuchte, brachte er für Königin Sophie Dorothea neben anderen Sachen ein eigens für sie hergestelltes Porzellanservice als Gastgeschenk mit, heute befinden sich die Stücke, Schüsseln und Teller, im British Museum. In der Mitte der Böden prangt der preußische Adler, der von ihrem Namenszug umgeben ist. Das Besondere daran ist, dass das Service zwar chinesisch aussieht (Chinoiserie) mit all seinen Eigenschaften, aber aus Sachsen stammt. Das Dekor ist nicht blau und weiß, sondern rot, grün, schwarz und natürlich weiß mit viel Goldrand. Zwischen 1717 und 1728 war es in Sachsen „der deutschen Chemie gelungen“ (MacGregor), selbst Porzellan herzustellen. So hatte Deutschland eine perfekte chinesische Technik, wie bereits Gutenberg vorher, wiederholt.

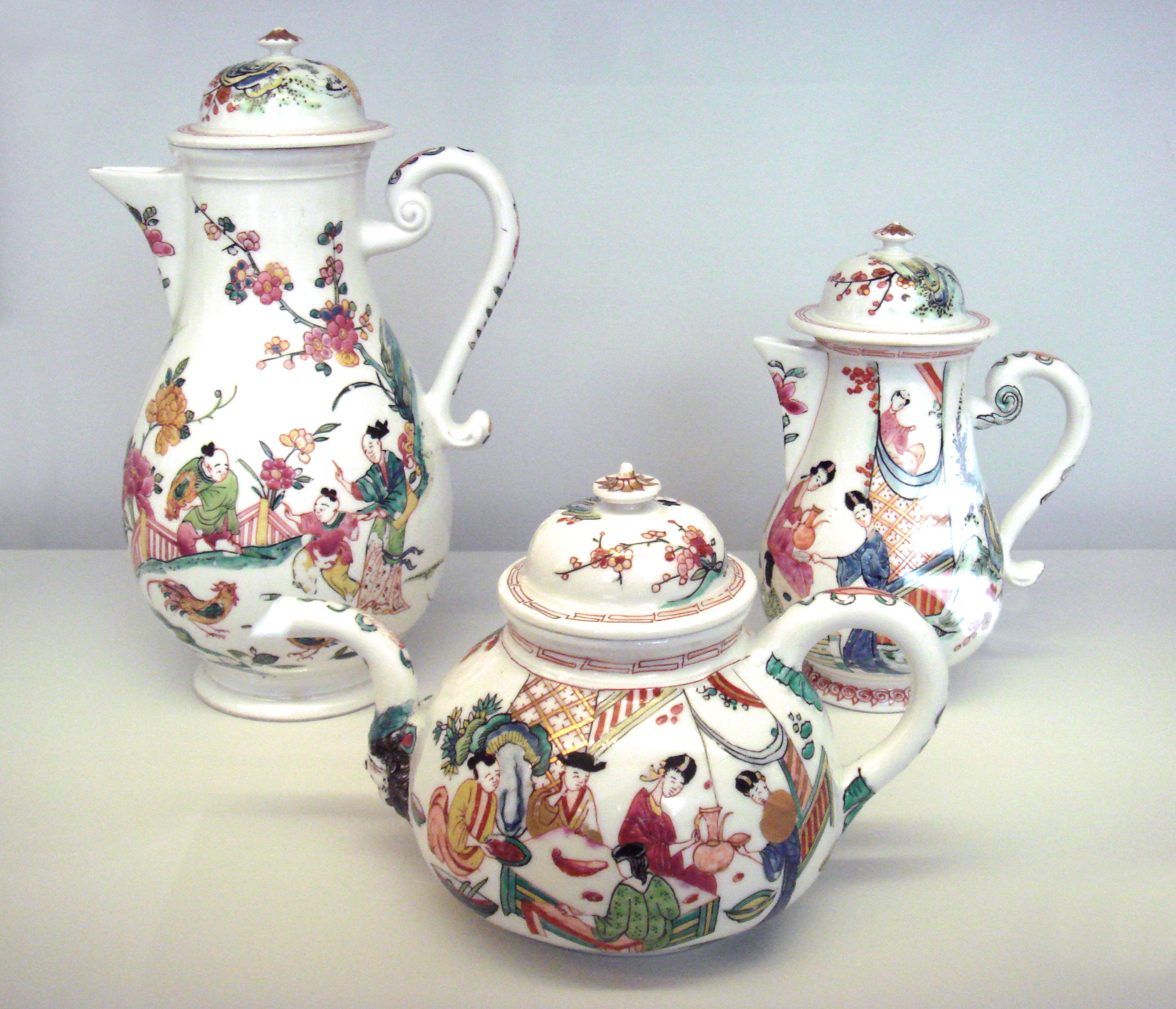
Chinesisches Dekor

Der große Wert des chinesischen Porzellans rührte auch daher, dass kein Europäer bisher in der Lage war, ähnliches herzustellen. Dazu kam, dass die niederländische Ostindien-Kompanie ein Monopol auf den Handel mit China und Japan hatte und vor allem die Oranier mit Porzellan belieferten. Geschenke, wie das von König August an Sophie Dorothea, hatten auch einen diplomatischen Zweck. In der Machtkonkurrenz der europäischen Herrscher ging es um Prestige. Man wollte zeigen, dass man etwas hat, was andere nicht hatten. Heute verschenkt oder verleiht China aus den gleichen Gründen beispielsweise Pandabären. Zum diplomatischen Geschenk lässt der Autor Cordula Bischoff, Spezialistin für die „Politik des Porzellans“, zu Wort kommen:

„[In der frühen Neuzeit war es] für jeden Fürsten wichtig, dass er über ein besonderes Objekt verfügte. Jeder Fürst strebte danach, etwas einmaliges zu finden, das nur er präsentieren konnte. Das konnte [auch] ein Naturprodukt sein.“

So verschenkte der russische Zar Pelze, die Kurfürsten von Hannover Pferde aus besonderer Zucht.

„Es konnten aber auch Artefakte sein, die in besonderen Manufakturen für Luxusprodukte hergestellt wurden, Dinge, die die Franzosen gern verschenkten. Die Kurfürsten von Brandenburg hatten zwei besonders wertvolle Geschenke zu bieten: Bernstein von der Ostseeküste und von der zweiten Hälfte des 17. Jahrhunderts an, chinesisches Porzellan, zu dem sie durch ihre Verbindungen mit dem Haus Oranien Zugang hatten.“

August der Starke hatte nur seine Dragoner, dazu kam, dass er unter chronischer Geldnot litt. Da kam der Alchemist Johann Friedrich Böttger, der lange erfolglos, wie viele andere vor ihm seit Jahrhunderten, versucht hatte, Gold zu machen, gerade Recht. Böttger musste kurzfristig aus Berlin fliehen, weil König Friedrich I. ihn auf die Probe stellen wollte. Er bekam Asyl in Sachsen und August sah seine Chance. Böttger wurde festgesetzt und sollte die königliche sächsische Schatzkammer mit Gold füllen. Ulrich Pietsch, Direktor der Dresdner Porzellansammlung berichtet, dass Ehrenfried Walther von Tschirnhaus, der schon lange erfolglos in Richtung Porzellan experimentiert hatte, Böttger überredete eher das Rezept für Porzellan zu finden, anstatt Gold zu machen.

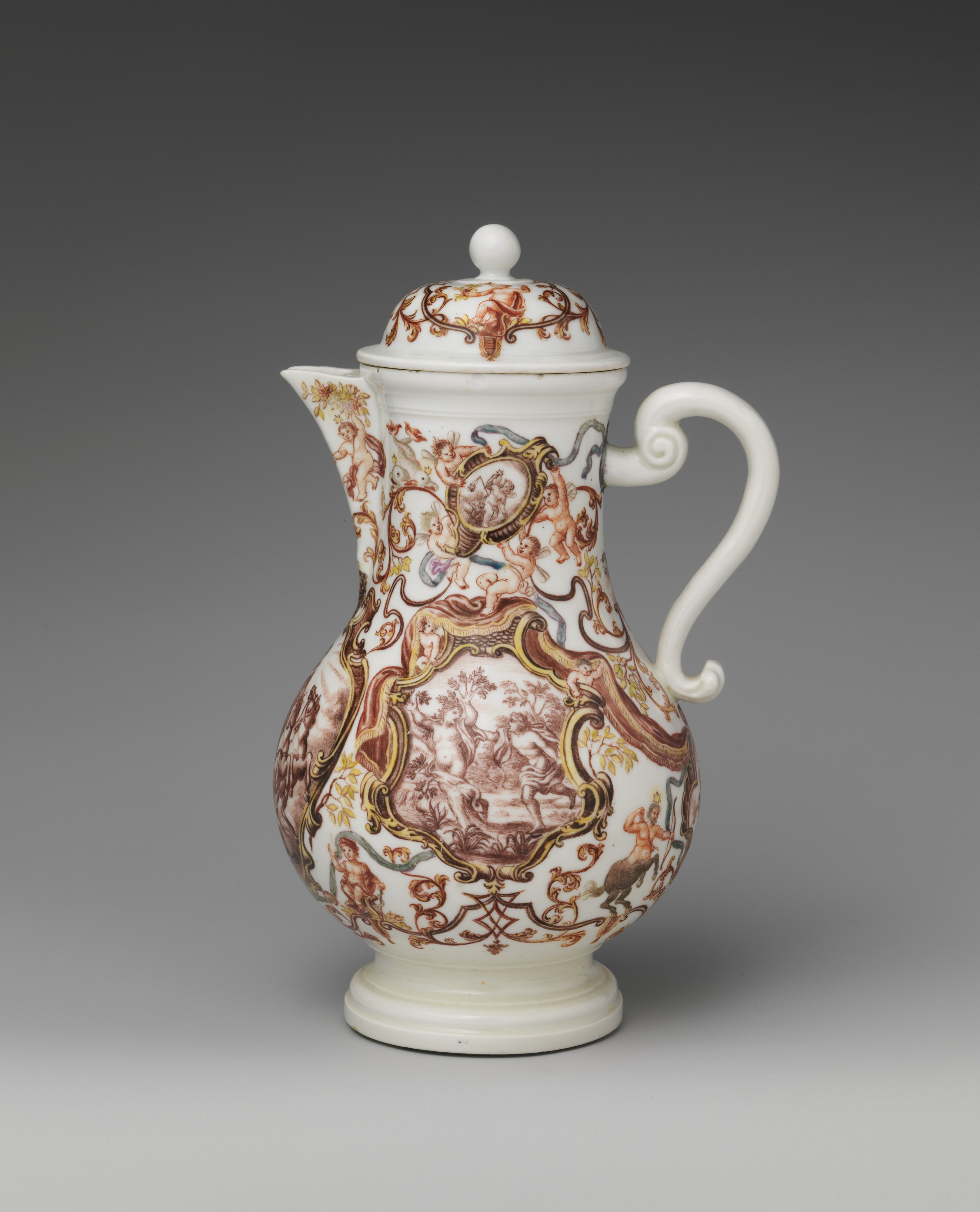
Kaffeekanne (Böttger)

„Mit Erfolg, denn 1708 entdeckte er das richtige Verfahren. Das Geheimnis war einfach, die Chinesen hatten gar kein geheimnisvolles Rezept. Sie nahmen nur die Erde, die sie fanden, den weißen Ton Chinas, der Feldspat, Quarz und Kaolin enthält.“

Böttger fand nach zwei Jahren des sorgfältigen Experimentierens und Notierens der Mengenverhältnisse die richtigen Zutaten und hatte Erfolg. So verdrängte experimentelle Forschung langsam die Magie. August erkannte schnell, dass sich mit dem weißen Gold echtes Gold machen ließ und gründete eine Porzellanmanufaktur in Dresden, die aber bald zu kein wurde und in die Meissner Albrechtsburg umzog, wo sich das Produktionsgeheimnis auch besser schützen ließ. Zunächst wurden chinesische Stücke kopiert, aber bald entstand auch eine eigene europäische Produktlinie. MacGregor: „Der gesamte Kontinent war neidisch. Und August der Starke war nun auch August der Reiche, zumindest August der weniger Arme.“ Er förderte die Meissener Manufaktur vor allem als diplomatisches Mittel, um sich Einfluss zu verschaffen. Porzellan sollte selten und hochpreisig bleiben, etwas, das sich nur Reiche und Privilegierte leisten konnten. August hoffte, dass Europas Fürstenhäuser für ihre Tafeln Meissener Porzellan bestellen würden und veranstaltete opulente Banketts, in denen das Geschirr gut zur Geltung kam.

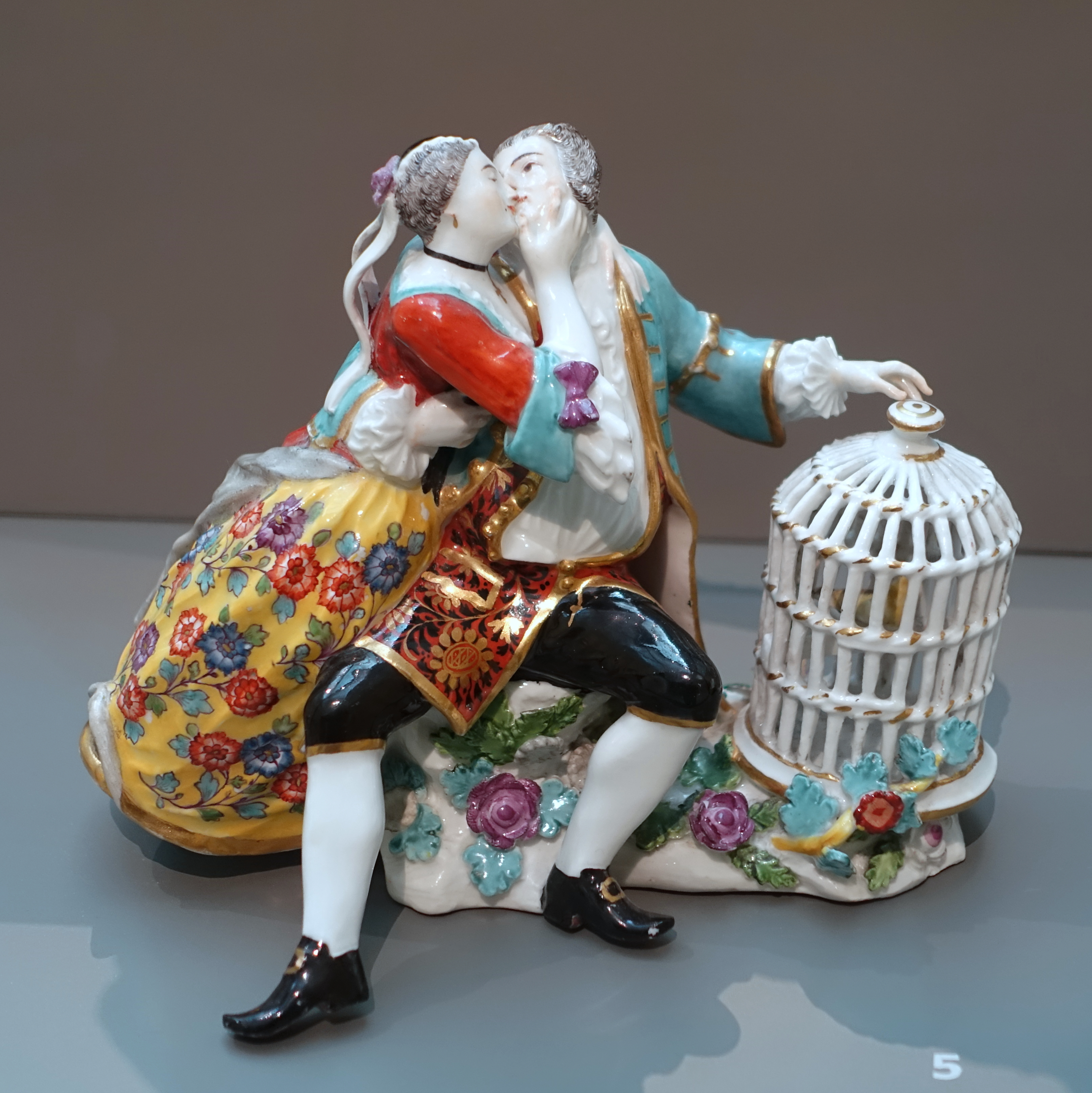
Figuren aus Porzellan

Dazu kam, dass für Getränke wie Kaffee, Tee und Kakao, die seit dem 17. Jahrhundert importiert wurden und in Mode waren, neuartige Trinkgefäße gebraucht wurden. Diese Getränke werden heiß serviert und da war Porzellan das richtige Material für Tassen, die das Tongeschirr ablösten. August wurde immer erfinderischer und wollte zeigen, was alles mit Porzellan möglich war. So konnte es die Bronze für Skulpturen ersetzen, sogar eine Voliere für Vögel und eine Menagerie für exotische Tiere, die damals ein Musthave für alle Fürstenhäuser war, ließ er aus Porzellan nachbilden. Besuchern konnte er so imponieren. Zu sehen sind Augusts Voliere und Menagerie heute im Dresdner Zwinger. Darunter sind technische Meisterleistungen, die das Material an seine physischen Grenzen treiben. Für MacGregor sind aber die beiden Nashörner, die nach Albrecht Dürers Rhinocerus modelliert wurden, die Stars der Sammlung. Er hält die Meissener Nashörner für eine „verblüffende Fusion deutscher Errungenschaften – die Druckerpresse, Dürers Genie, und die Erfindung des Porzellans“. Augusts Marketing war erfolgreich, Meissener Porzellan wurde europaweit gekauft und die Fabrik in Meissen nach 1945 von den Sowjets demontiert. Auch die Sammlung ging in die Sowjetunion und kam erst 1954 wieder zurück nach Dresden. Ulrich Pietsch: „[…] oder 90 Prozent davon. 1962 nahm die Manufaktur die Produktion wieder auf, allerdings nur für den Markt im Westen. In der DDR konnte man kein Meissener Porzellan kaufen, einfach unmöglich. Es war verboten, Porzellan zu exportieren oder es mitzunehmen, wenn man die DDR verließ.“ So verschaffte sich der Staat Devisen.
Auch seit 1990 ist die Manufaktur sehr erfolgreich, nur sind ihre Produkte kein Statussymbol mehr. Doch kein Herrscher kann dem Porzellan widerstehen: Der mächtigste Mann der DDR bis 1989, Erich Honecker, erteilte der Manufaktur den Auftrag, offizielles Porzellan für ihn herzustellen. MacGregor stellt sich die Frage, wie viele Soldaten vor 300 Jahren der Gegenwert für eine Tasse gewesen wäre, die heute ein paar Euro kostet.

### Meister des Metalls

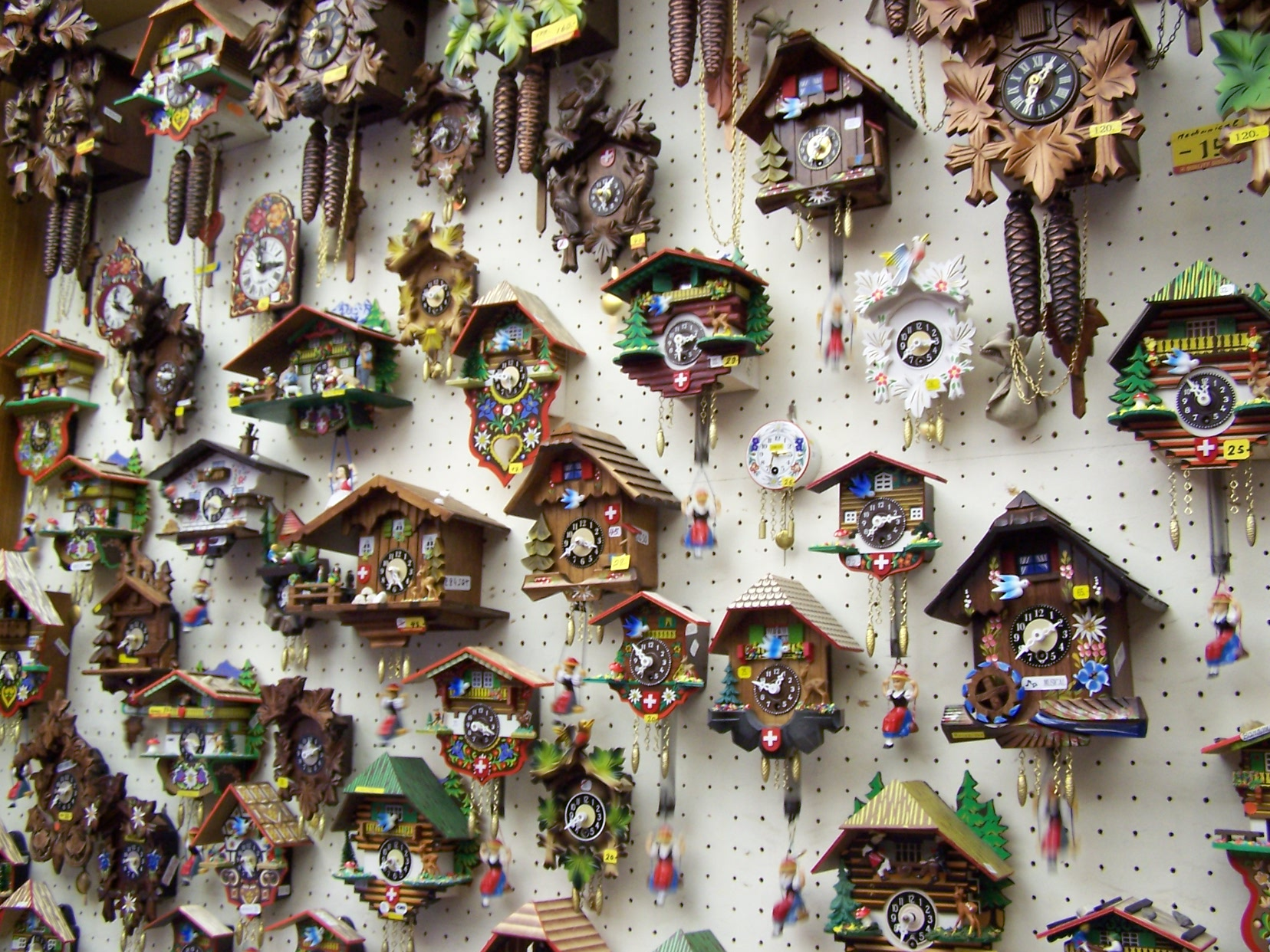
Kuckucksuhren

Dieses Kapitel beginnt MacGregor mit einer Aufzählung weltweit bekannter „deutscher Klänge“ in ansteigender Lautstärke. Mit einer Kantate von Johann Sebastian Bach beginnend, erwähnt er eine Beethoven-Sinfonie, eine Oper von Richard Wagner und schließlich als lautesten Klang den Jubel der Massen, wenn Deutschland Fußball-Weltmeister wird. Doch es gibt noch einen anderen deutschen Klang: Das Schlagen von Metall auf Metall. Er erinnert an den Klang, den der Motor des VW Käfers erzeugte, den er als „Ikone deutscher Nachkriegstechnik“ bezeichnet, und an das Klingen eines astronomischen Kompendiums aus Messing, das aus dem 16. Jahrhundert stammt. Er erwähnt die Kuckucksuhr, die im Gegensatz zu Harry Limes ironischer Äußerung im Film Der dritte Mann nicht von den Schweizern nach 500 Jahren Demokratie, sondern von den Deutschen erfunden wurde. Das Ticken von Peter Henleins Taschenuhr und das Knarren von Holz auf Holz der Gutenbergschen Druckerpresse sind für den Autor ebenfalls deutsche Klänge.
In Metallverarbeitung, Maschinenbau, Feinmechanik und Ingenieurskunst sind die Deutschen an der Spitze. Ihre Qualitätsprodukte werden in der ganzen Welt geschätzt. Ursächlich dafür war das Jahrhunderte alte Zunftsystem, das die Ausbildung der Handwerker streng regulierte. Besonders angesehen waren die Metallhandwerker, und besonders die Silber- und Goldschmiede. Nürnberg war für dieses Handwerk ein Zentrum. Der Autor geht auf die Besonderheiten des deutschen Zünfte ein und bezeichnet sie als eine Art Geheimgesellschaften mit beschränkter Mitgliedschaft, strenger Auswahl der Lehrlinge und einer effektiven Qualitätskontrolle, damit auch die Preise für ihre Produkte hoch blieben. Lehrlinge mussten zwischen vier und sechs Jahren in einer Werkstatt lernen, dann wurden sie frei gesprochen und zogen als Gesellen einige Jahre umher, um bei anderen Meistern zu arbeiten und sich weiter zu bilden. Nach der Walz konnten sich die Goldschmiedegesellen als Meister bewerben und mussten drei Meisterstücke vorweisen.

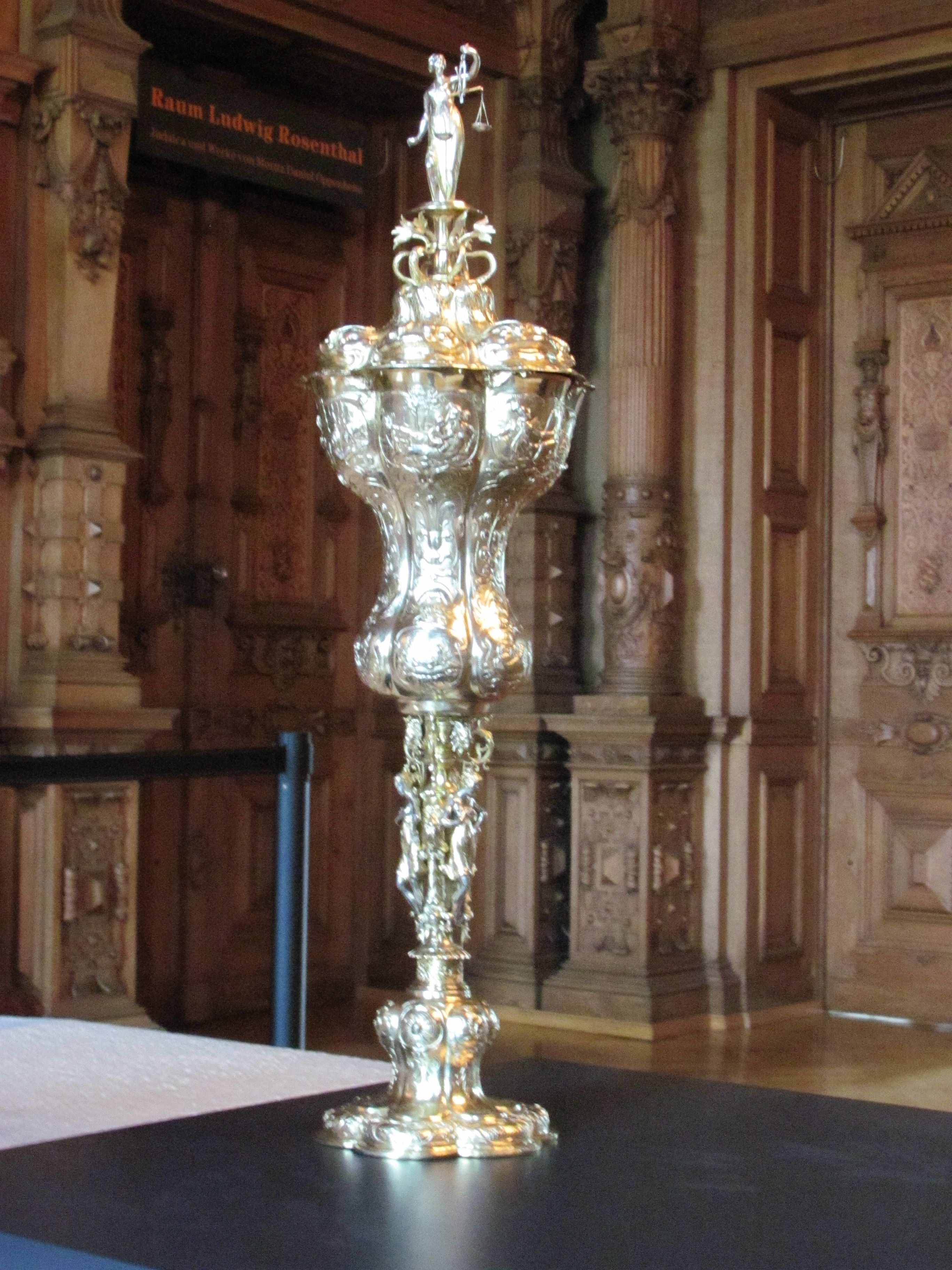
Ratspokel Hanau

In Nürnberg waren dies Ring, Siegel und als wichtigstes ein Pokal. Der musste die Form einer reich verzierten Akeleiblüte haben. MacGregor beschreibt ein Exemplar aus Nürnberg, das sich im British Museum befindet genauer. Er erwähnt dann die Taschenuhr, von der die Deutschen im 19. Jahrhundert meinten, dass sie Peter Henlein erfunden habe, immerhin ist er mit einer Tafel in der Walhalla vertreten. Doch so klar ist die Sache nicht, die ersten tragbaren Uhren könnten auch aus Norditalien stammen. Der Autor geht genauer auf ein Prachtexemplar aus Speyer von Hans Schniep von 1590 ein, das höchste handwerkliche Kunst aufweist, so ist das Zifferblatt mit römischen und arabischen Ziffern versehen, die Uhr schlägt die volle Stunde und hat einen einstellbaren Wecker.
Aufgrund der günstigen Verkehrslage Deutschlands konnte sich qualitätsvolle Handwerkskunst entlang der sich in den Messestädten Frankfurt, Leipzig, Augsburg und Nürnberg kreuzenden internationalen Handelsrouten weit verbreiten. MacGregor überlässt Silke Ackermann vom Museum of the History of Science in Oxford das Wort:

„Das Heilige Römische Reich Deutscher Nation umfasste im 16. Jahrhundert eine riesige Fläche mit zahllosen Fürstenhöfen, die alle um die besten Handwerker miteinander konkurrierten. Völlig anders als in England, wo London stets das Zentrum bildete.“

In Paris oder London konnten einzelne Werkstätten wachsen und alle Aufträge entgegennehmen, die Profit versprachen. In den freien Reichsstädten des Heiligen Römischen Reiches wie Nürnberg oder Augsburg, aber auch in den kleinen Staaten waren die Regeln für das Handwerk rigide. Große Aufträge mussten auf mehrere konkurrierende Betriebe aufgeteilt werden, die aber dann zusammen arbeiteten, und so nach gleichen Standards und Qualität produzieren konnten. Dadurch wurden die deutschen Silber- und Goldschmiede zu den besten der Welt. Handwerker, die wissenschaftliche Instrumente herstellten, genossen ein besonderes Ansehen. MacGregor beschreibt ein weiteres Stück aus dem British Museum.
Es ist ein astronomisches Kompendium aus dem Jahr 1596 aus Messing, das dem Goldschmied Johann Anton Linden zugeschrieben wird und mit dem auf verschiedene Weise die Zeit bestimmt werden kann. Es enthält Sonnenskalen, ein Miniaturastrolabium, mit dem die Stellung von Planeten und Sternen bestimmt werden kann, aber auch die eigene geografische Position. Die Umrechnung der verschiedenen Zeitzonen einzelner Städte ist ebenso möglich wie die Erstellung eines Horoskops. Silke Ackermann schreibt:

„Ein solches Kompendium war quasi so etwas wie das Smartphone jener Zeit. Es enthält das Universum in einem Gehäuse. Dieses Exemplar stammt aus einer wirklich aufregenden Zeit. 1543 war das umstürzende Buch von Nikolaus Kopernikus erschienen, in dem er den Nachweis erbrachte, dass sich die Erde um die Sonne dreht, nicht umgekehrt. Zudem hatte der Papst 1582 einen neuen Kalender mit neuen Regeln für die Schaltjahre verkündet, also mussten auch alle dem Instrument beigegebenen astronomischen und mathematischen Tafeln neu graviert werden.“

Menschen, die sich ein solches Instrument leisten konnten, waren nicht nur reich, sondern nahmen auch an den wissenschaftlichen Diskussionen jener Zeit teil. Aber ob der Eigentümer dieses Kompendiums alle seine Funktionen brauchte und anwendete, ist fraglich, denn ein solches Instrument diente auch der Repräsentation, so ähnlich „wie die Menschen heute, die zwar das allerneueste Smartphone besitzen, aber nur einen kleinen Teil seiner Möglichkeiten verwenden“ (Silke Ackermann). Dieses Kompendium zeigt jedenfalls, dass Feinmechaniker aus Süddeutschland um 1600 sich technisch und intellektuell auf höchstem Niveau befanden.

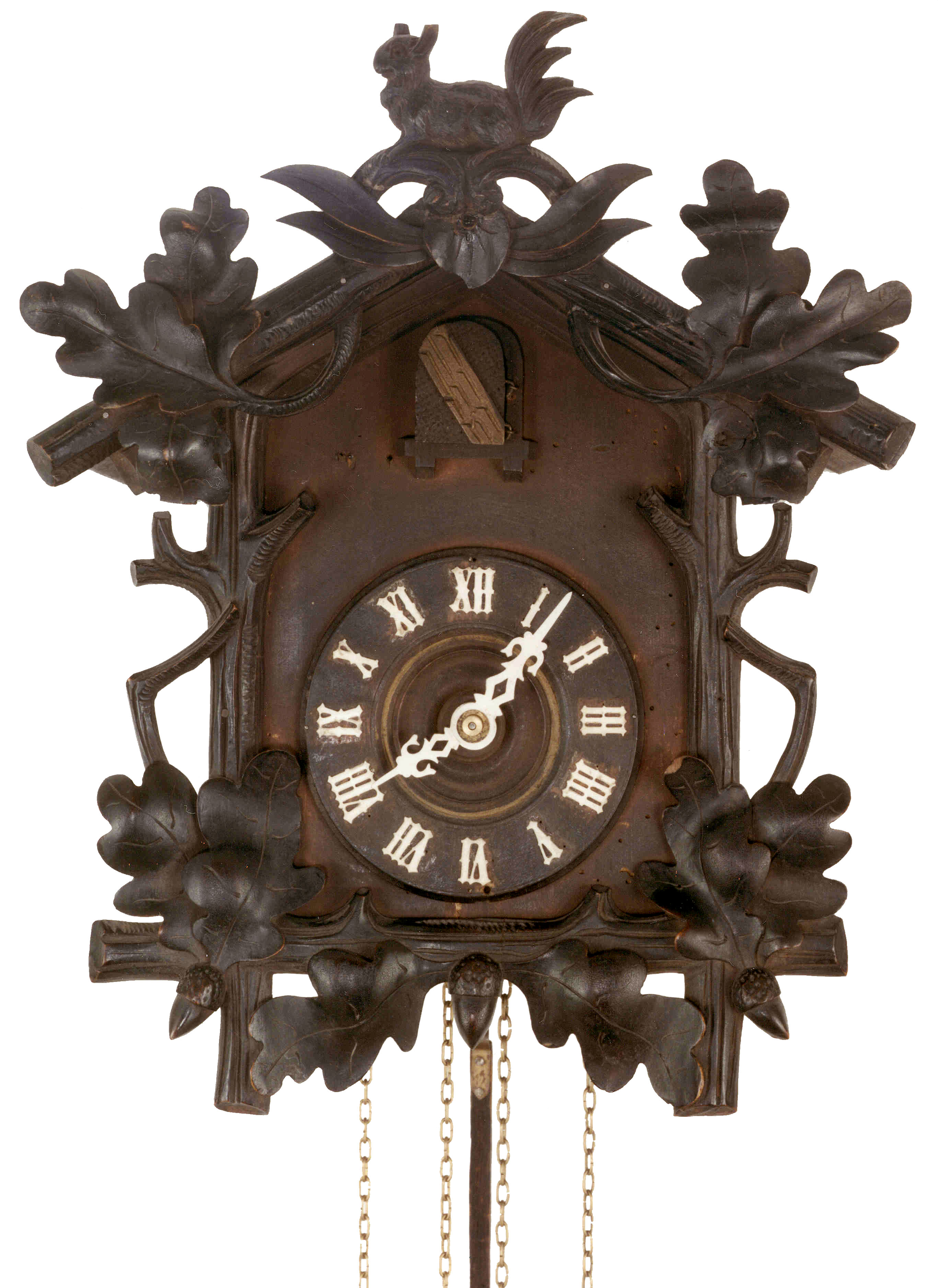
Schlichte Kuckucksuhr

Anfang des 19. Jahrhunderts mit der beginnenden Industrialisierung und der Massenproduktion begann der Niedergang des deutschen Zunftsystems, es wurde bedeutungslos. Besonders in Preußen, nach den Napoleonischen Kriegen, gab es Bedarf an umfassenden Reformen. So wurde die Gewerbefreiheit eingeführt, die es fast jedem erlaubte, einen Handwerksbetrieb zu eröffnen. Das mündete in eine unternehmerische Freiheit, die sich über das ganze 19. Jahrhundert erstreckte. Als Beispiel für industrielle Produktion beschreibt MacGregor eine Kuckucksuhr (1860/80) genauer. Sie gehört zur Sammlung der Britisch Museums, dessen Direktor der Autor war. Die Uhr stammt aus dem Schwarzwald, ist in einem kunstvoll im neugotischen Stil geschnitzten Holzgehäuse untergebracht, hat aber eine einfache doch solide Technik. Diese preiswerte Kuckucksuhr steht als einfaches Konsumgut mit hoher technischer Qualität für die Zuverlässigkeit deutscher Industrieprodukte. MacGregor merkt an, dass es in den USA amerikanische Kuckucksuhren gab, die fälschlicherweise das Etikett Made in Germany trugen. Hohe Qualität zu mäßigen Preisen ist bis heute das Markenzeichen deutscher Ingenieurskunst.
Dazu gehören auch Autos. Allerdings produzierten deutsche Hersteller ab den 1880er Jahren, als sich der Motorwagen von Gottlieb Daimler und Carl Benz bewährt hatte, nur für die Reichen. Die Idee ein Auto für alle sozialen Klassen zu konstruieren, hatte Henry Ford mit seinem Modell T. In Deutschland hatten nur wenige Leute ein Auto, was vor allem an der verbreiteten Armut des Mittelschicht durch den verlorenen Ersten Weltkrieg lag, denn die Kriegsanleihen des nationalbewussten Bürgertums hatten nach 1918 keinen Wert mehr. Dazu kam nach 1922 die Bankenkrise mit der Hyperinflation. Die deutschen bürgerlichen Kreise fielen so als Konsumenten weg, während es in Großbritannien und Frankreich eine wohlhabende Mittelschicht gab, die sich Autos leisten konnte. Das änderte ab 1933 Adolf Hitler mit seinen Nationalsozialisten.

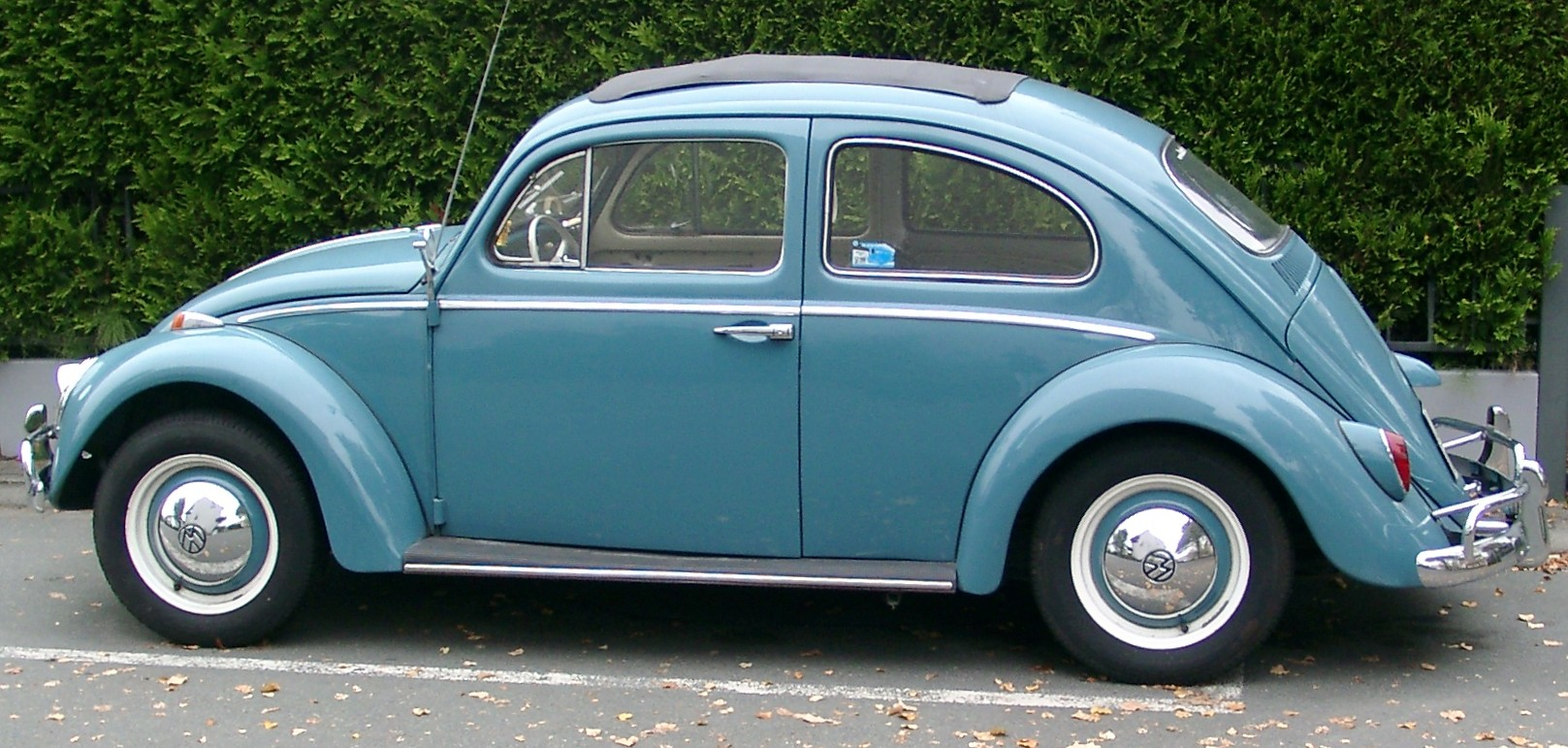
VW Käfer

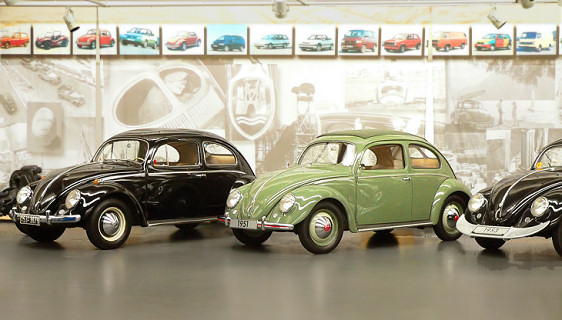
VW Automuseum

Die „Motorisierung des Volkes“ hatte von nun an Priorität. Autobahnplanungen aus der Zeit der Weimarer Republik wurden wieder aufgenommen und Ferdinand Porsche sollte einen Volkswagen konstruieren. Der sollte robust, wartungsarm und für die Massenproduktion geeignet sein. Bernhard Rieger hat die Geschichte des Volkswagens geschrieben:

„…es entstand ein Prototyp, der in etwa dem Käfer entsprach. Die Konstruktion war perfekt. Der Motor war luftgekühlt und unverwüstlich, man konnte den Wagen unbesorgt im Freien abstellen, man brauchte also keine Garage, was für Käufer sehr wichtig war, die über wenig Geld verfügten.“

Zwar errichteten die Nationalsozialisten in der neuen Stadt des KdF-Wagens eine riesige Fabrik, doch bedingt durch den Zweiten Weltkrieg begann die Produktion für Privatfahrzeuge erst nach 1945. Bernhard Rieger:

„Wäre die Produktion jedoch [vor dem Krieg] angelaufen, hätte das ein wirtschaftliches Desaster zur Folge gehabt, denn Hitler hatte kurzerhand erklärt: ‚Wir werden diesen Wagen für weniger als 1000 Reichsmark anbieten.‘“

Niemand hatte den Preis kalkuliert. Den Managern war klar, dass die Produktion unter diesen Umständen wirtschaftlich ruinös sein würde. Der Käfer wurde dann nach 1945 zunächst für die britischen Besatzungstruppen hergestellt, doch kein britisches Unternehmen war bereit, die Produktion fortzusetzen, ihnen war der Wagen zu unattraktiv und würde „die Grundanforderungen an ein Automobil nicht erfüllen“. Also bekamen die Deutschen das VW-Werk zurück und die einmalige Erfolgsgeschichte der deutschen Autoindustrie begann.
Die westdeutsche Regierung stellte flankierend das bewährte System beruflicher Lehre und Ausbildung wieder her. Auch VW legte Wert auf Qualität. Mitte der 1950er Jahre las sogar der Firmenvorstand die Berichte technischer Inspektionen, um auch die kleinsten Defekte zu beseitigen. Bernhard Rieger vermutet, dass dieser Hang zur Perfektion auch eine psychische Ursache hatte. Verheerende militärische Niederlagen in zwei Weltkriegen mit dem Verlust allen Ansehens musste wohl zu einer Kompensation führen. Der Käfer wurde zum Symbol des deutschen Wirtschaftswunders und das Gesicht des neuen Westdeutschlands, das nun demokratisch, friedlich und in die westliche Welt eingebunden wurde. Der Export des Käfers blühte, besonders in die USA, und so dachten die Amerikaner nicht mehr an den einstigen Kriegsgegner, sondern an einen Verbündeten im Kalten Krieg, wenn sie einen Käfer kauften. So wurde das Made in Germany rehabilitiert.

### Wiege der Moderne

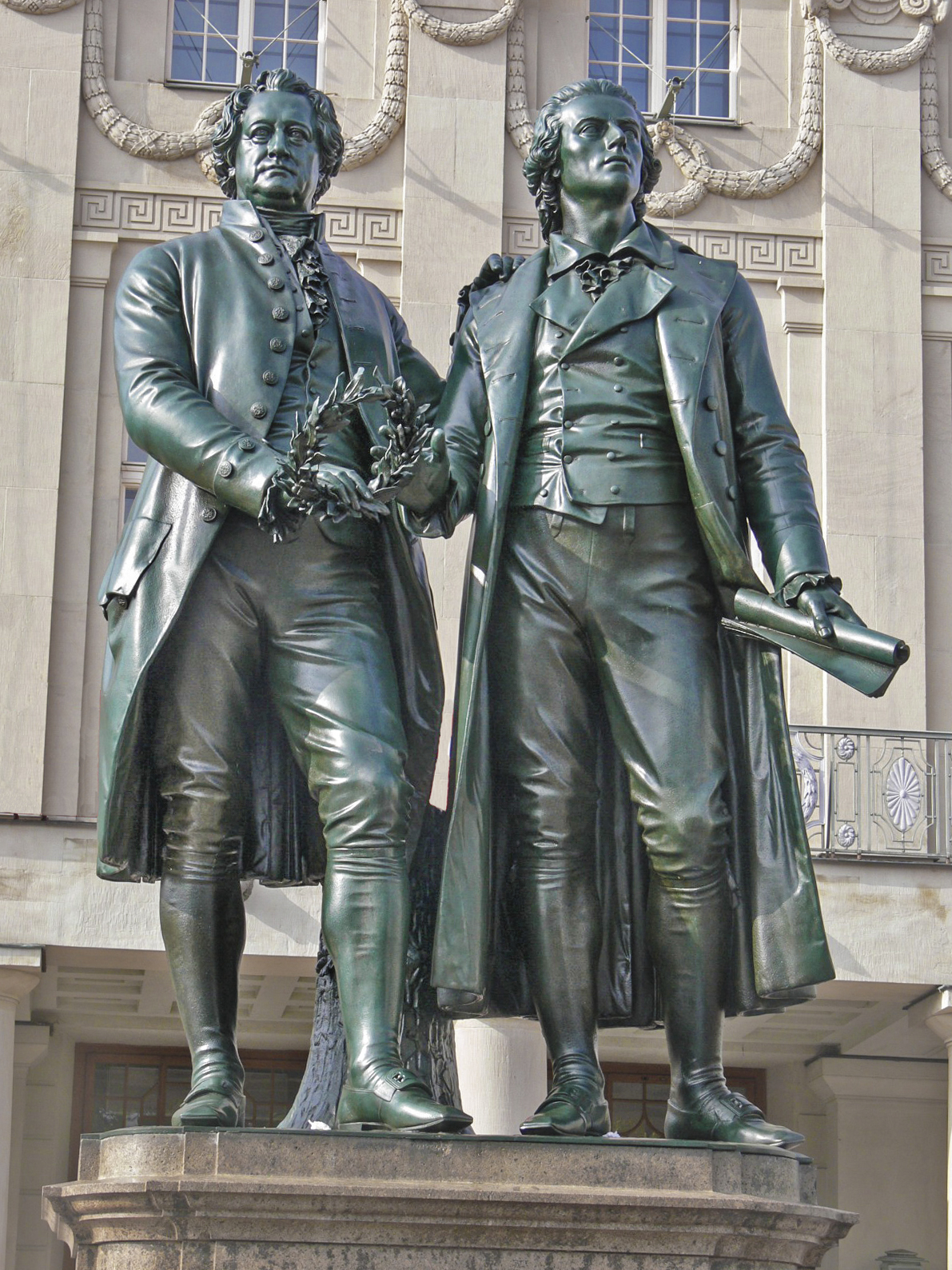
Goethe und Schiller Weimar

Am Nationaltheater Weimar befindet sich eine Gedenktafel, die an den 11. August 1919 erinnert. An diesem Tag wurde die Verfassung der Weimarer Republik verabschiedet. Die deutsche Nationalversammlung wollte nicht im chaotischen Nachkriegsberlin zusammenkommen, wo sich linke und rechte Kräfte bekämpften, nicht im kaiserlichen, autoritären und militaristischen Berlin, das Deutschland in den Ersten Weltkrieg geführt hatte, sondern an einem Ort, der für ein besseres Deutschland stand, und das war Weimar, die Stadt des kosmopolitischen Humanismus und der beiden größten deutschen Dichter. Die Bronzetafel am Nationaltheater mit ihrer „klaren Schrift“ (MacGregor) hat Walter Gropius entworfen, der ebenfalls inspiriert durch „historische deutsche Werte“ eine Schule für „Architektur, Kunst und Design“ gründete, später weltweit bekannt als Bauhaus. Diese moderne Einrichtung beruhte auf der alten Tradition der mittelalterlichen Bauhütten an den Baustellen der gotischen Dome. Gropius wollte das traditionelle Zunftsystem mit seiner gemeinschaftlichen Arbeit mit den modernen Prinzipien einer industriellen Produktion und modernem Design verbinden. Qualitätsprodukte für eine breite Käuferschicht waren das Ziel. Dadurch sollte auch eine neue demokratische Gesellschaft in Deutschland durch bewährte Traditionen geformt werden.

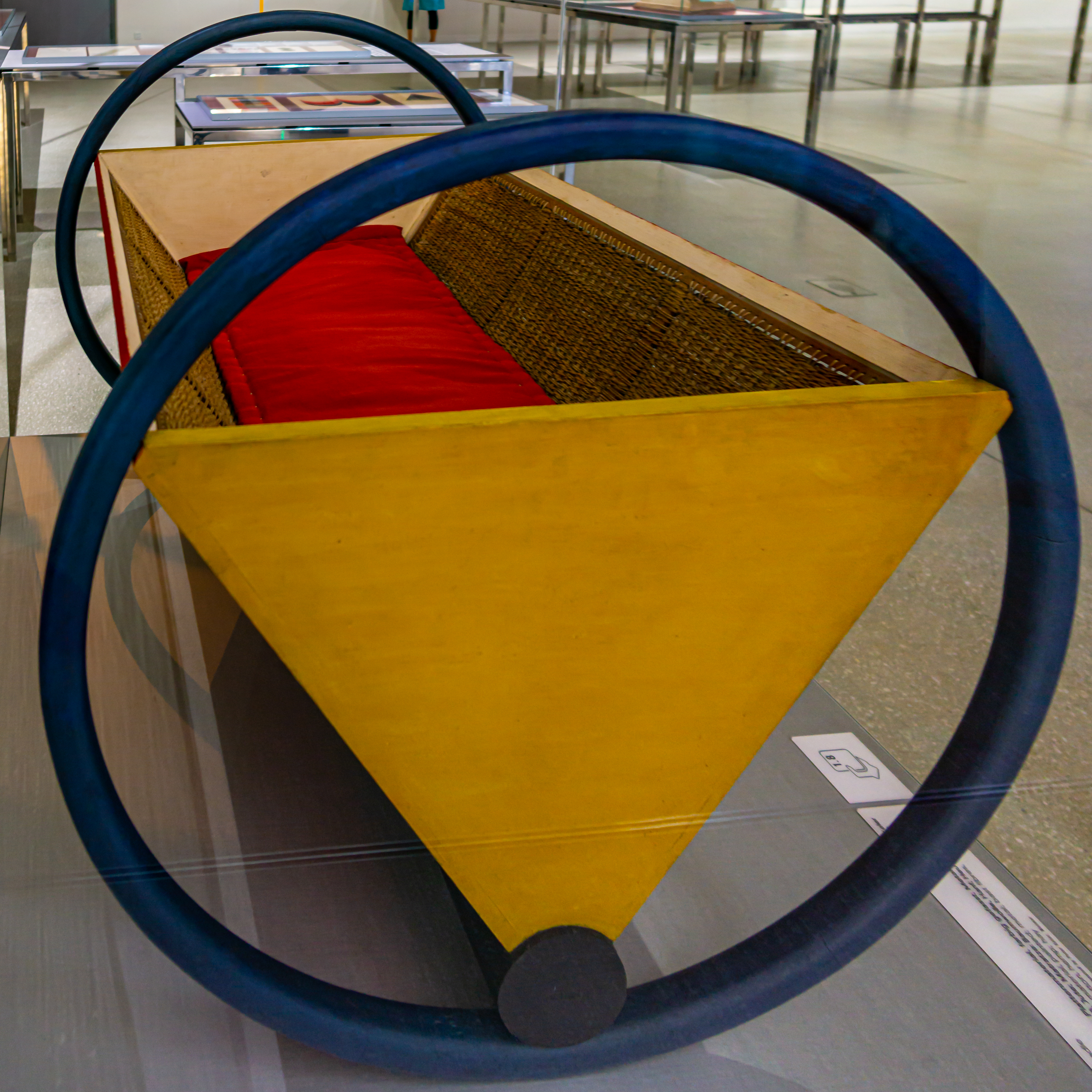
Babywiege, Peter Keler

Als beispielhaft für dieses Denken in vollendeter Ästhetik sieht der Autor die Babywiege von Peter Keler aus dem Jahr 1922, die sich im Bauhaus-Museum befindet, bis heute produziert wird und über das Internet bestellt werden kann. Er beschreibt das Objekt genauer: Hergestellt ist die Wiege aus Sperrholz, sie besteht aus einfachen geometrischen Formen und ist in den Primärfarben Blau, Rot und Gelb angestrichen. Durch den tief liegenden Schwerpunkt in der unteren Spitze der Stirnseitendreiecke bewegt sich die Wiege auch mit einem darin befindlichen Kind und dem Bettzeug ohne zu kippen sanft hin und her. Zur Lüftung gibt es in den Seiten ein Weidengeflecht. Ulrike Bestgen, Kuratorin des Weimarer Bauhaus-Museums, schreibt:

„Die Prinzipien des Bauhauses sind daran zu erkennen, dass Peter Keler die Farbtheorie Wassily Kandinskys praktisch umgesetzt hat. Bei ihm lernten die Bauhausstudenten, dass geometrische Formen korrespondierende Farben haben, das Dreieck korrespondiert dem Gelb, das Rechteck dem Rot, der Kreis dem Blau.“

Im Bauhaus-Manifest schreibt Walter Gropius:

„Architekten, Bildhauer, Maler, wir alle müssen zum Handwerk zurück! […] Bilden wir also eine neue Zunft der Handwerker ohne die klassentrennende Anmaßung, die eine hochmütige Mauer zwischen Handwerkern und Künstlern errichten wollte! […] erschaffen wir gemeinsam den neuen Bau der Zukunft, der alles in einer Gestalt sein wird: Architektur und Plastik und Malerei, der […] einst gen Himmel steigen wird als kristallenes Sinnbild eines neuen kommenden Glaubens.“

Ulrike Bestgen: „Das Manifest liest sich, als hätte sein Verfasser eine Art Kathedrale bauen wollen.“ Für Gropius galt, dass die schönen und angewandten Künste kombiniert werden sollten, ebenso das Geistige und das Praktische. Was für die Babywiege gilt, kam auch im Grafikdesign des Bauhauses zum Ausdruck. MacGregor findet die Einladungskarten von Wassily Kandinsky, Paul Klee, László Moholy-Nagy und Herbert Bayer zur Bauhausausstellung von 1923 „faszinierend“ und zählt sie zu den „bemerkenswertesten Schöpfungen“ des Bauhauses. Sie erinnern ihn an die Kartenserie, die Goethe etwa 100 Jahre vorher zur Erklärung seiner Farbenlehre schuf. Er schreibt:

„Das Bauhaus-Baby, in Kelers Wiege schlummernd, ist die unbewusste Erbin nicht nur deutscher Zunfttradition, mittelalterlicher Baupraxis und der Einsichten Kandinskys zur Farbe und dem Geistigen in der Kunst, sondern auch der wissenschaftlichen Erkundungen der Aufklärung und jener Forschungen, die Goethe in der gleichen Stadt angestellt hatte.“

Er schließt mit der Erkenntnis, dass bisher niemals eine revolutionäre Bewegung so fest in der Vergangenheit verwurzelt war, wie das Bauhaus. Obwohl Gropius streng darauf achtete, dass das Bauhaus politisch neutral war, geriet es in die politischen Auseinandersetzungen der untergehenden Weimarer Republik.
1933 wurde das nun in Berlin ansässige Bauhaus von den Nationalsozialisten als „Zentrum des Kulturbolschewismus“ schikaniert und geschlossen. Es gibt ein Foto von Adolf Hitler, das ihn in einem Stahlrohr-Sessel sitzend zeigt, der ein Bauhaus-Entwurf sein könnte. Die Nazis hatten zwar nichts gegen die Produkte des Bauhauses, sie brauchten sie sogar, um als modern zu gelten, aber sie hassten die Idee, die hinter dem Bauhaus steht: „Freiheit und Liberalität“ (Ulrike Bestgen). Manche Bauhaus-Gestalter wie Wilhelm Wagenfeld konnten weiter arbeiten, doch viele Bauhäusler verließen Deutschland und verbreiteten die Idee weltweit. In den USA, angesiedelt an der Yale University, war es am erfolgreichsten.
1934 flüchtete der jüdische Textilfabrikant Erich Goeritz nach Großbritannien. Er besaß neben anderer Druckgrafik auch die bekannte Bauhausmappe Neue Europäische Graphik von 1921, die er 1942 dem British Museum stiftete aus Dankbarkeit dafür, dass hier die Zeugnisse eines „nobleren Deutschlands“ überleben konnten. Der Konzeptkünstler Michael Craig-Martin, der an der Yale-University die Bauhausideen kennengelernt hatte, schreibt, dass nicht nur das Bauhaus überlebt habe, sondern es hat gesiegt und zwar auf eine Weise, die nicht vorhersehbar war: „Der wahre Erbe des Bauhauses ist Ikea. Ikea ist alles, wovon das Bauhaus geträumt hat. Massenproduktion einfacher Dinge in gutem Design, preiswert hergestellt für ein großes Publikum.“ In den beiden Deutschlands nach dem Zweiten Weltkrieg gab es erwartungsgemäß zwei verschiedene Erinnerungen an das Bauhaus. In Westdeutschland war das Bauhaus immer ein Symbol „wirklicher Demokratie“, in der DDR war der Ansatz des Kommunisten Hannes Meyer, der als Nachfolger von Walter Grtopius von 1928 bis 1930 Bauhausdirektor war, bestimmend: „Volksbedarf statt Luxusbedarf“. Peter Keler, der die Babywiege entworfen hatte, durfte zwar in der Zeit des Nationalsozialismus seine Gemälde und Entwürfe nicht öffentlich ausstellen, hatte aber ein eigenes Studio und konnte bis 1945 als freischaffender Architekt und Filmsetdesigner arbeiten. In der DDR konnte er mit Unterstützung von Hannes Meyer in Weimar an der neugegründeten staatlichen Hochschule für Baukunst und Bildende Kunst (heute Bauhaus-Universität) lehren. MacGregor schreibt über ihn:

„Er starb 1982, nach einem kontinuierlichen Berufsleben: Selbst, wie die meisten Deutschen, weder Exilant noch Opfer, kannte Keler doch viele, denen es anders ergangen war.“

## Fünfter Teil: Der Abstieg

### Bismarck der Schmied

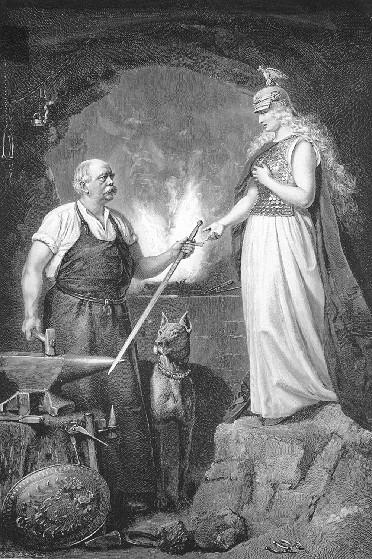
Der Schmied der deutschen Einheit
(Guido Schmidt, 1866)

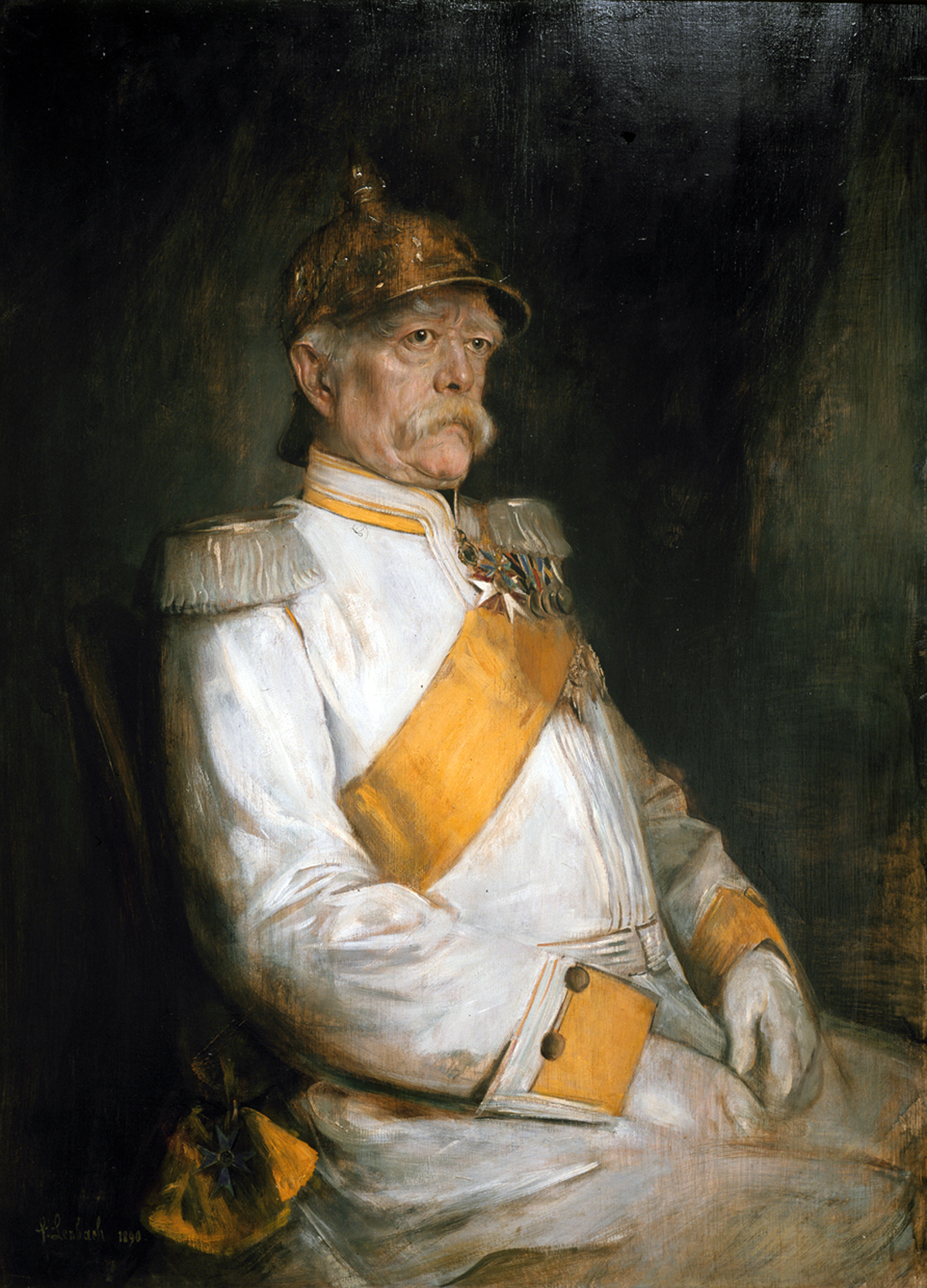
Otto von Bismarck
(Franz von Lenbach, 1890)

- BBC-Podcast zum Abschnitt “Bismarck the Blacksmith”[32]

Dieses Kapitel beginnt am 18. Januar 1871 im Spiegelsaal des Schlosses Versailles, einem Ort, der eine hohe symbolische Bedeutung hat, vor allem für Frankreich, das sich hier in „großspurigen Deckengemälden“ als „siegreich und allgewaltig“ darstellt. Noch bevor der Deutsch-Französische Krieg offiziell beendet war, ließ sich der König von Preußen im Spiegelsaal von Versailles, nicht etwa in Berlin, zum Kaiser krönen. Der Sieg der Preußen bei Metz und Sedan beendete 200 Jahre französische Aggression, wie den Verlust des Elsass durch Ludwig XIV., Preußens Niederlage bei Jena und Auerstedt, Napoleons Besatzung und vor allem die Auflösung des Heiligen Römischen Reiches 1806. MacGregor: „Europas führende Macht, so lautete die Botschaft der Krönung im Spiegelsaal, war nun nicht mehr Frankreich, sondern Deutschland.“ Architekt dieses Triumphes war Otto von Bismarck, im Ausland unbeliebt und wegen seiner autoritären Politik von den Liberalen in Deutschland verhasst. Doch für den großen Teil der Bevölkerung war er ein Held. Überall im Reich wurden spendenfinanzierte Denkmäler für ihn errichtet. Kleine, etwa 30 cm hohe Statuen aus Bronze und Terrakotta, die ihn als Schmied am Amboss zeigen, kauften sich viele Bürger und stellten sie in ihren Wohnungen auf. Bismarck, ein Mann im mittleren Alter, kahlköpfig, mit Lederschürze, die Ärmel aufgekrempelt, hat gerade ein Schwert geschmiedet, dass er in der linken Hand hält. In der rechten ruht der Hammer auf dem Amboss. Ein Schild mit dem Wappen des deutschen Reiches ist bereits fertig gestellt. Bismarck sieht eher aus, wie ein „verlässlicher Dorfschmied“, der aber keine Pferdehufe beschlägt, sondern Waffen herstellt. Er bearbeitet Eisen, das in Preußen seit jeher einen hohen symbolischen Wert hatte, und das zusammen mit Blut die deutsche Frage entscheiden werde, so sein berühmter Spruch. Die Bismarckfiguren wurden in großer Auflage hergestellt, standen auf vielen Schreibtischen und Kaminsimsen und trugen zur Legende eines Verfechters der deutschen Ehre bei. Bismarck war der Eiserne Kanzler, der diejenigen verspottete, die die Revolution von 1848 als verpasste Chance sahen. Bismarck:

„Nicht auf Preußens Liberalismus sieht Deutschland, sondern auf seine Macht. […] nicht durch Reden und Majoritätsbeschlüsse werden die großen Fragen der Zeit entschieden – das ist der große Fehler von 1848 und 1849 gewesen – sondern durch Eisen und Blut.“

In der deutschen Umgangssprache lebt der Spruch fort, allerdings in der Umkehrung: „Blut und Eisen“. Christopher Clark sieht in dieser Umkehrung einen großen Unterschied, denn „Eisen steht für Krieg und militärischen Konflikt. In der Zeit, als Bismarck diese Rede hielt, war mit Eisen sehr viel mehr als Waffen gemeint. Es meinte auch die Macht industrieller Stärke“, die während der industriellen Revolution auch zu einer rasanten Aufrüstung des Militärs führte.
Preußens Kriege gegen Österreich und Frankreich, 1866 und 1871, wären ohne industrielle Leistungsfähigkeit in Form von Eisenbahnen, Brücken und Kanonen, nicht so zu führen gewesen. (Christopher Clark). Bismarck war ein reaktionärer Royalist, der seinen Aufstieg als Diplomat des Deutschen Bundes dem Scheitern der 1848er Revolution verdankte (Jonathan Steinberg, Bismarcks Biograf). Bei einem Besuch in London traf er den konservativen britischen Politiker Benjamin Disraeli, dem er seine außenpolitischen Ziele erläuterte. Bismarck sagte:

„Ich werde binnen kurzem genötigt sein, die Leitung der preußischen Regierung zu übernehmen. […] Ist die Armee erst auf einen Achtung gebietenden Stand gebracht, dann werde ich den ersten besten Vorwand ergreifen, um Österreich den Krieg zu erklären, den deutschen Bund zu sprengen, die Mittel- und Kleinstaaten zu unterwerfen und Deutschland unter Preußens Führung eine nationale Einheit zu geben.“

Jonathan Steinberg schreibt, dass „man verblüfft“ gewesen sei. Disraeli riet dem österreichischen Botschafter: „Nehmen Sie sich vor diesem Mann in Acht, er meint, was er sagt.“ Es kam genau so. Nach dem Tod des dänischen Königs schloss er mit Österreich zwar noch ein Bündnis und führte gegen Dänemark zwei kurze, aber heftige Kriege. Preußen bekam Schleswig, Österreich Holstein. 1866 ging es dann gegen Österreich. Bismarck versicherte sich der Neutralität Frankreichs und der Unterstützung Italiens. Österreich verbündete sich mit dem katholischen Staaten Bayern, Württemberg und anderen und den nun folgenden Krieg verlor Österreich nach sieben Wochen. MacGregor merkt an, dass in diesem Krieg zum ersten Mal der Begriff Blitzkrieg verwendet wurde. Spätestens jetzt, nach der Gründung des Norddeutschen Bundes (ohne Österreich, einst die vorherrschende Macht in den deutschsprachigen Ländern), war Bismarck der Eiserne Kanzler.

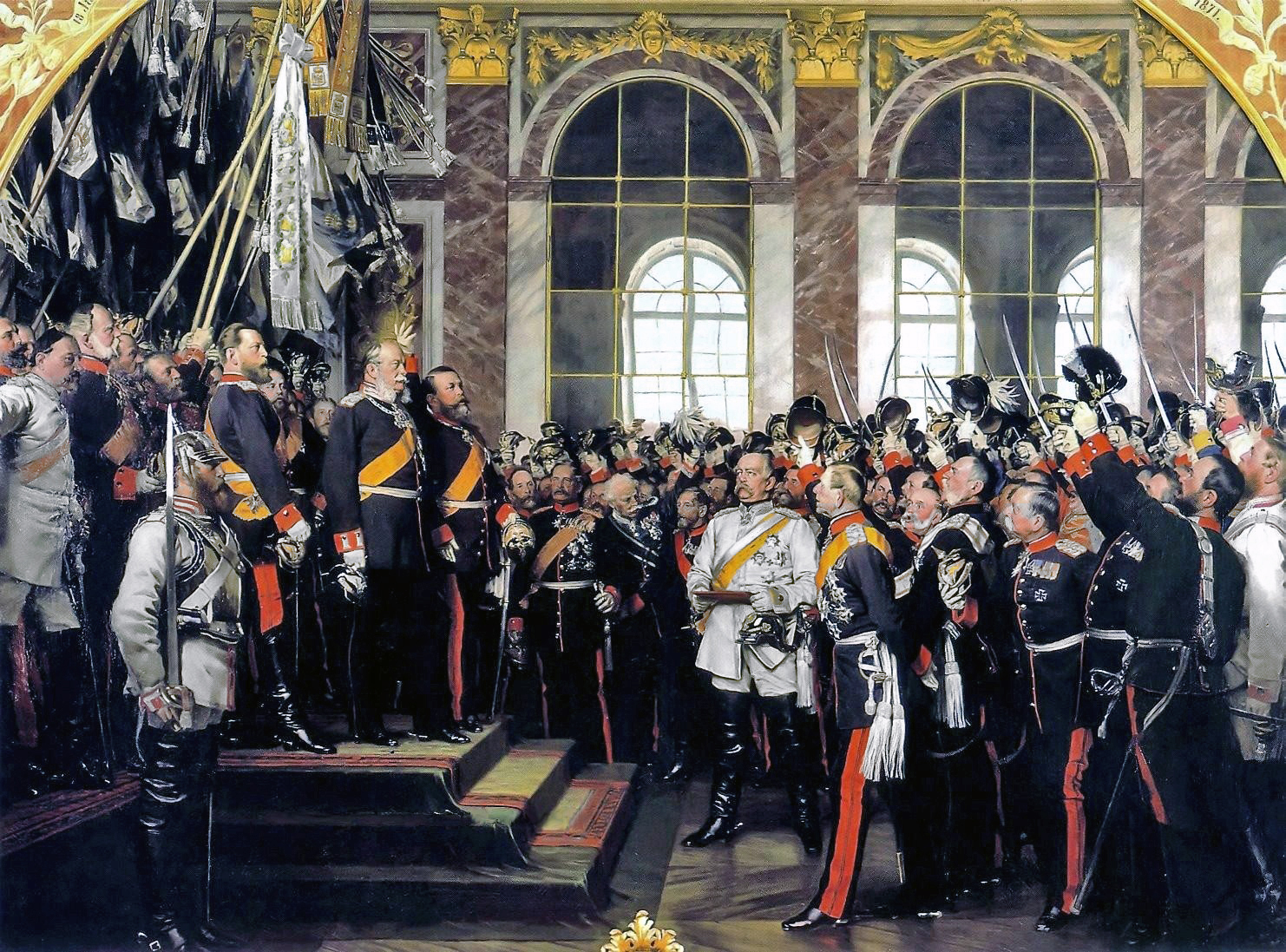
Kaiserproklamation in Versailles 1871, Gemälde von Anton von Werner

Nun konnte er sich um Frankreich, den Erzfeind, kümmern. Anlass für den von Bismarck für einen Krieg benötigten Vorwand war die Vakanz des spanischen Throns und die Kandidatur eines katholischen Hohenzollernprinzen, was den Franzosen natürlich nicht gefiel. Bismarck förderte die nun folgenden Auseinandersetzungen mit der berüchtigten Emser Depesche, die er so umformulieren ließ, dass der Eindruck entstand, der preußische König habe Frankreich „brüskiert“. Der Plan ging auf, Frankreich erklärte Preußen den Krieg. Das Land, leicht „desorganisiert“ (MacGregor), wurde rasch militärisch besiegt und Bismarck konnte im Spiegelsaal von Versailles mit seinem König, der nun Kaiser wurde, triumphieren. Doch gab es mit Wilhelm auch Auseinandersetzungen, oft aus kindischem Anlass. Wutanfälle von beiden Seiten waren nicht selten. So ging es kurz vor der Krönung in Versailles darum, ob sich Wilhelm nun „Kaiser von Deutschland“ nennen durfte, oder wie Bismarck es forderte, „Deutscher Kaiser“, denn er fürchtete, dass die Fürsten des norddeutschen Bundes Ärger machen würden, wenn Wilhelm nicht der Erste unter Gleichen im föderalen Reich war. MacGregor schreibt, dass der Kaiser wütend wurde und seinen Sohn anfauchte, dass er nun „alles verlieren“ würde, er müsse „die glänzende preußische Krone gegen eine Schmutzkrone vertauschen“. Aber er gab nach. Mit Bismarck jedoch wechselte er drei Wochen lang kein Wort.
Im Deutschen Historischen Museum in Berlin hängt ein Tripelporträt (Lamellenbild); es ist ein kolorierter Öldruck, den man aus drei verschiedenen Perspektiven betrachten kann. Frontal besichtigt zeigt es Kaiser Wilhelm I. mit eindrucksvollem Bart, zahllosen Orden und die blauen Augen gütig auf den Betrachter gerichtet. Wer etwas nach links tritt, sieht auf einmal Bismarck, von rechts betrachtet erscheint Wilhelms Sohn, Kronprinz Friedrich. MacGregor probiert an diesem Bild verschiedene Blickwinkel aus, um das Bild auf andere Art zu lesen. Er findet eine Position, in der Bismarck und Wilhelm gleichzeitig zu sehen sind. Der Reichskanzler geht so stufenlos in den Kaiser über: „Der Kaiser wird zu einer weiteren Manifestation Bismarcks.“ Trotz allem Streit zwischen den beiden, arbeiteten sie immer zusammen. Wilhelm sagte einmal: „Preußen haben nur Gott und Bismarck zu fürchten.“
Ebenfalls wechselhaft war die Beziehung zwischen Kaiser Wilhelm und seinem Sohn, Kronprinz Friedrich, den man von rechts auf dem Tripelporträt sieht. Friedrich hatte in innenpolitischer Hinsicht eher liberale Ansichten, außerdem war er mit der Tochter der englischen Queen Victoria verheiratet. Friedrich wollte Deutschland von der autoritären Politik Bismarcks befreien und an parlamentarische Strukturen, wie sie in Großbritannien Tradition hatten, heranführen. 1888, als er den Thron bestieg, schöpften Deutschlands Liberale Hoffnung. Das Tripelporträt entstand kurz zuvor, und es hat eine weitere Finesse. MacGregor schreibt: „Hat man Bismarck und den Kaiser zugleich im Blick, ist Kronprinz Friedrich vollkommen unsichtbar, und das wäre Bismarck gerade recht gewesen.“ Bismarck hat bis zu Wilhelms Tod 1888 mit seiner ganzen Durchtriebenheit und Beharrlichkeit dafür gesorgt, dass Friedrich in Deutschland weitgehend unsichtbar blieb. Seine Politik gegenüber der katholischen Kirche, die er als zu mächtig sah, mündete in den letztlich erfolglosen Kulturkampf. Die Folge war eine vergiftete politische Atmosphäre (MacGregor).
Auch seine anderen politischen Aktionen waren zweischneidig. Er legte zwar mit seiner Sozialgesetzgebung, wie Kranken-, Unfall- und Rentenversicherung, die Grundlagen für den deutschen Sozialstaat, wollte aber damit auch den Linken und Liberalen „den Wind aus den Segeln nehmen“. MacGregor schreibt, dass Bismarck bis heute in der Erinnerung eine „gewaltsame, polarisierende Gestalt [war], die alles daran setzte, die Entwicklung der sozialdemokratischen Bewegung zu verhindern – mit schwerwiegenden Konsequenzen für das 20. Jahrhundert“. Zu Lebzeiten war er ein gefeierter Held und 1871 kreierte ihm zu Ehren ein Stralsunder Fischhändler den Bismarckhering. MacGregor: „Es waren eingelegte Heringe als Massenware für arme Hauhalte; der Name ist bis heute ein Begriff.“
Doch Bismarck war sich bewusst, dass Deutschland mit der Reichsgründung das politische Gleichgewicht in Europa gestört hatte. So schloss er zahlreiche Verträge und Abkommen mit den meist feindlichen Nachbarn Deutschlands, um eine Balance zu schaffen. 1876 begann auf dem Balkan eine Krise doch eine Einmischung Deutschlands sei sinnlos. Bismarck im Reichstag: „Am Ende des Konflikts würden wir wohl kaum noch wissen, warum wir gekämpft haben.“ Bismarck stand also auch für eine pragmatische Friedenspolitik. Dazu kam, dass Wilhelm lange regierte, er starb erst mit 91 Jahren. Jonathan Steinberg: „[…] der alte Mann starb einfach nicht. Und solange Wilhelm I. nicht abtrat, solange blieb auch Bismarck im Amt. So beruht Bismarcks Karriere letzten Endes auf der Langlebigkeit des alten Mannes.“ Wäre Kronprinz Friedrich als junger Mann an die Macht gekommen, hätte er Bismarck sofort entlassen. Die Hoffnungen der Liberalen auf den Kaiser Friedrich III. wurden schnell enttäuscht, denn er starb nach nur 99 Tagen an Kehlkopfkrebs.
Sein Sohn, Wilhelm II. war sehr eigensinnig, nicht einmal Bismarck konnte ihn steuern (MacGregor). Wilhelm hielt nichts von der durchdachten Außenpolitik des Reichskanzlers. Bismarck trat 1890 nach einem Streit mit dem Kaiser über ein neues verschärftes Sozialistengesetz zurück und wartete auf seine neue Berufung, die aber nie kam. Eine klassische Karikatur brachte das britische satirische Wochenblatt Punch 1890: Dropping the Pilot (Der Lotse geht von Bord). Kaiser Wilhelm glaubte, sein Schiff selbst steuern zu können, doch sein Kurs führte 1914 in die Katastrophe des Ersten Weltkrieges. MacGregor schreibt: „Bismarck hätte dem niemals zugestimmt.“ 1919 traf man sich wieder im Spiegelsaal von Versailles. Diesmal wurde Deutschland ein Friedensvertrag aufgezwungen, um Frankreich wieder als führende kontinentaleuropäische Macht zu etablieren. 1815 sollte Frankreich mit den Verträgen des Wiener Kongress an weiterer Expansion gehindert werden, wurde aber wieder in den Kreis europäischer Mächte integriert. 1919 war das anders, die Sieger des Ersten Weltkriegs beharrten auf der Kriegsschuld Deutschlands, was ungeahnte Folgen für die nächsten 30 Jahren hatte.

### Die leidende Zeugin
- BBC-Podcast zum Abschnitt “Käthe Kollwitz: Suffering Witness”[35]

In diesem Kapitel befasst sich der Autor intensiv mit der deutschen Künstlerin Käthe Kollwitz und ihrem Werk. Er beginnt mit der Skulptur Mutter mit totem Sohn, die als vergrößerte Kopie von Harald Haacke als Mahnmal in der Neuen Wache in Berlin „den Opfern von Krieg und Gewaltherrschaft“ gewidmet ist. MacGregor stellt die Frage, ob „eine Mutter, die ihr totes Kind im Arm hält, allein für das Leiden eines ganzen Kontinents, eines ganzen Jahrhunderts stehen kann“. Das Kunstwerk wurde 1993 nach einer Entscheidung des Bundeskanzlers Helmut Kohl in dem klassizistisch strengen Gebäude als einziges Objekt aufgestellt und soll an die Millionen Toten der beiden Weltkriege und der Gewaltherrschaft im 20. Jahrhundert erinnern.
Das Leben von Käthe Kollwitz war nach Ansicht des Autors „geprägt von der preußischen Geschichte“. Ihre Herkunft war sowohl christlich, wie auch radikal politisch, was sich besonders in ihrem Werk zeigt. MacGregor hält Kollwitz für eine der größten Künstlerinnen Deutschlands. In ihrer Kunst würde sie eine von grundauf ungerechte Gesellschaft erkunden, und das mit den Mitteln der christlichen Leidenssymbolik. Aber sie schafft eine neue Form, in der offen bleibt, ob es für die Opfer eine Erlösung geben wird. Kollwitz verlegte sich auf Druckgrafik und Skulptur. Eines ihrer zahlreichen Selbstporträts zeigt sie 1904 als „attraktive Frau in tiefen Gedanken, ihr Blick ruhig und bestimmt […]“ (MacGregor). Auch durch die Arbeit ihres Mannes, ein Arzt, der in Berlin für die arme Bevölkerung praktizierte, wusste sie genau über das Schicksal der Arbeiter und besonders der Arbeiterinnen Bescheid. 1941 schrieb sie rückblickend: „Als ich Frauen kennenlernte, die Beistand suchend zu meinem Mann und nebenbei auch zu mir kamen, erfaßte mich mit seiner ganzen Stärke das Schicksal des Proletariats. […] Dies will ich noch einmal betonen, daß anfänglich in sehr geringem Maße Mitleid, Mitempfinden mich zur Darstellung des proletarischen Lebens zog, sondern daß ich es einfach als schön empfand.“

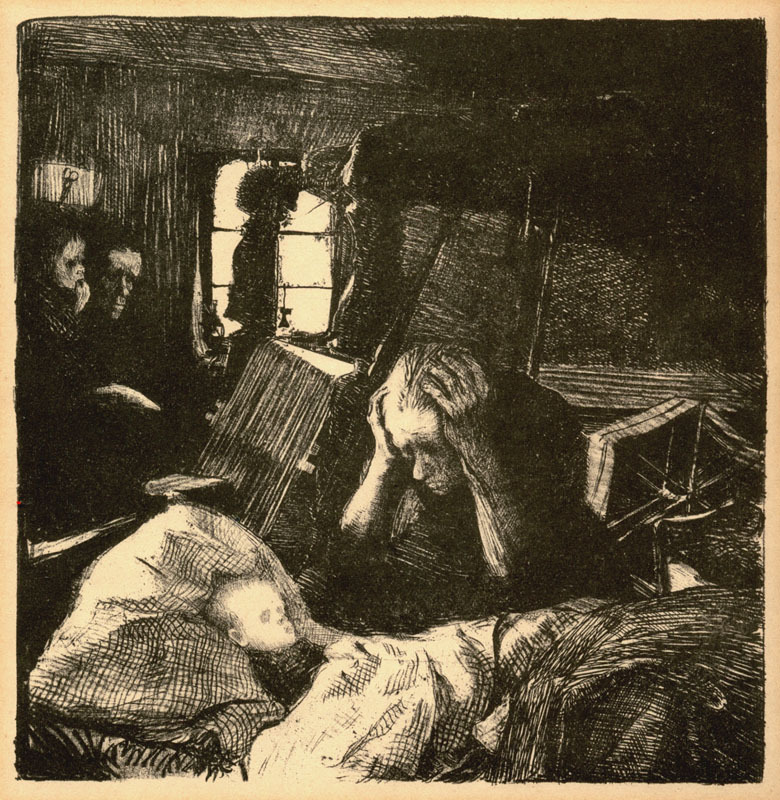
Not – Ein Weberaufstand

Angeregt durch das Theaterstück Die Weber, ihres Freundes Gerhart Hauptmann, schuf sie Mitte der 1890er Jahre den Grafikzyklus Ein Weberaufstand, der sich wie Hauptmanns Drama auf den Aufstand der schlesischen Weber von 1844 bezieht. Der Schriftsteller Daniel Kehlmann schreibt zu Käthe Kollwitz: „Sie hatte diese große Fähigkeit des Mitleidens, das ist kein sentimentales Mitleiden, sondern wahres, tief empfundenes Mitleiden. Um dies in etwas Visuelles umzusetzen, schöpfte sie aus dem Bildervorrat im deutschen Unbewussten.“ Kehlmann nennt den Dreißigjährigen Krieg, die Bauernkriege und die damit verbundenen Perioden von Gewalt und Zerstörung, die seiner Meinung nach „tief in das kollektive Gedächtnis der Deutsche eingeprägt sind“. MacGregor geht auf ein Blatt aus dem Zyklus Ein Weberaufstand näher ein. Die Radierung mit dem Titel Not zeigt, wie sich die Niederschlagung des Aufstandes und der Kampf der Männer auf Kinder und Frauen auswirkte. Ein Kind liegt den Hungertod sterbend im Bett. Die Frau des Webers schaut auf das Kinderbett, das wie eine hell erleuchtete Krippe wirkt, während der Vater sich im dunklen Bildhintergrund befindet. In dieser Radierung bedient sich Kollwitz der christlichen Symbolik, es ist die der Geburt Jesu. Doch die „Jungfrau Maria“ zeigt hier keine Freude, sondern Verzweiflung. Die Künstlerin hat eine Metapher gefunden, die ihre „Kunst und politische Haltung bestimmt“ (MacGregor). 1898 wurde der Grafikzyklus in Berlin öffentlich ausgestellt, die Arbeit wurde ihr erster großer Erfolg. Käthe Kollwitz wurde für die Goldmedaille vorgeschlagen, damit ihre Leistung auch offiziell anerkannt würde, doch seitens der Berater des Kaisers erfolgte eine Ablehnung mit der Begründung, der Staat könne sie nicht ehren, weil jedes „mildernde und versöhnliche Element“ fehle. MacGregor fasst zusammen: „In anderen Worten: Dies war politische Kunst, inakzeptabel, weil sie das Leben zeigte, wie es ist.“ Den Zusammenhang von Konflikt und Kreativität hat die britische Dichterin Ruth Padel näher beschrieben. Sie hält Kollwitz für eine der „seltenen Künstlerinnen, die aus Schmerz und Leiden etwas Schönes schaffen können“ und schreibt über ihre Kunst: „[…] wer ein wirklich gutes Werk schaffen will, kann nicht einfach ein abstraktes Thema wählen wie Krieg oder Revolution. Man muss den Weg dorthin über den Einzelfall, das Besondere nehmen. Das waren die Patienten, die in die Praxis ihres Mannes kamen, die Armen, die kein Geld für Medikamente hatten, deren Kinder hungerten und starben, aber sie erkannte auch darin Schönheit. Und ich glaube, da ist so etwas wie heiliger Zorn.“

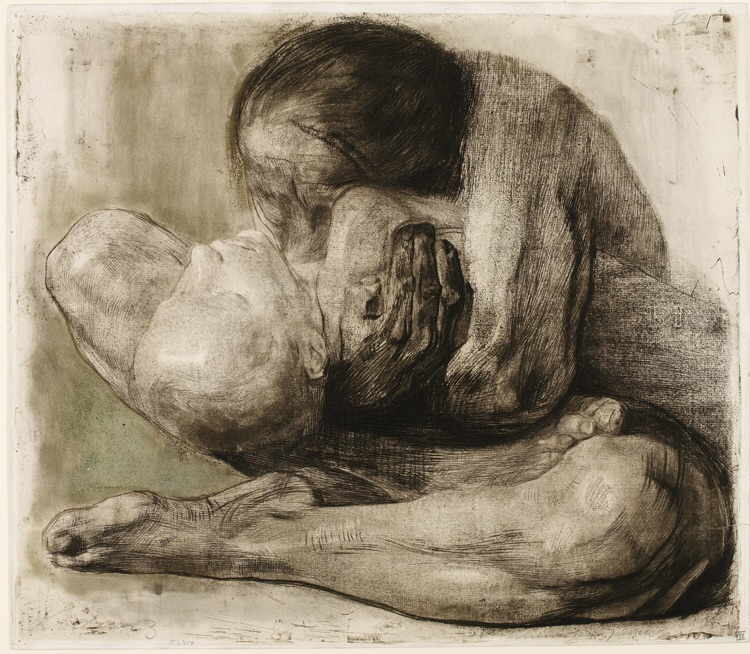
Frau mit totem Kind

Die Radierung Not bezieht sich nicht nur auf den Weberaufstand in Schlesien 50 Jahre zuvor, sondern auch auf die sozialen Verhältnisse des Proletariats im Berlin der 1890er Jahre. Die Wohnverhältnisse in überbelegten Einzimmerwohnungen in Hinterhäusern, Seitenflügeln und Souterrains der Arbeiterquartiere waren katastrophal. Alle Forderungen der Gewerkschaften wurden von Regierung und Unternehmern strikt abgelehnt und Streiks nach wie vor gewaltsam niedergeschlagen. In einem weiteren Grafikzyklus beschäftigte sich Käthe Kollwitz mit den Bauernkriegen, in denen die Armen, vertrauend auf die Schriften Martin Luthers, selbst die Initiative ergriffen, aber scheiterten. Auch Luther wandte sich gegen sie. Hier interessiert sich die Künstlerin ebenfalls für das Schicksal der Familien und besonders der Frauen. Ein Blatt aus diesem Zyklus trägt den Titel Frau mit totem Kind. Dazu fertigte sie zunächst Skizzen von sich und ihrem kleinen Sohn Peter an. Dieses Bild beinhaltet aber eine „grauenvolle Prophetie“ (MacGregor). Die Kollwitz-Biografin Yvonne Schymura erklärt die Hintergründe: „1914 lebte Kollwitz in Berlin. Ihrem älteren Sohn Hans verhalf sie zu einem Platz in der Armee. Der jüngere Sohn Peter wollte sich nach dem 6. August als Freiwilliger melden, brauchte aber, da er noch minderjährig war, die Einwilligung des Vaters und der gab sie ihm nicht. Käthe Kollwitz drängte ihren Mann, doch zuzustimmen. Als der Sohn starb, nur zehn Tage nachdem er Berlin verlassen hatte, da war da nicht nur Trauer, sondern, verständlicherweise, auch Schuld.“

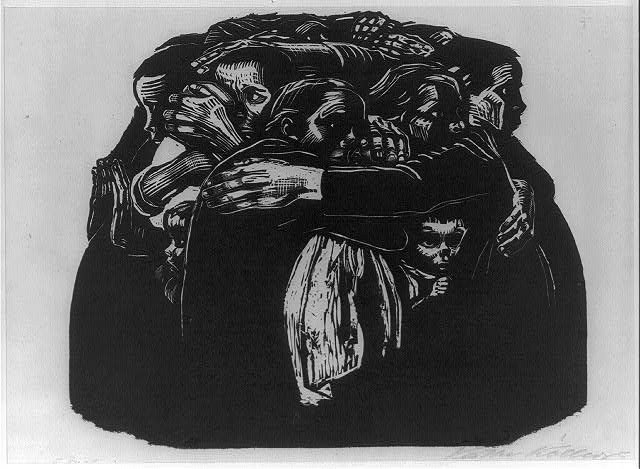
Die Mütter

Dieser Tod prägte das weitere Leben der Künstlerin. Sie notierte: „Es ist eine Wunde in unserem Leben, die niemals heilen wird, und auch nicht soll.“ Ihr Versuch, eine Skulptur zum Gedenken an ihren Sohn und seine Kameraden zu schaffen scheiterte. 1919 zerstörte sie das begonnene Werk. Mittlerweile war sie nach tiefen Depressionen zu einer erbitterten Gegnerin des Krieges und Pazifistin geworden. 1924 veröffentlichte sie ihre Druckgrafikmappe mit dem Titel Krieg. Im Gegensatz zu Künstlern wie Otto Dix, zeigt sie keine Schlachten mit ihren Zerstörungen, sondern die Not der Mütter und Kinder in der Heimat. Das erste Blatt dieser Serie von Holzschnitten mit dem Titel Das Opfer zeigt vermutlich sie selbst als nackte junge Frau, die einen Säugling vor sich auf den ausgestreckten Armen hält, vermutlich ihr Sohn Peter. Ein weiteres Blatt, Titel Die Mütter, zeigt sich umklammernde Frauen in einem dicht geschlossenen Kreis, die versuchen, ihre Kinder vor dem Zugriff des Krieges zu schützen. MacGregor hält es kaum aus, die Bilder mit den von „Leid, Angst und Schrecken zerrissenen Gesichtern“ zu betrachten. Im Deutschland nach dem Ersten Weltkrieg gab es fast keine Denkmäler zur gemeinsamen Trauer für die Kriegstoten. Käthe Kollwitz hat es mit ihren Holzschnitten aus der Krieg-Serie geschafft, den einfachen Menschen eine Stimme zu geben. MacGregor erkennt, dass es die Antwort einer Frau auf den „Krieg der Männer“ war.

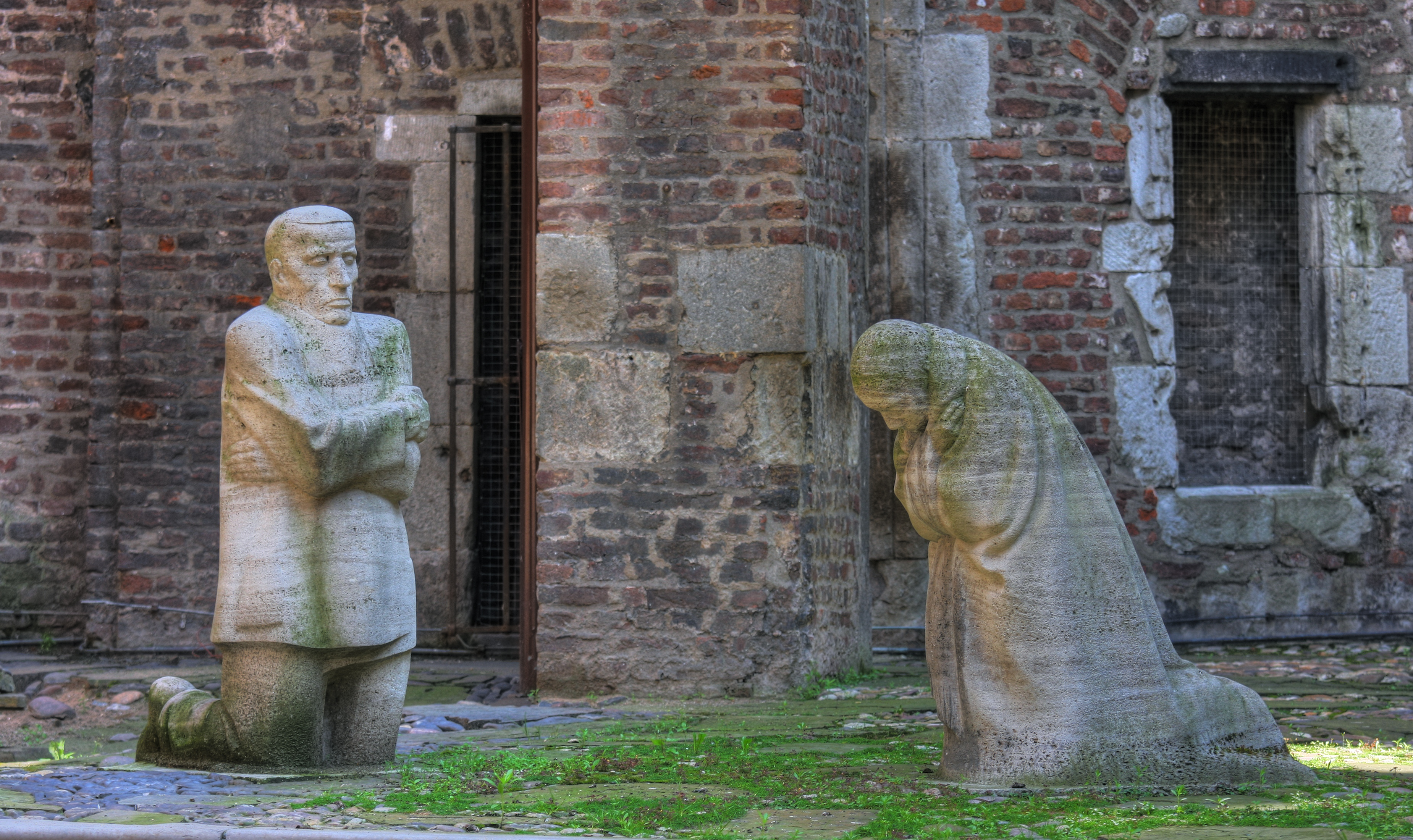
Trauerndes Elternpaar

Erst 1932, nach 18 Jahren, konnte Kollwitz das immer noch gewollte Mahnmal für ihren Sohn Peter vollenden. Es ist aber nicht Peter zu sehen, sondern seine knienden Eltern. Das Figurengruppe hat den Titel Trauerndes Elternpaar und steht heute auf dem deutschen Soldatenfriedhof von Vladslo in Belgien. Der erste Entwurf sollte noch den toten Sohn zeigen, an dessen Kopf- und Fußende die Eltern knien, doch sie verwarf diese Idee und notierte 1919 an Peter gerichtet in ihr Tagebuch: „Ich komm zurück, ich mache dir die Arbeit, dir und den anderen.“
Der 15. Januar 1919 ist ein herausragender Gedenktag der Linken. Karl Liebknecht und Rosa Luxemburg wurden an diesem Tag von Freikorpssoldaten ermordet. Auch für Käthe Kollwitz stellte sich nun die Frage, welcher Art ihre politische Gesinnung sei und „welche Art von Sozialismus sie wollte, den sozialdemokratischen, den kommunistischen, den pazifistischen oder aktivistischen“ (MacGregor). Kollwitz besuchte den aufgebahrten Liebknecht und fertigte einen Holzschnitt als Gedenkblatt an. Es trägt den Titel Die Lebenden dem Toten. Erinnerung an den 15. Januar 1919 und zeigt den unter einem weißen Tuch liegenden Liebknecht und die trauernden Genossen mit vor Fassungslosigkeit leeren Gesichtern. Die Formensprache der Künstlerin ist in diesem Blatt unmittelbarer, denn sie wählte den Holzschnitt mit seinen harten Schwarz-Weiß-Gegensätzen und der im Gegensatz zur Radierung kontrastreicheren Linienführung und vereinfachten Formen. Inspiriert wurde sie dazu von ihrem Freund Ernst Barlach, der ähnlich mit der Holzschnitt-Technik arbeitete. Liebknechts Kopf wirkt durch das strahlende Weiß über seinem Gesicht wie von einem Heiligenschein umgeben. Die ganze Szene erinnert an die Aufbahrung von Jesus Christus nach seinem Kreuzigungstod, und die Beweinung durch die Jünger. Auch eine für Kollwitz typische Ikone fehlt nicht in dem Bild, es ist die Mutter mit einem kleinen Kind auf dem Arm.
Interessanterweise hatte Kollwitz für Karl Liebknechts politische Aktionen keine Sympathien, aber für seine Person. Ihre Biografin Yvonne Schymura schreibt: „Sie schuf den Liebknecht-Holzschnitt, obwohl sie dessen Politik nicht mochte. […] Doch seine Familie hatte sie um dieses Blatt gebeten, […] Als sie sich an die Arbeit machte, begann sie, ihn nicht als politischen Gegner zu sehen, sondern als einen Mann, der bedeutsam war für Sozialdemokratie oder Kommunismus.“ Ihr Verhältnis zum aktivistischen Kommunismus war nun für Kollwitz klar, sie schreibt in ihr Tagebuch: „Wäre ich jung, so wäre ich sicher Kommunistin, es reißt mich auch jetzt noch was nach der Seite, aber ich hab den Krieg erlebt und Peter und die anderen tausend Jungen hinsterben sehn, ich bin entsetzt und erschüttert von all dem Haß, der in der Welt ist, ich sehne mich nach einem Sozialismus, der die Menschen leben läßt und finde, vom Morden, Lügen, Verderben, Entstellen, kurzum allem Teuflischen, hat die Welt jetzt genug gesehn. Das Kommunistenreich, das darauf aufbaut, kann nicht Gottes Werk sein.“

Plakat 1932

Sie hat immer wieder öffentlich vor dem Aufstieg Adolf Hitlers gewarnt, mit Albert Einstein und anderen Intellektuellen und Künstlern gehörte sie zu den Unterzeichnern des Aufrufs Dringender Appell für die Einheit, der zur Reichstagswahl 1932 dazu aufrief, nicht die NSDAP zu wählen. 1933 wurde sie gezwungen, die Preußische Akademie der Künste zu verlassen und erhielt Ausstellungsverbot, allerdings galt ihre Kunst nicht als „entartet“. So tauchten Arbeiten von ihr sogar in der NS-Propaganda auf, ohne ihre Urheberschaft zu nennen. Die Künstlerin war davon angewidert, traute sich aber nicht, dagegen vorzugehen, sie fürchtete Repressionen, oder schlimmer noch, dass ihr Name im Zusammenhang mit den Faschisten genannt würde.
Ihre letzte größere Grafikarbeit schuf sie 1935. Es war der Lithografiezyklus mit dem Titel Tod. Das letzte Blatt dieser Serie, Der Ruf des Todes, zeigt sie selbst als alte Frau, die in gelassener Pose auf eine schemenhafte Hand blickt, die von außerhalb des Bildes kommt, und die ihr auf die linke Schulter tippt. MacGregor interpretiert dieses alte Gesicht der Kollwitz als das in 30 dunklen Jahren gealterte Antlitz Deutschlands. Nach Erscheinen des Zyklus wurde sie von der Gestapo verhört, doch ihr internationales Ansehen schütze sie vor der Haft in einem Konzentrationslager. 1942 verlor sie ihren Enkel, der an der Ostfront fiel. 1943 musste sie Berlin im Rahmen der Evakuierung vor dem Bombenkrieg verlassen, am 22. April 1945 starb Käthe Kollwitz.

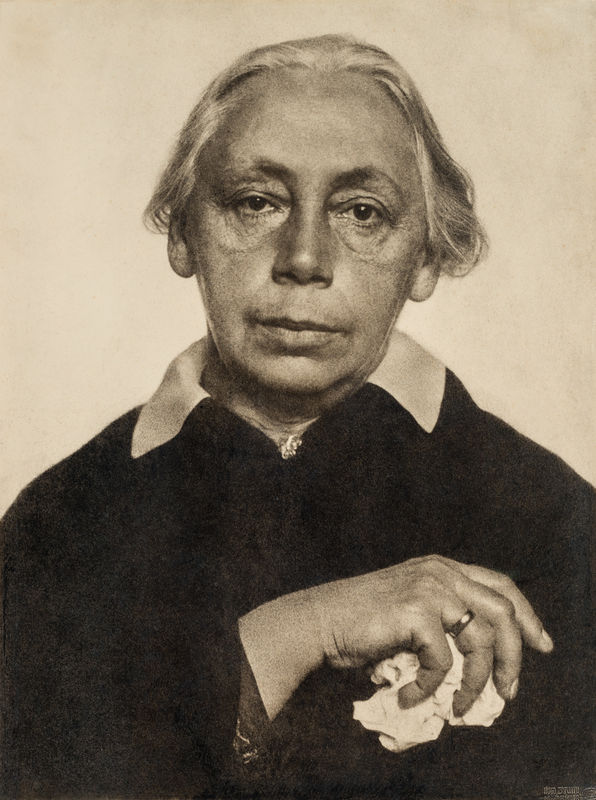
Käthe Kollwitz
(Hugo Erfurth)

Am Todestag ihres Sohnes Peter notierte sie 1937 in ihr Tagebuch: „Ich arbeite an einer kleinen Plastik, die hervorgegangen ist aus dem Versuch, den alten Menschen zu machen. Es ist nun so etwas wie eine Pietà geworden. Die Mutter sitzt und hat den toten Sohn zwischen ihren Knien im Schoß liegen. Es ist nicht mehr Schmerz, sondern Nachsinnen.“ Ihr Werk von 1932 auf dem belgischen Soldatenfriedhof zeigt nur die knienden Eltern, doch nun hat sie ein Denkmal nur für sich und ihren Sohn geschaffen. Trotz der christlichen Ikonografie hat diese Skulptur nichts Christliches, schreibt MacGregor. Ihr Sohn wird nicht wie bei Michelangelos Pietà dem Betrachter auf den Knien der Mutter Gottes präsentiert, sondern kauert fast versteckt zwischen ihren Beinen. Der tote Sohn wird nicht vorgezeigt, sondern soll vor weiterem Unheil geschützt werden. MacGregor findet „das Pathos dieser sinnlosen Geste ungeheuer“. Nichts an „diesem Bildwerk erinnert mehr an ein Opfer zu einem höheren Zweck“. Am 14. November 1993 wurde die Neue Wache in Berlin-Mitte umgewidmet. MacGregor: „Bei strömenden Regen.“ Es war eine zurückhaltende Zeremonie ohne große Reden, obwohl der zum Himmel offene Ort in seiner Geschichte bereits für mehrere Kriege als Gedenkstätte diente.
In Preußen für die Befreiungskriege, in der Weimarer Republik für den Ersten Weltkrieg und in der DDR für die Opfer von Faschismus und Militarismus. Nun sollte der Bau nach der deutschen Wiedervereinigung dem Gedenken an die Opfer aller Kriege und Diktaturen dienen. Bundespräsident Richard von Weizsäcker verlas eine Erklärung mit der Bundeskanzler Helmut Kohl seine Entscheidung für die Skulptur von Käthe Kollwitz begründete: „[…] weil Werk und Schaffen dieser großen Künstlerin untrennbar mit einem Staatswesen verbunden sind, das sich diesen Grundlagen verpflichtet weiß.“ MacGregor findet es gut, dass Kohl die Analogie wahrgenommen hat, dass die Mutter ihr Kind schützt, und andererseits der Staat diejenigen, über die er Macht hat. Natürlich gab es Kritik an Kohls Entscheidung. So kam der Einwand, dass die Kollwitz-Skulptur den Opfern des Holocaust nicht gerecht werde, doch Ruth Padel findet Kohls Entscheidung „brillant“ und wendet ein: „Menschen können sich nur mit den Einzelschicksalen identifizieren. [Die Skulptur] fasst die Leiden zusammen, die Leiden aller in allen Kriegen. Hätte man die Skulptur in einem Grab der Jungsteinzeit gefunden, sie wäre auch dann aktuell, denn sie zeigt eine Erwachsene, die ein Kind betrauert. Es zeugt von Kohls politischem Genius, dass er erkannte, dass dies Bestand haben würde, auch wenn anderes wegfiele.“

### Geld in Krisenzeiten

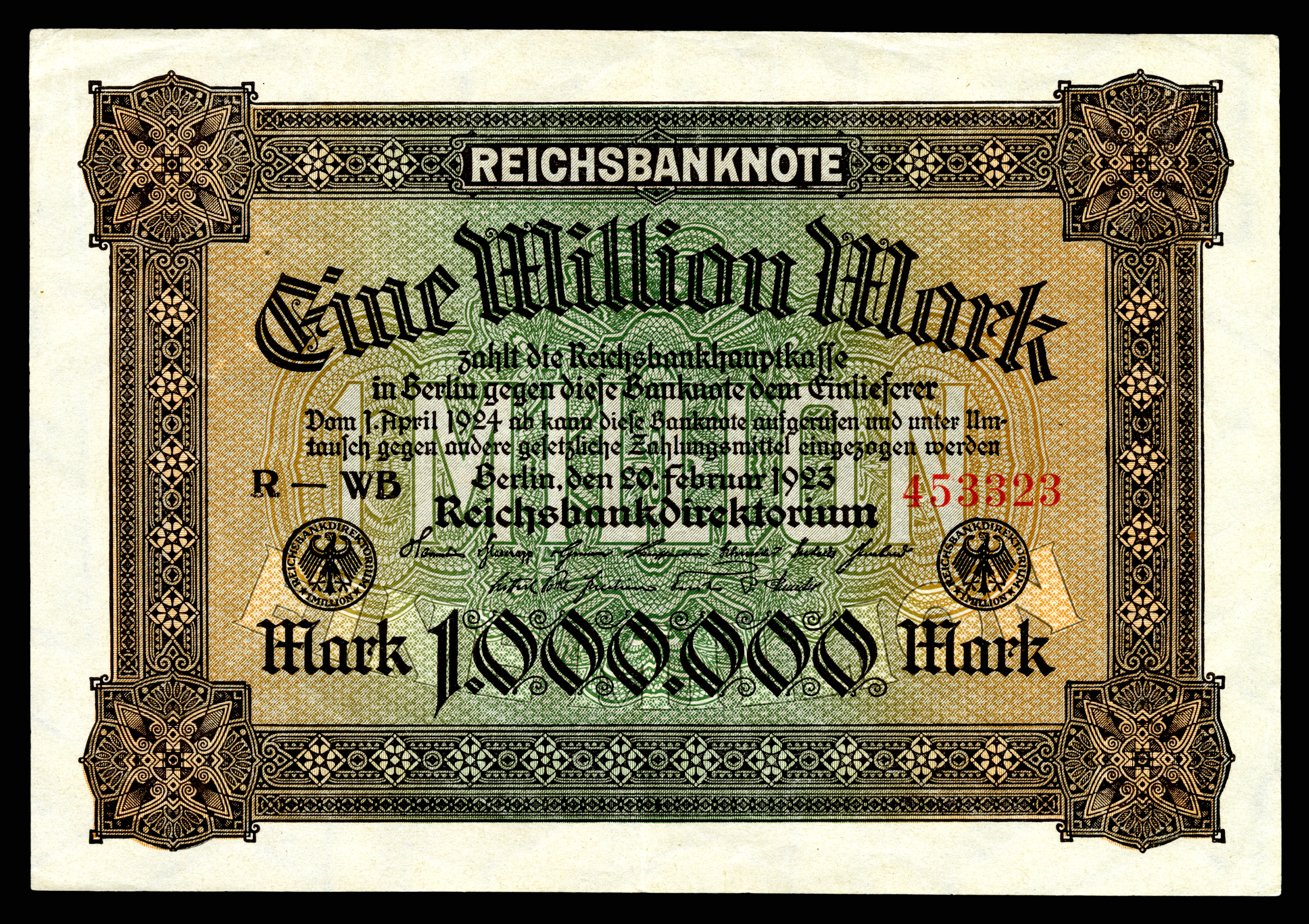
Eine Million Mark

- BBC-Podcast zum Abschnitt “Money in Crisis”[41]

In diesem Kapitel beschreibt der Autor das deutsche Notgeld am Ende des Ersten Weltkriegs und in der Zeit der Hyperinflation. Bedingt durch die Seeblockade Deutschlands durch die Alliierten, gab es viele Dinge nicht mehr. Darunter auch Waren des täglichen Bedarfs, wie Kaffee oder Tee. So musste aus heimischen Stoffen Ersatz geschaffen werden. MacGregor erwähnt auch „Ersatzkleidung und -unterwäsche“ aus Papier, zu der er humorvoll anmerkt, dass so etwas im 21. Jahrhundert „innovativ, vielleicht sogar erotisch klingen mag“. Aber der größte Mangel herrschte bei Metall, dem wichtigsten Rohstoff für die Rüstung. Nach und nach wurden daher zunächst die Reichsmarkmünzen dem Umlauf entzogen. 1919 waren dann auch alle anderen Münzen verschwunden. Mark und Pfennig wurden durch Papiergeld ersetzt, das Gemeinden und Städte herausgeben mussten, weil es keine nationalen Zahlungsmittel der Reichsbank für kleine Beträge mehr gab. Dieses lokale Ersatz- oder Notgeld diente als alltägliches Wechselgeld für die regulären Banknoten mit höheren Werten, die weiterhin im Umlauf waren.

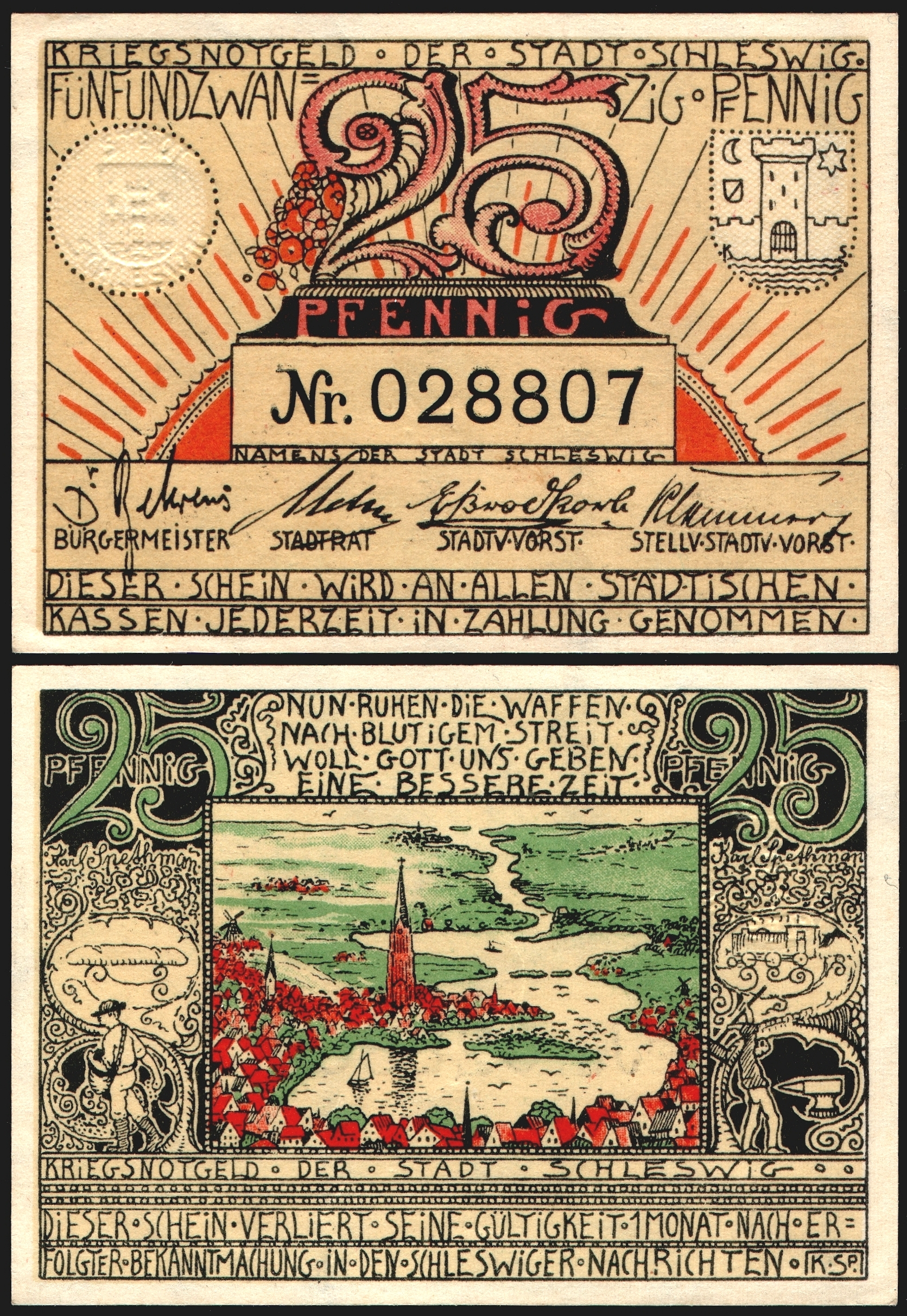
25 Pfennig (Schleswig)

MacGregor zieht eine Parallele zum Münzrecht in Heiligen Römischen Reich im 18. Jahrhundert. In einem schwachen Zentralstaat, wie im Deutschland nach dem Krieg, belebten sich wieder regionale Erinnerungen und Loyalitäten, die sich in der Vielfalt der Währung zeigen. MacGregor erwähnt als Beispiele für die Vielfalt einige Objekte aus der Notgeldsammlung im British Museum. So zeigt das 50-Pfennig-Papiernotgeld aus Mainz von 1921 neben Sehenswürdigkeiten der Stadt auch das Gutenbergdenkmal. Bremen ist stolz auf seinen Überseehafen, denn er ist mit einem riesigen Ozeandampfer auf der 75-Pfennig-Note von 1923 abgebildet. Das damals mondäne Ostseebad Müritz (heute Graal-Müritz) zeigt eine moderne Frau in schicker Kleidung auf dem künstlerischen 50-Pfennig-Schein von 1922, es folgen weitere Stücke aus Eutin, mit Kriegerdenkmal und in Notenschrift eine Melodie aus Carl Maria von Webers Oper Oberon, Eisenach zeigt Martin Luther auf der Wartburg beim Übersetzen der Bibel, die Gemeinde Tiefurt nimmt für ihr Notgeld ein etwas abgewandeltes Zitat aus Goethes Faust: „Zu wissen sei es jedem, der’s begehrt: Der Zettel hier ist 25 Pf wert.“ Hameln als „Rattenfängerstadt“ lässt auf ihren Notgeldscheinen die Ratten auf den Zahlen (50 Pfennig) hocken und auf der Rückseite sieht man den Rattenfänger, wie er die Flöte spielend, mit den Kindern aus der Stadt zieht. Aber nicht alles Notgeld bestand aus Papier, so druckte Bielefeld, als Stadt der Textilindustrie Notgeld auf Seide oder Leinen, in Meißen war es Porzellan, sogar Wurststücke wurden entsprechend beschriftet. Mit Humor lässt sich die Krise besser überstehen. Die Stadt Weimar brachte Geldscheine heraus, die von Herbert Bayer vom Bauhaus entworfen wurden, das charakteristische moderne Layout der Bauhaustypografie zeigen und den avantgardistischen Stil so bekannt machten.

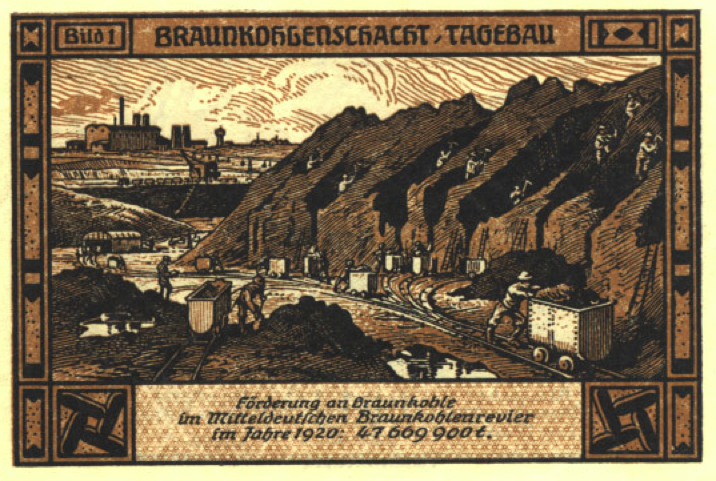
Rückseite Notgeld Bitterfeld

Manche Notgeldscheine stellen politische Ereignisse und antisemitische Karikaturen dar. Aber nicht alles sollte humorvoll verstanden werden, manche Scheine erinnern an die Not der Kriegsjahre so an den Kohlrübenwinter 1917, oder die Zahlungsraten der Reparationen an die Siegermächte. Als Beispiel beschreibt MacGregor einen Notgeldschein aus Bitterfeld, der lange Eisenbahnzüge voller Braunkohle abfahrbereit Richtung Westen zeigt. Angegeben ist sogar die Menge, die von April 1920 bis März 1921 nach Frankreich geliefert werden musste: 28,1 Millionen Tonnen. Hier ist die ganze Wut der Deutschen über den demütigenden Vertrag von Versailles zu erkennen.
Mervyn King, ehemaliger Gouverneur der Bank of England, findet das deutsche Notgeld jener Zeit faszinierend und geht der Frage nach, „warum wir die Menschen nicht ihre eigenen Banknoten produzieren lassen“. Schließlich vertrauten die Deutschen in der Krise nach dem Ersten Weltkrieg ihrem lokalen Geld mehr als der nationalen Währung. King zitiert Friedrich August von Hayek, der der Meinung war, „dass man jedermann erlauben solle, Geld zu drucken, also ganz auf das Währungsmonopol des Staates zu verzichten“.

Verlauf der Geldentwertung

Das Notgeld dokumentiert neben den Ängsten der Bevölkerung, die politischen und sozialen Spannungen der jungen Weimarer Republik. Bald begann die in Deutschland unter anderem durch eine Bankenkrise ausgelöste Hyperinflation. Es war die destruktivste und katastrophalste Inflation der Geschichte (MacGregor). Hintergrund war die Zahlung der Reparationen, die in der wirtschaftlichen Schwäche Deutschlands nicht geleistet werden konnten. Die Alliierten setzten im April 1921 die Summe von 132 Milliarden Goldmark für die Zahlungen fest. Der Industrielle Walther Rathenau wurde Minister für Wiederaufbau und war auch für die Reparationszahlungen zuständig. Rathenau schrieb:

„Die Mehrheit der Staatsmänner und Finanziers denkt nur papierbezogen. Sie sitzen in ihren Büros und starren auf die Papiere die vor ihnen liegen. Und auf diesen Papieren stehen Zahlen, die wiederum Papiere repräsentieren […]. Sie schreiben Nullen auf. […] Eine Milliarde kommt einem leicht über die Lippen und ist so leicht gesagt, aber niemand kann sich eine Milliarde vorstellen.“

Ihm war klar, dass die Reparationszahlungen das Ende der stabilen Reichsmark bedeuteten. Die Lage spitzte sich zu, als er im Juni 1922 ermordet wurde. Der Wechselkurs der Mark zum Dollar stürzte auf 300:1 ab, einen Monat später auf 500:1, dann, Ende Oktober 1922 zum Termin der zweiten Reparationszahlung, auf 4500:1. Die Reichsmark war damit zusammengebrochen. Im April 1923 begann dann der Höhepunkt der Hyperinflation die sich in immer neuen schnell gedruckten Geldscheinen mit astronomischen Zahlen offenbarte. Im November 1923 war der Dollar 4,21 Billionen Mark wert. Der gesamte Geldumlauf im deutschen Reich betrug 1921 120 Milliarden Mark, im November 1923 waren es 400,3 Trillionen. Die Stadtbevölkerung traf es hart, denn das Geld war wertlos, man konnte kaum etwas zum Essen dafür kaufen. Mervyn King erklärt, wie es dazu kommen konnte: „Das passiert, wenn sich die Regierung in einer Position befindet […], in der sie nur einen Weg sieht, ihre Schulden zu bezahlen: indem sie Geld druckt.“ Die Leute erwarten, dass immer mehr Geld gedruckt wird und die Inflation nicht zu stoppen ist. Durch immer schnellere Käufe, bevor das Geld noch wertloser wird, beschleunigt sich das Umlauftempo. Das führt zu einer rasanten Preissteigerung, worauf die Regierung wieder der Versuchung erliegt, mit neu gedrucktem Geld zu reagieren, ein Teufelskreis (Mervyn King).

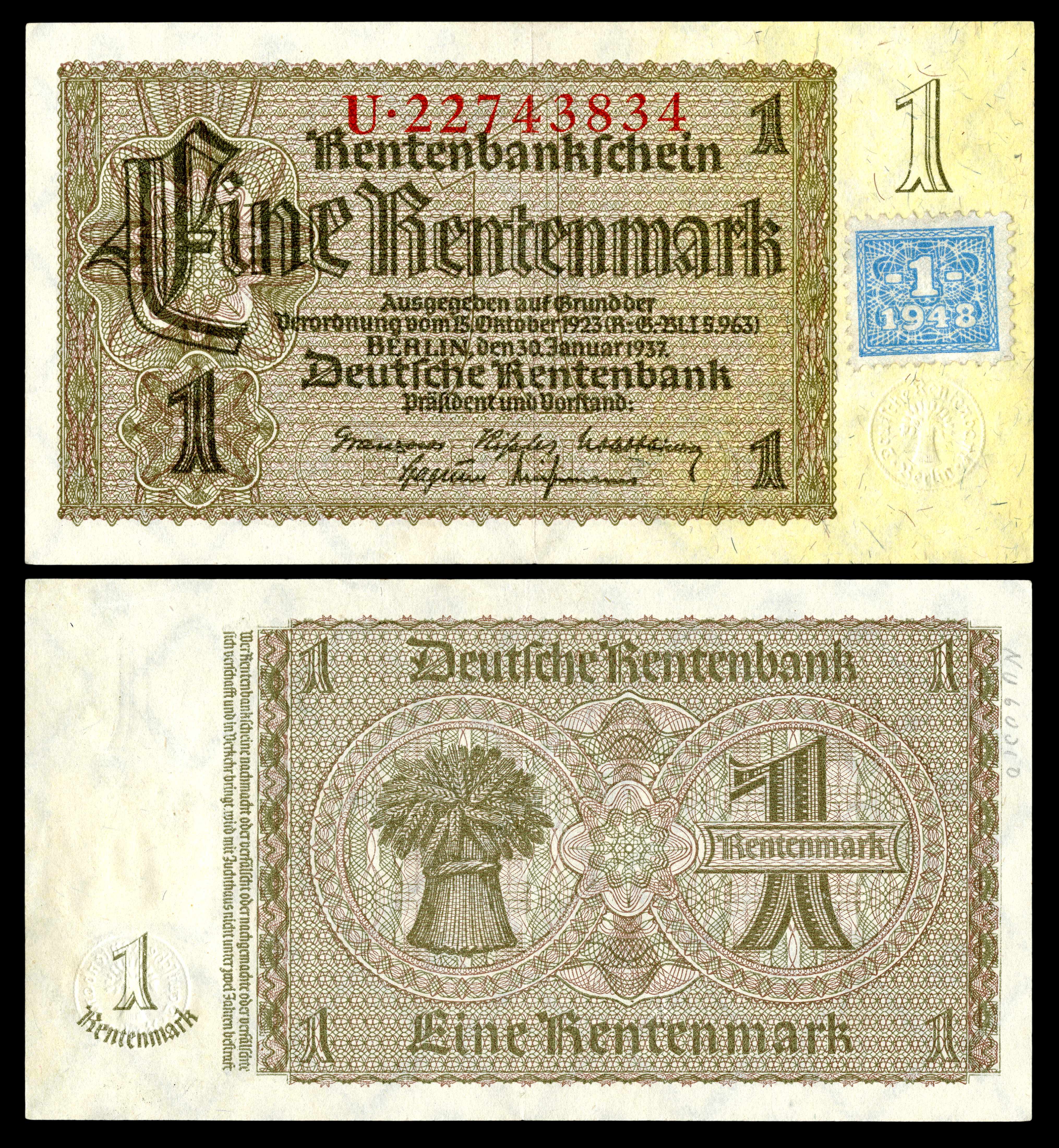
Rentenmark 1923

Doch Deutschlands Hyperinflation wurde noch übertroffen, MacGregor erwähnt die Krise in Simbabwe 2008/2009, in der sich die Preise täglich verdoppelten. Im Deutschland des Jahres 1923 taten sie dies „nur“ in dreieinhalb Tagen. Mit der Ernennung von Hjalmar Schacht zum „Reichswährungskommissar“ im November 1923 endete die Hyperinflation schlagartig, denn er führte eine neue Währung ein, die Rentenmark. Die Stabilität wurde durch Steuererhöhungen, Reduzierung der Staatsausgaben und Sanierung des Staatshaushalts ermöglicht. Mervyn King schreibt: „Was Schacht versprach, schuf Vertrauen. […] Und weil die Menschen nun glaubten, das Haushaltsdefizit könne beherrscht werden, waren sie auch wieder bereit, ihr Geld zu behalten.“ Die Wirtschaft erholte sich. Doch das Trauma, das die Hyperinflation von 1923 erzeugte, lebte lange fort, und führte zu der kontinuierlich stabilen Geldpolitik der deutschen Bundesbank und später der europäischen Zentralbank. Mervyn King merkt an, dass Stabilität die Parole für die deutsche Wirtschafts-, Finanz- und Geldpolitik sei, und fährt fort: „Und zu Recht ist den Deutschen sehr bewusst, dass man auf eigene Gefahr damit spielt.“ Doch nicht nur für die stabile bundesdeutsche Wirtschaftspolitik lieferte die Hyperinflation und die damit verbundenen Katastrophen die Vorlage, sondern auch den Nährboden für den Aufstieg der Nationalsozialisten und anderer rechten Parteien und Gruppen. Diese Kräfte gaben dem parlamentarischen System der Weimarer Republik die Schuld an der Niederlage im Krieg, indem sie die Dolchstoßlegende in die Welt setzten. Die katastrophale Wirtschaftslage in der Hyperinflation, die damit verbundenen Ängste und das Gefühl, schlecht behandelt zu werden, beschleunigten dann den Aufstieg rechter, rassistischer und antisemitischer Kräfte. Später wurden viele Anhänger der Republik, deren verhasste Regierungen als „Judenregierung“ bezeichnet wurde, gleichgültig, ob sie Juden oder Linke waren, angegriffen, zusammengeschlagen oder sogar ermordet, Walther Rathenau war Jude und wurde ermordet.

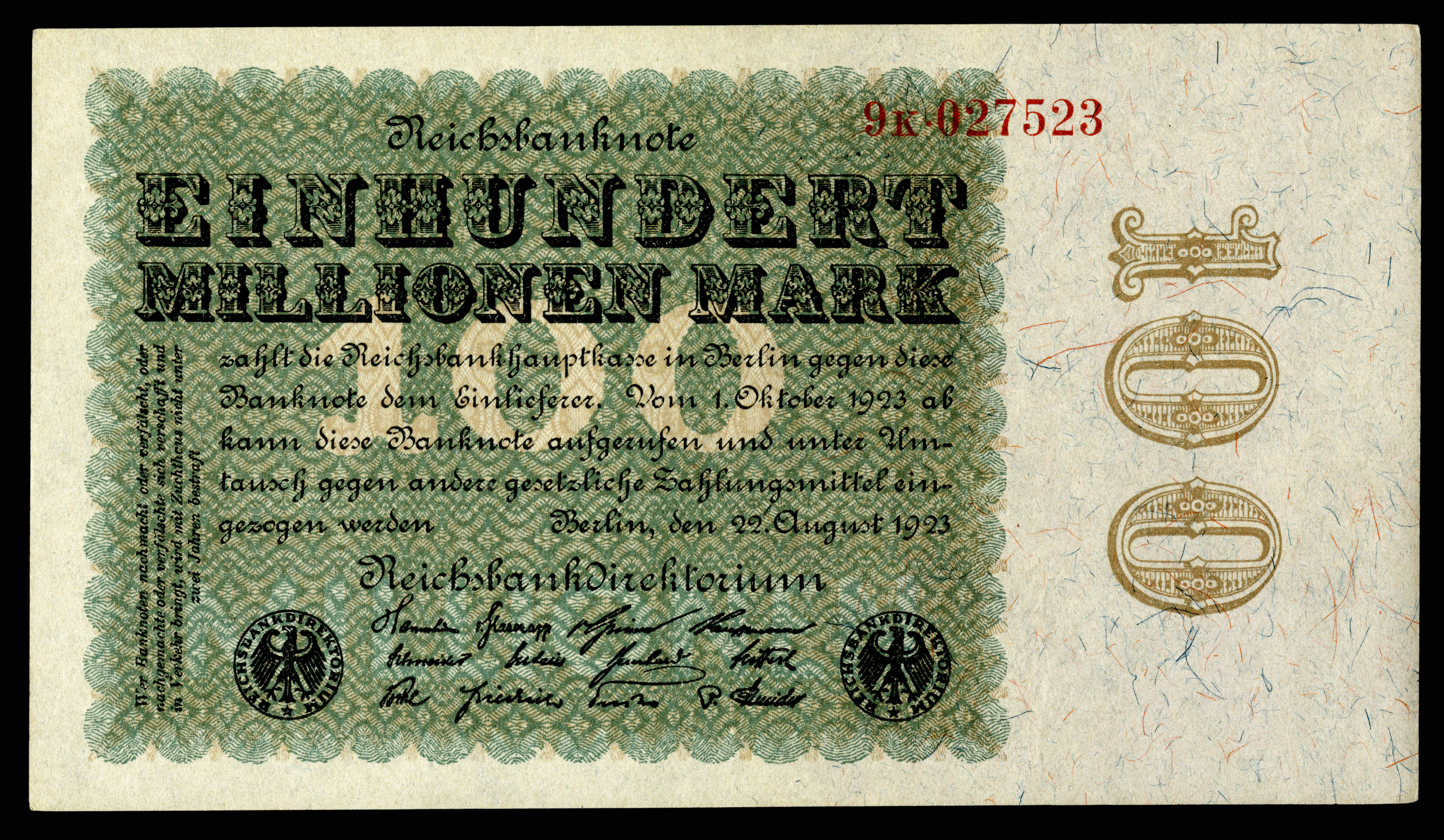
100 Millionen Mark

Die Einführung der Rentenmark hätte in der Lage sein können, die deutsche Republik zu stabilisieren, es gab zumindest eine Atempause. MacGregor zitiert einen englischen Diplomaten, der den gescheiterten Hitlerputsch von 1923 beobachtete, mit den Worten: „Hitlers größter Gegner ist die Rentenmark.“ Die alten wertlosen Geldscheine aus der Hyperinflationszeit verschwanden aber nicht so einfach, denn die Nationalsozialisten hoben die einseitig bedruckten 100-Millionen-Scheine auf und nutzten sie 1927 für den Wahlkampf. Auf der Rückseite wurde antisemitische Propaganda gedruckt und verteilt, die sich gegen jüdische Finanzmanager richtete. Darauf der Spruch: „Deutsche! Mit diesem Fetzen hat Euch der Jude um Euer ehrliches Geld betrogen. Gebt die Antwort: Wählt Völkisch-National!“. 1927 hatte sich die Wirtschaft erholt, und die Gefahr, dass rechtsextreme Kräfte gewinnen würden, schien nachgelassen zu haben. Doch die Anfang der 1930er Jahre beginnende Weltwirtschaftskrise („Große Depression“), verliehen diesem „verlogenen demagogischen Objekt, nur ein einfaches Stück Papier mit zwei simplen Botschaften, aber großer Macht“, eine neue Wucht, „zu stark, als dass die Rentenmark sie hätte aufheben können“.

### Ausmerzung der Entarteten

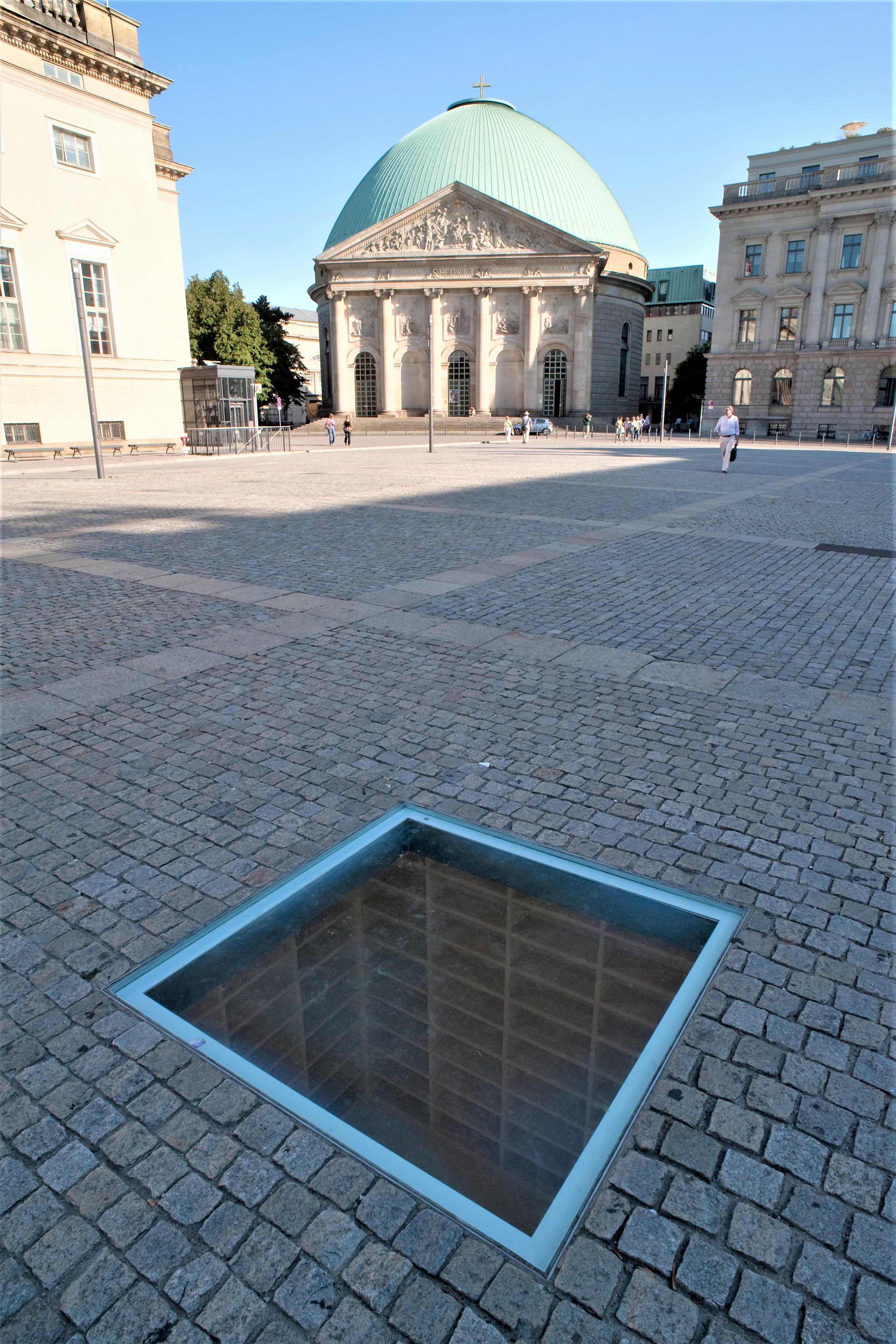
Denkmal zur Erinnerung an die Bücherverbrennung von Micha Ullman

- BBC-Podcast zum Abschnitt “Purging the Degenerate”[51]

Erich Kästner mischte sich unter die Zuschauer, die am 10. Mai 1933 zur Bücherverbrennung auf dem Berliner Opernplatz (heute Bebelplatz) gekommen waren. Auch seine Werke, wie Emil und die Detektive, wurden verbrannt. Die Aktion organisierten Studenten, die von Joseph Goebbels „aufgestachelt“ (MacGregor) worden waren. Auch in anderen deutschen Städten gab es solche Scheiterhaufen für Bücher, die das neue Regime für „undeutsch“ hielt. Heute erinnert daran an gleicher Stelle in Berlin eine Glasplatte im Straßenpflaster, die den Blick in einen unterirdischen Raum gewährt, der leere Bücherregale für etwa 20.000 Bände enthält. Verbrannt wurden unter anderem die Werke von Erich Maria Remarque, H. G. Wells, Bertolt Brecht, Karl Marx, Albert Einstein und Heinrich Heine. Neben dem Denkmal ist sein prophetischer Satz von 1821 zu lesen: „Dort wo man Bücher verbrennt, verbrennt man auch am Ende Menschen.“ MacGregor schreibt: „Die Bücherverbrennung war der beklemmende, unvergessene Auftakt einer Nazi-Kampagne zur Neudefinition dessen, was von nun an deutsch war und was nicht […]“, oder was „entartet“ war und was nicht.

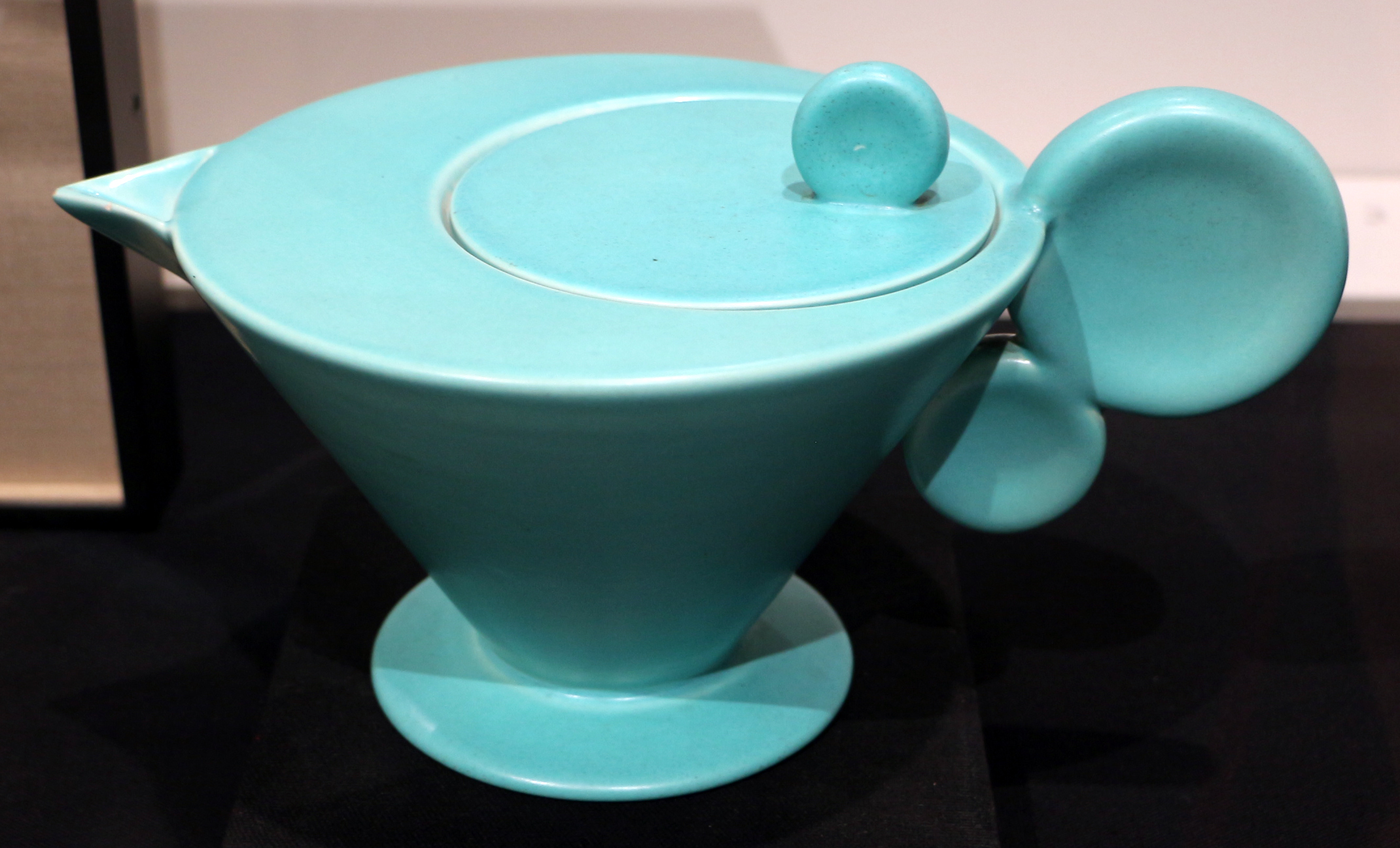
Kaffeekanne Margarete Marks 1930

Es blieb nicht bei den Büchern. Grete Marks (in erster Ehe: Grete Loebenstein) war eine erfolgreiche Keramikerin. MacGregor hält eine ihrer Vasen, die sich heute im British Museum befindet, in den Händen und empfindet dabei ein schönes Gefühl, sie zu ertasten und beschreibt sie: „Etwa 30 cm hoch, hat sie die Form zweier schwellenden Kalebassen, die aufeinander stehen und mit einem aufgesetzten gewundenen Griff verbunden werden.“ Das Objekt erinnert ihn an afrikanische Keramikformen, die Farbigkeit der grünen Glasur und die rotbraunen Tupfer sind aber orientalisch beeinflusst. Grete Loebenstein kannte alle Keramiktraditionen der Welt und war in der Lage, ihre Entwürfe (MacGregor: „einfach wie raffiniert“) für die Massenproduktion in einer Fabrik tauglich zu machen. Sie hatte sich 1920 am Bauhaus eingeschrieben und gründete 1923 in Marwitz bei Berlin eine eigene Werkstatt. Ihr Konzept, gutes Design zum kleinen Preis herzustellen, wurde ein großer Erfolg. Ende der 1920er Jahre waren in ihrem Betrieb über 100 Mitarbeiter beschäftigt, und als eine der führenden Produzenten exportierte sie in alle Welt. 1932 lobte eine Fachzeitschrift ihre Keramik mit den Worten: „[Die Werkstätten] entwerfen ihre Produkte so, dass man für sein Geld wirklich guten Geschmack erhält.“ 1934 war dieser „gute Geschmack“ auf einmal „politisch gefährlich“ (MacGregor) und wurde als „entartet“ diffamiert. Grete Loebenstein war jüdisch und musste unter dem Druck der Nazis ihren Betrieb an „Arier“ verkaufen. 1936 konnte sie Deutschland mit 500 ihrer Werke und Bildern im Gepäck Richtung England verlassen.
Die Nationalsozialisten wollten einen neuen Menschentyp schaffen, den arischen oder nordischen Typ. So wurden die Menschen und ihre Kunst in „Reines“ und „Unreines“ getrennt. Das war nicht einfach, denn viele der Nazigrößen entsprachen nicht gerade den von den Nazis favorisierten neuen Typ eines Menschen mit „strahlender, stolzer körperlichen Kraft“ (Adolf Hitler). Und in der Kunst konnte die sogenannte deutsche Tradition auch nicht ohne weiteres bestimmt werden, daher nahm man sich die Personen vor. Im Fall der Komponisten Felix Mendelssohn Bartholdy und Gustav Mahler war dies einfach, sie waren Juden. Martin Luther und Albrecht Dürer waren im Nazisinne unproblematisch deutsch. Goethe hingegen bereitete Probleme, denn er war ein Kosmopolit, an asiatischer Kultur interessiert und seine literarischen Helden waren zu empfindsam, zögerlich und nicht immer in der Lage mutig zu handeln. Adolf Hitler mochte den Faust, aber die anderen Werke Goethes wurden in der Nazizeit eher verschwiegen. Friedrich Schillers Helden waren hingegen tapfer und dadurch deutsch genug. Heine war ein eindeutiger Fall, er verschwand, allerdings war er auch der Schöpfer des berühmten Gedichtes und Liedes Loreley, das aufgrund seiner Beliebtheit nicht so einfach aus der deutschen Kulturgeschichte entfernt werden konnte. In dieser „schönen neuen NS-Welt“ (eine Anspielung MacGregors auf Aldous Huxley) war von nun an der Dichter der Loreley „unbekannt“. Die Nazikunstwächter nahmen für ihre Art von Schönheit die heroische antike Kunst zum Vorbild. Alle anderen Kunstrichtungen wie Kubismus, Abstraktion oder Expressionismus, besonders wenn Kunst womöglich afrikanische Einflüsse aufwies, galten als entartet und durften nicht gezeigt werden. Auch wenn irgendetwas in Kunstwerken mit „Bolschewismus“ oder „Judentum“ in Verbindung gebracht werden konnte, war es auch noch so konstruiert, war ein Verbot fällig.

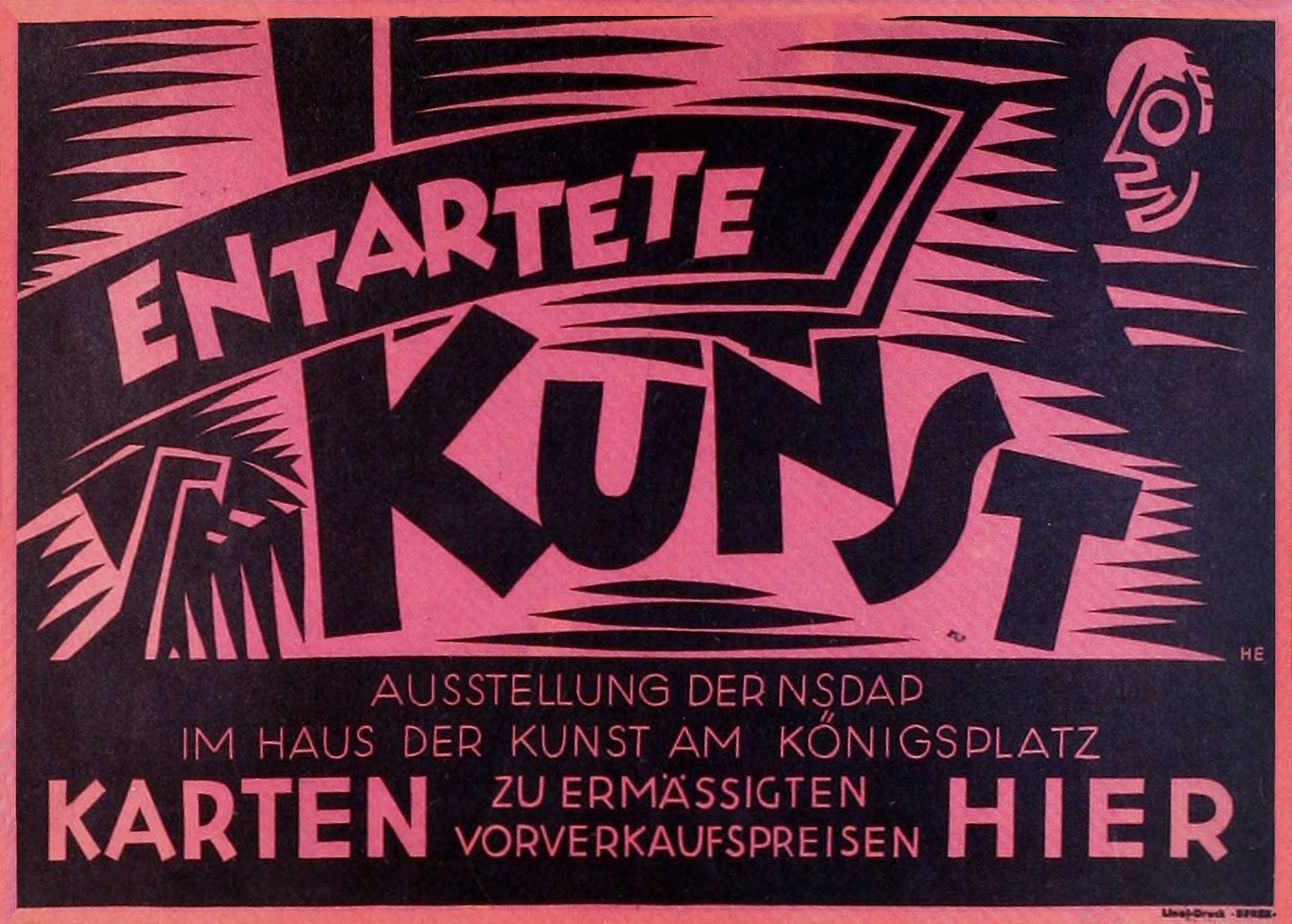
Ausstellung im Haus der Kunst

Auch die Vase von Grete Loebenstein im British Museum galt damit als undeutsch. Die Weltwirtschaftskrise Anfang der 1930er Jahre, ein Erstarken des Antisemitismus, die damit verbundenen Denunziationen und die „Hexenjagd gegen Entartung in der Kunst“ (MacGregor) führten dazu, dass Grete Loebenstein ihr Geschäft 1934 „zu einem Spottpreis“ verkaufen musste. Die „arischen“ neuen Eigentümer veranstalteten in den Werkstätten eine Ausstellung, die „Schreckenskammer“ genannt wurde und Loebensteins „entartete“ keramische Kunst zeigte. In der Nazipropagandazeitung Der Angriff von Joseph Goebbels, wurde ein Foto veröffentlicht, auf dem die Vase und andere Arbeiten von ihr zu sehen sind. Dazu der Text: „[Keramik, die] die schlichte bodenständige Schönheit verloren hat, die zur deutschen Landschaft und zum deutschen Volk gehört.“ Daneben wurden „nicht entartete“ Arbeiten von Hedwig Bollhagen gezeigt und die Frage gestellt: „Zwei Rassen fanden für den gleichen Zweck verschiedene Formen. Welche ist schöner?“ Die Antwort war zwar klar, aber die angeblich „gesunden“ deutschen Entwürfe von Bollhagen waren gar nicht von ihr, sondern auch von Grete Loebenstein.
Diese Farce um „entartete“ Keramik war aber nur ein Vorspiel zu dem, was dann drei Jahre später kam. In München entstand das „Haus der Kunst“, das dazu diente, „deutsche Kunst“ auszustellen. Das Haus wird auch heute noch für Ausstellungen genutzt. Chris Dercon war, bevor er zur Tate Modern wechselte, Direktor im Haus der Kunst und schreibt: „[…] es war eine Idee Hitlers, es sollte das Arische und die Ideale der deutschen Kultur zeigen. Es wurde im Juli 1937 mit der Großen Deutschen Kunstausstellung eröffnet. Einen Tag später begann die Propagandaausstellung Entartete Kunst, einige hundert Meter von Haus der deutschen Kunst entfernt, im Hofgarten. Sie wurde von sehr, sehr viel mehr Menschen besucht, als die große Ausstellung deutscher Kunst.“ Die Nationalsozialisten organisierten Gruppenbesuche und warben dafür, damit möglichst viele Deutsche diese „Perversionen der modernen Kunst sahen und entsprechenden Ekel entwickelten“ (MacGregor). „Gesunde“ deutsche Kunst schufen nicht Chagall, Max Ernst, Kirchner und Kandinsky, sondern Oskar Graf, Adolf Ziegler und Adolf Wissel. Deren Werke waren in der Parallelausstellung im Haus der Kunst zu sehen. Heute gelten diese Künstler als „historische Kuriositäten“. Hitlers Rede zur Eröffnung der beiden Ausstellungen enthielt den programmatischen Satz: „Wir werden von jetzt ab einen unerbittlichen Säuberungskrieg führen gegen die letzten Elemente unserer Kulturzersetzung.“ Am Ende dieser Säuberungen gab es etwa 21.000 Werke die als „entartet“ galten. 1938 wurde ein Gesetz zur Legalisierung des Diebstahls dieser Kunst aus öffentlichen Einrichtungen verabschiedet, was den NS-Größen den Vorteil brachte, moderne Kunst für sich privat beiseite zu schaffen. So suchte sich Hermann Göring einen van Gogh und einen Cézanne aus. Das meiste wurde als Devisenbringer ins Ausland verkauft, der Rest, etwa 4000 Werke, in Berlin verbrannt. Das ist ein Grund dafür, dass heute deutsche Museen nur wenige große Werke aus dem frühen 20. Jahrhundert besitzen. Der Ausstellungsführer zur „entarteten“ Kunst, ein dünnes Heft, ist in einer schrillen hetzenden Sprache verfasst, aus der schon klar wurde, welche Menschen später in den Konzentrationslagern eliminiert werden sollten. MacGregor: „Nur ein kurzer Schritt war es von den Kunstwerken zu den Menschen.“
Im Münchner Deutschen Museum begann, eröffnet von Joseph Goebbels, im November 1937 die Ausstellung mit dem Titel Der ewige Jude, in der die Juden in ihrem Glauben und ihrer Geschichte als „uralte Weltverschwörung“ dargestellt wurden. In dieser weltweiten Verschwörung hätten sich extremer Wucher und Bolschewismus verbunden. Das Plakat dazu zeigt einen riesenhaften Juden mit allen bekannten Darstellungsklischees, in der rechten Hand Goldmünzen in der linken eine Peitsche. Unter dem Arm klemmt, wie ein Puzzleteil, Russland mit aufgedrucktem Hammer-und-Sichel-Emblem. Die Beschriftung soll an hebräische Schrift erinnern. Die Ausstellung fand nicht in einem Kunstmuseum statt, sondern in einer Institution, die eigentlich der Wissenschaft verpflichtet ist. So sollte der Nazirassismus als wissenschaftlich erwiesen dargestellt werden.
Nicht alle fortan Verfolgten konnten Deutschland rechtzeitig verlassen, um wenigstens ihr Leben zu retten. Grete Loebenstein emigrierte nach England, heiratete erneut und hieß nun Grete Marks. Beruflich hatte sie keinen Erfolg mehr, sie wollte als Künstlerin anerkannt werden, doch das ist ihr in England nie gelungen, ihre Kunst wurde nie ausgestellt. Frances Marks, ihre Tochter, schreibt: „Wir lebten in einem großen viktorianischen Haus […] und ihre Keramik blieb in Kisten, die meterhoch gestapelt waren. Ich habe ihre Keramik erst nach ihrem Tod gesehen, da hat mein Vater einige Stücke ausgepackt.“ Ein Teil der Werke ging an das British Museum, darunter die Vase, „die Goebbels so hasste“ (MacGregor). Frances Marks berichtet über permanente Differenzen und Streit mit ihrer Mutter, und vermutet, dass es mit ihren Erlebnissen in Deutschland und der Flucht zusammenhing. Sie schreibt: „Am schmerzlichsten ist, dass ich nichts […] aus ihrer Vergangenheit weiß. Ich wagte nicht, daran zu rühren. Es war zu schmerzvoll für sie. […] Ich habe sie nie, niemals nach Deutschland gefragt. Es war tabu, eine verbotene Zone.“ Grete Marks hat überlebt, doch die Erinnerungen wurden nie angesprochen, die Verletzungen blieben und konnten „nicht gebannt“ werden (MacGregor). Auch in Deutschland sind die Erinnerungen an das, was der Nationalsozialismus mit Kunst und Kultur gemacht hat, bis heute vorhanden. Das führt dazu, dass im heutigen Deutschland, im Gegensatz zu anderen europäischen Staaten, viel vehementer und leidenschaftlicher gegen jegliche staatliche Zensur und Einschränkung der Kunstfreiheit gekämpft wird.

### Am Tor von Buchenwald

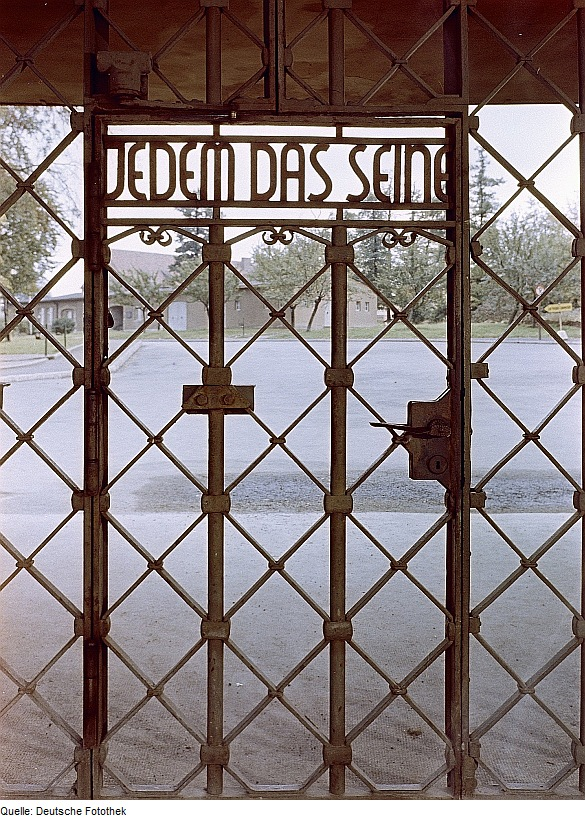
Spruch auf dem Tor

- BBC-Podcast zum Abschnitt “At the Buchenwald Gate”[61]

Etwa 10 Kilometer nordwestlich von Weimar liegt der Ettersberg, eine ruhige Landschaft mit sanften Hügeln und Wäldern. Dort ging Goethe gern spazieren, zumal in jener Gegend seine Geliebte Charlotte von Stein lebte. Heutige Touristen, die Weimar besuchen, machen oft einen Abstecher zum Ettersberg, aber nicht, um auf literarischen Spuren zu wandeln, sondern um das Konzentrationslager Buchenwald zu besichtigen. MacGregor:

„Ein Ort nationaler Scham und internationaler Betrachtung. Denn dort wurden die edelsten humanistischen Traditionen der deutschen Kultur […] zunichte gemacht.“

MacGregor betrachtet in diesem Kapitel seines Buches das Eingangstor dieses Lagers genauer, das zwar kein Vernichtungslager war, aber ein wichtiger Schritt für die von den Nationalsozialisten geplante Endlösung. Das Eingangstor von Buchenwald zeigt den bekannten Spruch „Jedem das Seine“. Wer von außen durch das Tor nach innen schaut, sieht ihn in Spiegelschrift. Die Gefangenen, die täglich morgens auf dem Appellplatz dahinter antreten mussten, bevor sie in die Rüstungsfabriken zur Zwangsarbeit marschierten, konnten ihn hingegen in normaler Form lesen. Der Spruch „Arbeit macht frei“, bekannt beispielsweise aus dem KZ Auschwitz, war für die Ankommenden bestimmt, aber „Jedem das Seine“ in Buchenwald für die Gefangenen. Zu denen gehörten die späteren Nobelpreisträger Elie Wiesel und Imre Kertész, die Kommunisten Ernst Thälmann und Jorge Semprún, zwei Premierminister Frankreichs: Léon Blum und Paul Reynaud, schließlich Bruno Bettelheim und Dietrich Bonhoeffer. MacGregor sieht in dem Spruch eine „besondere Art der Perversion und Brutalität, von geistigem Sadismus“. Eigentlich sind die Worte „Jedem das Seine“ eine Botschaft der idealen Gerechtigkeit. lateinisch Suum Cuique stammt aus dem Römischen Recht und fand Berücksichtigung im Rechtssystem vieler europäischen Staaten. Deutsche Universitäten waren im 19. Jahrhundert führend im Studium des Römischen Rechts.
1701 war Suum Cuique das Motto des Schwarzen Adlerordens, den Kurfürst Friedrich III. von Brandenburg kurz vor seiner Selbstkrönung als preußischen Ritterorden stiftete. Der Spruch erschien auch auf Münzen, um das ehrenhafte Verhalten der neuen Monarchie zu dokumentieren. Johann Sebastian Bach verwendet „Jedem das Seine“ in seiner Kantate für den 23. Sonntag nach Trinitatis Nur jedem das Seine (BWV 163). Diese drei Worte haben also eine sehr ehrenhafte Vergangenheit in der deutschen Kultur. MacGregor erwähnt, dass Bachs Kantate zum ersten Mal 1715 in der Weimarer Schlosskirche aufgeführt wurde, und stellt, angesichts des Spruches am Tor des KZ Buchenwald, die Frage, wie alle humanen deutschen Traditionen derart zusammenbrechen konnten. Die Gefangenen im Lager konnten darin nur Hohn sehen, der sie demütigen sollte. Ein interessantes Detail zum Tor von Buchenwald erwähnt die Historikerin Mary Fulbrook, Mitglied im Kuratorium der Stiftung Gedenkstätten Buchenwald und Mittelbau-Dora: „Die den Insassen zugewandte Seite, die man tatsächlich lesen konnte, wurde alljährlich neu gestrichen. Acht Mal in acht Jahren, um sicherzugehen, dass es auch von allen Gefangenen gesehen wurde; die Außenseite dagegen […] wurde nur einmal gestrichen, als das Tor angebracht wurde.“ Daran ist erkennbar, dass die SS großen Wert darauf legte, dass die Gefangenen die roten Buchstaben immer erkennen konnten, das war einmalig in deutschen Konzentrationslagern. Buchenwald war nicht das erste, und auch nicht das „schlimmste“ KZ (MacGregor), aber hierher kamen alle Kategorien der von den Nazis Verfolgen. „Jedem das Seine“ bedeutete hier „Sklavenarbeit, Folter, Mord und unsägliche medizinische Experimente“ (MacGregor).
Zu den ersten Häftlingen im Lager gehörte Franz Ehrlich, ein Kommunist und ehemaliger Student am Bauhaus. 1934 wurde er wegen Hochverrat und Verschwörung verhaftet und nach Buchenwald gebracht. 1935 erteilte ihm die SS den Befehl, die Inschrift „Jedem das Seine“ zu entwerfen. Ehrlich nahm als Vorbild eine charakteristische Bauhausschrift, ähnlich der, die er auf dem Plakat zur Bauhausausstellung von 1929 in Basel genommen hatte. MacGregor findet den Schriftzug ästhetisch und mutmaßt: „Er liebte sein Handwerk, und vielleicht deshalb wollte er selbst unter diesen Umständen etwas schaffen, auf das er stolz sein konnte; vielleicht war es auch ein Akt subtilen Widerstands“, wenn er ausgerechnet eine Bauhausschrift verwandte. Der SS schien es nicht aufgefallen zu sein, dass diese Schrift zur „entarteten“ Kunst gehörte. Doch die Gefangenen dürften es verstanden haben. Mary Fulbrook schreibt: „In gewisser Weise brachte Ehrlich [damit] zum Ausdruck: Es gibt ein anderes Deutschland, […]. Wir werden durchhalten. Unser Geist lebt trotz alledem.“ So könnte dieses künstlerisch gestaltete Tor durchaus eine subversive Intention haben. Fulbrook beschreibt die Inschriften an den Toren anderer Konzentrationslager hingegen als teilweise schlecht gemacht. Den Gefangenen half das alles nicht, manche sahen in dem Spruch das genaue Gegenteil. 1943 schrieb der Häftling Karl Schnog ein Gedicht mit dem Titel Jeden das Seine: „Wenn es soweit ist, werdet ihr auch kriegen, was euch gebührt, eines Tages werden wir frei sein, und dann ist das Recht auf unserer Seite, und wir werden Rache nehmen an euch, der SS.“

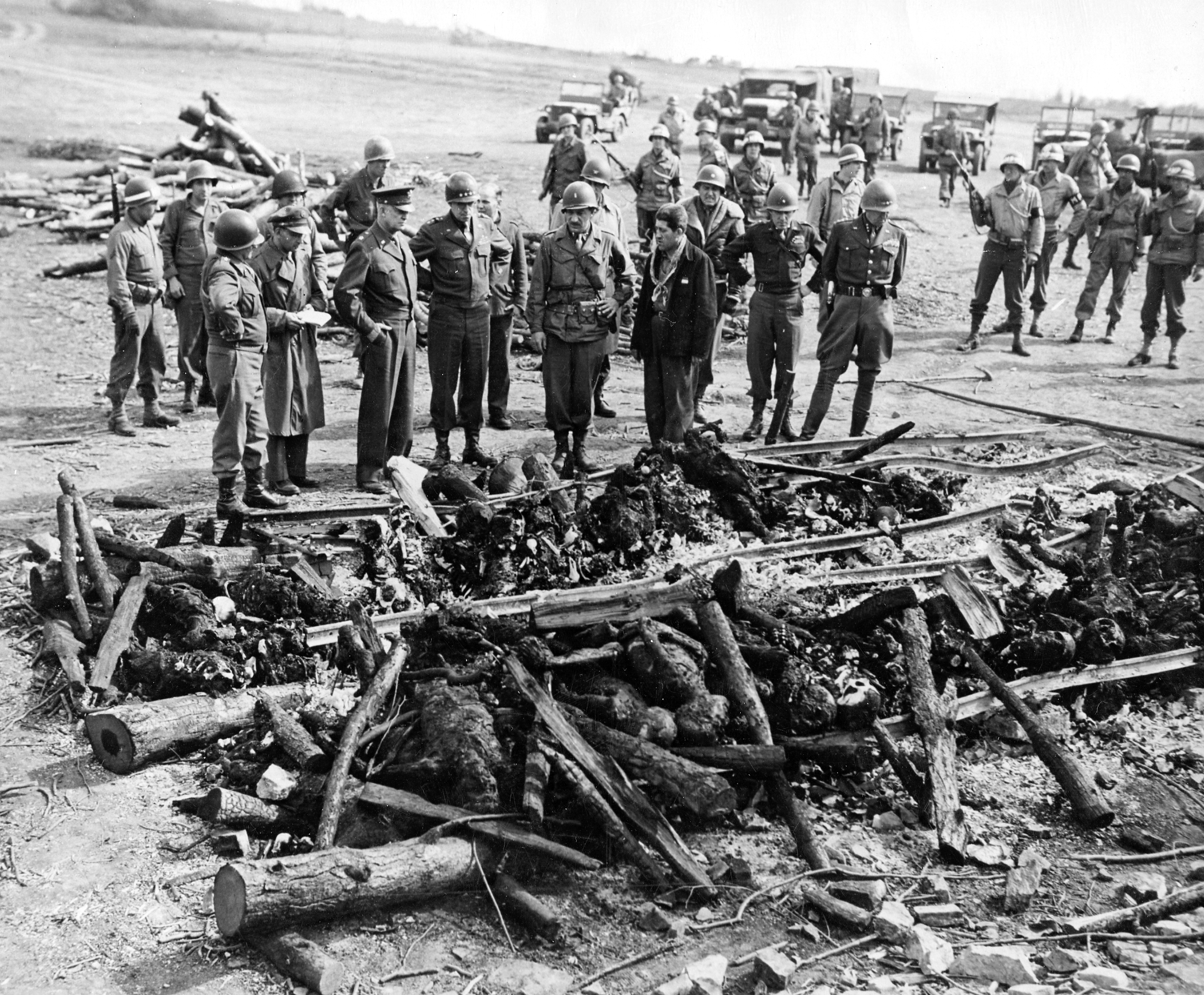
Eisenhower in Ohrdruf

Buchenwald wurde im April 1945 von den Amerikanern befreit. Über 1000 deutsche Einwohner aus Weimar mussten sich auf dem Ettersberg anschauen, was im Namen ihres Volkes dort passiert ist. Sie sahen aufgestapelte Leichen und ausgemergelte Überlebende. General Dwight D. Eisenhower besichtigte das Nebenlager Ohrdruf und schrieb:

„Die Dinge, die ich sah, spotten jeder Beschreibung. Die sichtbaren Beweise und die Zeugenaussagen über Hunger, Grausamkeit und Bestialität waren überwältigend. Ich habe diesen Besuch in der Absicht unternommen, um als Augenzeuge dienen zu können, wenn es den Versuch geben sollte, diese Dinge als Propaganda abzutun.“

Doch mit der Befreiung war das Leiden in Buchenwald noch nicht zu Ende, ab August 1945 nutzten es die Russen. 1948 wurde es dann Bestandteil ihres Gulagsystems. Ein Viertel der 28.000 Gefangenen, sie galten als Gegner des Stalinismus, starben dort und wurden im Massengräbern in der Nähe begraben. Viele Verhaftungen erfolgten willkürlich, auch für diese Opfer ist Buchenwald heute ein Mahnmal. MacGregor fragt angesichts der „Komplexität des Geschehens in Buchenwald“, welche Arten von Erinnerungen in den westlichen Besatzungszonen und in der sowjetischen Zone gepflegt oder zugelassen wurden. In der DDR zur Zeit des Kalten Krieges wurden in der Schule Aufsätze über die Befreiung des Lagers nach dem „offiziellen Narrativ“ geschrieben. Danach erfolgte die Befreiung des Lagers nicht durch die Amerikaner, sondern die Kommunisten unter den Häftlingen hätten sich nach der offiziellen DDR-Version zwei Tage bevor die Amerikaner anrückten, selbst befreit. Die Amerikaner seien demnach erstaunt gewesen, das Lager in der Hand der Gefangenen vorgefunden zu haben. „US-imperialistische“ Truppen kamen im DDR-System als Befreier von Kommunisten nun mal nicht in Frage.
Im Gegenzug war es in Westdeutschland ebenso schwer, Kommunisten als Widerstandskämpfer gegen das NS-Regime zu akzeptieren, schließlich war die KPD dort verboten. Häftlinge aus Buchenwald, die im Westen weiter als Kommunisten aktiv waren, wurden sogar zu Haftstrafen verurteilt (Angaben von Daniel Gaede, einem Führer durch das Lager Buchenwald). Während dieses und die anderen Lager auf DDR-Gebiet bereits in den 1950er Jahren zu Mahnmalen gemacht wurden, verwendeten die Behörden in der BRD das Lager Dachau bei München weiter für Flüchtlinge aus den ehemals deutschen Ostgebieten; sie lebten in den Holzbaracken wie KZ-Häftlinge (MacGregor). In Westdeutschland dauerte es im Gegensatz zur DDR lange, bis die NS-Vergangenheit und deren Opfer anerkannt wurden. Dass es in der DDR schneller ging, hat mit Ernst Thälmann, dem Vorsitzenden der KPD zu tun, der in dem Lager ermordet worden war und als Märtyrer galt. Im Kampf gegen den Faschismus waren für die Regierung Gedenkstätten wichtig, in denen Kommunisten eine wichtige Rolle gespielt hatten, wie Buchenwald, denn ihr war bewusst, dass sie nicht über 17 Millionen „Antifaschisten“ regierte. Man wollte zeigen, dass es mit ihnen eine bessere Welt geben wird. Im Westen hieß es, dass der Osten die Geschichte missbrauchen würde, und es sollte alles vergessen werden, denn viele Karrieren in leitenden Positionen aus der Nazizeit setzten sich nach dem Krieg in der BRD bruchlos fort.
MacGregor kommt am Ende dieses Kapitels auf die Inschrift „Jedem das Seine“ von Franz Ehrlich, dem Bauhausschüler und Kommunisten, zurück. Ehrlich wurde 1939 aus dem Lager entlassen. Hing es mit einer Amnestie zu Hitlers 50. Geburtstag zusammen? Er arbeitete dann weiter als Architekt. MacGregor fragt, welche Kompromisse ein Mensch eingehen musste, um dies zu ermöglichen. Nach dem Krieg arbeitete er in der DDR, und 1990, als die Stasi-Archive öffentlich zugänglich wurden, stellte sich heraus, dass er ein Informant, ein Spitzel, war. „Seine Lebensgeschichte zeigt, mit welchen unauflöslichen Widersprüchen sich jeder Erwachsene in Deutschland in jener Zeit auseinandersetzen musste“ (MacGregor). Vom Lager Buchenwald existiert nur noch der Torbau, dahinter erstreckt sich ein leerer Platz, nur ein Gelände der Erinnerung. Doch nicht nur die Erinnerung soll hier wach gehalten werden, sie soll auch erforscht und es soll auch erfasst werden, welche Bedeutung sie für die Welt besitzt. Für MacGregor bleibt die Frage bestehen, wie das alles geschehen konnte, warum die „großen humanisierenden Traditionen der deutschen Geschichte – Dürer, Lutherbibel, Bach, die Aufklärung, Goethes Faust, das Bauhaus und sehr, sehr viel mehr – nicht diesen totalen moralischen Zusammenbruch verhindern konnten, der zu millionenfachen Morden führte und in eine nationale Katastrophe“. Damit müssen sich die Deutschen weiterhin auseinandersetzten. Vor allem sollte man sich fragen, was wir getan hätten.

## Sechster Teil: Mit Geschichte leben

### Vertriebene Deutsche

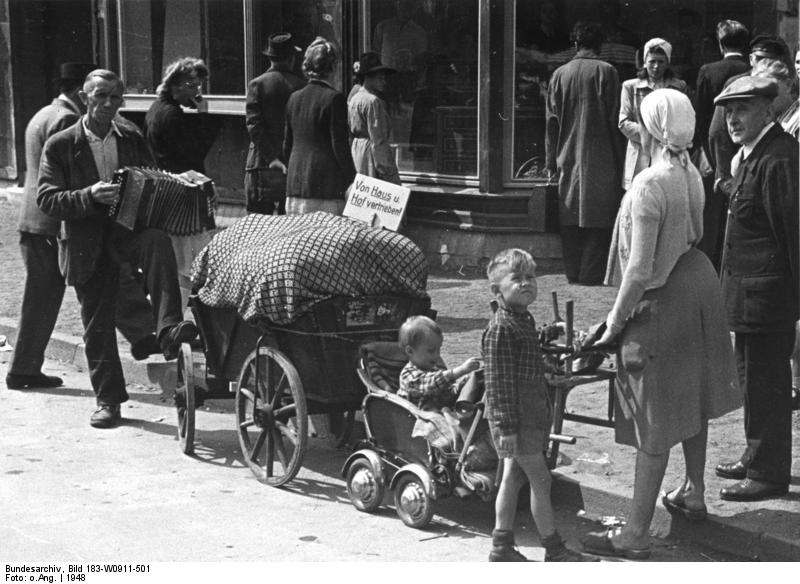
Heimatvertriebene

- BBC-Podcast zum Abschnitt “The Germans Expelled”[63]

Im Deutschen Historischen Museum in Berlin erinnert ein kleiner Leiterwagen, den Flüchtlinge aus den Ostgebieten im Winter 1945 hinter sich hergezogen haben, an Flucht und Vertreibung in den Jahren 1945 bis 1950. In jener Zeit gab es die bis dahin größte Flüchtlingskatastrophe der Welt. Sie war größer als alles, was an Umsiedlungen und Säuberungen in der stalinistischen Sowjetunion jemals geschehen ist. MacGregor vergleicht diese Flüchtlingskrise mit der Teilung Indiens und Pakistans 1947. In Europa flohen zwischen 12 und 14 Millionen Deutsche vor der nun vorrückenden Sowjetarmee, oder wurden später vertrieben. In endlosen Trecks zogen die Menschen ab Januar 1945 unzählige dieser kleinen Handwagen, beladen mit dem Nötigsten, wie Kleidung, Bettzeug und Nahrungsmittel, ohne ein festes Ziel zu haben, durch tiefen Schnee in Richtung Westen. Es waren in der Regel Frauen und Kinder, deren Väter an der Front für den „Endsieg“ kämpften oder gefallen waren.
Diese kleinen hölzernen Handwagen haben sich über die Jahrhunderte kaum verändert. Sie wurden benutzt, um die Früchte der Gärten und Felder in die Scheunen zu schaffen, mit ihnen wurden Kartoffeln und Rüben zum Markt gekarrt, doch nun mussten sie die wenigen Habseligkeiten, die die Menschen vor der heranrückenden Roten Armee gerade noch mitnehmen konnten, über hunderte Kilometer transportieren. MacGregor erwähnt, dass vor Januar 1945 in Ostpreußen und Pommern eine Flucht Richtung Westen streng verboten war. Wer also mit einem solchen beladenen Handwagen von Bewaffneten entdeckt wurde, konnte standrechtlich erschossen werden. Zu fliehen war Kapitulation und Defätismus. Als die Rote Armee aber unaufhörlich vorrückte, gab es kein Halten mehr, die Menschen wussten, was ihnen bevorstand: Plünderung, Vergewaltigung und Mord, die Rache dafür, was die deutsche Wehrmacht und die SS in der Sowjetunion angerichtet hatten. Überstürzt musste die deutsche Zivilbevölkerung aufbrechen. Alles was nicht lebensnotwendig war, musste zurückgelassen werden. Die Straßen waren in jenem Winter tief verschneit, es ging nur langsam voran. Manchmal überholten Verbände der Sowjetarmee mit ihren Panzern diese kilometerlangen Trecks, überrollten sie einfach, oder Tiefflieger griffen an. Doch dies war nur der Anfang einer gigantischen „Bevölkerungsverschiebung“.
Im Potsdamer Schloss Cecilienhof tagte im Sommer 1945 die Potsdamer Konferenz, auf der Deutschland unter den Hauptsiegermächten aufgeteilt wurde. Polen wurde bis zur Oder-Neiße-Linie nach Westen „verschoben“, die Tschechoslowakei erhielt das Sudetenland zurück, Königsberg und das nördliche Ostpreußen kam an die Sowjetunion. Deutschsprachige Bewohner wurden als Feinde betrachtet, gehasst und verfolgt. Um eine „Explosion ethnischer Mordtaten“ (MacGregor) zu verhindern, beschlossen die Teilnehmer der Potsdamer Konferenz, die Menschen, auch gegen ihren Willen, aus den nun nicht mehr deutschen Gebieten zu entfernen. Wörtlich heißt es in „blassen Worten“ (MacGregor):

„Die drei Regierungen haben die Frage unter allen Gesichtspunkten beraten und erkennen an, daß die Überführung der deutschen Bevölkerung oder Bestandteile derselben, die in Polen, Tschechoslowakei und Ungarn zurückgeblieben sind, nach Deutschland durchgeführt werden muß. Sie stimmen darin überein, daß jede derartige Überführung […] in ordnungsgemäßer und humaner Weise erfolgen soll.“

Winston Churchill war der Meinung, dass die Probleme damit zufriedenstellend und dauerhaft gelöst werden konnte, denn es werde kein problematisches „Bevölkerungsgemisch“ mehr geben.
In der Praxis lief das nicht so sauber ab. Die Vertreibung hat geschätzt etwa zwei Millionen Tote gefordert. Es gab kaum Pferdewagen oder Lastwagen, die Deutschen in den nun polnischen oder tschechischen Gebieten konnten also nur so viel von ihrer Habe mitnehmen, wie auf einen Handwagen passte. Die Menschen wurden oft gewaltsam in Gebiete eingewiesen, die sie nicht einmal kannten, nie gesehen hatten. Die Orte lagen meist in Trümmern und waren nicht einmal in der Lage, ihre eigenen zurückkehrenden Bewohner aufzunehmen. Wie sollten dann erst die Flüchtlinge und Vertriebenen aus dem Osten und Südosten des Reiches untergebracht werden? Zumal sie ein fremd klingendes Deutsch sprachen. Der für das Deutsche Historische Museum arbeitende Historiker Andreas Kossert schreibt:

„Der Handwagen ist typisch für die Phase der Vertreibungen. […] 14 Millionen Deutsche wurden vertrieben und verloren ihre Heimat, und das bedeutete, dass am Ende des Krieges ein Viertel aller überlebenden Deutschen Opfer der Vertreibung wurden. […]. Die meisten dieser Handwagen wurden auch nach dem Krieg weiter benutzt. […], ein Beförderungsmittel, das viele, viele Jahre in Gebrauch blieb und oft Jahrzehnte zum Besitz der Familie gehörte.“

Natürlich waren diese Einwanderer nicht willkommen, auch wenn sie Deutsche waren. Sie hatten eigene Sitten und Gebräuche, sprachen einen fremden Dialekt und konkurrierten mit den Einheimischen um die knappen lebensnotwendigen Dinge. Aber es gab noch etwas, das die Lage verschärfte und zu ernsten Konflikten führte, denn die Neuankömmlinge erinnerten die Westdeutschen daran, dass man den Krieg gemeinsam verloren hatte. Andreas Kossert:

„Die Westdeutschen wollten so rasch wie möglich vergessen, dass sie für den Krieg mitverantwortlich waren. Die Flüchtlinge […] blieben [aber] endgültig und sie stellten unwillkommene Fragen: Warum sind wir es, die vertrieben wurden, während ihr noch immer auf euren Höfen sitzt und in dem sozialen Umfeld lebt, an das ihr gewohnt seid? Warum eigentlich haben wir – und nicht ihr – die Rechnung für Hitler zu bezahlen?“

Lange glaubte man an eine Rückkehr in die Heimat, es entstand der Bund der Vertriebenen, der massiv die westdeutsche Regierung drängte, die Rückgabe von Land und Eigentum besonders von Polen und der Tschechoslowakei zu fordern. Die Vertriebenenverbände verbreiteten Parolen wie „Wroclaw ist Breslau und Breslau ist deutsch“, was die Beziehungen zu den beiden Ländern stark „vergällte“ (MacGregor). Bundeskanzler Willy Brandt versuchte 1970 das gestörte Verhältnis zu verbessern, indem er die Oder-Neiße-Grenze anerkannte und versicherte, dass die Bundesrepublik keine Gebietsansprüche an Polen mehr erheben würde. Das führte zu den Ostverträgen, die MacGregor als große diplomatische Leistung würdigt. Endgültig besiegelt wurde dies aber erst mit der deutschen Einigung 1990.
Die Generation der Menschen, die den kleinen Handwagen, der heute im Deutschen Historischen Museum ausgestellt ist, in den Westen gezogen hat, stirbt langsam aus. Die Vertriebenenverbände fördern nun deutsche Volkskultur aus Sudeten, Schlesien und Pommern. Die Oder-Neiße-Grenze ist nun eine ganz normale friedliche Grenze in der Europäischen Union. MacGregor kommt auf die anfangs in seinem Buch gestellte Frage zurück: „Wo liegt Deutschland?“ und mutmaßt, dass die Potsdamer Konferenz sie gelöst haben könnte. Er fährt fort, dass im 19. Jahrhundert die Antwort in dem Lied Was ist des Deutschen Vaterland von Ernst Moritz Arndt liegen würde: „So weit die deutsche Zunge klingt…das soll es sein!“ Das wollte auch Bayerns König Ludwig mit seiner Walhalla. Doch der Nationalismus des 20. Jahrhunderts konnte damit nicht friedlich umgehen. Nun war es umgekehrt, Deutschlands Grenzen sollten nicht mehr fließend sein. Für Osteuropa galt nun, dass Deutsch sprechende Menschen nur noch innerhalb der von den Siegermächten festgelegten Grenzen leben durften. Die Geschichtswissenschaft in Deutschland hat sich langsam verändert. Viele Jahre wurden Opfer des Bombenkrieges, Flüchtlinge und Vertriebene wenig beachtet, sie waren selten Gegenstand der Forschung. MacGregor fragt, ob das damit zu tun habe, dass „die Deutschen diese Ereignisse als Strafe für böse Taten betrachteten“, und lässt Andreas Kossert zu Wort kommen:

„[…] erst allmählich [werden Flucht und Vertreibung] hierzulande zum Topos der kollektiven Erinnerung, denn bis vor kurzem wurden solche Fragen mit Positionen der revanchistischen Rechten assoziiert. […] Hier am Deutschen Historischen Museum haben wir nur den Leiterwagen, um die Geschichte von bis zu 14 Millionen Deutschen zu erzählen. […], wir müssen uns noch viel mehr mit der Frage beschäftigen, was dies für die kollektive Erinnerung der Deutschen bedeutet.“

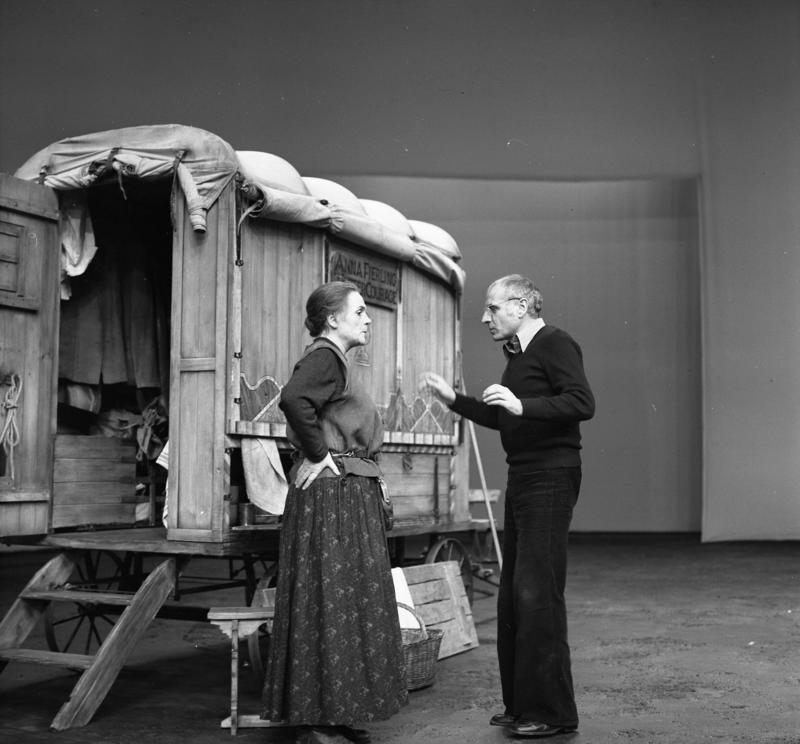
Gisela May als Mutter Courage und Manfred Wekwerth bei einer Probe im Berliner Ensemble 1978

Allerdings gibt es einen weiteren Leiterwagen, der von Hand gezogen werden konnte, nicht weit von dem Museum entfernt. Im Deutschen Theater befindet sich ein Modell für das Bühnenbild der ersten Aufführung von Mutter Courage und ihre Kinder von Bertolt Brecht im Jahr 1949. Brecht schrieb dieses Theaterstück 1939 im Stockholmer Exil als Antwort auf den Ausbruch des Zweiten Weltkriegs mit dem deutschen Überfall auf Polen. Die Handlung von Mutter Courage spielt zwar im Dreißigjährigen Krieg, der aber bis heute die „nationale Imagination heimsucht“ (MacGregor). Brecht wollte mit dem Stück gegen alle Kriege schreiben; und er nahm den Dreißigjährigen Krieg, weil es für ihn so aussah, dass bereits vor 300 Jahren die Gefahr bestand, dass nichts mehr von Deutschland übrig bleiben würde. Die Figur der Mutter Courage ist eine archetypische Marketenderin, die den Truppen hinterherzieht und den Soldaten brauchbare Dinge verkauft, sie ist also eine Kriegsgewinnlerin. Im Zentrum steht ihr Leiterwagen, den sie, manchmal unter großer Anstrengung, hinter sich her zieht. Der Wagen überlebt alle Kämpfe, doch ihre Kinder kommen im Krieg um. Am Ende sieht die vom Krieg verhärtete, „entmenschlichte“ Frau den Tod ihrer Kinder nur noch als zwar bedauerliche, aber unvermeidliche „Geschäftskosten“.
Als das Stück 1949 in Berlin uraufgeführt wurde, sah Brecht, dass seine Intention, die Courage als bewusste Teilnehmerin am Geschäft mit dem Krieg darzustellen und sie somit nicht besser war als Plünderer und Kriegshetzer, vom Publikum nicht angenommen wurde. Das Publikum hat bis heute Mitleid mit der Mutter Courage, die scheiterte und auch litt. Zu den Schauspielerinnen, die die Rolle oft verkörpert haben, gehört natürlich Helene Weigel. Aber jüngere Darstellerinnen können heute ebenso eindrucksvoll wie die Weigel die Courage spielen. Fiona Shaw gehört zu ihnen, sie schreibt:

„Brecht will das klassische Verständnis einer Heldin als einer Figur erschüttern, deren moralischem Kompass wir eigentlich folgen wollen. […] Mutter Courage wird sehr reich, und in gewisser Weise gefällt es uns, dass sie das schafft; doch die Mittel, die sie einsetzt, sind fürchterlich. [Am Ende des Stückes] findet sie ihre Tochter Kattrin [ihr letztes Kind] erschossen am Wagen. […] sie bleibt allein zurück und könnte verzweifeln – dann vielleicht hätten wir Mitleid mit ihr. Doch hat sie kein Mitleid mit sich selbst, sie spannt sich vor ihren Wagen und zieht mit den Soldaten weiter.“

Fiona Shaw sieht in diesem sinnlosen Tun existenzielle Elemente in dem Stück. Es gibt weder Zukunft, Gott noch Emotionen. Es fällt ihr schwer zu glauben, dass Brecht für seine Figur kein Mitgefühl hatte. MacGregor sieht darin ebenfalls ein existenzielles Dilemma, das er auch bei den Flüchtlingen und Vertriebenen des Zweiten Weltkriegs sieht. Doch die hatten eine einfache Antwort: Den Wiederaufbau Deutschlands mit ihren technischen Fähigkeiten und ihrer Arbeitskraft, wie im Wolfsburger VW-Werk, dem Symbol für das westdeutsche Wirtschaftswunder, in dem viele Zuwanderer aus dem Osten beschäftigt waren.
Mit der „mörderischen Gewalt“ (MacGregor) der Deutschen in den eroberten Gebieten Osteuropas beschäftigten sich auch Literatur und Kunst. Als Beispiel nennt der Autor die Illustrationen zu Paul Celans Todesfuge (Bekannter Vers daraus: „Der Tod ist ein Meister aus Deutschland“) von Anselm Kiefer. Doch eine ausgewogene Erinnerung an Flucht und Vertreibung war in Deutschland erst nach der deutschen Vereinigung und der Anerkennung der Ostgrenze möglich. Das führte zu einer neuen deutschen Außenpolitik, die Andreas Kossert beschreibt, indem er die Jugoslawienkriege der 1990er Jahre als Wendepunkt dieser Politik betrachtet. Diese Kriege brachten nach seiner Meinung „die Deutschen dazu, ihre eigene Geschichte genauer zu betrachten“. Im Fernsehen konnten sie jeden Abend die Vertreibung der Bevölkerung auf dem Balkan live beobachten. Da wurde den Politikern erst aus der eigenen Geschichte richtig klar, dass ethnische Säuberungen niemals gerechtfertigt sind.

### Wiederbeginn
- BBC-Podcast zum Abschnitt “Out of the Rubble”[66]

Dieses Kapitel behandelt den Wiederaufbau Deutschlands, der ohne die Trümmerfrauen nie möglich gewesen wäre. Das Ausmaß der Zerstörungen und des Leids in Deutschland durch den Zweiten Weltkrieg ist nach MacGregor nur zu vergleichen mit den Zerstörungen nach dem Dreißigjährigen Krieg 1648. 1945 sah es so aus, als wenn das Wirtschaftsleben in Deutschland um Jahrhunderte zurückgeworfen wäre, doch innerhalb der kurzen Zeit einer Generation war Westdeutschland schon wieder aufgebaut und die Wirtschaft zur viertgrößten der Welt gewachsen. Wirtschaftswunder war eins der ersten international positiv besetzten Wörter der deutschen Sprache. Doch zunächst herrschte Chaos. Zuallererst mussten die Trümmer weggeräumt werden, Straßen freigelegt, Häuser provisorisch instand gesetzt und Versorgungseinrichtungen repariert werden. Viele Männer waren im Krieg gefallen, verwundet, traumatisiert und unfähig zur Arbeit. Daher mussten die Frauen die Arbeit übernehmen. MacGregor beschreibt eine Skulptur des Bildhauers Max Lachnit im Deutschen Historischen Museum. Es ist die etwas mehr als lebensgroße Mosaikbüste einer Dresdner Trümmerfrau, mit Kopftuch und einem fast teilnahmslosen abwesenden Blick. Hergestellt ist sie aus polierten Stückchen Bauschutt, den nach 1945 Millionen Trümmerfrauen in den zerstörten deutschen Städten wegräumen mussten. MacGregor schreibt: „Die emotionale und physische Kraft dieser Trümmerfrauen hat das Land wieder auf die Beine gebracht.“ Ohne diese Frauen „wäre das Leben in Deutschland unerträglich gewesen“.
Der Wiederaufbau war sowohl eine körperliche als auch eine seelische Aufgabe. Doch über die Zerstörungen wurde im Deutschland der Nachkriegszeit nie geredet, obwohl sich viele Deutsche als Opfer fühlten. MacGregor: „vielleicht aus Scham darüber, was in ihrem Namen geschehen war.“ W. G. Sebald schreibt in seinem Essay Luftkrieg und Literatur, dass die Zerstörung Deutschlands in der Nachkriegsliteratur kaum Thema ist und erklärt sich das mit einer „gewollten Amnesie“, nach der die Deutschen die Zerstörung ihrer Städte als gerechte Strafe für die Verbrechen, die in ihrem Namen begangen wurden, betrachteten. Man sprach einfach nicht darüber und die Trümmerfrauen arbeiteten einfach weiter. Die Alliierten verpflichteten Frauen im Alter zwischen 15 und 50 zur Aufräumarbeit. Werkzeug und Schutzhandschuhe gab es kaum, mit bloßen Händen wurden Ruinen eingerissen und die brauchbaren Steine zur Wiederverwendung vom Mörtel befreit. Im Saal mit Max Lachnits Dresdner Trümmerfrau im Deutschen Historischen Museum in Berlin führte MacGregor ein Gespräch mit Helga Cent-Velden. Sie war 1945 18 Jahre alt und wurde von den Russen als Trümmerfrau in Berlin-Tiergarten rekrutiert. Sie schreibt:

„Überall lag Material herum, Waffen und Munition, alles was die Soldaten zurückgelassen hatten. Alles was nicht gefährlich war, sollte in einen Bombentrichter geworfen werden, das andere – da lagen ja auch noch Patronen und Panzerfäuste und Handgranaten herum – ins Wasser.“

Später wurde Helga Cent-Velden dann zur Trümmerbeseitigung mit einer Kollegin in der Potsdamer Straße 70 eingeteilt. Immerhin bekam sie für ihre Arbeit eine höhere Lebensmittelzuteilung, die auch ihrer Familie zugutekam. MacGregor merkt an, dass es in Deutschland nur wenige öffentliche Denkmale für die Leistung der Trümmerfrauen gibt und findet es erstaunlich, wie schnell die Frauen deutsche Städte wieder bewohnbar gemacht haben, im Gegensatz zu England, wo es bis in die 1960er Jahre überall Trümmergrundstücke gab, die vom Fernsehen bis in die 1970er Jahre als Filmkulisse genutzt wurden. Ende der 1950er Jahre war Westdeutschland so gut wie wiederaufgebaut. Vielleicht waren die Deutschen so fleißig, weil sie erkannt haben, dass „beständige Arbeit hilfreich ist, wenn man nicht fortwährend mit unbequemen Wahrheiten konfrontiert sein will“ (MacGregor).

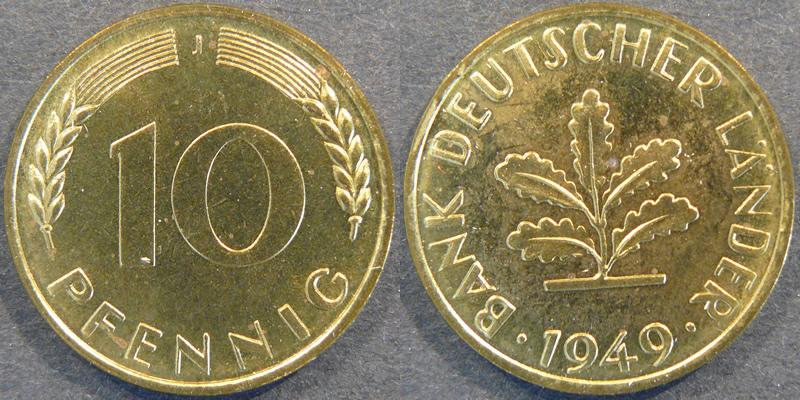
Bank deutscher Länder Prägung

In Wirtschaft und Industrie gab es jedoch reichlich „unbequeme Wahrheiten“. Die Inflation galoppierte und die weiterhin als Zahlungsmittel theoretisch gültige Reichsmark brach zusammen. Die Alliierten akzeptierten kein Geld, auf dem das Hakenkreuz abgebildet war, und so wurden eilig neue Banknoten gedruckt und Münzen geprägt, sowie Bezugsscheine für Grundnahrungsmittel herausgegeben. Doch war dieses neue Geld nicht brauchbar. Schwarzmarkt und Tauschhandel blühten. Da sich die westlichen Siegermächte bezüglich einer neuen Währung nicht mit der Sowjetunion einigen konnten, führten sie am 20. Juni 1948 auf eigene Faust eine neue Währung ein. Die Bank deutscher Länder gab an diesem Tag die Deutsche Mark heraus. An das Leben vor der Währungsreform erinnert sich der Ökonom und ehemalige Direktor der Deutschen Bundesbank Helmut Schlesinger noch ganz genau, er war damals Student in München:

„Wir hatten eine doppelte Wirtschaft. Die offizielle mit fixierten Preisen, in der man Brot und Kartoffeln mit Lebensmittelmarken und zu Preisen von 1936 kaufen konnte. Die Studiengebühren konnten in Reichsmark bezahlt werden, sogar die Steuern; das war die eine Wirtschaft. Die andere war eine Tauschwirtschaft. Als Student hatte man natürlich nichts zu tauschen.“

Die ehemalige Trümmerfrau Helga Cent-Velden erinnert sich daran, wie wenig es gab und wie wichtig es war, welche Lebensmittelkarte man hatte:

„Das Trümmerräumen war richtig schwere Arbeit. […] haben wir für die Stunde 48 Pfennig bekommen, […] aber viel wichtiger für uns war ja, dass wir für diese Arbeit eine sogenannte Schwerarbeiter-Lebensmittelkarte bekamen. Es wurde nach Kalorien gerechnet. 1200 Kalorien am Tag, das bekamen die Hausfrauen. […] dann gab es die Arbeiterkarte, die Schwerarbeiter- und die Schwerstarbeiterkarte […] Damit hat man auch die anderen in der Familie mit-, praktisch am Leben erhalten.“

Die Deutsche Mark war die dritte Währung, die den Namen Mark trug. Die erste Reichsmark von 1871 ging in der Hyperinflation von 1923 unter, die Rentenmark hielt sich bis 1945 und so fragt sich MacGregor, warum man sich 1948 wiederum für eine Mark entschieden hatte. Immerhin „hat die Mark dazu beigetragen, die Nation zu definieren“. Vielleicht ist der Name auch als Warnung zu verstehen, eine Lehre aus den Katastrophen der Geschichte zu ziehen. Das taten die Manager der Deutschen Bundesbank, indem sie die Deutsche Mark zu einer der erfolgreichsten Währungen der Welt machten. Die Einführung der Mark 1948 wurde im Geheimen beschlossen. Ohne Vorankündigung wurde sie in den Westzonen in Umlauf gebracht, und die aufgebrachten Sowjets erkannten sie nicht an. Als sie jedoch auch in Westberlin eingeführt wurde, begann die Berliner Blockade.

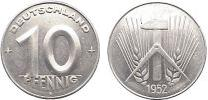
Ostdeutsche Prägung

Im Osten wurde als Antwort die Ost-Mark eingeführt. Zwei Währungen waren nun die Grundlage zu zwei deutschen Staaten. Die westdeutsche Mark trug wesentlich zum Wirtschaftswunder in den Westzonen bei, trug aber im Kalten Krieg auch zur dauerhaften Teilung Deutschlands bei. MacGregor vergleicht die Deutsche Mark mit der Mark der DDR: Auf den Münzen zeigen beide Währungen die deutsche Eiche im Westen dann den Bundesadler und verdiente Politiker wie Konrad Adenauer, Ludwig Erhard und Willy Brandt. „Das waren unproblematische Heldenfiguren“ (MacGregor). Die Münzen im Osten waren aus einer leichteren Aluminiumlegierung und zeigten im sowjetischen Stil Symbole der Arbeiter und Bauern: Weizengarben, Hammer und Zirkel. MacGregor findet die Banknoten interessant, sieht aber in den westdeutschen Scheinen nichts, was die jüngere Vergangenheit abbildet. Das westdeutsche Geld überging einfach die jüngste Geschichte. Der Zehn-Mark-Schein zeigt ein Bild von Albrecht Dürer aus der Renaissancezeit, auf der Rückseite das Segelschiff Gorch Fock.
In der DDR gab es dagegen einen „ideologischen Imperativ“ nach dem auf den Geldscheinen die Kämpfe darzustellen waren, die zum Sieg des Proletariats geführt haben. Es gibt auf den Scheinen zeitgenössische Abbildungen zu Wohnungsbau, Bildung und Industrie. Die andere Seite zieren die Helden des Sozialismus, Clara Zetkin, Thomas Müntzer und natürlich Marx und Engels. 40 Jahre lang standen sich also zwei Visionen Deutschlands gegenüber: Die Ikone der europäischen Kultur Albrecht Dürer mit einem Segelschiff, und Friedrich Engels mit einer Ölraffinerie.
Die Deutsche Mark war stabiler als der amerikanische Dollar und war unangefochten bis 1989. Als die Grenze zwischen der BRD und der DDR fiel, wurde den Ostdeutschen ein „Begrüßungsgeld“ in Höhe von 100 DM gezahlt, was in Bezug zu den Kosten der Wiedervereinigung wenig war. Für den Umtausch der DDR-Mark in DM wurde von Bankern und Ökonomen ein Kurs von 2:1 vorgeschlagen, was als sehr großzügig angesichts des Zustands der ostdeutschen Wirtschaft betrachtet wurde. Doch Bundeskanzler Helmut Kohl traf eine politische, keine ökonomisch vernünftige Entscheidung, in dem er einen Kurs von 1:1 für Zinsen, Renten und Löhne festsetzte. Helmut Schlesinger, damals Vizepräsident der Bundesbank, schreibt dazu:

„Für uns in der Bundesbank war klar, dass der Umtauschkurs zu großzügig war. […] wir mussten nun zusehen, wie wir eine Inflationsspirale in unserem Land verhindern konnten, […]. Nach sechs Wochen mussten wir den Vertragsentwurf unterzeichnen. Wir alle wussten, dass politisch nur ein sehr enges Zeitfenster offenstand, in dem wir die Russen und Amerikaner zusammenbringen konnten. Es war uns klar, dass wir schnell handeln mussten und dabei auch einige Fehler riskieren.“

Es gab zwar in Deutschland zunächst eine nennenswerte Inflation, aber bis Ende der 1990er Jahre hat sich die Mark wieder erholt. Sie war wieder das Symbol eines friedlichen und demokratischen Nachkriegsdeutschlands.
Aufgegeben wurde die Deutsche Mark am 1. Januar 2002 zugunsten des Euro. Durch diese neue Währung sollte das nun vereinigte Deutschland für immer in ein europäisches politisches System eingebunden werden, das für Frieden stand. MacGregor: „Im Grunde war der Euro der Preis, den Frankreich für seine Zustimmung zur deutschen Wiedervereinigung verlangte.“ Die ehemalige Trümmerfrau Helga Cent-Velden findet dieses neue Deutschland „erstaunlich stabil“. Man habe es Europa zu verdanken, dass es keinen Krieg mehr gab, und daher kann sie „Europa nur bejahen“. MacGregor blickt auf Karl den Großen und das Heilige Römische Reich zurück, es war für ihn eine Art „Sicherheitsnetzwerk“. Nun musste nach Napoleon und den Katastrophen des 20. Jahrhunderts dieses Netzwerk neu geschaffen werden. 1952 begannen Frankreich und Deutschland damit und legten den Grundstein für die Europäische Union. MacGregor: Die EU sei „wirtschaftlich und säkular, nicht religiös; pan-europäisch, nicht römisch; den größten Teil des Kontinents einbindend, in dem Frankreich und Deutschland um die Führung rangeln“. Die EU als Neuauflage des alten HRR. Ist das der Grund, warum Deutschland kaum Probleme mit einer „konföderierten supranationalen EU“ hat, im Gegensatz zu Großbritannien?

### Die neuen deutschen Juden

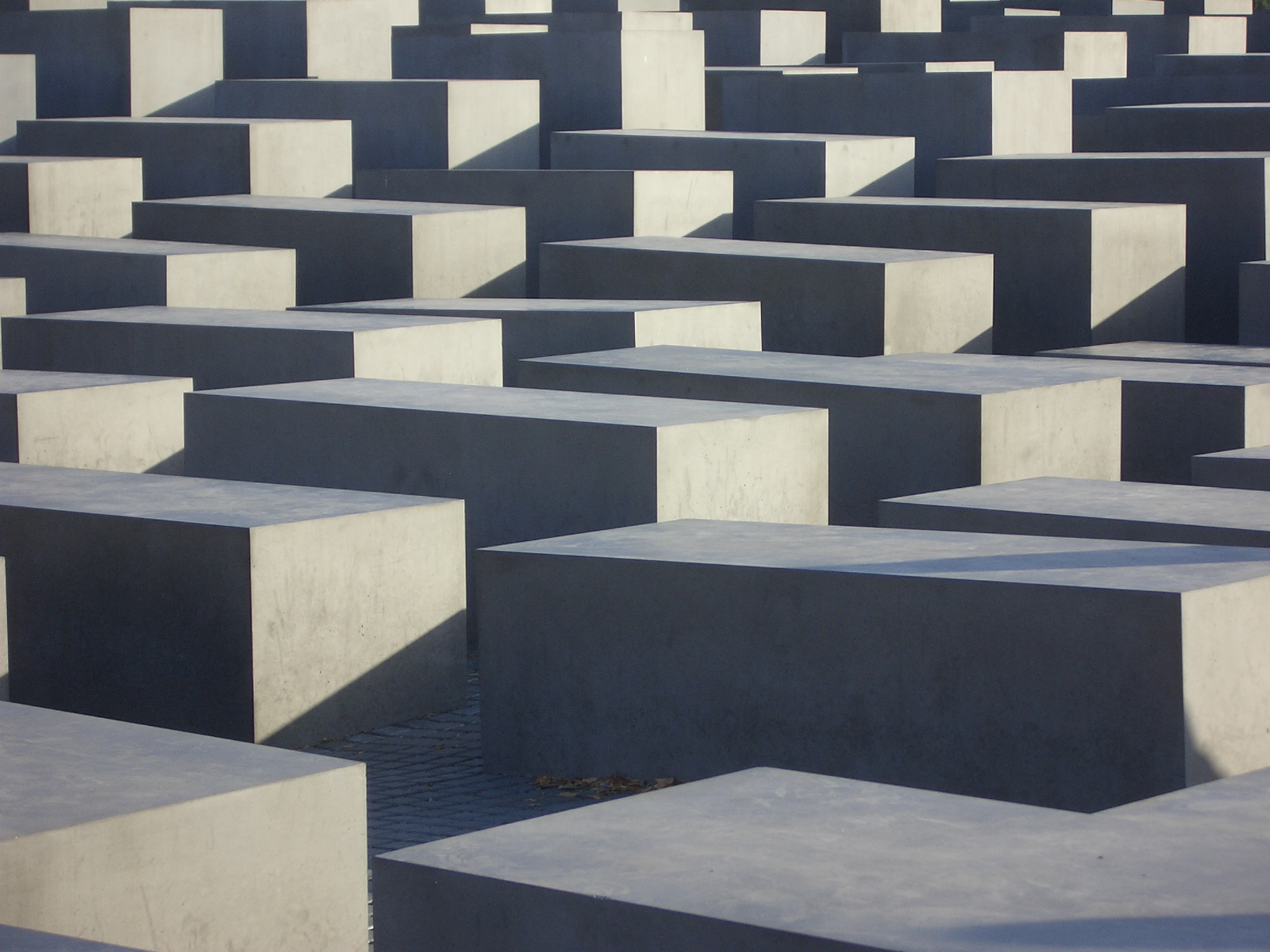
Denkmal für die ermordeten Juden Europas

- BBC-Podcast zum Abschnitt “The New German Jews”[69]

Dieses Kapitel beginnt mit der Information, dass die Deutschen in der Zeit von 1933 bis 1945 mehr als 11 Millionen Menschen ermordet haben. Die größte Gruppe der Opfer, mit etwa sechs Millionen, waren Juden. Der Holocaust ist die am schwersten zu bewältigende Erinnerung in Deutschland. Eine Jahrhunderte alte Kultur jüdischen Lebens wurde in den Vernichtungslagern ausgelöscht. Nach Auschwitz sah es so aus, als wenn die Geschichte der Juden in Deutschland zu Ende war, doch heute hat Deutschland „die am schnellsten wachsende jüdische Bevölkerung in Westeuropa“ (MacGregor). Der Rabbi Menachem Mendel Gurewitz (* 1974) kam Ende der 1990er Jahre aus den USA nach Deutschland und schreibt:

„Ich komme aus einer religiösen, chassidischen Bewegung, die Menschen in alle Welt schickt, und wir suchen uns die schwierigsten Orte, um dort zu leben. Darum kam ich hierher, mit meiner Frau. Inzwischen lebe ich, Gott sei Dank, seit 16 Jahren hier, meine Kinder sind hier aufgewachsen, und wir sind wirklich glücklich hier.“

Gurewitz fragte sich anfangs schon, wie man in Deutschland als Jude überhaupt leben kann. Aber er dachte sich, wenn sich Juden, trotz ihrer alten Kultur, von Deutschland fernhalten, würden sie genau das tun, was die Nazis und Adolf Hitler wollten.

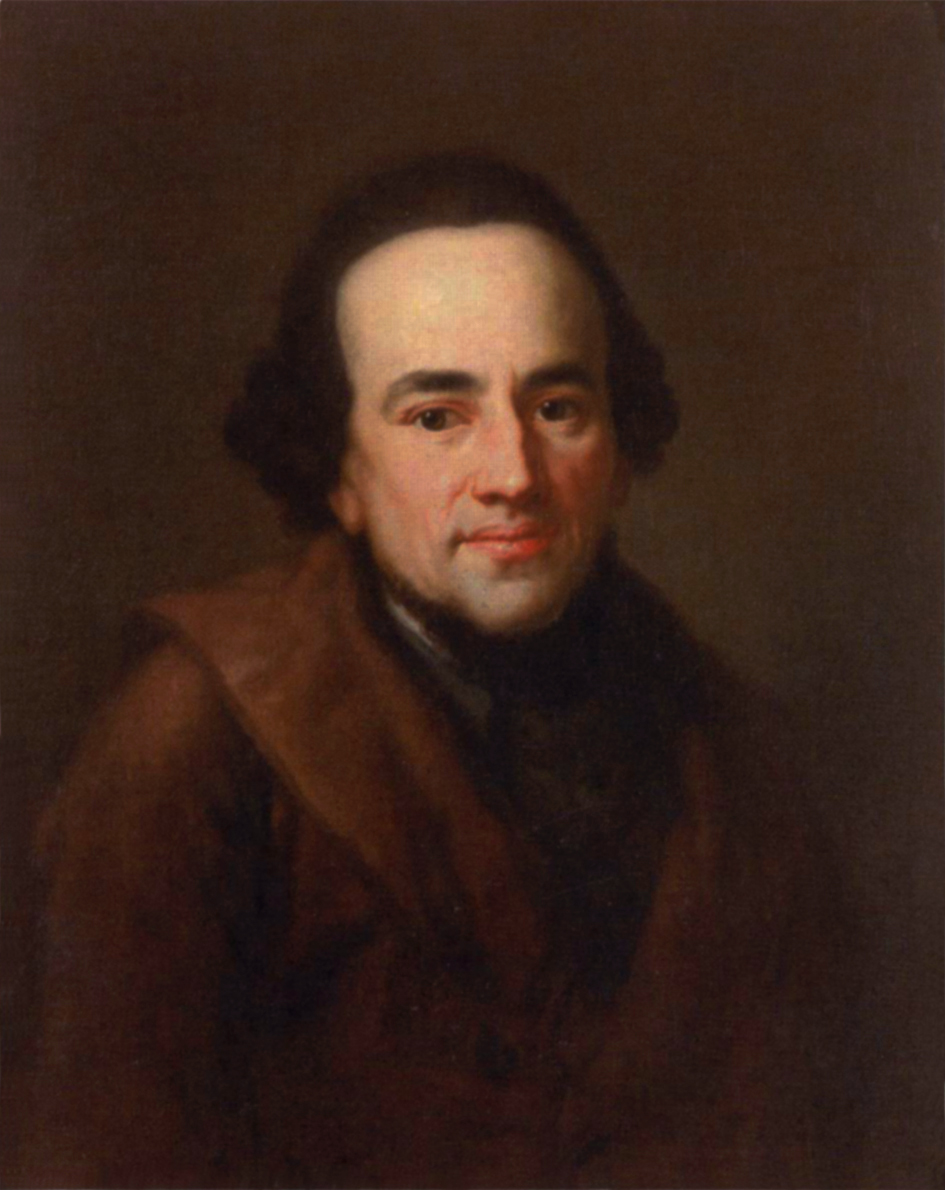
Moses Mendelssohn

MacGregor merkt an, dass über Jahrhunderte die jüdische Bevölkerung in Deutschland toleranter behandelt wurde, als in den meisten anderen europäischen Ländern. Auch wenn es in einigen deutschsprachigen Herrschaftsgebieten des Heiligen Römischen Reiches (HRR) Pogrome gab, so sorgte doch die politische Zersplitterung dafür, dass die Juden in anderen Territorien des HRR hingegen willkommen waren. Der Historiker Joachim Whaley sieht in der Darstellung jüdischen Lebens im vormodernen Deutschland einen verzerrenden Effekt, wenn es „im Licht der tragischen Geschichte der Juden im 20. Jahrhundert“ beschrieben wird. Er sieht für die frühe Zeit der Juden in Deutschland drei charakteristische Ereignisse:

„Erstens die Vertreibung der Juden aus vielen deutschen Städten Ende des 15. Jahrhunderts; zweitens Luthers berühmtes antisemitisches Pamphlet von 1543 über die Juden und ihre Lebensweise; drittens der Bericht über die Ankunft des jungen Moses Mendelssohn in Berlin 1743, als der Posten am Rosenthaler Tor in sein Wachbuch schrieb: Angekommen sind sechs Ochsen, sieben Schweine und ein Jude.“

Whaley sieht in diesen drei Punkten, wenn sie emblematisch betrachtet werden, die logische Vorgeschichte zu dem, was sich später im 20. Jahrhundert ereignete, doch die Geschichte ging anders. Luthers Schrift wurde von den meisten Fürsten ignoriert, und seit Mitte des 16. Jahrhunderts wuchsen die jüdischen Gemeinden stetig. Gefördert wurden sie von den Fürsten, denn sie sahen in ihren geschäftlichen Tätigkeiten für ihr Land wirtschaftliche Vorteile. So war für Christen das Verleihen von Geld verboten, Juden hingegen durften Kredite gewähren.
Manche wohlsituierten Juden huldigten dem Kaiser des HRR. So befindet sich im British Museum ein luxuriöser Beutel für die Tefillin aus dem 18. Jahrhundert, der das Wappen des Heiligen Römischen Reiches trägt. Der doppelköpfige Adler zeigt, dass sich der Eigentümer des Beutels als Untertan des Kaisers betrachtete. Zwar wurden Juden auch im 18. Jahrhundert diskriminiert, doch das änderte sich. Friedrich der Große genehmigte den Bau der ersten Potsdamer Synagoge unweit von Schloss Sanssouci und erklärte: „Die Unterdrückung von Juden hat noch keiner Regierung Wohlstand gebracht.“ Vor Gericht mussten Juden einen Eid nicht auf die Bibel, sondern durften ihn auf die Thora schwören. Der Unterschied zwischen arm und reich war bei den Juden nicht anders als bei den Christen. Über große wirtschaftliche Macht verfügten allerdings die sogenannten Schutzjuden, die zahlreiche Fürsten finanzierten. Auch am geistigen Leben nahmen sie teil. Moses Mendelssohn, den der Posten am Rosenthaler Tor noch mit Ochsen und Schweinen in gleichem Atemzug nannte, war ein berühmter Philosoph der Aufklärung. MacGregor meint: „der deutsche Sokrates“. Doch gab es auch Ghettos, wie in Frankfurt am Main an der Judengasse und auf das MacGregor näher eingeht. Geplant war es für einige 100 Bewohner, doch im 18. Jahrhundert lebten dort schon etwa 3000 Menschen. Goethe, der nicht weit vom Ghetto aufwuchs, schrieb:

„Die Enge, der Schmutz, das Gewimmel, der Akzent einer unerfreulichen Sprache, alles zusammen machte den unangenehmsten Eindruck […]. Indessen blieben sie doch das auserwählte Volk Gottes […] Außerdem waren sie ja auch Menschen, tätig, gefällig, und selbst dem Eigensinn, womit sie an ihren Gebräuchen hingen, konnte man seine Achtung nicht versagen. Überdies waren die Mädchen hübsch […].“

Es gab aber auch Gegenden, wo die Juden besser behandelt wurden, so in Hamburg, Anfang des 18. Jahrhunderts. Dort gab es zwar Spannungen, aber keine Ausschreitungen. Von Integration hingegen konnte keine Rede sein. Joachim Whaley vermutet, dass die Geschichte des deutschen Antisemitismus, trotz Luthers Schrift, erst mit dem Beginn der Moderne im 19. Jahrhundert begann. Er schreibt: „Der Holocaust hat keine Wurzeln, die tief zurückreichen in die deutsche Geschichte bis in das späte Mittelalter.“

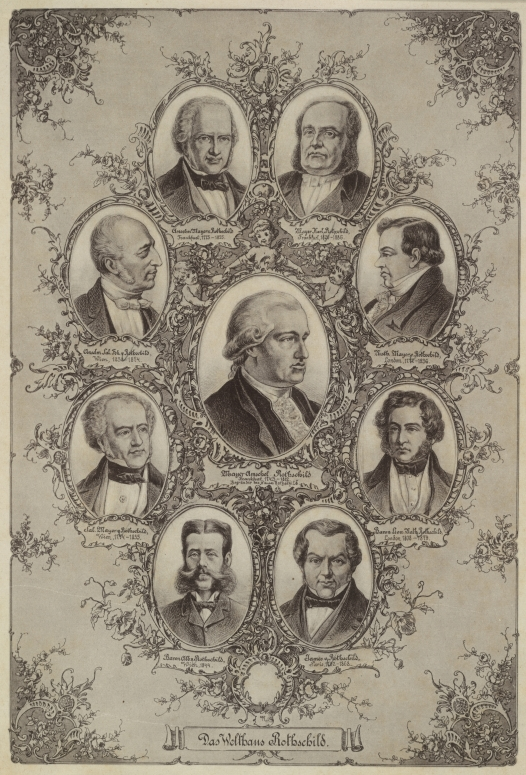
Familie Rothschild

MacGregor befasst sich dann mit der überaus erfolgreiche Familie des Mayer Amschel Rothschild aus Frankfurt, der in den 1760er Jahren seine Bank (M. A. Rothschild & Söhne) gründete, eine Zeit in der Goethe jung war. Amschels Söhne zogen in die Welt, um ihrerseits Banken zu gründen, damit die Firma nicht allein von Geschäften in Deutschland abhängig war. So entstand ein Netz in ganz Europa, es gab Partner und Agenten. Die Rothschilds finanzierten Regierungen und Staaten während der Napoleonischen Kriege und organisierten einen sicheren Geldtransfer quer durch Europa. Deutsche Truppen, die 1813/14 gegen die Franzosen kämpften, wurden durch von Rothschild verwaltete finanzielle Zuwendungen aus England bezahlt. Nach dem Wiener Kongress wurden vier Rothschild-Brüder vom österreichischen Kaiser dafür geadelt. 1830, als es wieder brenzlig wurde, soll Amschel Rothschilds Witwe gesagt haben: „Es wird keinen Krieg in Europa geben. Meine Söhne geben kein Geld.“ Aber die Rothschilds waren auch Kunstsammler von hohem Sachverstand. So kauften sie das berühmte Tischbein-Bild mit Goethe in der römischen Campagna. 1887 schenkte es Adèle von Rothschild dem Frankfurter Städel.
Der vermehrte Bau von großen Synagogen zeigte, dass die Juden in Deutschland Bestandteil der Gesellschaft geworden waren. MacGregor erzählt die Geschichte der Synagoge in Offenbach, deren großer Bau für mehrere hundert Menschen 1916 eingeweiht wurde. Sie entstand an prominenter Stelle in der Stadt und markierte den Höhepunkt jüdischen Lebens. Zur Einweihung mitten im Ersten Weltkrieg sagte der Rabbi: „Und wir sind nun Teil dieser Gesellschaft Wir sind angekommen im Paradies.“ Der jüdische Architekt Alfred Jacoby hat sich mit dem Thema befasst und fährt fort: „Das war 1916. Es zeigt, wie stark die Juden damals den Druck verspürten, anerkannt zu werden […]. Das war wichtiger als der Gedanke, dass wir uns mitten in einem Krieg befinden.“ Doch entspannt wie der Rabbi damals meinte, war die Lage nicht, denn 1916 fand auch die Judenzählung statt, weil in Deutschland das Gerücht lanciert wurde, die Juden würden sich vor dem Kriegsdienst drücken. Nach 1918 waren sie dann die Sündenböcke für den verlorenen Krieg. So wurde in der Folge der Politiker Walther Rathenau ermordet. In den Novemberpogromen von 1938 wurde auch die Offenbacher Synagoge geschändet und in Brand gesetzt, die Gemeindemitglieder deportiert und ermordet.
Das jüdische Leben schien beendet zu sein, doch MacGregor hat im Deutschen Historischen Museum in der Abteilung, die sich mit der Zeit kurz nach 1945 befasst, das unscheinbare Architektur-Pappmodell eines geplanten Synagogenneubaus entdeckt. Es ist ein Entwurf von Hermann Zvi Guttmann für die Offenbacher Gemeinde von 1950. Der Rabbi Mendel Gurewitz kommt wieder zu Wort:

„Es war eine zusammengewürfelte Gruppe von Menschen, die den Holocaust überlebt hatten […] die meisten stammten aus Polen. Wenn man einen von ihnen gefragt hätte, denken Sie, dass Sie dableiben werden?, wäre die Antwort Nein gewesen. Wir bleiben nur solange, wie wir uns nach einem Ort umsehen, an den wir gehen können.“

Sie dachten an Amerika oder Israel. Trotzdem wollten manche von ihnen eine Synagoge „für den Moment“. So entstand der sehr kleine Bau. In der Zeit nach 1945 waren Tausende Juden auf der Durchreise, um Europa zu verlassen, aber doch blieben einige, manche konnten nicht emigrieren, und für andere war Europa trotz allem noch die Heimat. Zu ihnen gehörte Alfred Jacobys Vater, der studierte und Ingenieur werden wollte. Eigentlich wollte er in die USA, aber mit einer geschlossenen Tuberkulose bekam er 1948 von den Amerikanern kein Visum. Die enteignete alte Synagoge von 1916 wollte der Offenbacher Stadtrat der kleinen Gemeinde zurückgeben, aber das Gebäude war zu groß, ausgebrannt und entweiht worden. Man wollte lieber ein kleines unauffälliges Gebäude für 80 Plätze, einen Mehrzweckraum und eine Verwalterwohnung. 1956 wurde das Haus weit auf dem Grundstück zurückgezogen gebaut, um nicht aufzufallen. Alfred Jacoby schreibt, dass dieser Hang zum Verstecken in vielen deutschen Städten verbreitet war, denn die zionistische Bewegung schickte einen Abgesandten nach München. Der riet Ben Gurion, dass das Leben von Juden in Deutschland „zu verurteilen“ sei; das gab es bisher nur einmal 1492 in Spanien. Jacoby sieht in der Architektur den Ausdruck der Lebensumstände, und hier ist es das Bedürfnis, sich unsichtbar zu machen. In den Dokumenten der Zeit, die sich mit der kleinen jüdischen Gemeinde in Offenbach befassen, fand Jacoby öfter den Hinweis auf das Ziel der Gemeinde, nämlich „die Emigration zu erleichtern“.

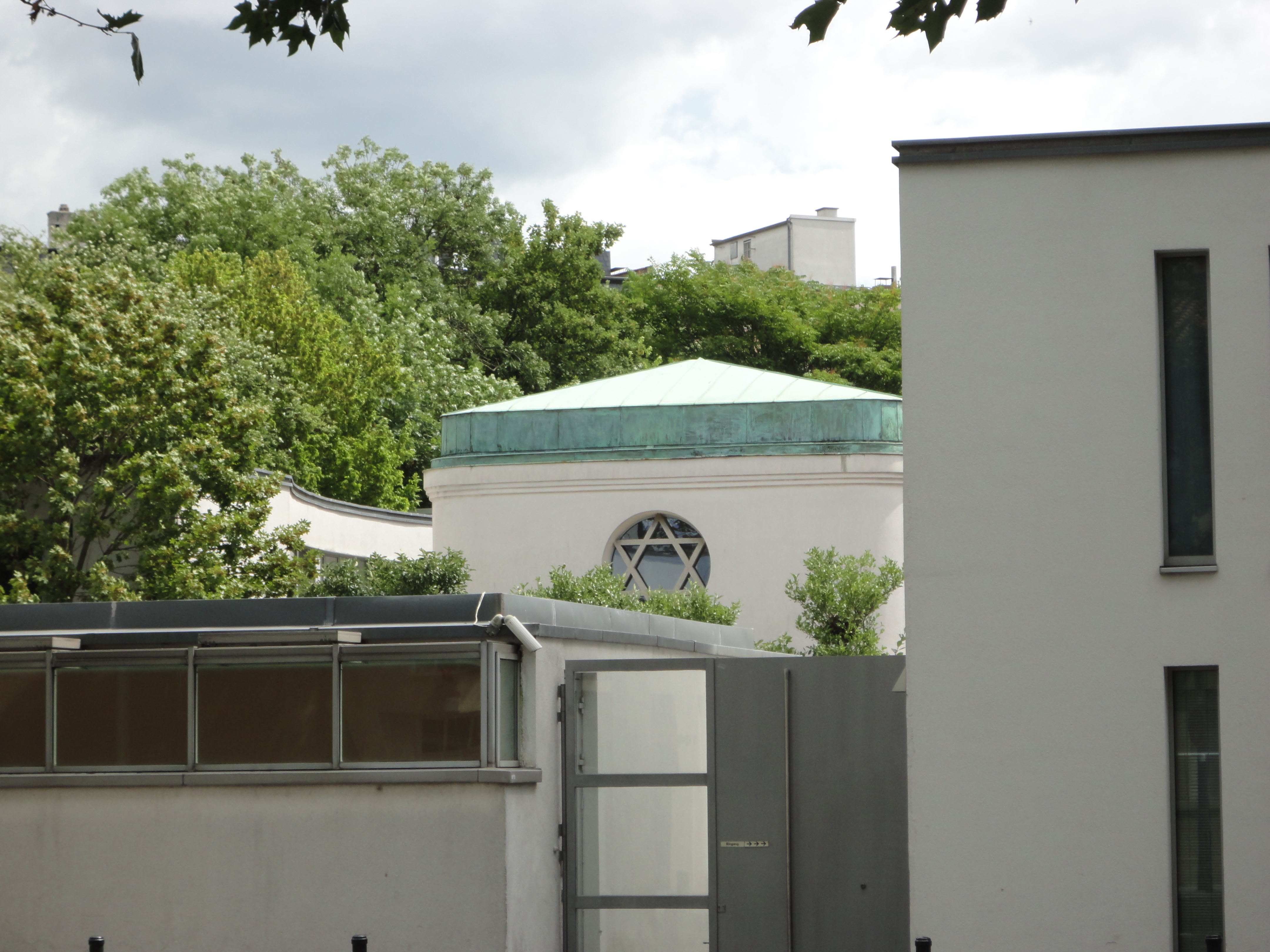
Neue Synagoge Offenbach

Doch die Offenbacher blieben. Mit der Zeit kamen Menschen aus der Sowjetunion, denen Israel zu exotisch war, zumal Deutschland ihnen eine Wiedergutmachung anbot. Nach der Wende 1990 kamen immer mehr Juden nach Deutschland. Rabbi Mendel Gurewitz war damals noch in New York und fragte sich, warum so viele Juden aus der UdSSR ausgerechnet nach Deutschland gingen. Das Klima im Nahen Osten war vielen, besonders den Älteren zu heiß. Außerdem war Deutschland neben Israel wohl das einzige Land, das die Leute bereitwillig aufnahm, und Renten zahlte. Die Offenbacher jüdische Gemeinde wurde also durch die zugezogenen russischen Juden, denen Helmut Kohl ein sofortiges Bleiberecht anbot, wieder groß. So war die kleine Synagoge aus den 1950er Jahren auf einmal viel zu klein. Architekt Alfred Jacoby sollte das Gebäude also erweitern. So hat das Haus jetzt neben einem neuen Saal einen interreligiösen Kindergarten, in dem je ein Drittel muslimischen, jüdischen und christlichen Glaubens sind. Jacoby wollte aber die erneuerte Synagoge sichtbarer machen, so wurde der Zaun, der das alte Gebäude nahezu versteckte, beseitigt, sie sollte wieder in der Stadt sichtbar sein. MacGregor schließt dieses Kapitel mit dem Worten:

„Auch heute gibt es [nicht nur in Deutschland] bestürzende antisemitische Zwischenfälle, doch die Juden in Offenbach sind zurück auf der Straße, vollkommen sichtbar für die Nation, die sie aufnahm. […] Einige hunderttausend Juden haben sich entschlossen, […] in dem Land zu leben, das sie einmal hatte vernichten wollen.“

### Barlachs Engel

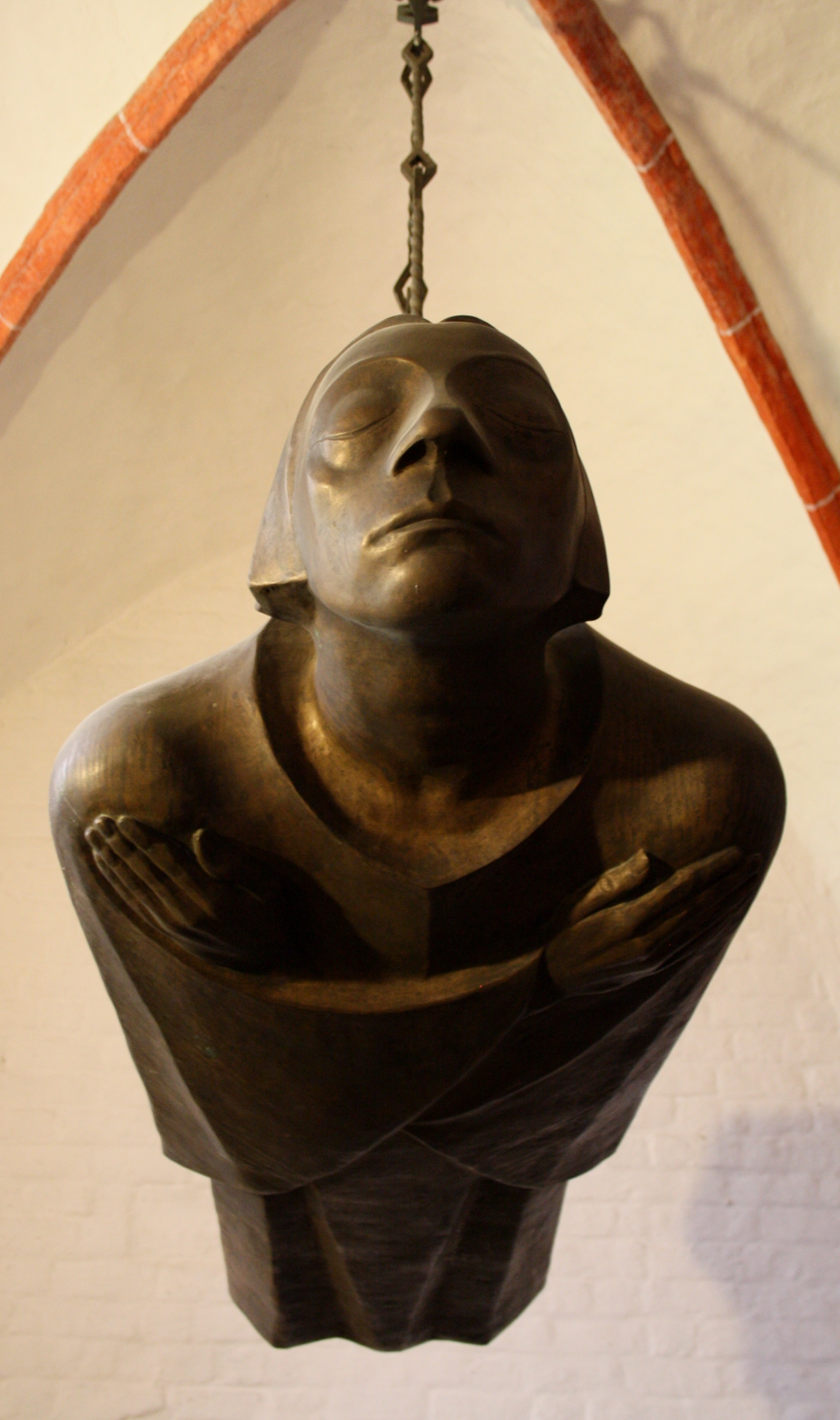
Schwebender Engel

- BBC-Podcast zum Abschnitt “Barlach’s Angel”[71]

In diesem Kapitel würdigt MacGregor ein Kunstwerk von Ernst Barlach. Es ist der Schwebende Engel im Güstrower Dom. Doch zuerst erklärt er den Remembrance Day, ein Gedenktag, der seit 1919 in Großbritannien und dem Commonwealth begangen wird und an die gefallenen britischen Soldaten des Ersten Weltkriegs erinnert. In Deutschland mit seinen 1,8 Millionen Kriegstoten, doppelt so viele wie Briten, existiert kein vergleichbares zentral organisiertes Gedenken für die beiden verlorenen Weltkriege. Welche Art von Zeremonie wäre auch dafür geeignet, fragt der Autor. Für deutsche Siege gibt es viele Denkmäler, doch 1918 war die Situation für Deutschland erschütternd. Gedemütigt von den Siegern, von inneren Unruhen und Machtkämpfen destabilisiert, war ein Gedenken an die Kriegsopfer nicht ohne weiteres zu erwarten. MacGregor findet im Güstrower Dom eine Antwort.
Über der alten Einfassung für ein Taufbecken hängt eine lebensgroße Bronzefigur von Ernst Barlach. Diese Figur wird in der Regel als Engel bezeichnet. Die Taufe ist das christliche Symbol für die Erneuerung des Lebens und die Vergebung der Sünden. MacGregor beschreibt die schwebende Figur: Augen und Lippen sind geschlossen, der Engel kann das Leid des Krieges nicht ertragen. Er soll ein Mahnmal sein, aber keine Mahnung. Barlach selbst sagte zu seinem Werk, dass die Skulptur die Haltung darstellt, die wir gegenüber dem Krieg einnehmen sollten: „Erinnerung und innere Schau.“ Auch Barlach hat sich 1914, wie viele andere Künstler, für den Krieg begeistert. Doch der Krieg brachte seinem Leben eine ganz andere Wendung als gedacht. Keine Erneuerung der Gesellschaft, sondern unermessliches Leid und Grauen. Barlach wurde Pazifist, was sein gesamtes bildhauerisches Werk bis zu seinem Tod 1938 prägte. 1921 bekam er den Auftrag, für die Nikolaikirche in Kiel eine Wandskulptur zu fertigen. Es war eine einsame Frau, die ihr Gesicht in den Händen verbirgt. Auf Plattdeutsch stand dort der Satz: Min Hart blött vör Gram awers du gifst mi Kraft. 1914–1918. MacGregor schreibt, dass es die Jungfrau Maria ist, eine Frau aus Kiel, die den Tod ihres Sohnes mit Gottes Kraft hinnehmen kann. Die zeitgenössische Kritik fand das Werk zu unpatriotisch, pazifistisch und zu sehr auf das Leid der Zurückgebliebenen bezogen, statt auf das soldatische Heldentum. Barlachs Werk überlebte zwar die Zeit des Nationalsozialismus, wurde aber 1944 bei einem Bombenangriff auf Kiel zerstört.
In Güstrow besucht MacGregor neben dem Dom auch das Barlach-Museum in der Gertrudenkapelle. Dort gibt es einen Raum, der Modelle von seinen Kriegsdenkmalen aus mehreren Kirchen in Deutschland enthält. Er sieht darin „einen stummen Chor, der die Opfer der Kriege vergegenwärtigt, die Kriegsteilnehmer wie Überlebende zu tragen haben“. Barlachs Skulpturen verweigern sich allen nationalistischen Gefühlen, in seinen Werken ist der Tod im Krieg nie etwas Edles. Volker Probst, der ehemalige Leiter der Ernst-Barlach-Stiftung, schreibt:

„Barlach hat einen neuen Typus von Kriegerdenkmalen entwickelt. Es gibt keinen Heroismus, keine Glorifizierung von Tod oder Krieg. […] man findet stattdessen die Erkundung von Schmerz, Tod, Trauer und Gram.“

So ist auch der schwebende Engel im Güstrower Dom als Symbol für Frieden und Gewaltverzicht aufzufassen. 1926 bekam Barlach von der Kirchengemeinde den Auftrag, ein Kriegerdenkmal zu schaffen. Anlass war das 700-jährige Jubiläum des Doms. Barlach war damals schon berühmt und ein gefragter Künstler. Der schwebende Engel ist nach Westen ausgerichtet, die Richtung der Schlachtfelder in Flandern, wo die Söhne deutscher Mütter fielen. Das Gesicht des Engels ist das von Käthe Kollwitz, mit der Barlach befreundet war.

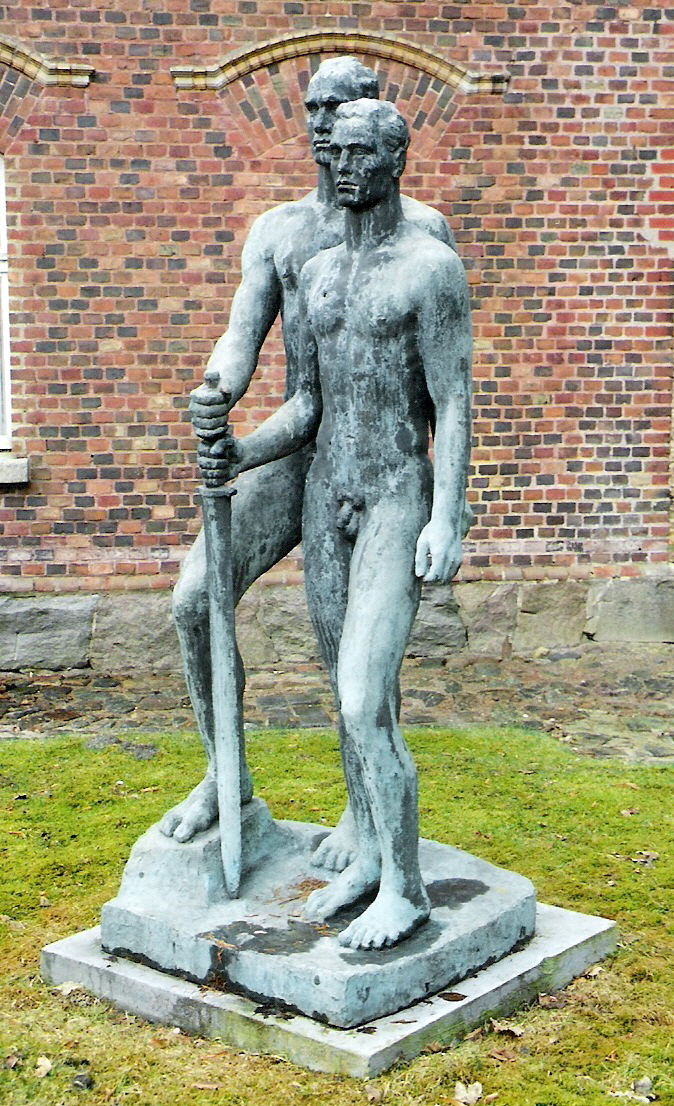
Bild Kolbe-Plastik ohne Sockel

Die rechtsnationalistische Öffentlichkeit war empört. Der Engel hätte slawische Gesichtszüge, sei in entartetem Stil gehalten und die Botschaft sei pazifistisch und daher defätistisch. Außerdem gäbe es in dem Mahnmal nicht den geringsten Hinweis darauf, dass die Toten für einen gerechten Krieg gefallen seien. Als die Nazis 1933 an die Macht kamen, musste der Engel verschwinden. Für sie kam nur ein Kriegerdenkmal im Stil wie das von Georg Kolbe in Stralsund in Frage, das 1934/35 errichtet wurde und die Inschrift 1914–1918 Ihr seid nicht umsonst gefallen am heute nicht mehr vorhandenen Sockel trug. Auf dem Sockel standen zwei heroisch nackte „schöne kraftvolle Männergestalten, ein Schwert haltend und den stolzen Blick auf den Feind gerichtet“ (MacGregor). Barlach erhielt Morddrohungen, seine Ausstellungen wurden abgesagt und alle seine Werke aus dem öffentlichen Raum entfernt. Zwei seiner Skulpturen wurden 1937 in der Ausstellung Entartete Kunst gezeigt. Der Tag an dem der Engel aus dem Güstrower Dom verschwand, der 23. August 1937, ist heute für die Gemeinde ein Gedenktag. In einer stillen Andacht wird jährlich daran erinnert.

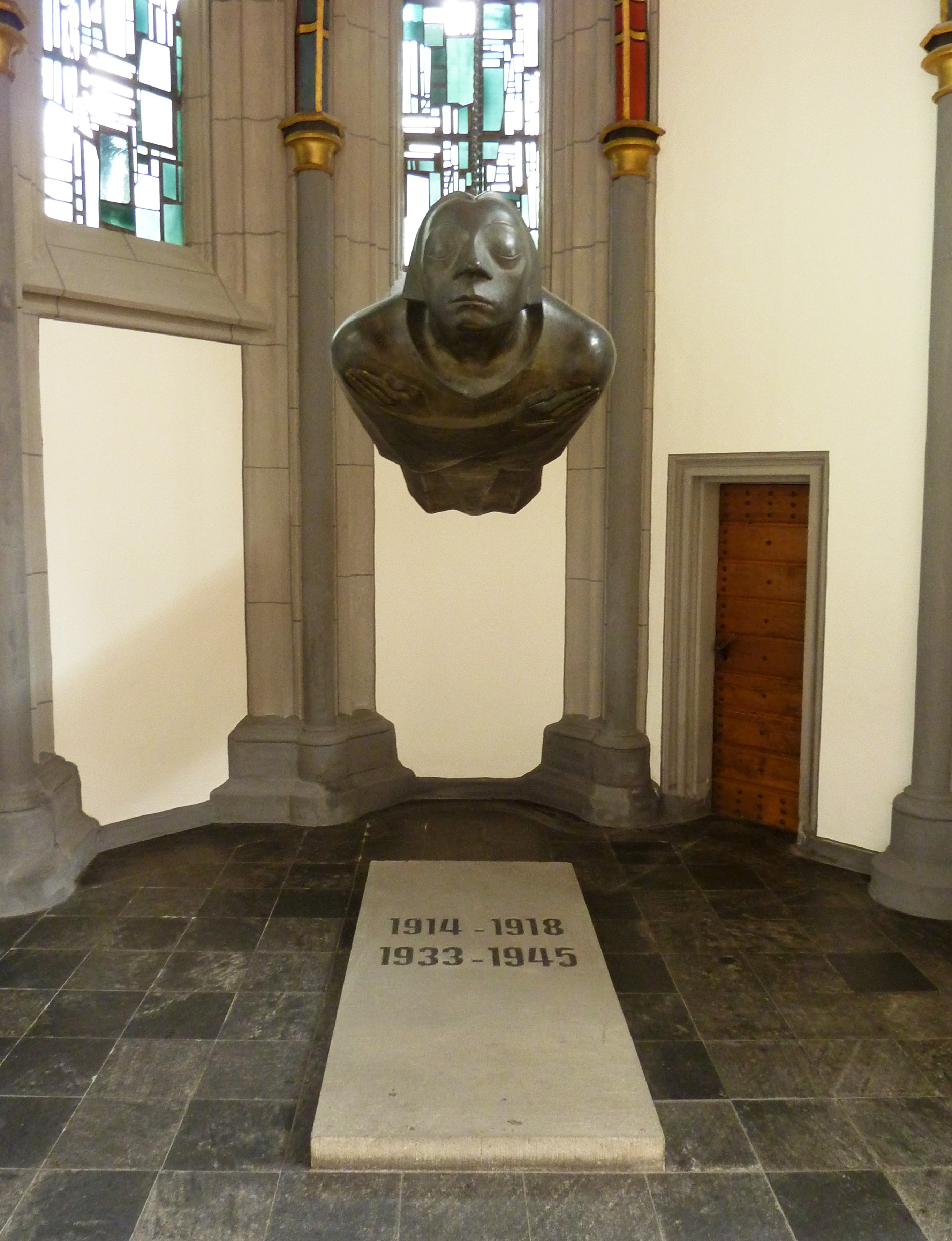
Kölner Abguss

Die Skulptur wurde Anfang des Zweiten Weltkriegs eingeschmolzen. Der Abguss, der heute im Dom hängt, stammt von der Gipsform, die Barlachs Freunde in der Berliner Gießerei aufspürten. Sie ließen mit Unterstützung eines Kunsthändlers, der Verbindungen zu den Nazis hatte, einen zweiten Guss anfertigen, den sie in einem Dorf bei Lüneburg versteckten. Dort überlebte der zweite Engel den Krieg und Barlachs Nachlassverwalter stimmten zu, ihn auszustellen. Die Berliner Gipsform wurde später im Bombenkrieg zerstört. Doch Güstrow lag in Ostdeutschland, Lüneburg im Westen. 1951 kam der zweite Engel in die Antoniterkirche in Köln. Auf der Platte unter ihm steht nun die Inschrift 1914–1918 1939–1945. 1939 wurde später in 1933 geändert. Die Kölner glaubten, dass die große Symbolkraft des Engels auch den Toten aus dem Zweiten Weltkrieg gerecht werde. 1953 wurde trotz ideologischer Vorbehalte der DDR-Führung gegenüber Ernst Barlach, man war sich noch nicht klar darüber, wie mit seiner Kunst umgegangen werden sollte, eine Abformung des Kölner Engels angefertigt und der dritte Guss von Barlachs Werk im Güstrower Dom wieder aufgehängt.
Bundeskanzler Helmut Schmidt besuchte 1981 die DDR, um Verhandlungen zur Normalisierung der Beziehungen zwischen den beiden deutschen Staaten zu führen. Am 13. Dezember kam er auch nach Güstrow. Zusammen mit Erich Honecker besichtigte er den Dom und den Engel. Empfangen wurde er vom mecklenburgischen Landesbischof, der sagte, dass Barlach für beide Staatschefs und Staaten eine gemeinsame Erinnerung und Vergangenheit darstelle. Helmut Schmidt entgegnete: „Wenn Sie gesagt haben, Barlach sei unsere gemeinsame Erinnerung, unsere gemeinsame Vergangenheit, möchte ich das etwas anders wenden und sagen. Er kann auch unsere gemeinsame Zukunft sein.“ Was Erich Honecker dachte, ist nicht überliefert. Der Engel ist zum Wahrzeichen Güstrows geworden, sogar auf Autobahnschildern wird auf ihn hingewiesen. 2014 wurde er zur Ausstellung Germany. Memory of a Nation ins British Museum ausgeliehen. Volker Probst schreibt, dass der Engel bisher erst zweimal ausgeliehen wurde. 1970 zu Barlachs 100. Geburtstag nach Moskau und Leningrad und 1981 zu einer großen Barlachausstellung nach Berlin. Pfarrer Christian Höser von der Domgemeinde schreibt:

„1981 kam Helmut Schmidt auf eigenen Wunsch hier her, mit Erich Honecker. Sie begegneten sich hier, dem Volk aber nicht. Aber es war deutsch-deutsche Geschichte, die der Schwebende sozusagen hervorgebracht, ausgelöst hatte. […] Wir brauchen das Thema Versöhnung in Europa, deswegen ist es uns wichtig, dass wir diesen Schritt gewagt haben, den Schwebenden nach London zu geben.“

MacGregor betrachtet noch einmal den Engel und resümiert. Er gehört seiner Ansicht nach zu den wenigen Kunstwerken, die so viel aus der deutschen Geschichte des 20. Jahrhunderts in solch konzentrierter Form enthalten: „Das Kriegsfieber von 1914; den Pazifismus der 1920 Jahre; die Welt der expressionistischen Kunst einer Käthe Kollwitz; die Zerstörung entarteter Kunst; die zwiespältigen Kompromisse, die Kunsthändler trotz allem eingehen konnten; die Westfront im Ersten Weltkrieg; die Bombenangreiffe auf Berlin; die Teilung Deutschlands und die Dialoge, die gleichwohl möglich waren[…]. Der Engel wurde entehrt, zerstört und wieder erschaffen. Doch stets trug er das Überleben eines Ideals in sich und die Hoffnung auf Erneuerung.“

### Deutschland erneuert

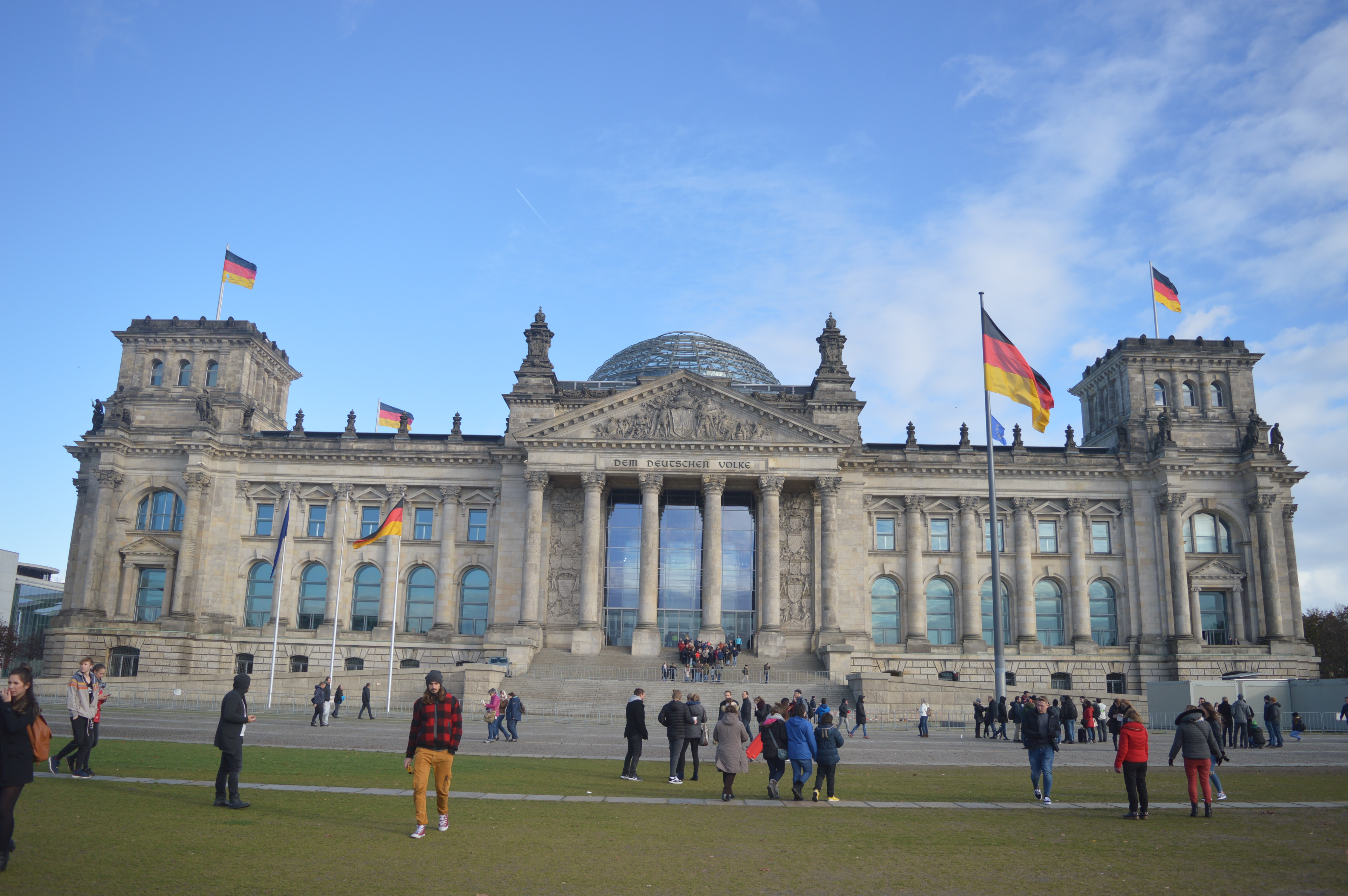
Das Reichstagsgebäude

- BBC-Podcast zum Abschnitt “Reichstag”[74]

MacGregor begann seine Reise durch die deutsche Geschichte am Brandenburger Tor, er beendet sie im Reichstagsgebäude und der Berliner Mitte. Wie das Brandenburger Tor ist auch das Reichstagsgebäude ein Ort mit besonderem symbolischen Charakter. MacGregor schreibt, beide Bauwerke „tragen die politische Geschichte gleichsam in ihren Steinen“. Zwischen dem Tor und dem Reichstag verlief von 1945 bis 1990 die „Bruchlinie des Kalten Kriegs“, seit 1961 in Form der Berliner Mauer. Die Mauer ist verschwunden und MacGregor beobachtet Touristen, die rätseln wo genau sie denn nun stand. Er bemerkt, dass die Mauer trotz ihrer erstaunlich allgegenwärtigen Erinnerung kaum mehr physisch vorhanden ist. Er erwähnt das Holocaust-Mahnmal für die ermordeten Juden, das eindeutig die Umgebung dominiert und zwischen Bäumen im Tiergarten weist er auf drei weitere Denkmäler hin, die an die anderen Gruppen erinnern, die die Nationalsozialisten allein aufgrund ihrer körperlichen Eigenschaften ermordeten, Sinti und Roma, Homosexuelle und geistig Behinderte. Die Orte der vier Mahnmale wurden nach langen Beratungen bewusst gewählt. Abgeordnete, die zum Reichstagsgebäude wollen, müssen an ihnen vorbei. So sollen sie an die dunklen Kapitel der deutschen Geschichte erinnert und ihre Debatten im Bundestag entsprechend geprägt werden. Natürlich sollen nicht nur Abgeordnete daran erinnert werden, auch die Berliner und Besucher aus aller Welt. MacGregor fragt den Historiker Christopher Clark, ob denn dieses Konzept der „schmerzlichen Selbstvergewisserung“ funktioniert habe. Clark glaubt es und schreibt:

„Das Dritte Reich hat nicht einfach als Regime, sondern durch die Mitwirkung von vielen hunderttausend deutschen Bürgern Verbrechen von solchem Ausmaß und solcher Barbarei verübt, dass sie nicht zu leugnen sind. […] Es ist bemerkenswert, in welchem Maß diese [moralische] Bürde nach 1945 angenommen wurde. […] die Schuld ist Teil der nationalen Identität und treibt tiefe Wurzeln in das deutsche Nationalgefühl hinein.“

Clark hält diese Art selbstkritischen Bewusstseins, „moralisch befleckt zu sein, für einen einzigartigen Zug des heutigen deutschen Gemeinwesens“.
Vor dem Reichstagsgebäude befindet sich eine große Wiese, auf der die Leute Fußball spielen und Fotos machen. Es ist eine ungewöhnliche Umgebung für den „grandiosen Palast“, der das Parlament des 1871 in Versailles gegründeten Deutschen Reiches aufnehmen sollte. MacGregor findet den Bau typisch für das ausgehende 19. Jahrhundert, „fast britisch imperial“, aber auch auf „merkwürdig deutsche Weise großspurig“. Es ist für ihn das Parlament eines Staates, „der sich sehr ernst nimmt“.

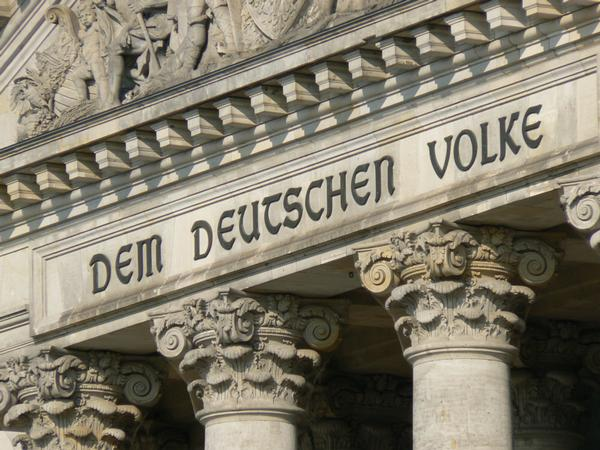
Inschrift

Bismarck nahm das Parlament hingegen nicht sehr ernst, er hinderte den Reichstag systematisch daran, „tatsächlich Macht auszuüben“. Auch Kaiser Wilhelm II. hatte in seiner Ungeduld permanent Ärger mit den Abgeordneten des Reichstags. Beispielsweise als es um die Inschrift Dem deutschen Volke ging, die heute noch die Fassade schmückt. Wilhelm war strikt gegen diese Widmung, denn sie schmälerte seine Autorität. Er wollte stattdessen die Worte Der deutschen Einigkeit. Erst 1916 wurde der heutige Schriftzug angebracht. Entworfen hatte ihn der Architekt Peter Behrens, und hergestellt ist sie aus der Bronze erbeuteter französischer Kanonen aus den Befreiungskriegen. 1918 war Wilhelm kein Kaiser mehr und aus einem Fenster des Reichstags rief Philipp Scheidemann von der SPD die neue Deutsche Republik aus. Über dem Gebäude wehte nicht mehr Schwarz-Weiß-Rot, sondern Schwarz-Rot-Gold, die Flagge der Nationalversammlung von 1848. Der Reichstag war nun ein echtes demokratisches Parlament geworden. MacGregor hält ihn für ein zentrales Gebäude der deutschen Geschichte, sein „Gebrauch, Missbrauch und Nichtgebrauch spiegeln den Zustand Deutschlands in jeder Hinsicht“. 1933, kurz nach der Machtergreifung brannte er aus. Die Nazis schoben die Brandstiftung einem „arbeitslosen niederländischen Kommunisten in die Schuhe“.

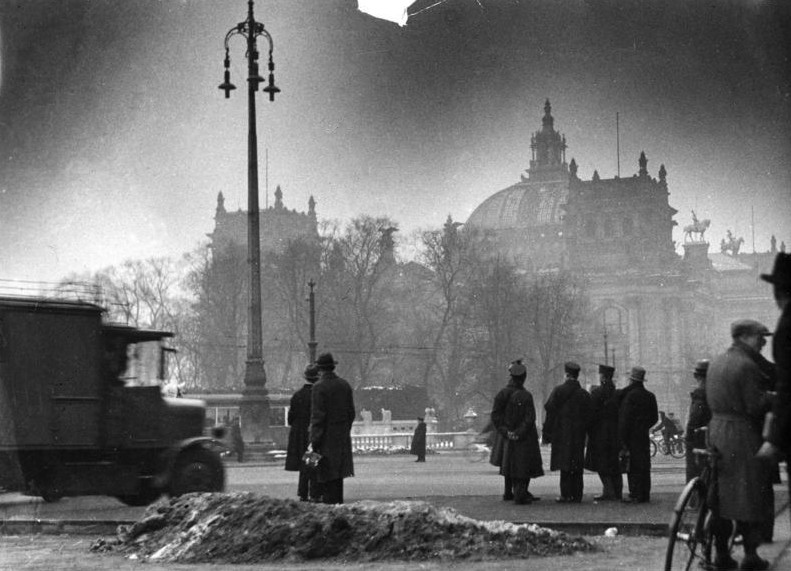
Der Reichstagsbrand

Der Reichstagsbrand vom 27. Februar 1933 markierte endgültig das Ende der deutschen Demokratie. Den Nationalsozialisten lieferte er den Vorwand, den greisen Reichspräsidenten Hindenburg zur Unterzeichnung der Verordnung zum Schutz von Volk und Staat zu bewegen. Damit gelang es ihnen, die von der Weimarer Verfassung garantierten Bürgerrechte abzuschaffen. Willkürliche Verhaftungen politischer Gegner waren nun möglich. Viele von ihnen wurden ermordet. Das Gebäude setzte man nicht mehr richtig instand, den neuen Machthabern war der damit verbundene liberale Gedanke zu verhasst. Das Pseudoparlament der Nazis zog in die benachbarte Krolloper.

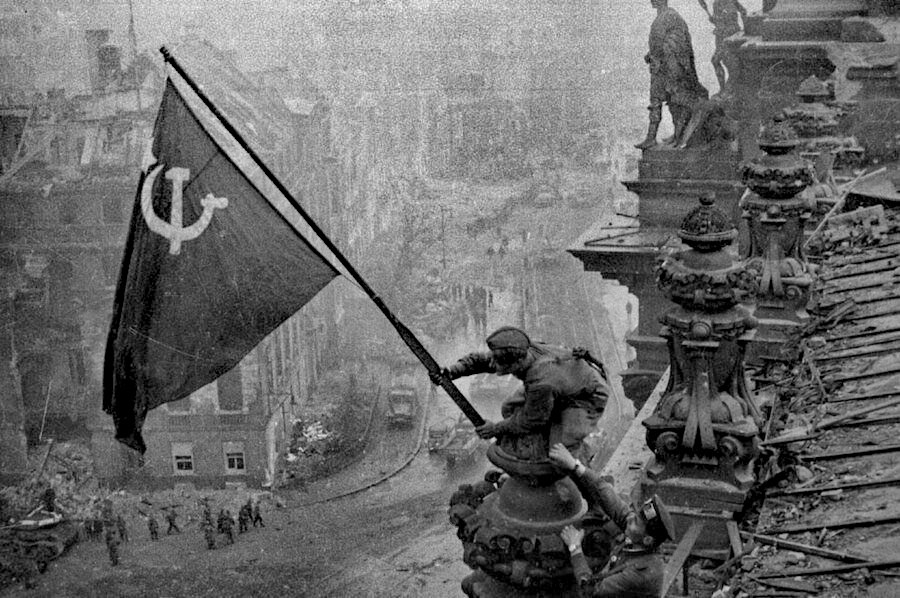
Hissen der „Roten Fahne“

Stalin sah Ende des Zweiten Weltkriegs das schwer beschädigte Reichstagsgebäude, obwohl die Nazis seinen Zweck verachtet hatten, als wichtigstes Symbol des faschistischen Deutschlands. Die Rote Armee setzte daher alles daran, noch vor dem Ende der Schlacht um Berlin, das Gebäude zu erobern. Die blutigen Straßenkämpfe endeten erst, als ein Rotarmist die Rote Fahne auf dem Dach hissen konnten. Das bekannte legendäre Foto ging um die Welt. Das Reichstagsgebäude war zwar stark zerstört, aber seine Substanz war solide, so dass es stehen blieb. Heute können Besucher die restaurierten Graffiti der russischen Soldaten betrachten, die in kyrillischer Schrift Obszönitäten und Flüche, aber auch den bekannten Spruch „Hitler kaputt“, hinterlassen haben.
Das Gebäude wurde ohne den reichen Figurenschmuck des 19. Jahrhunderts in den 1960er Jahren vereinfacht wieder aufgebaut, aber genutzt wurde es kaum, die Abgeordneten der Bundesrepublik tagten in Bonn. Erst 1990 beschlossen die Parlamentarier, das Gebäude wieder als Haus für das Parlament zu nutzen. Das Reichstagsgebäude musste für die demokratischen Ansprüche des vereinten Deutschland jedoch modernisiert werden. Den internationalen Wettbewerb gewann Norman Foster, der das Gebäude zu einem würdigen Sitz des deutschen Parlaments umbauen sollte. Dass ein Ausländer den Zuschlag bekam, sieht MacGregor als Zeichen zum Bekenntnis für einen Internationalismus Deutschlands.
Unerwartet für ein Parlamentsgebäude war die Kunstaktion Verhüllter Reichstag von Christo und Jeanne-Claude 1995. Millionen Besucher bewunderten die Aktion, in der das umstrittene und historisch kontaminierte Gebäude mitsamt seiner Geschichte verpackt wurde und nach den Auspacken völlig anders erschien, reif für die Nutzung als Parlament. Monika Grütters, damals Abgeordnete im Berliner Abgeordnetenhaus, erinnert sich an ihr Empfinden:

„Erst nachdem Christo den Reichstag […] verhüllt und uns dadurch die Augen für die eigentliche Topografie dieses Bauwerks geöffnet hat, haben wir verstanden, dass das unser Haus ist, das Haus der Bevölkerung, ein demokratisches Gebäude, in dem das Parlament sitzt, die Volksvertretung. […] Ganz unerwartet hat es Christo geschafft, durch die Verhüllung die Augen uns allen zu öffnen, so absurd das erscheint, aber genau das war die Idee. Die Verhüllung hat in wenigen Wochen viele Jahre Geschichte in eine gute Perspektive gerückt.“

Norman Foster, der unter anderem die begehbare neue Kuppel über dem Gebäude konstruierte und Wert auf die restaurierten russischen Graffiti legte, schreibt über sein Werk:

„Ich hatte das starke Gefühl, dass der Bau, als er wieder auftauchte [Anmerkung: nach der Verhüllung], die Narben des Krieges, […], der Geschichte, bewahren sollte, was in der Art eines visuellen Museums Spuren der Vergangenheit sind – dass diese Graffiti, obzön oder nicht, ein integraler Bestandteil dieses Baus sein sollten.“

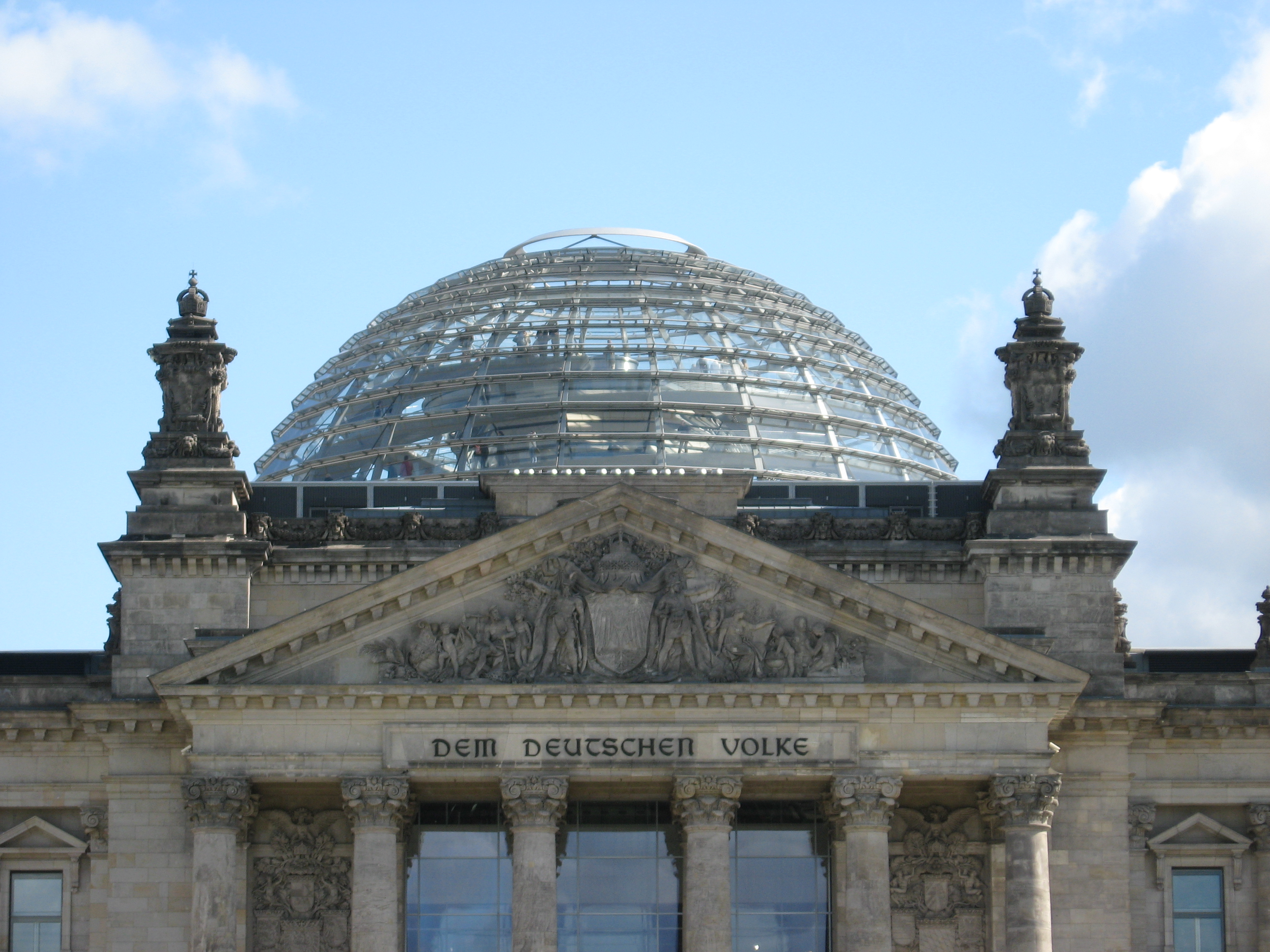
Glaskuppel auf dem Reichstag

Das heutige Haus für den Bundestag ist völlig anders als alle früheren Stadien des Reichstags. Fosters Glaskuppel ist begehbar und lässt einen Blick von oben in das parlamentarische Geschehen im Plenarsaal zu. MacGregor hält den Bau für eine „sprechende architektonische Metapher“. So können die Besucher an jedem Sitzungstag „ihre Politiker im wörtlichen Sinne von oben beaufsichtigen“. Die Kuppel ist ein Bekenntnis zur zivilen Freiheit. Als Edward Snowden die NSA-Überwachungsmethoden der Amerikaner offenlegte, hat Bundeskanzlerin Angela Merkel 2014 als Reaktion darauf unter dieser transparenten Glaskuppel des Reichstagsgebäudes die Notwendigkeit betont, dass Bevölkerung und Parlament die Kontrolle über die Geheimdienste behalten sollen. Für Monika Grütters sind die Besucher, die dort oben in der Kuppel herumlaufen und den Parlamentariern sozusagen „auf der Nase herumtanzen“, „die da oben“, während die Abgeordneten „die da unten“ sind: „Dadurch hat der Sinnspruch Dem deutschen Volke endlich seine Bedeutung erfüllt.“ Norman Foster ist sogar der Ansicht, dass die Kuppel „zum Symbol einer Nation“ geworden sei. Das Reichstagsgebäude war sogar das Symbol für mehrere Deutschlands. Für das Reich von 1871; für die fragile Weimarer Republik; im ausgebrannten Zustand für die Nazidiktatur und für die heutige Demokratie. Ob die Politiker von dieser „architektonischen Metapher“ tatsächlich positiv beeinflusst werden, sollte das „deutsche Volk“ immer wieder nachprüfen, meint MacGregor.
Er verlässt das Reichstagsgebäude, geht durchs Brandenburger Tor und wendet sich der Berliner Mitte zu. Die Stadt sollte in den 1780er Jahren wie die klassische griechische Antike aussehen, es sollte ein neues Athen werden, aber unter Friedrich Wilhelm IV. auch eine Metropole der Bildung. So entstand in den 1840er Jahren gegenüber dem Schloss die Museumsinsel. Kolonnaden und Museumsgebäude im Stil griechischer Tempel sollten Besuchern die Antike näherbringen. Die gebildeten Deutschen im 19. Jahrhundert sollten glaubten, den antiken Griechen ähnlich zu sein. So wurden die griechischen Städte um das Mittelmeer herum oft mit den deutschen Städten an der Ostsee verglichen. Ein Fantasie die Preußen und Bayern (mit der Walhalla) teilten. Die Idee dahinter beinhaltete freiheitsliebende Deutsche (oder Griechen), die gegen imperiale Franzosen (oder Römer) standen. Angesichts der heutigen deutschen Wirtschaftsübermacht gegenüber Südeuropa, dürfte diese Architektur in jenen Ländern eher nicht gut ankommen.
Doch es gibt noch einen anderen Traum, den der Aufklärung, denn Preußen definierte sich nie allein durch seine militärische Macht, auch wenn die meisten Deutschen das nicht so sehen. Das restaurierte Forum Fridericianum, entstanden zur Zeit Friedrich des Großen, vereint mit der Oper, der katholischen St.-Hedwigs-Kathedrale und der Alten Bibliothek, die Ideale des Königs: Kunst und Kultur, religiöse Toleranz, Aufklärung und öffentliche Bildung. Preußen wird heute auch langsam wieder als Kulturstaat gesehen. Doch ist nach der Ansicht von MacGregor „wie so häufig in Berlin auch dort der Wurm drin“. Denn genau an dieser Stelle auf dem Forum Fridericianum verbrannten die Nazis 1933 20.000 Bücher aus der daneben gelegenen Bibliothek, woran heute die Glasplatte in der Pflasterung erinnert, die einen Blick in den unterirdischen Raum mit den leeren Bücherregalen bietet. Gegenüber liegt die Neue Wache und das ehemalige Zeughaus, heute Deutsches Historisches Museum. Dort war das mächtige preußische Militär prominent vertreten.
MacGregor wendet sich zum Ende seines Buches wieder nach Osten. Der am meisten umstrittene „Erinnerungsort“ Berlins ist die damalige Baustelle für den Wiederaufbau des Hohenzollern-Stadtschlosses, an dessen Stelle bis 2006 der Palast der Republik stand. Der Palast war für die Bevölkerung Ostberlins ein beliebter Ort, und so war ihr Protest gegen den Abriss verständlich. 1950 wurde das alte Preußenschloss abgeräumt und 2006 der DDR-Palast. MacGregor: „Erinnerungen an ferne Siege und an jüngere Erfahrungen“. Der Autor beschreibt das entstehende Humboldt Forum als neuen Traum, den Berlin baut; die Museumsinsel für die Kultur Europas und des Mittelmeers, das Schloss für die Kulturen der übrigen Welt. Er sieht dies als doppelsinnigen Dialog, wie er ihn schon ganz zu Beginn des Buches am Münchner Siegestor sah: „Die komplexe deutsche Vergangenheit wird auch hier einmal mehr neu geformt werden, durch ihre Monumente und Erinnerungen.“

## Envoi
Am Ende des Buches, genannt Envoi, was durchaus als Resümee und Ausblick zu deuten ist, befasst sich MacGregor ausgiebig mit zwei Kunstwerken von Paul Klee und Gerhard Richter. Klees Angelus Novus von 1920 und von Gerhard Richter eine Fotografie seiner Tochter Betty, die über ihre rechte Schulter vielleicht zurück auf ein Bild ihres Vaters blickt. Das Foto entstand 1977 und wurde von Richter mehrfach verwendet. Zu dem Bild von Klee zitiert der Autor Walter Benjamin, der in Angelus Novus einen sich entfernenden Engel sieht, der mit aufgerissenen Augen und ausgebreiteten Flügeln sich von der Vergangenheit mit ihren Katastrophen und Trümmerhaufen abwenden muss, er will zwar noch verweilen, um das Zerschlagene wieder zusammenzufügen und die Toten zu wecken, aber er wird, dem Sturm folgend, in die Zukunft gezogen. In Richters Kunst sieht MacGregor eine „Metapher für Deutschlands subtile, wechselhafte, obsessive Beschäftigung mit seiner Vergangenheit“. Ist Richters Tochter Betty gegenüber der Kunst ihres Vaters schüchtern, abgelenkt, gleichgültig oder ablehnend? Sie befindet sich noch in einem Raum, der mit der vergangenen Kunst ihres Vaters angefüllt ist. Jedenfalls wuchs sie in Westdeutschland auf, während ihr Vater seine Jugend in der NS-Zeit erlebte und bis 1961 in der DDR blieb. Beide verkörpern nach MacGregors Ansicht vieles der deutschen Vergangenheit. Die Frau schaut aber auch zurück auf eine dunkle Vergangenheit. MacGregors zentraler Gedanke in diesem Buch lautet, dass „sich Geschichte in Deutschland nicht nur mit der Vergangenheit beschäftigt, sondern, anders als in anderen Ländern Europas nach vorne blickt“. Die beiden Kunstwerke zeigen uns demnach den unverstellten Blick in die Zukunft.

## Rezeption und Rezension
- Antony Beevor: Germany: Memories of a Nation by Neil MacGregor review – Germany’s past is indeed another country. In: The Guardian. 2014, ISSN 0029-7712 (englisch, theguardian.com).
- Johannes Zechner: Rezensionen doi:10.11588/frrec.2018.1.45922 (Hans Ottomeyer, Hans-Jörg Czech: Deutsche Geschichte in Bildern und Zeugnissen. 2016 und Neil MacGregor: Deutschland. Erinnerungen einer Nation).
- Daniela Roth, James M. Skidmore: Neil MacGregor. Germany: Memories of a Nation. In: Seminar: A Journal of Germanic Studies. Band 52, Nr. 3, 2016, ISSN 0037-1939, S. 343–346, doi:10.3138/seminar.2016.52.3.343 (englisch).

Für seinen Einsatz für ein verändertes Deutschlandbild der Briten wurde Neil MacGregor 2015 mit dem 18. Deutschen Nationalpreis ausgezeichnet. Er hatte neben der gleichnamigen Ausstellung „Memories of a Nation“ auch gemeinsam mit der BBC eine mehrteilige Serie zum Thema herausgebracht.

## Ausgaben (Auswahl)
- Germany: Memories of a Nation. Allen Lane, London 2014, ISBN 978-1-101-91152-5 (englisch).
- Germany: Memories of a Nation. Penguin Books, London 2016, ISBN 978-1-101-87567-4 (englisch, eingeschränkte Vorschau in der Google-Buchsuche – Leseprobe).
- Germany: Memories of a Nation. 2. Auflage. Vintage Books, New York 2017, ISBN 978-1-101-91152-5 (englisch).

Deutsche Ausgaben: Übersetzung von Klaus Binder
- Deutschland. Erinnerungen einer Nation. 1. Auflage. C. H. Beck, München 2015, ISBN 978-3-406-67920-9.
- Deutschland. Erinnerungen einer Nation. Der Hörverlag, München 2015, ISBN 978-3-8445-1893-1 (Hörbuch, 7 CDs, 500 min.).
- Deutschland. Erinnerungen einer Nation. Bundeszentrale für politische Bildung, Bonn 2017, ISBN 978-3-7425-0121-9 (Lizenzausgabe für die Bundeszentrale für politische Bildung).